# Châtillon-sur-Chalaronne
Pour les articles homonymes, voir Châtillon et Chalaronne.
Châtillon-sur-Chalaronne est une commune française située dans le département de l'Ain, en région Auvergne-Rhône-Alpes. La commune est chef-lieu du canton de Châtillon-sur-Chalaronne, qui regroupe 26 communes ; elle est membre de la communauté de communes de la Dombes dont elle est le siège.
Ses habitants s'appellent les Châtillonnais et les Châtillonnaises.

## Géographie

### Localisation
Châtillon-sur-Chalaronne se situe dans la région de la Dombes, à l'ouest du département de l'Ain.
Par orthodromie, elle se situe à 23 km à l'est de Mâcon, à autant de kilomètres à l'ouest de Bourg-en-Bresse et aussi à 23 km de Villefranche-sur-Saône. De plus, elle est localisée à 41 km au nord de Lyon et à 362 km au sud de Paris.

### Hydrographie

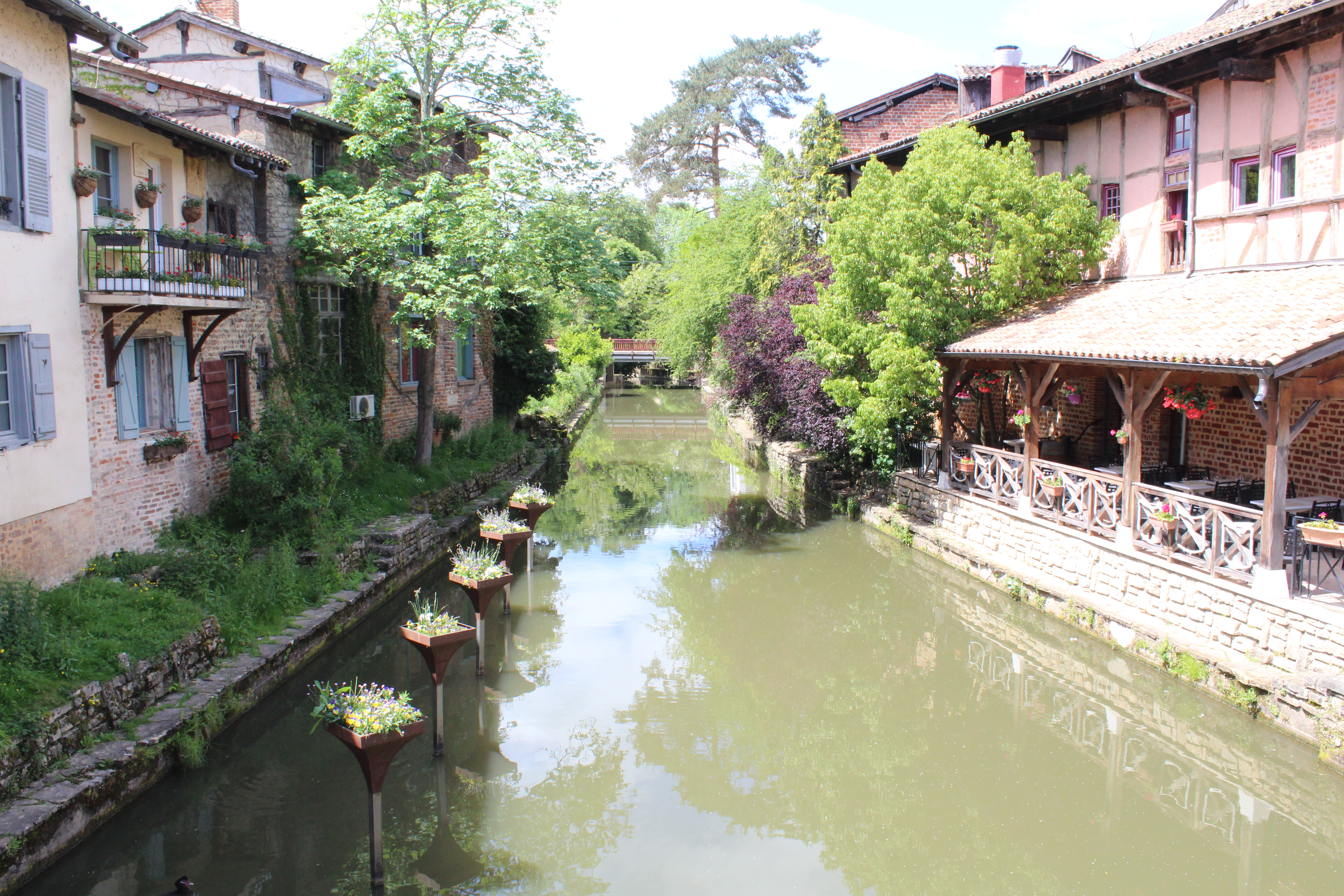
La Chalaronne au centre-ville.

Châtillon-sur-Chalaronne est traversée par le cours d'eau la Chalaronne qui la traverse d'est en ouest en venant de Sandrans et de La Chapelle-du-Châtelard pour se diriger vers L'Abergement-Clémenciat avant de rejoindre entre autres Thoissey, commune où le cours d'eau se jette dans la Saône.
Ce cours d'eau n'est pas l'unique.
Le Relevant, qui a donné son nom à la commune dont le territoire relevait de la commune de Châtillon auparavant, passe dans le sud de la commune, puis se jette dans la Chalaronne près de la rue Pierre Jême. On trouve d'autres ruisseaux, le Bief de Payon et le Bief de Vernisson.
Enfin, Châtillon se situant dans la Dombes, il existe deux étangs et quelques plans d'eau. L'étang Putet se trouve près du lieu-dit éponyme, le long de la route départementale 936. Le second étang, l'étang Charbonnière, se situe près des Rippes, à cheval sur Châtillon et Romans.

### Climat
Pour des articles plus généraux, voir Climat d'Auvergne-Rhône-Alpes et Climat de l'Ain.
En 2010, le climat de la commune est de type climat océanique altéré, selon une étude du CNRS s'appuyant sur une série de données couvrant la période 1971-2000. En 2020, Météo-France publie une typologie des climats de la France métropolitaine dans laquelle la commune est dans une zone de transition entre le climat semi-continental et le climat de montagne et est dans la région climatique Bourgogne, vallée de la Saône, caractérisée par un bon ensoleillement (1 900 h/an), un été chaud (18,5 °C), un air sec au printemps et en été et des vents faibles.
Pour la période 1971-2000, la température annuelle moyenne est de 12 °C, avec une amplitude thermique annuelle de 18,3 °C. Le cumul annuel moyen de précipitations est de 876 mm, avec 10 jours de précipitations en janvier et 7,1 jours en juillet. Pour la période 1991-2020, la température moyenne annuelle observée sur la station météorologique de Météo-France la plus proche, sur la commune de Baneins à 4 km à vol d'oiseau, est de 12,7 °C et le cumul annuel moyen de précipitations est de 880,2 mm,. Pour l'avenir, les paramètres climatiques de la commune estimés pour 2050 selon différents scénarios d'émission de gaz à effet de serre sont consultables sur un site dédié publié par Météo-France en novembre 2022.
| Mois                                  | jan.           | fév.           | mars          | avril         | mai          | juin           | jui.         | août           | sep.         | oct.            | nov.            | déc.            | année    |
| ------------------------------------- | -------------- | -------------- | ------------- | ------------- | ------------ | -------------- | ------------ | -------------- | ------------ | --------------- | --------------- | --------------- | -------- |
| Température minimale moyenne (°C)     | 1,3            | 1,3            | 4,1           | 6,5           | 10,7         | 14,4           | 15,8         | 15,2           | 11,6         | 8,8             | 4,7             | 2,2             | 8        |
| Température moyenne (°C)              | 3,9            | 4,9            | 8,7           | 11,9          | 16,1         | 20             | 22           | 21,6           | 17,3         | 13,1            | 7,8             | 4,7             | 12,7     |
| Température maximale moyenne (°C)     | 6,5            | 8,5            | 13,3          | 17,3          | 21,5         | 25,7           | 28,2         | 28,1           | 23,1         | 17,4            | 10,8            | 7,2             | 17,3     |
| Record de froid (°C) date du record   | −13,3 13.01.03 | −13,5 05.02.12 | −11 01.03.05  | −7,2 08.04.03 | 0,5 05.05.14 | 5,5 06.06.1989 | 7 13.07.1993 | 4,5 30.08.1998 | 1 30.09.1995 | −5,5 31.10.1997 | −8,5 23.11.1998 | −15 30.12.05    | −15 2005 |
| Record de chaleur (°C) date du record | 17 10.01.15    | 21 24.02.20    | 26 22.03.1990 | 30,5 23.04.07 | 35 24.05.09  | 38,7 24.06.03  | 42 24.07.19  | 40,3 13.08.03  | 36 14.09.20  | 30,5 03.10.11   | 23 03.11.05     | 18,5 16.12.1989 | 42 2019  |
| Précipitations (mm)                   | 60             | 50,8           | 53,3          | 72,6          | 79,5         | 72,6           | 79,1         | 76,3           | 77,6         | 99,7            | 95,1            | 63,6            | 880,2    |

### Voies de communication et transports
La proximité de la commune avec les villes de Mâcon, de Bourg-en-Bresse et de Villefranche-sur-Saône lui permet d'être au cœur d'un important réseau d'axes de communication aux niveaux départemental, régional et national.

#### Axes routiers
L'axe routier le plus important de la commune est la route départementale 936. Avant son déclassement en 1973, la voie faisait partie de la route nationale 436 et reliait Saint-Didier-de-Formans à la montée du col de la Faucille via Saint-Claude dans le Jura. Localement, cet axe permet de rejoindre Neuville-les-Dames et Bourg-en-Bresse en se dirigeant vers le nord tandis qu'il permet de se diriger vers Saint-Trivier-sur-Moignans et Villefranche-sur-Saône. Avant 1990, la route passait par le centre et dans le but d'éviter la traversée de Châtillon, la route fut déviée vers l'ouest pour contourner le bourg.
La route départementale 2 traverse Châtillon du nord au sud et est composée de deux tronçons. Le premier vient de Sulignat pour s'intersecter avec la route D 936 tandis que le second vient de Sandrans, traverse le centre puis s'arrête aussi le long de la route D 936. Au niveau départemental, cette voie routière relie Sermoyer au nord à Massieux au sud.
Une autre route départementale traverse la commune, il s'agit de la D 7. Partant de Chalamont puis passant par une petite partie du territoire de Romans et de Sandrans, elle parvient sur le territoire par le sud-est et passe par le bourg avant de poursuivre son chemin en suivant la Chalaronne donc en direction de L'Abergement-Clémenciat et Thoissey, commune où la voie se termine sur un pont enjambant la Saône.
Quatrièmement, la route départementale 17 débute à Guéreins sur un pont sur la Saône qui relie cette commune à celle de Belleville située dans le Rhône. En continuant vers l'est, la voie passe par Baneins avant d'entrer dans Châtillon via le parc d'activités Chalaronne Centre, traverse le centre où elle rencontre la route D 2 près de la place de la République. Un second tronçon débute une centaine de mètres plus au nord et se dirige vers Romans et termine son chemin à Druillat, commune située à mi-chemin entre Ambérieu-en-Bugey et Bourg. Cette route possède une voie annexe, la route D 17c, qui la relie à la route D 2.
Enfin, il existe une voie départementale qui commence le long de la route D 17 et qui se dirige vers le sud pour rejoindre le bourg de Sandrans. Il s'agit de la route départementale 82 qui relie la commune à Miribel.

##### Voies ferroviaires

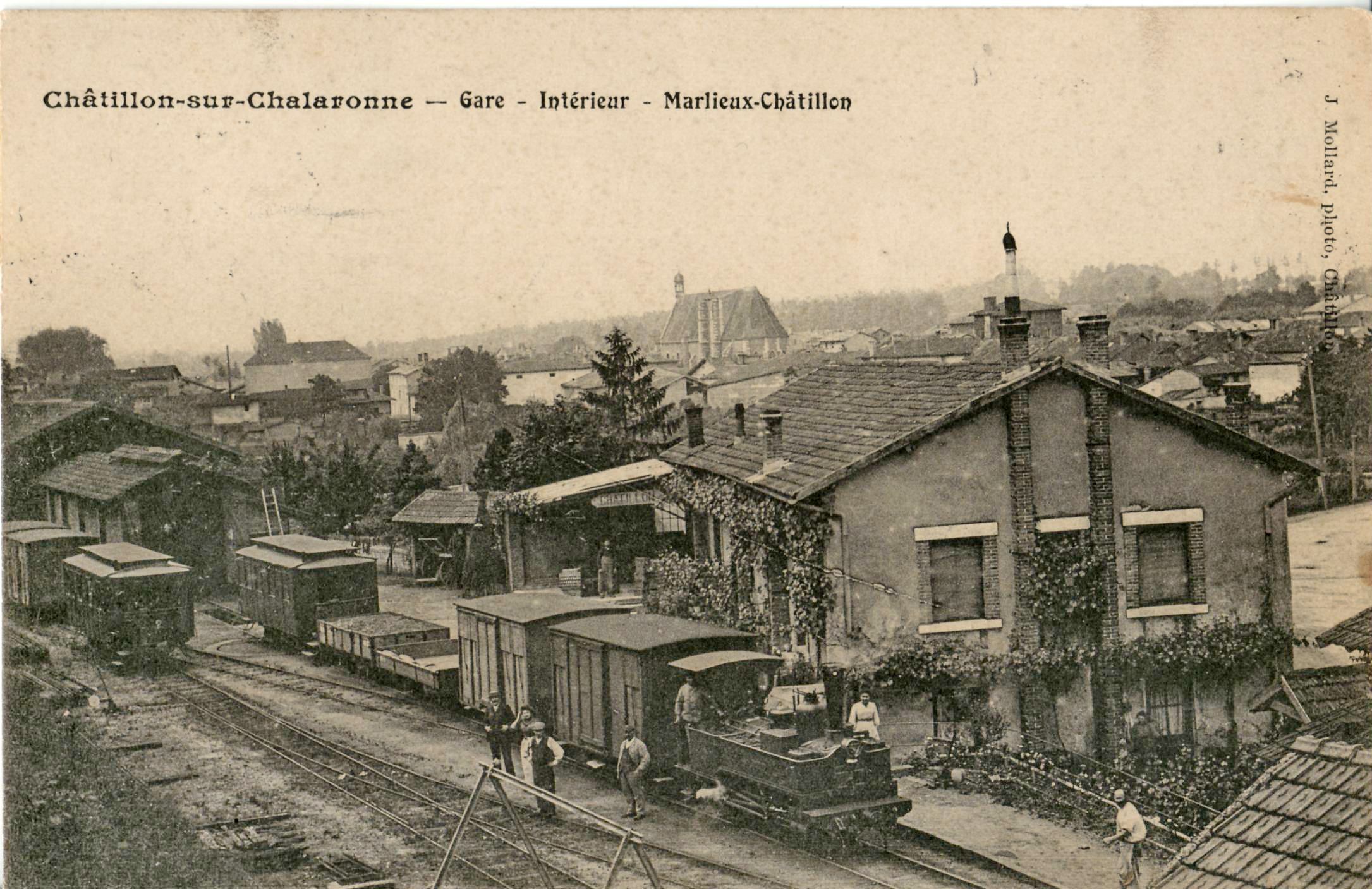
Gare de la ligne de Châtillon - Marlieux.

Le transport ferroviaire arrive pour la première fois à Châtillon en 1879 grâce à une ligne de chemin de fer secondaire à voie métrique gérée par la compagnie du chemin de fer de Marlieux à Châtillon. Longue de 11,375 kilomètres, elle permettait aux Châtillonnais grâce à la gare de Châtillon - Marlieux de rejoindre la gare de Marlieux - Châtillon située à Marlieux le long de la ligne de Lyon-Saint-Clair à Bourg-en-Bresse et construite en ces lieux depuis 1866. Reprise par la Compagnie des Tramways de l'Ain en 1919, la voie cessa d'être exploitée en 1934.
Cette compagnie permit la création d'une seconde gare à Châtillon puisqu'en 1898 fut ouverte la ligne de Jassans à Bourg. Longue de 47 km, la ligne traversait l'actuelle route D 936 et desservait la gare dite du Sud-Est. Victime du progrès et de l'essor de l'automobile, la ligne fut fermée en 1937.
Aujourd'hui, plus aucune ligne ne traverse la commune mais la ligne reliant Lyon à Bourg est toujours en service puisqu'elle accueille les TER de la région Rhône-Alpes et s'arrêtent à la gare de Marlieux - Châtillon. Une autre gare située à proximité est desservie par les trains de la même ligne et il s'agit de la gare de Villars-les-Dombes.
Pour rejoindre les grandes villes de France et d'Europe, deux lignes traversent la région. La ligne à grande vitesse Paris - Lyon - Marseille ou LGV Sud-Est, traverse l'ouest de la Dombes en passant notamment par Saint-Étienne-sur-Chalaronne ou Chaleins. La gare de Mâcon-Loché-TGV, au sud-ouest de Mâcon, est desservie par des TGV reliant Paris à Lyon, Annecy ou Milan. L'autre ligne, la ligne traditionnelle Paris - Marseille via Dijon passe à Belleville. Sa gare est desservie par les TER Auvergne-Rhône-Alpes.

#### Transports en commun
La commune est reliée au réseau départemental des bus car.ain.fr par l'intermédiaire de deux lignes. La première est la ligne 119 qui fait la liaison entre Villefranche-sur-Saône et Bourg-en-Bresse et dessert les arrêts Office du tourisme et ZI Route de Belleville. Tous les jours de la semaine excepté les jours fériés, il existe des navettes sur la ligne qui ne s'arrêtent qu'à un nombre réduit d'arrêts entre les deux villes dont les deux de la commune.
La seconde ligne est la ligne 102. Elle relie Châtillon à Villars-les-Dombes et dessert seulement l'arrêt Office du tourisme.

#### Transport aérien
La commune ne dispose pas de plateforme aéroportuaire. Les habitants de la commune doivent se rendre à l'aéroport de Lyon-Saint-Exupéry distant de 60 kilomètres ou bien à l'aéroport de Genève distant de 130 kilomètres pour effectuer des vols à l'international.

## Urbanisme

### Typologie
Au 1er janvier 2024, Châtillon-sur-Chalaronne est catégorisée bourg rural, selon la nouvelle grille communale de densité à 7 niveaux définie par l'Insee en 2022.
Elle appartient à l'unité urbaine de Châtillon-sur-Chalaronne, une unité urbaine monocommunale constituant une ville isolée,. Par ailleurs la commune fait partie de l'aire d'attraction de Châtillon-sur-Chalaronne, dont elle est la commune-centre,. Cette aire, qui regroupe 5 communes, est catégorisée dans les aires de moins de 50 000 habitants,.

### Occupation des sols
L'occupation des sols de la commune, telle qu'elle ressort de la base de données européenne d’occupation biophysique des sols Corine Land Cover (CLC), est marquée par l'importance des territoires agricoles (80,4 % en 2018), en diminution par rapport à 1990 (86,8 %). La répartition détaillée en 2018 est la suivante : 
terres arables (39,2 %), prairies (20,4 %), zones agricoles hétérogènes (20,4 %), zones urbanisées (12,3 %), zones industrielles ou commerciales et réseaux de communication (4 %), espaces verts artificialisés, non agricoles (3,2 %), cultures permanentes (0,4 %), forêts (0,2 %).
L'évolution de l’occupation des sols de la commune et de ses infrastructures peut être observée sur les différentes représentations cartographiques du territoire : la carte de Cassini (XVIIIe siècle), la carte d'état-major (1820-1866) et les cartes ou photos aériennes de l'IGN pour la période actuelle (1950 à aujourd'hui).

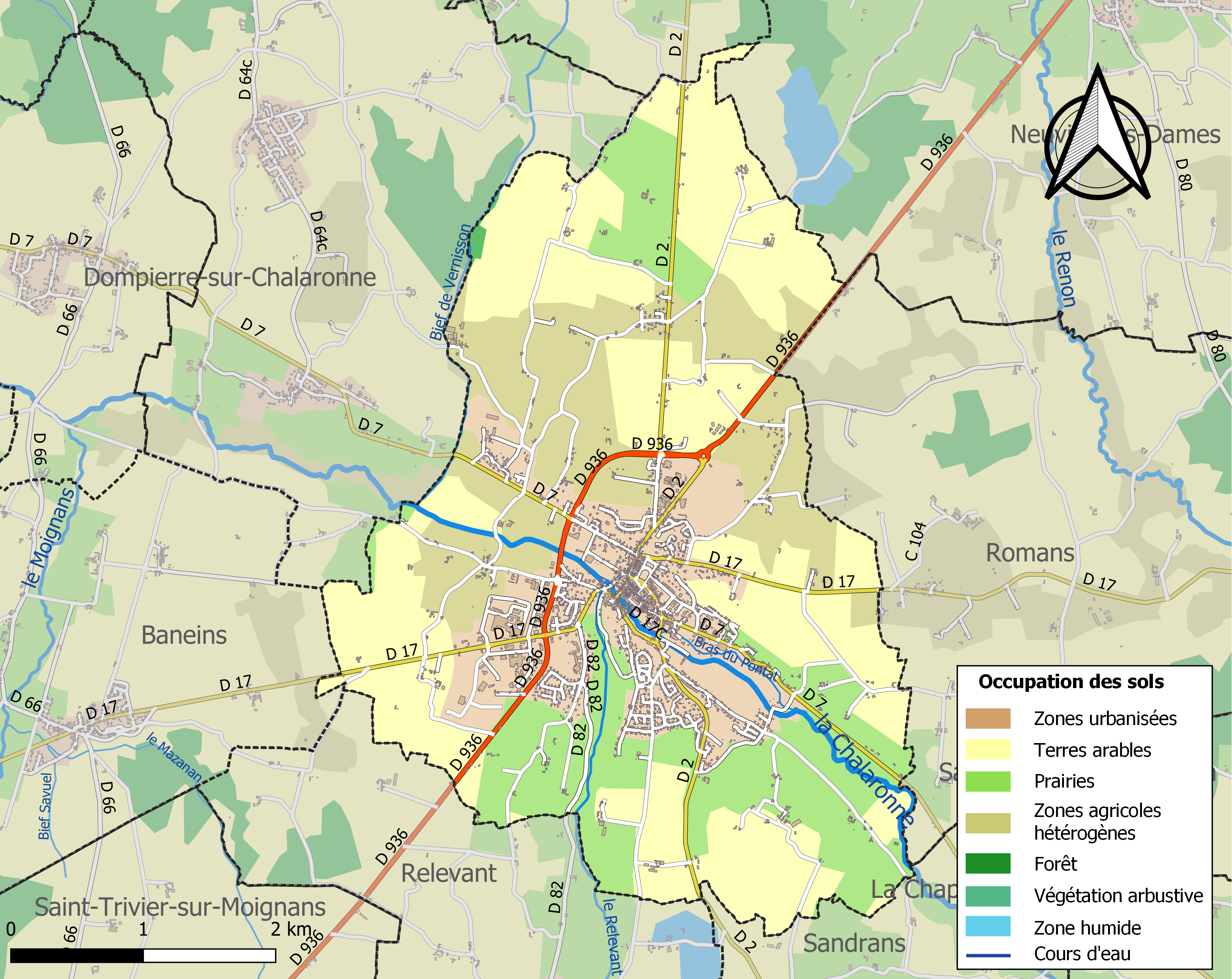
Carte des infrastructures et de l'occupation des sols de la commune en 2018 (CLC).

## Toponymie

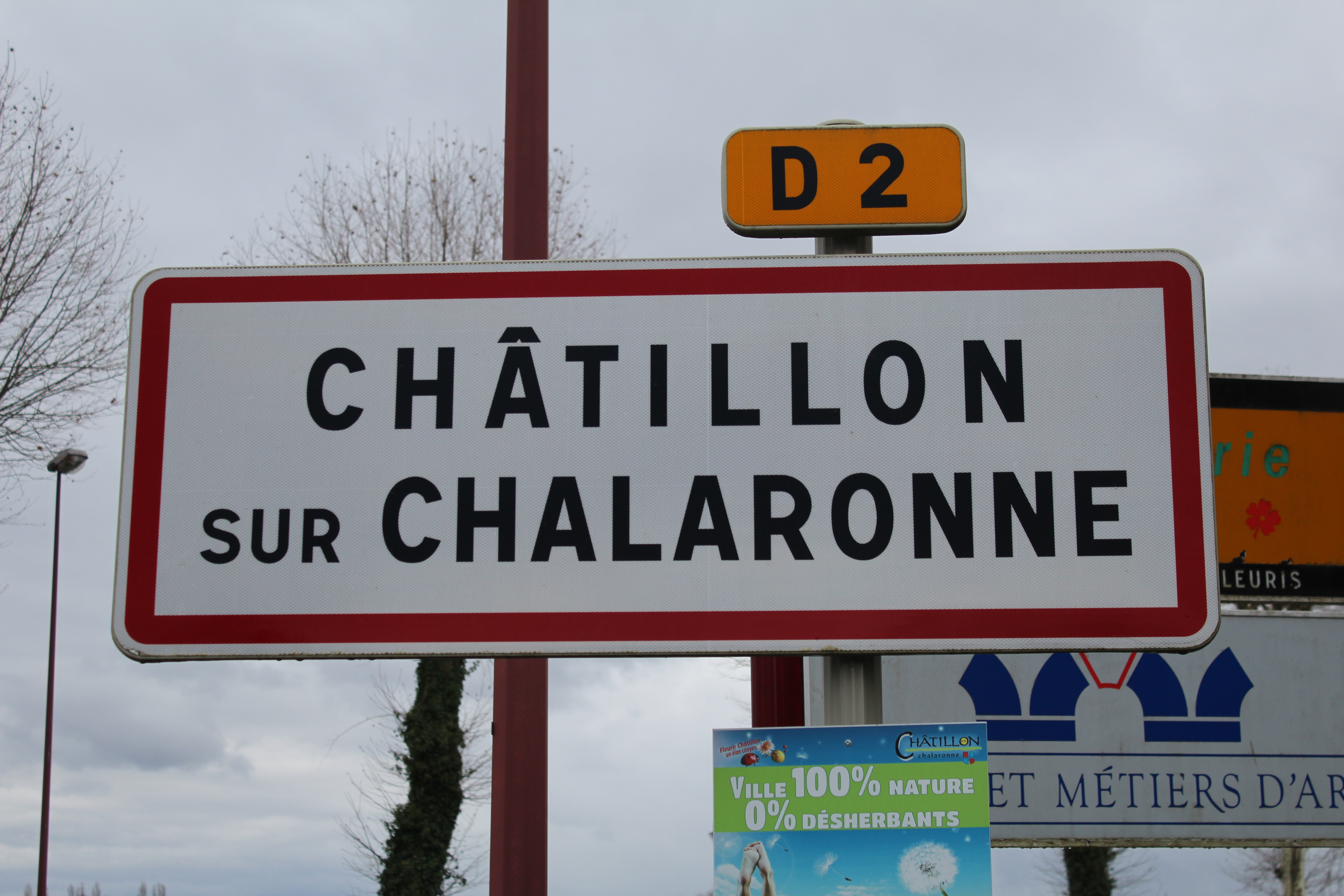
Panneau d'entrée.

### Origine du nom
Située au confluent de la Chalaronne et du Relevant, Châtillon est une ville installée au cœur de la Dombes, ce qui lui vaudra différentes appellations au cours des siècles dont Châtillon en Dombes et Châtillon-lès-Dombes. Toutefois, la Révolution française fit ôter la référence à la Dombes pour la remplacer par la Chalaronne.
Châtillon serait un dérivé, sans doute mérovingien, du bas latin castellum, diminutif de castrum, accompagné du suffixe -ionem. Castrum désigne d’abord tous les types de forteresse, depuis le simple donjon jusqu’à l’enceinte urbaine, puis se spécialise dans le sens de « château fort » et se réduit ensuite à celui de « grande maison de plaisance ».
L'autre partie du nom fait référence à la Chalaronne, rivière passant dans la commune ayant aussi donné son nom aux villages de Dompierre-sur-Chalaronne, Saint-Didier-sur-Chalaronne et Saint-Étienne-sur-Chalaronne. Chalaronne viendrait probablement du gaulois caljo signifiant pierre.

### Anciens noms
Du fait de son importance historique, on trouve de nombreuses références à la commune sous différents noms au fil des siècles. La première fois qu'est citée Châtillon se situe dans le Recueil des chartes de Cluny et date de 1049 où le nom est Castellio.
Le siècle suivant, c'est au tour de Chasteillon d'être mentionné. Une petite variante se trouve vers 1244 selon Marie-Claude Guigue qui parle de Chastellon. À la même époque, autour de 1251, Castellio in Dumbis, est évoqué selon les archives départementales du Rhône. Quant aux archives de la Côte-d'Or, la mention Casteilio Dombarum existe en 1274, Casteliio supra Calaronam, en 1280 et Castellio de Challarona en 1299. Samuel Guichenon, dans son Histoire de la souveraineté de la Dombes, nous informe que Chasteyllion en Dombes fut évoqué autour de l'année 1324.
Les archives de la Côte-d'Or mentionnent Chastellion de Dombes en 1463 puis Chastillon en 1553. Samuel Guichenon, qui parle de la commune mais dans un autre ouvrage nommé Histoire de la Bresse et du Bugey, évoque Castillio de Dombes en 1561. Dans son ouvrage premièrement cité, il note en 1662 que le nom de la commune est Châtillon de Dombes et non pas Châtillon les Dombes qui tout le monde dit abusivement. Selon l'enquête Bouchu, Chastillon les Dombes, est un des noms utilisés pour se référer au village en 1670.
La description de Bourgogne parle de Châtillon-lès-Dombes en 1734 tandis que Louis Aubret mentionne Châtillon de Dombes et Châtillon en Dombes à la même période. Durant la Révolution, Châtillon-les-Dombes change de nom pour devenir Châtillon-sur-Chalaronne afin d'enlever toute référence à l'Ancien régime. Ce nom resta inchangé après la fin de cette période et est toujours le nom actuel de la commune.

## Histoire

### Situation géographique
Le plateau de la Dombes est comme ceinturé naturellement sur trois côtés par la costière et c’est seulement par le nord, du côté de la Bresse, qu’il est facile de communiquer avec le voisinage. C’est précisément en fonction de cette facilité d’établir des relations qu’il convient d’apprécier la situation de Châtillon-sur-Chalaronne. Les conditions ont varié selon les époques. Une comparaison avec Villars-les-Dombes est particulièrement éclairante.
Jusqu’au Moyen Âge, on peut considérer que l’ensemble de la Dombes vit en vase clos. Les principales voies romaines la contournent par l’ouest (la voie de l’Océan) ou par l’est en direction de l’Helvétie. Si une possible traversée existait de Montluel, qualifiée parfois de porte de la Dombes, en direction de Châtillon, elle ne jouait qu’un rôle très secondaire. Du Moyen Âge jusqu’au XIXe siècle la situation de la commune apparaît en effet comme privilégiée à un double titre. La Chalaronne, est la principale artère du réseau hydrographique dombiste avec un bassin-versant de 175 km2. La confluence juste à l’aval avec le Relevant, son modeste affluent de rive gauche, souligne cet avantage. D’autre part, la confluence avec la Saône, axe majeur, n’est que d’une quinzaine de km. En revanche, le Renon, autre principal cours d’eau, dont le bassin-versant est de 130 km2, n’est qu’un sous-affluent par l’intermédiaire de la Veyle. Selon la règle constante, le trafic suit la ligne des rivières. Par comparaison, en 1793, Villars n’est qu’une localité banale de 381 habitants par comparaison avec les 2179 de Châtillon[réf. souhaitée].
Cette situation par rapport aux moyens de communication s’est modifiée au cours du XIXe siècle. En ce qui concerne le réseau routier, le besoin s’étant fait sentir d’une liaison plus rapide entre Lyon et Bourg-en-Bresse, des travaux importants ont été entrepris dans les années 1840 pour supprimer les nombreuses fondrières. Villars, placée à mi-chemin sur le tracé le plus direct est devenu le principal relais de cette artère. Les facilités de liaison se sont encore améliorées par la construction d’une voie ferrée. En 1866 était mise en service par la Compagnie de la Dombes d’une ligne de 51 km reliant les deux villes. La gare de Villars à mi-parcours date de cette époque. La population s’est brusquement accrue. La barre du millier a été atteinte dès 1846 (1036 habitants) et largement dépassée (1612) en 1876.Depuis ces temps déjà lointains, en 2020, dans un système de communication inchangé, en développant chacune leurs propres atouts les deux communes ont aujourd'hui le même nombre d’habitants (4968 à Châtillon-sur-Chalaronne, 4946 à Villars-les-Dombes)[réf. souhaitée].

### Un Moyen Âge glorieux

#### Une communauté soudée
Si la foi chrétienne a été, comme partout, le ciment fondamental de la communauté, elle s’est manifestée de manière éclatante dès le XIe siècle en même temps qu’est attestée l’existence de la châtellenie. Deux membres de la famille de Châtillon se sont rendus illustres. Bérard fut évêque de Mâcon et participa à la croisade prêchée par Godefroy de Bouillon à la tête d’une compagnie de chevaliers bressans et mâconnais. Etienne, son petit-neveu, suivit ses traces mais après une halte de 27 ans dans l’austère chartreuse bugiste de Portes. Il y conquit, de haute lutte, l’auréole des saints.
Certes, il n’est toujours pas question pour la population de pouvoir choisir ses seigneurs et maîtres. Elle n’a pu jouer qu’un rôle de spectatrice face aux arrangements, matrimoniaux en particulier, qui ont placé à son commandement après les Châtillon les Enchaînés en 1101, les Bagé en 1228 et, à partir de 1272, mais cette fois pour plusieurs siècles - jusqu’en 1601 - la maison de Savoie, avec ses comtes puis, à partir de 1415, ses ducs. Dès la première année de sa prise de possession, le comte Philippe va octroyer à ses nouveaux sujets une charte de franchises par laquelle les habitants conquièrent la liberté pour leurs personnes qui échappent désormais au servage et l’entière propriété de leurs biens qui ne seront plus soumis au régime de la mainmorte. Désormais, « celui qui viendra établir son domicile dans la ville de Châtillon, y restera un an et un jour jouira du privilège de liberté et sera déclaré bourgeois ». Les conséquences vont être considérables par l’afflux de particuliers des campagnes voisines, serfs et prolétaires de tous ordres. L’activité économique va être fortement stimulée. « La bourgade, jusqu’alors inerte et passive, deviendra communauté organique, et son dynamisme va lui permettre de prendre en mains et de forger son propre destin ».
Sans doute ne s ‘agit-il pas de la part du prince d’un geste de pure générosité. Il va tirer avantage de l’enrichissement de ses sujets, soumis à l’impôt dans leur vie quotidienne à divers titres mais aussi dans un certain nombre de cas exceptionnels (départ en croisade, mariage d’une fille, promotion dans l’ordre chevaleresque, nouveaux agrandissements du domaine). Mais le montant de la somme ne sera pas fixé arbitrairement : « Cette aide sera taxée, non pas nous, mais par les habitants eux-mêmes en tenant compte de l’importance des dépenses que nous aurons à faire, de la richesse de la ville et des ressources de chaque particulier sous le contrôle d’un de nos officiers, prud’homme et discret ». Par ce biais était introduit pour la première fois le droit de réunion. L’assemblée générale des habitants est reconnue de ce fait comme une commune avec droit, certes limité, de s’administrer. Il s’agit d’une conquête inouïe dans le monde féodal.

#### La place forte savoyarde
L’histoire de Châtillon durant les 329 années d’appartenance à la Maison de Savoie est d’abord celle d’une de place forte, d’«un poste avancé de tout premier ordre, à la frontière extrême de ses Etats, face aux incursions toujours possibles des sires de Beaujeu, des troupes du roi de France et contre les bandes armées et pillardes des Grandes Compagnies ». Il appartenait au prince lui-même de transformer en une vraie forteresse le château du XIe siècle, campé sur la moraine à 250 mètres d’altitude, soit une trentaine de mètres au-dessus des entailles confluentes de la Chalaronne à l’est et du Relevant à l’ouest, mais facilement accessible par une rampe du côté nord. Celle-ci permettra aux attelages d’amener sur le site les matériaux de construction, principalement les carrons savoyards, ces typiques briques rouges cuites dans les proches carronnières. Il en faudra d’énormes charrois pour édifier les 310 mètres du rempart de clôture ainsi que les huit tours et le donjon, le logis du châtelain et la chapelle Notre-Dame. En revanche, c’était la communauté qui devait ériger à ses frais au nord du château et en contiguïté les 1100 mètres de murailles, la Chalaronne étant franchie par des arches. Dans ce rempart s’ouvraient les trois portes de Durlevant à l’ouest, de Bourg au nord et de Villars à l’est. Les travaux commencés en même temps que ceux du château, ne seront achevés qu’un siècle et demi plus tard.
Par chance ces défenses n’ont eu à jouer qu’un rôle dissuasif au cours des siècles. Mais, création de la Maison de Savoie, ces fortifications ne devaient pas survivre à sa domination sur les terres bressanes. Lors du conflit qui opposa le roi Henri IV au duc Charles-Emmanuel Ier, les lieutenants de Biron au service sa Majesté se firent ouvrir les portes de la ville le 8 mai 1595 après un simulacre de bombardement. La place forte, en territoire français à partir du traité de Lyon en 1601, devait être démantelée, ses tours décapitées.

Venues de Bourg-en-Bresse, les religieuses de l’ordre des Ursulines, fondé à Brescia en 1535 par Angèle Merici, se sont installées en 1639 au pied du château. Le couvent accueillait les jeunes filles de la noblesse et de la bourgeoisie qui y recevaient une éducation qui leur permettrait de figurer honorablement dans le monde. Les Ursulines furent autorisées à se fournir en matériaux dans les ruines du château ce qui explique que l’imposant bâtiment soit entièrement en briques. Le régent Philippe d’Orléans fit ensuite une bonne affaire en leur vendant l’ensemble de la motte féodale,. Elles n’en avaient sans doute pas un grand usage. Les arcades ont été démolies en 1778 et les fossés comblés en 1780. L’ensemble fut confisqué et vendu comme bien national pendant la Révolution. Il jouera le rôle de prison puis sera au XIXe siècle transformé partiellement en caserne de gendarmerie,. Quant aux remparts de la ville ils ont été arasés ainsi que les portes de Durlevant et de Bourg en 1794. Une montée sur la butte du château permet d’en découvrir les vestiges mais aussi d’apprécier sa valeur comme site défensif grâce au vaste panorama offert aux regards.

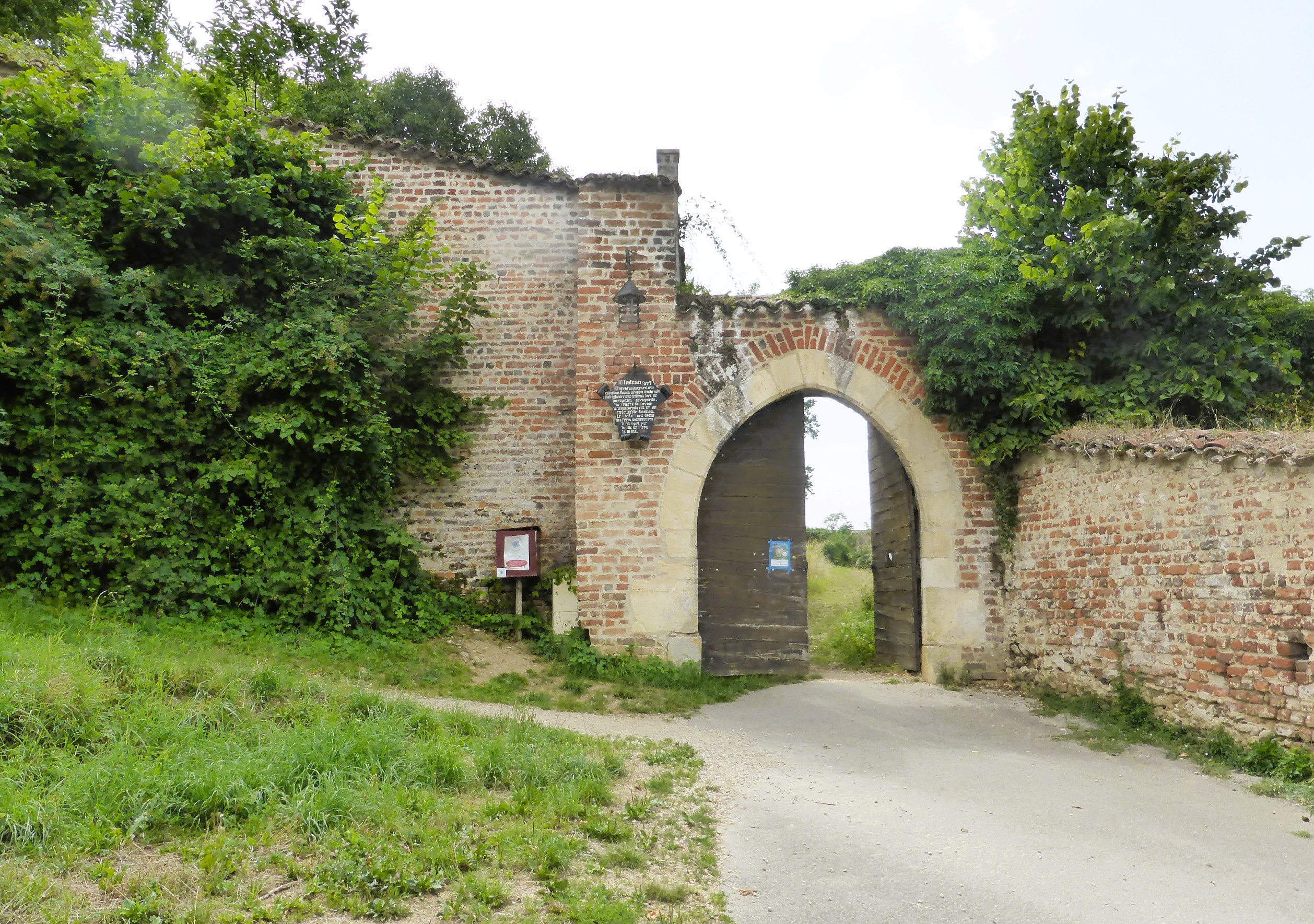
Entrée dans l'enceinte du château
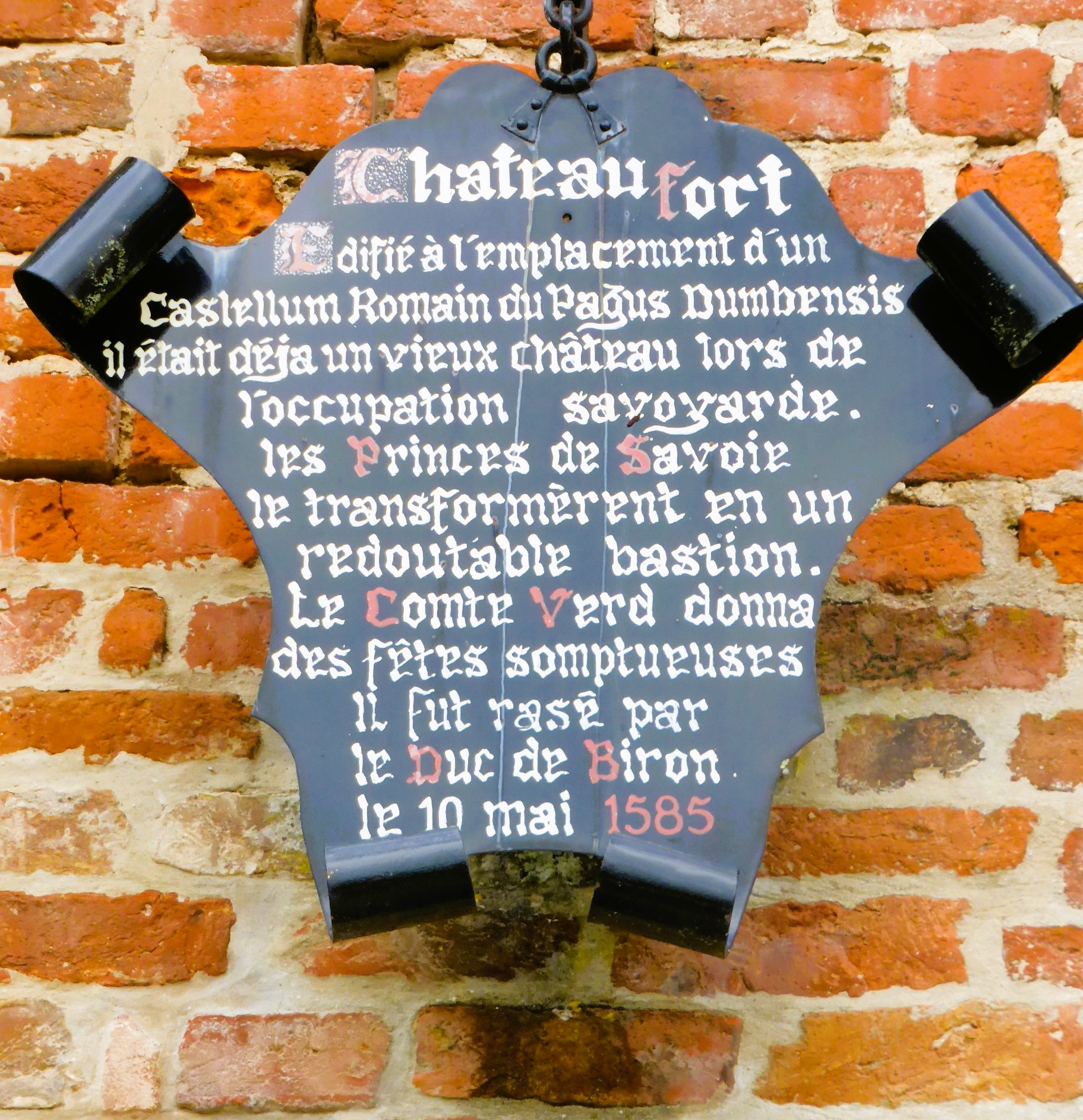
Panneau explicatif
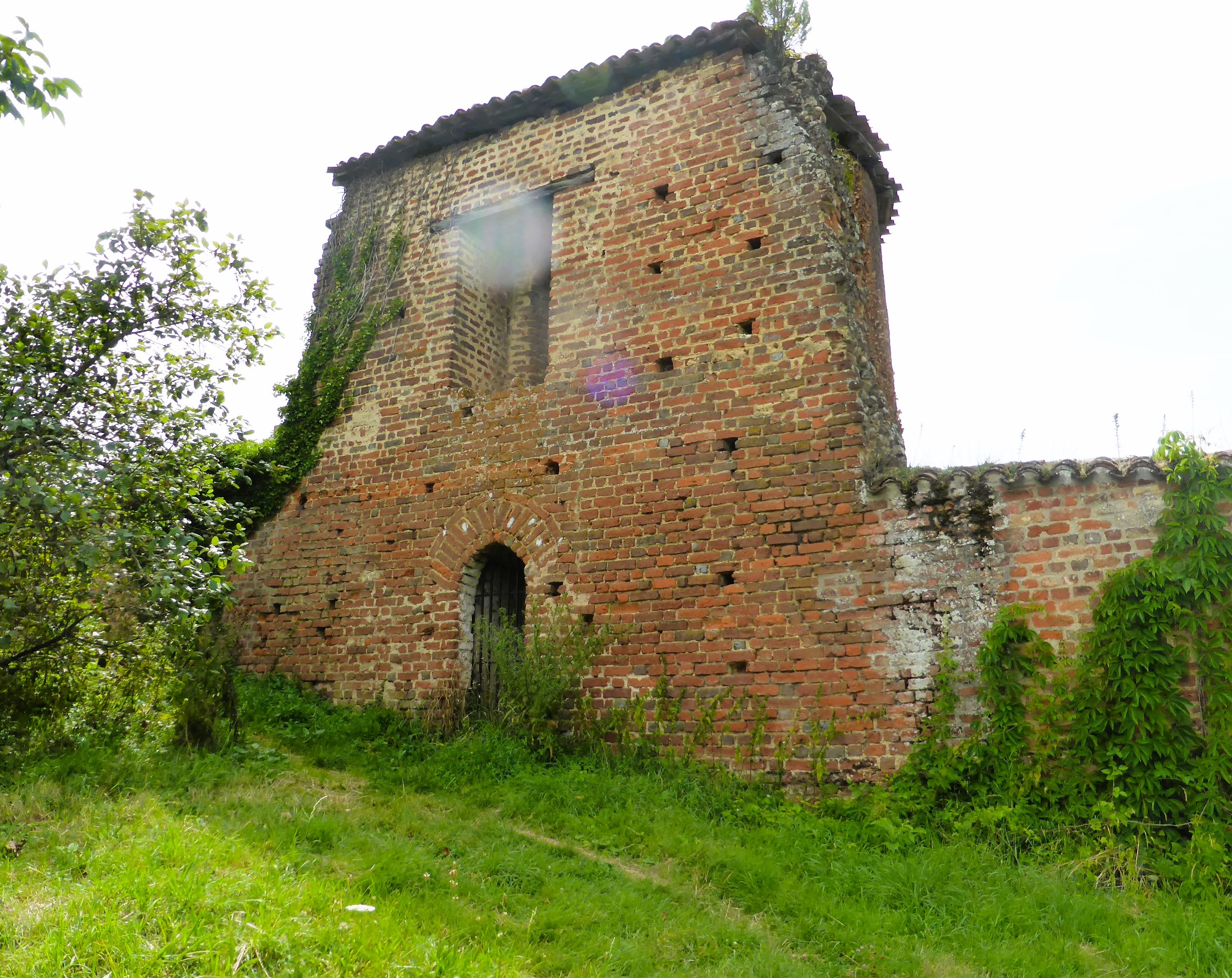
Maison dans l'ancien château
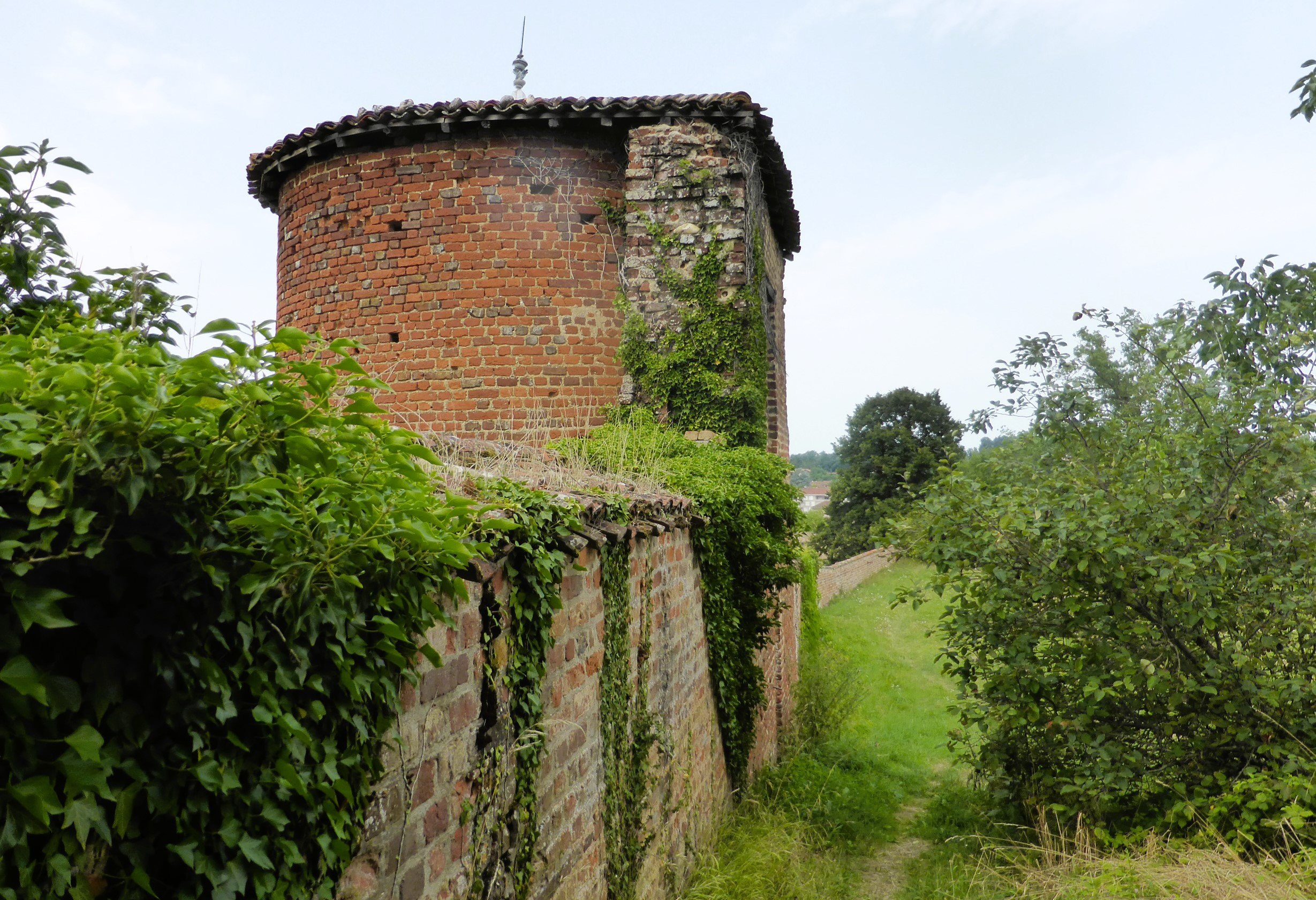
Tour et remparts
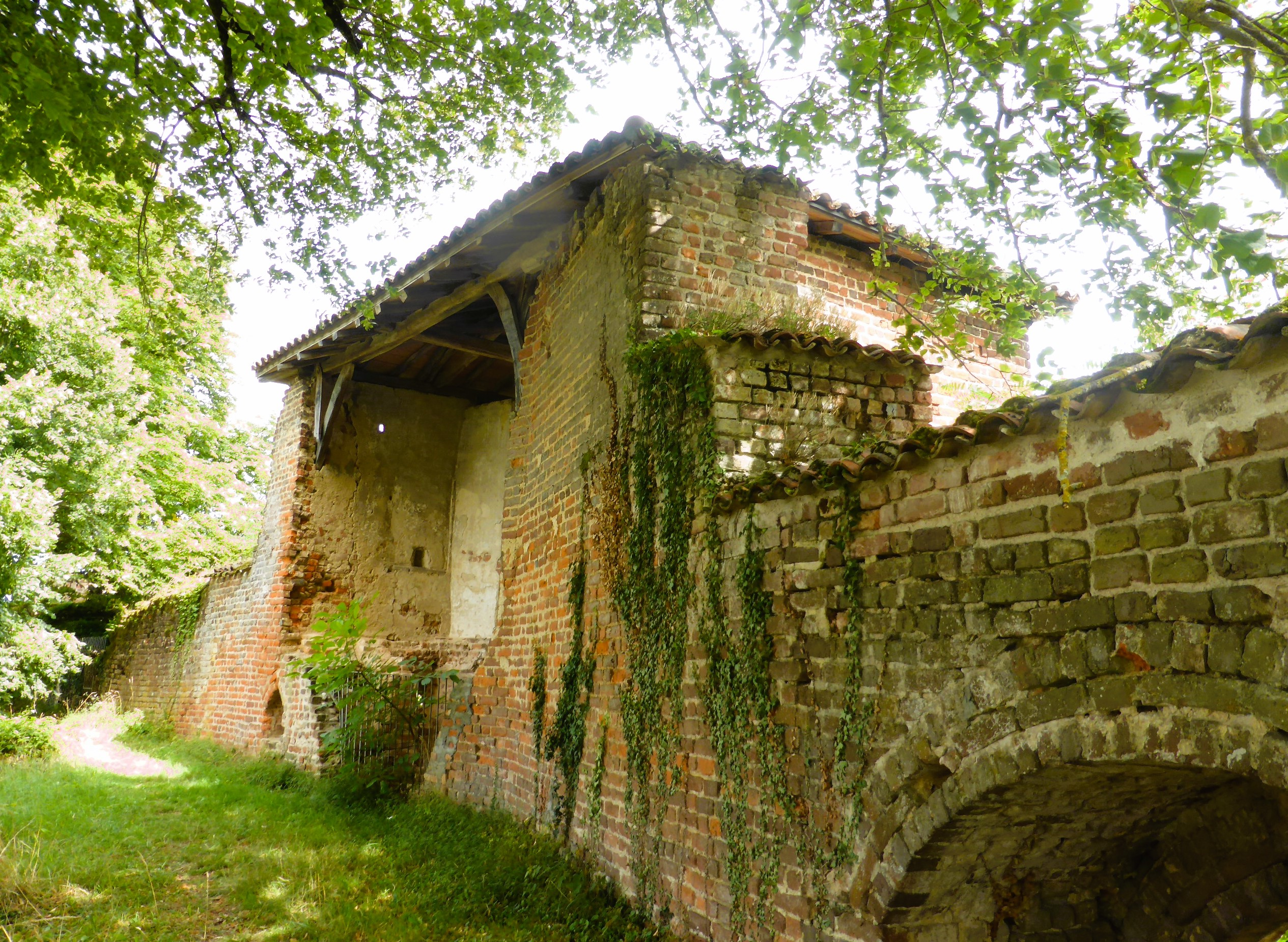
Partie haute de l'enceinte
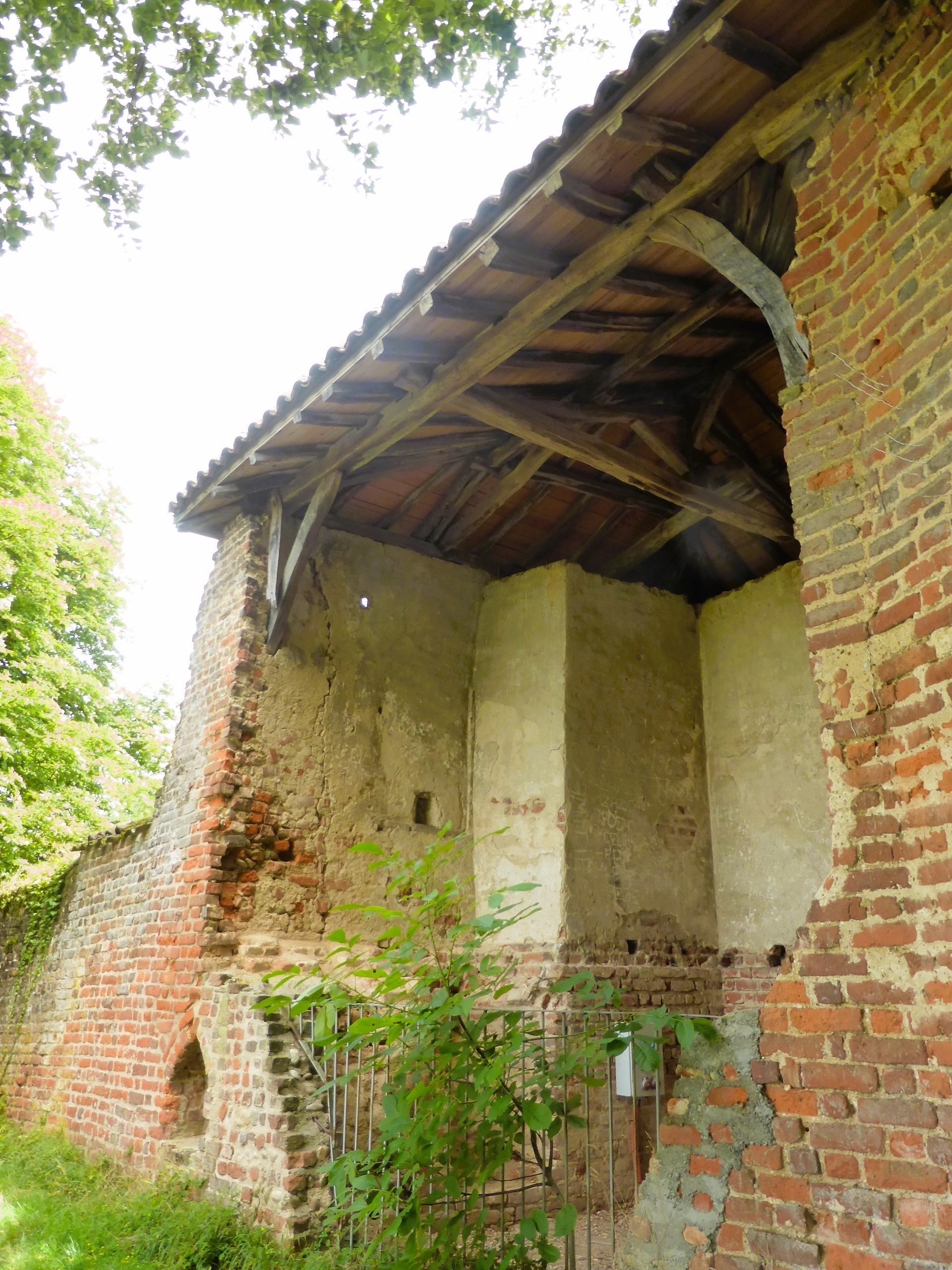
Détail
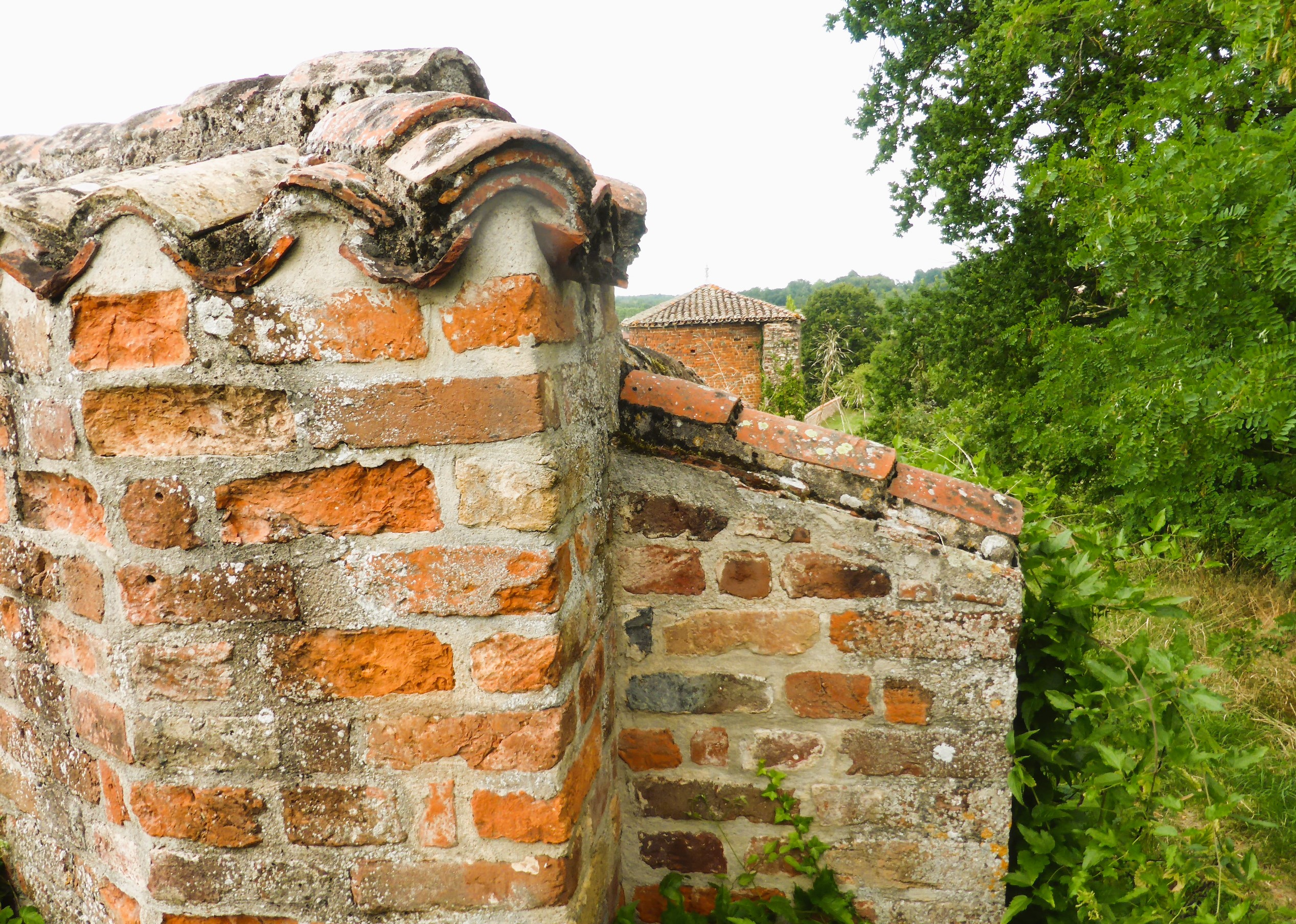
Carrons
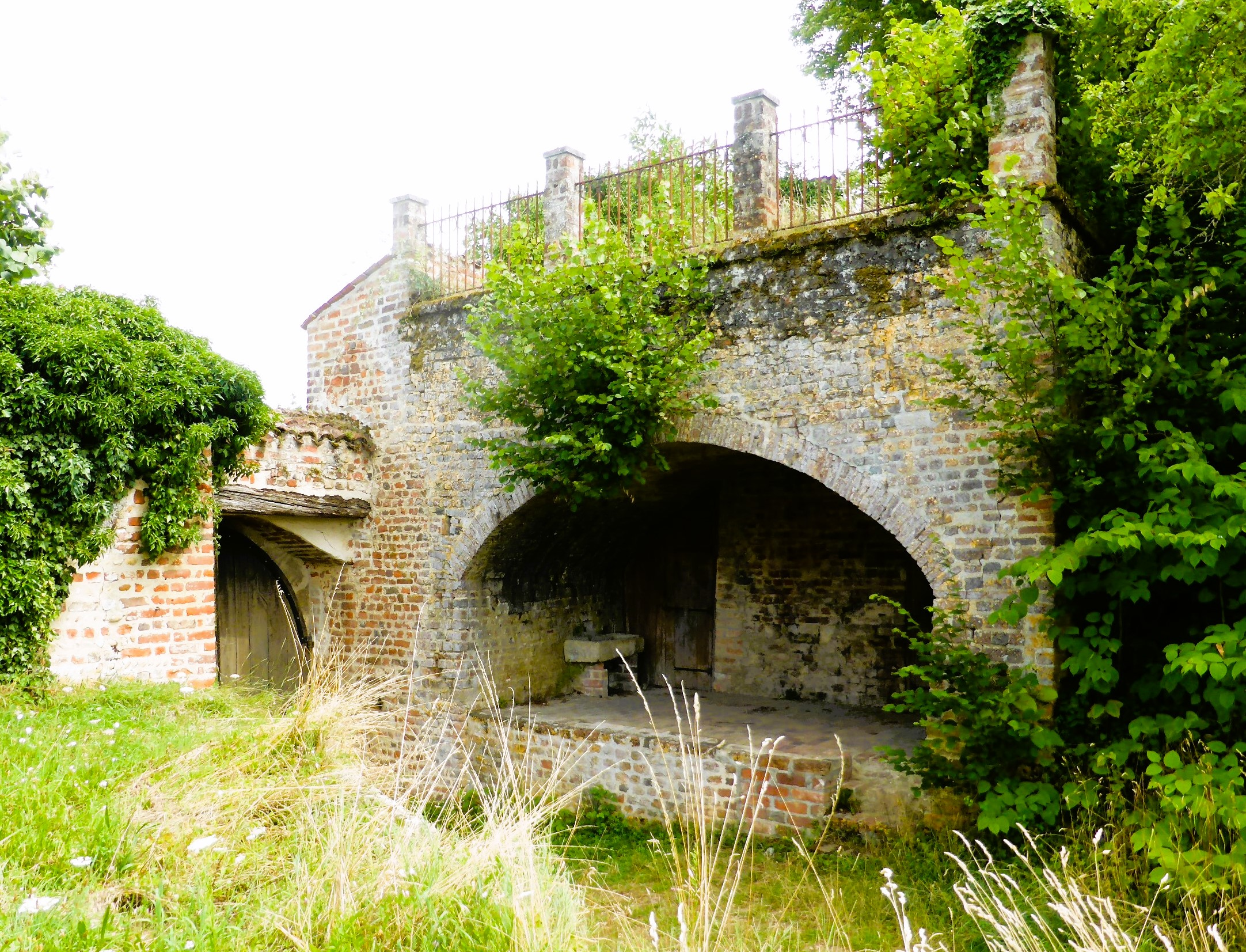
Belvédère du château
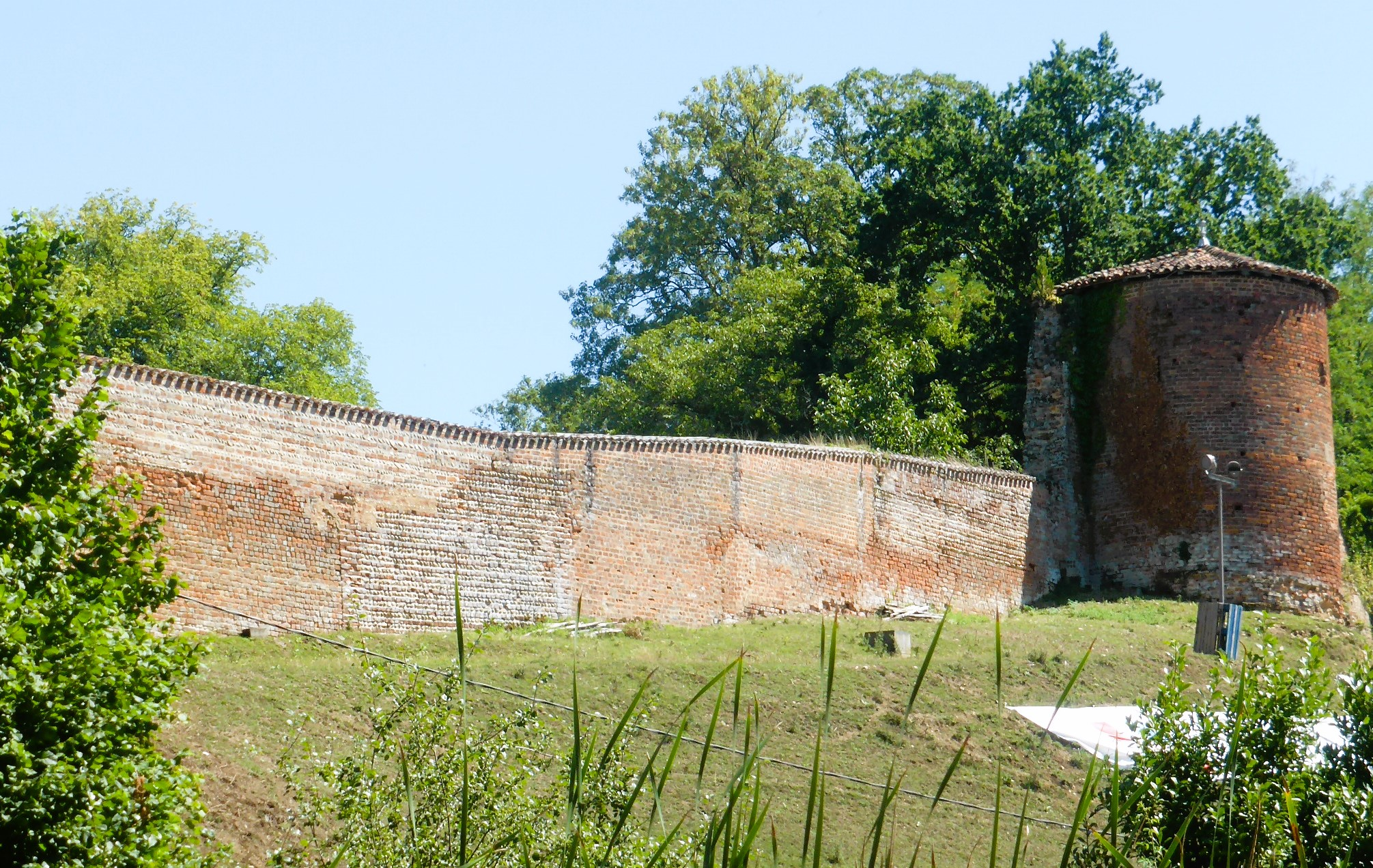
Remparts vus de l'extérieur
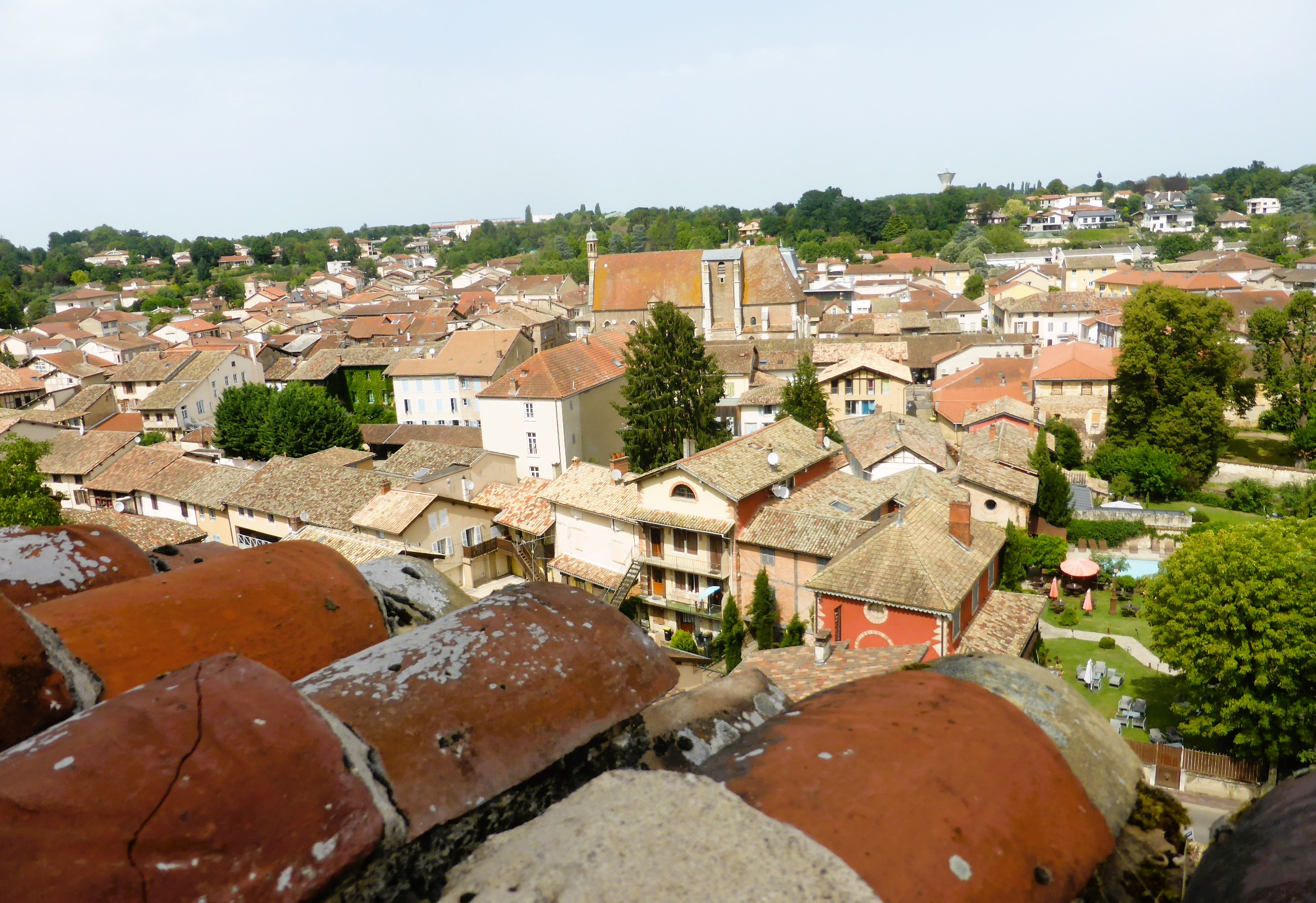
Panorama (partie amont)
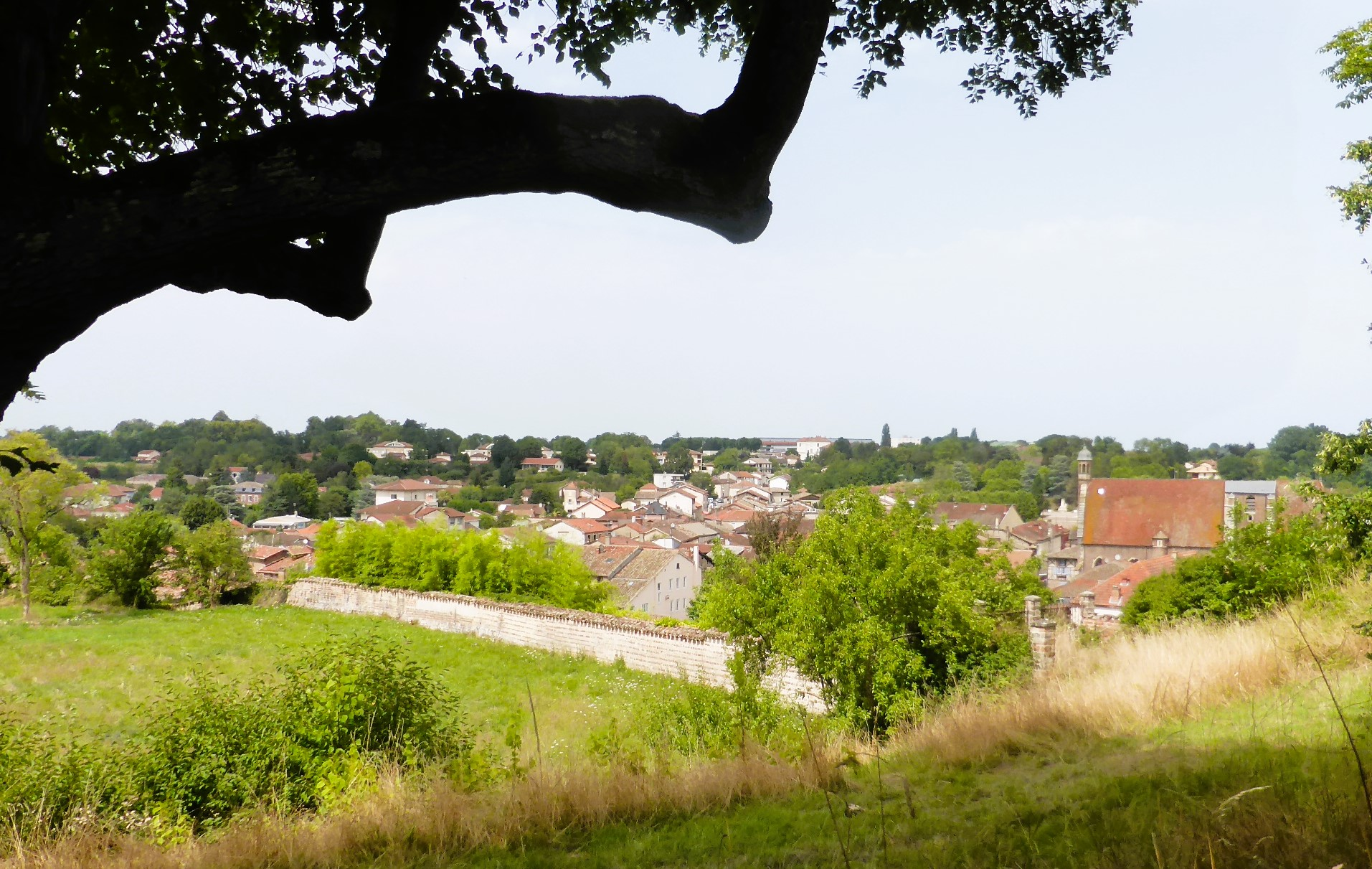
Panorama (partie aval)
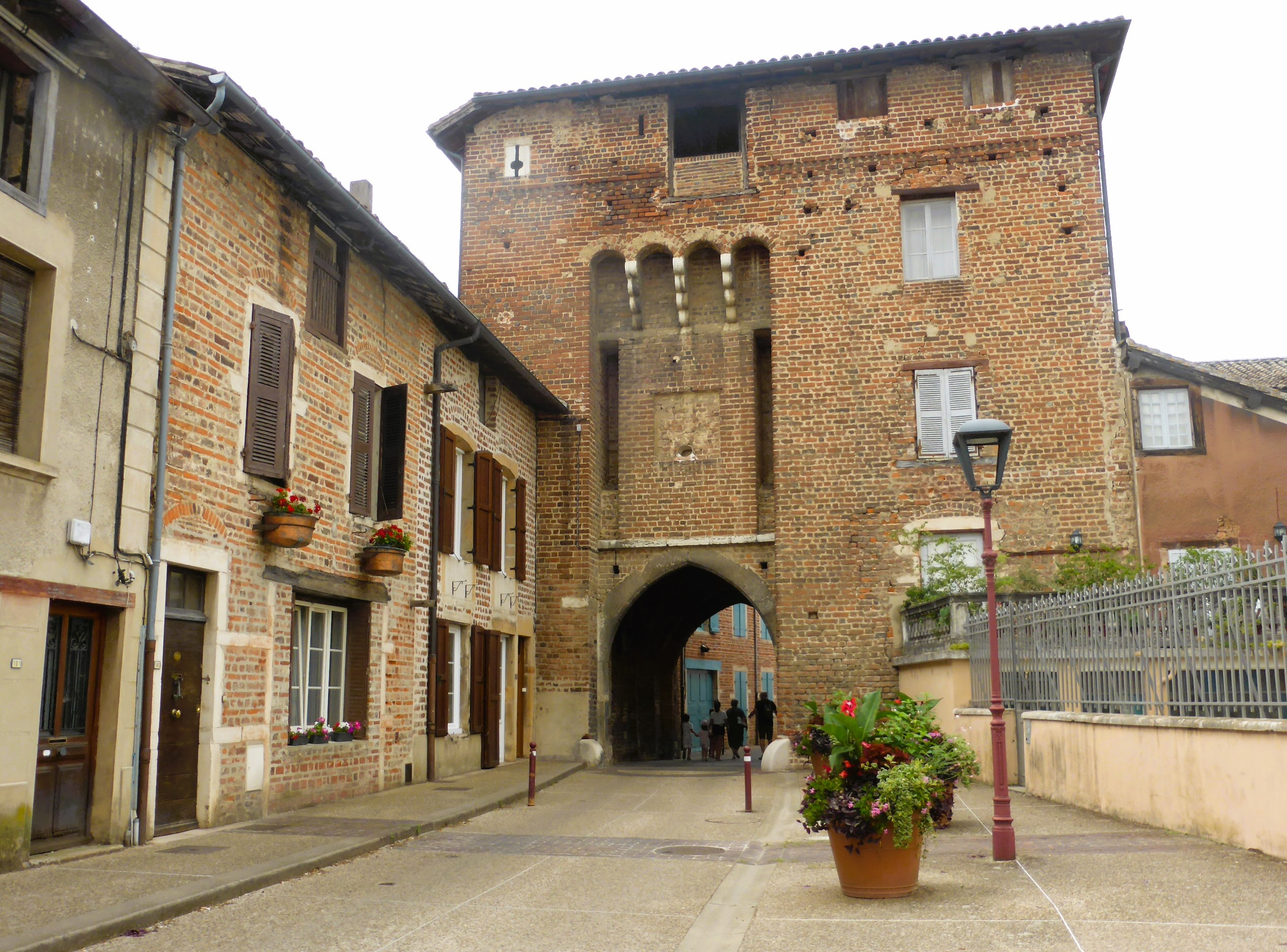
Porte de Villars
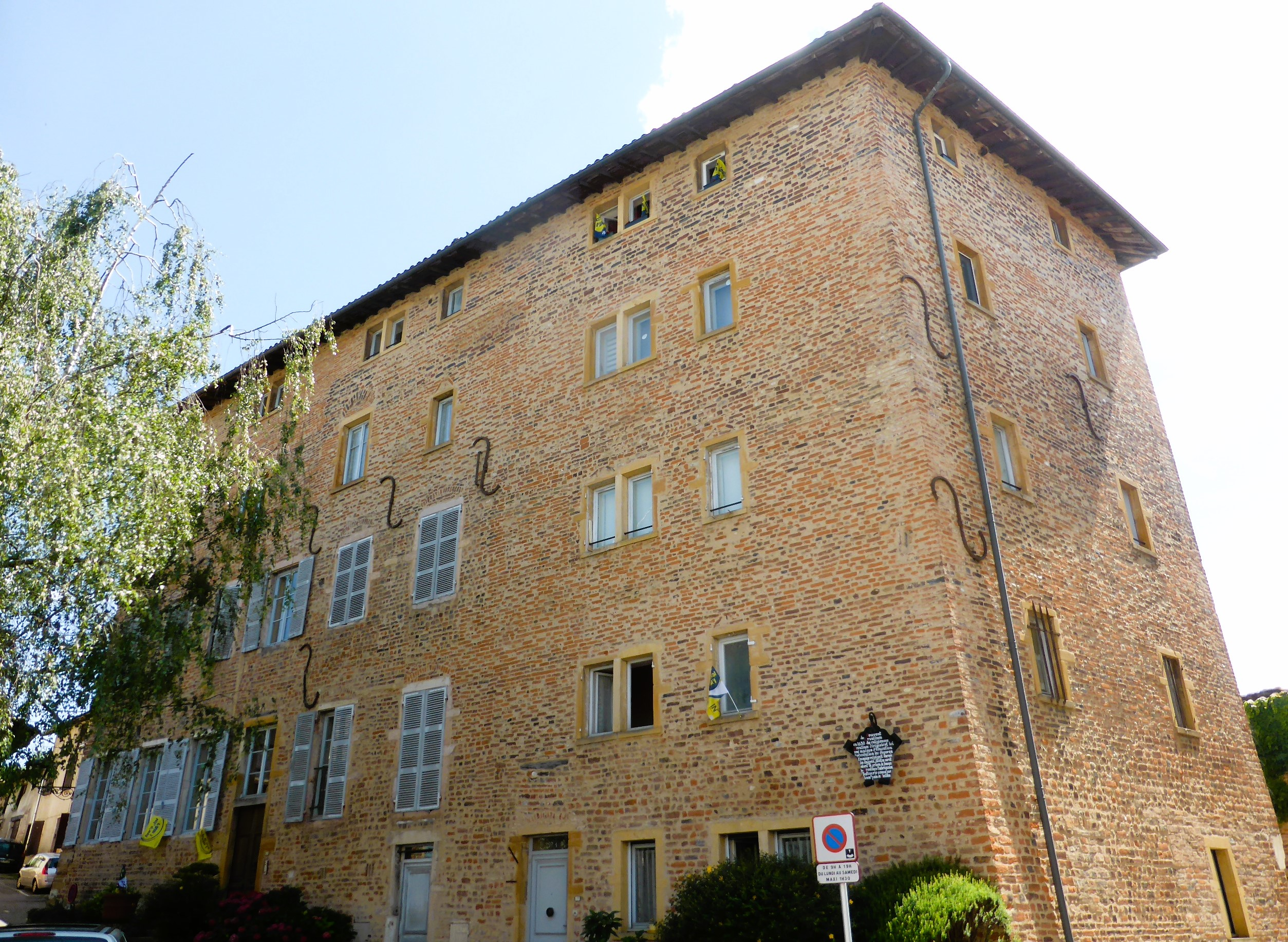
Ancien couvent des Ursulines
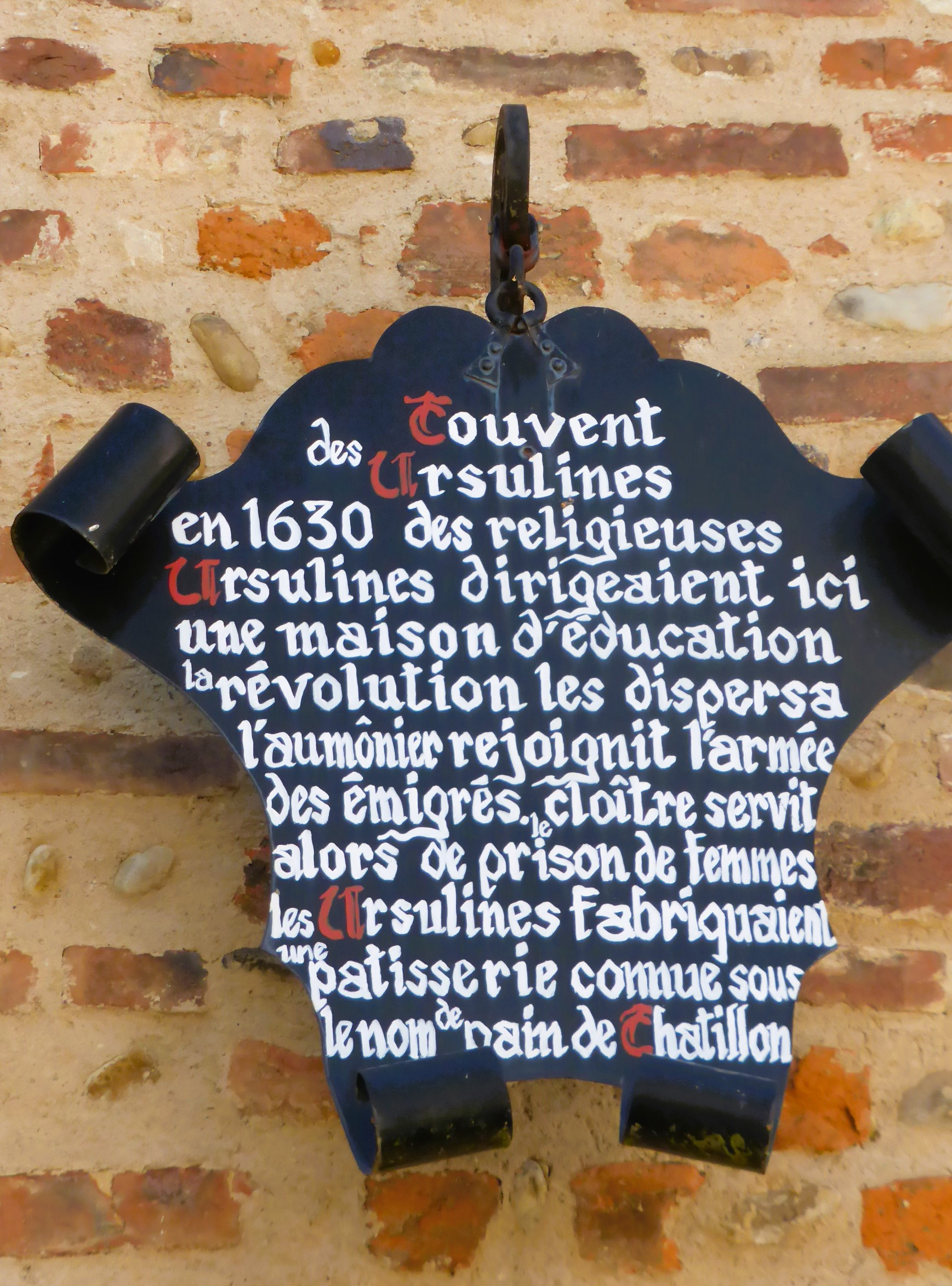
Couvent des Ursulines

#### L'église Saint André
L’existence d’une première église dans le petit hameau de Buenans est attestée en 984. Elle dépendait de l’église métropolitaine de Lyon. La fiction devait persister jusqu’au XVe siècle d’une filiation avec elle lorsque le lieu principal du culte s’est déplacé de 1500 mètres vers le nord au château de Châtillon à la suite de l’acte de donation de la seigneurie à Guichard, sire de Beaujeu en 1101. Il y allait de la sécurité des paroissiens. La chapelle du château est mentionnée vers 1100. Le choix de l’emplacement actuel de l’église Saint André est contemporain de la fondation de la ville neuve, protégée par son enceinte, à partir de 1273.
Les matériaux de construction durent être convoyés sur le site. La brique rouge - le fameux carron savoyard - provenait des carronnières de Châtillon même et d’IIliat. Quant à la pierre de taille utilisée pour les divers encadrements, les croisées d’ogive, les arcs-boutants elle était charroyée directement depuis le Revermont, ou, pour celle de Tournus, après transport fluvial sur la Saône jusqu’aux ports de By (commune de Grièges) et d’Arciat (commune de Cormoranche).

Avec une longueur de 45 mètres et une largeur moyenne de 13,5 mètres l’église Saint André reste de dimensions modestes malgré de nombreux agrandissements. Ceux-ci se sont étalés dans le temps pour des raisons de financement car le recours à la corvée était exceptionnel. Entre 1431 et 1452 la nef fut élargie et la façade fut reculée de 15 mètres jusqu’à son emplacement actuel. Le toit fut refait avec des tuiles à crochet. De 1464 à 1476, le même type de travaux fut entrepris du côté du chœur. Mais c’est entre 1487 et 1500 qu’ont été opérés les changements les plus spectaculaires grâce à la générosité d’un riche marchand de toile, Guillaume Peyrala dit Rectori. La nef et le chœur doté de son abside polygonale furent voûtés avec croisées d'ogive. À partir de 1488 fut édifié un grand clocher haut de 30 mètres et agrémenté de 104 colonnettes. Il sera arasé pendant la Révolution. Quant aux 13 chapelles latérales, elles furent aménagées à diverses époques à l’initiative des corporations dont celle particulièrement riche des escoffiers.

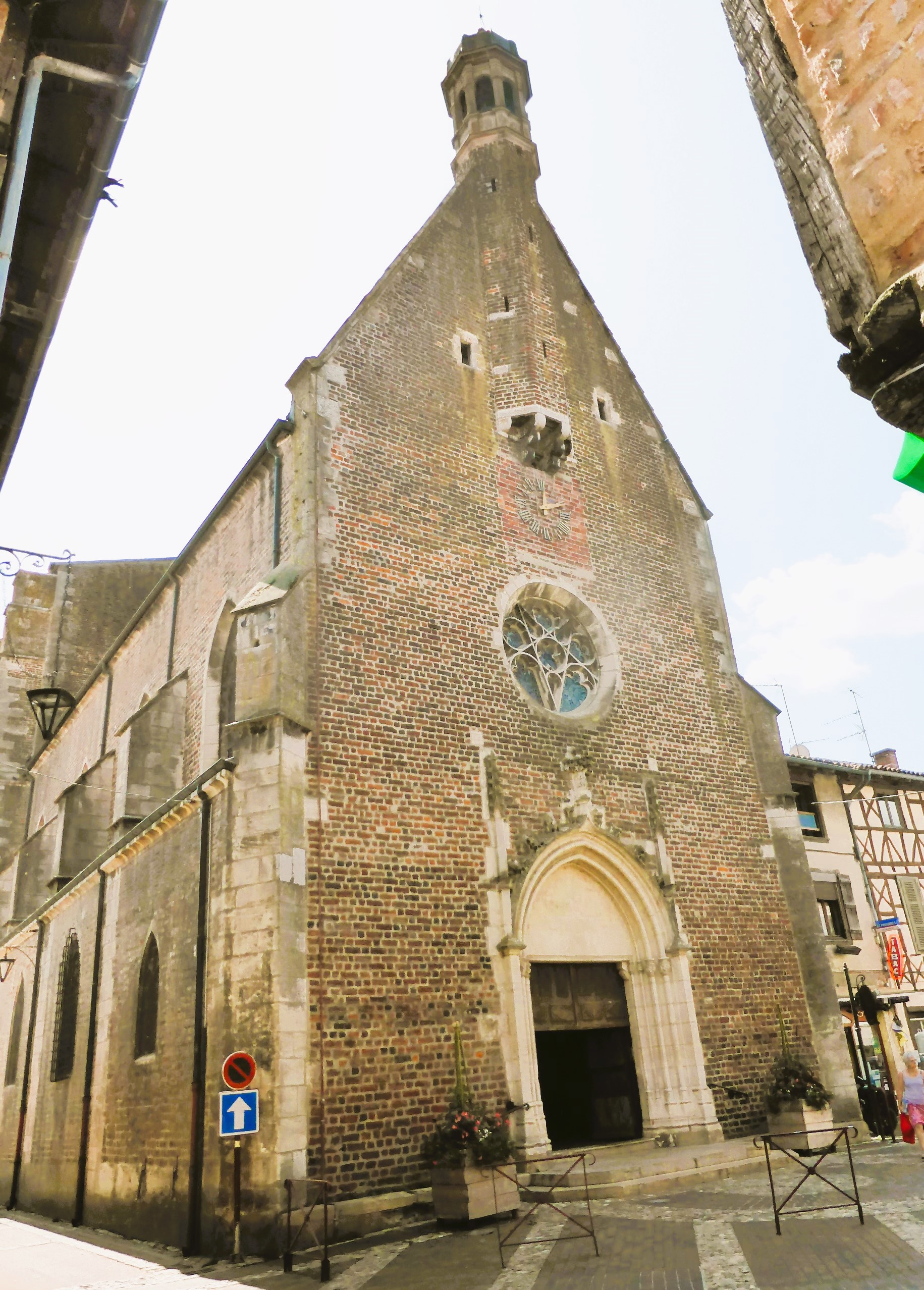
Façade de l'église Saint André
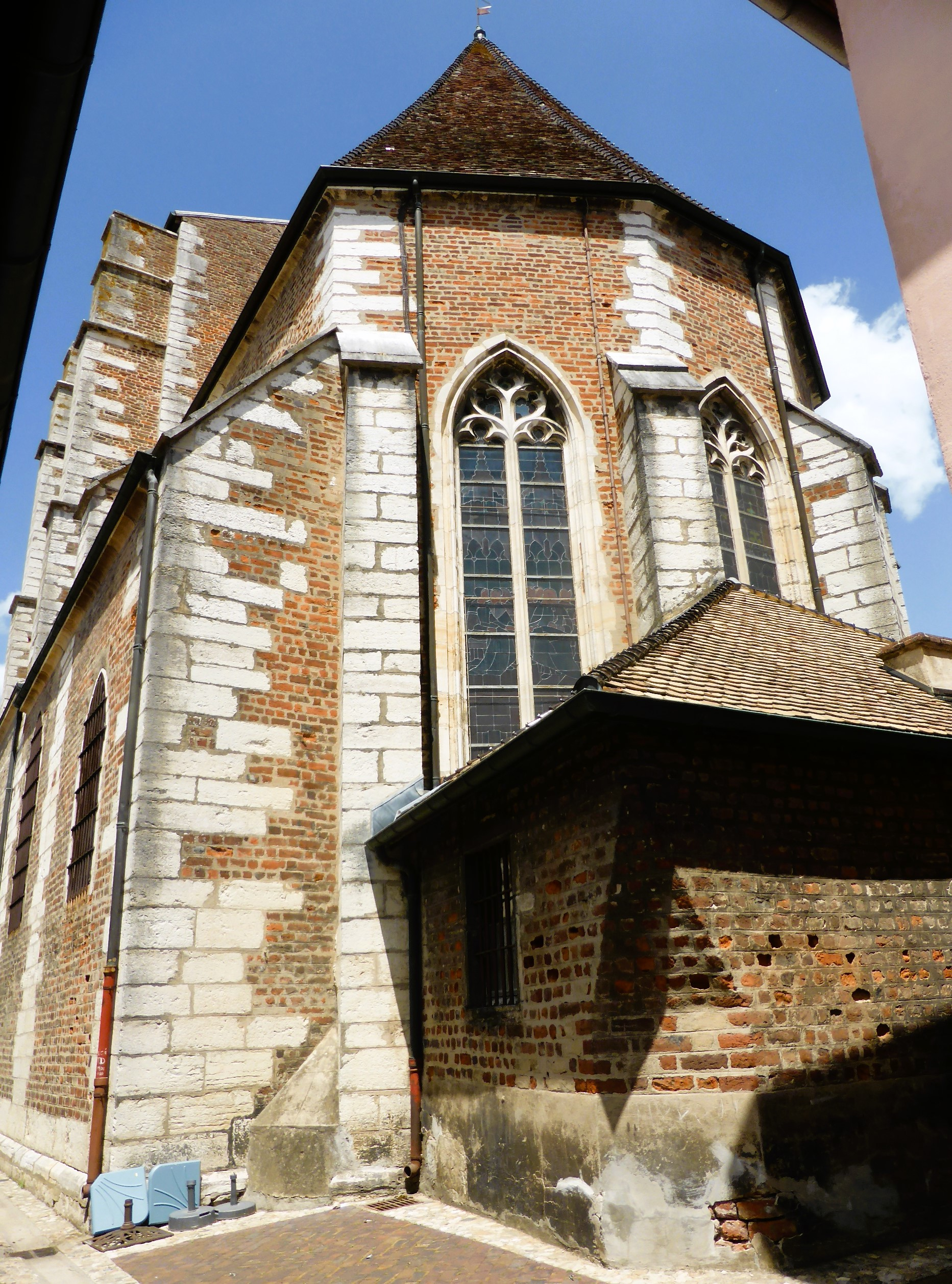
Abside de Saint-André
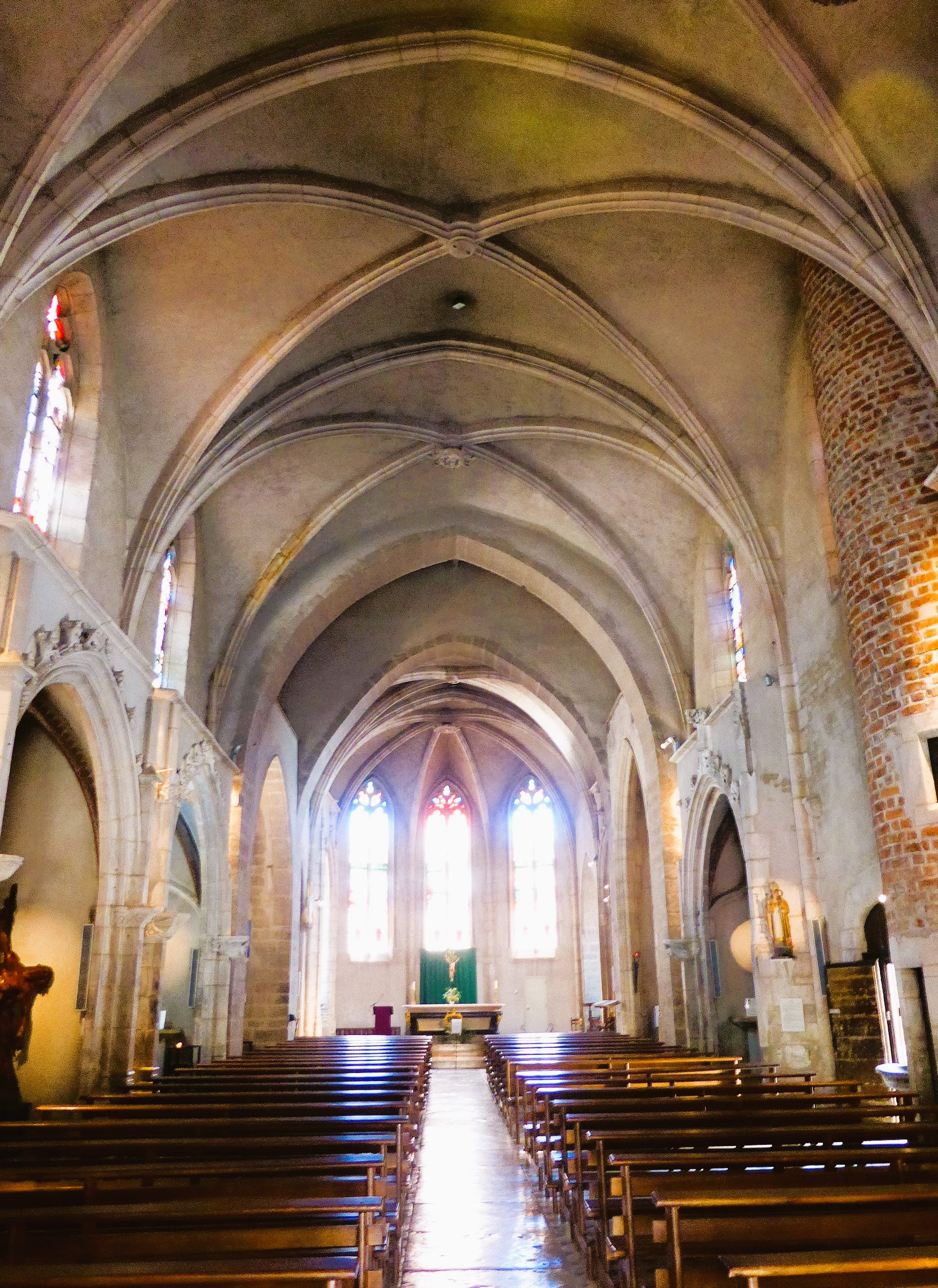
Nef de Saint-André (vers l'abside)
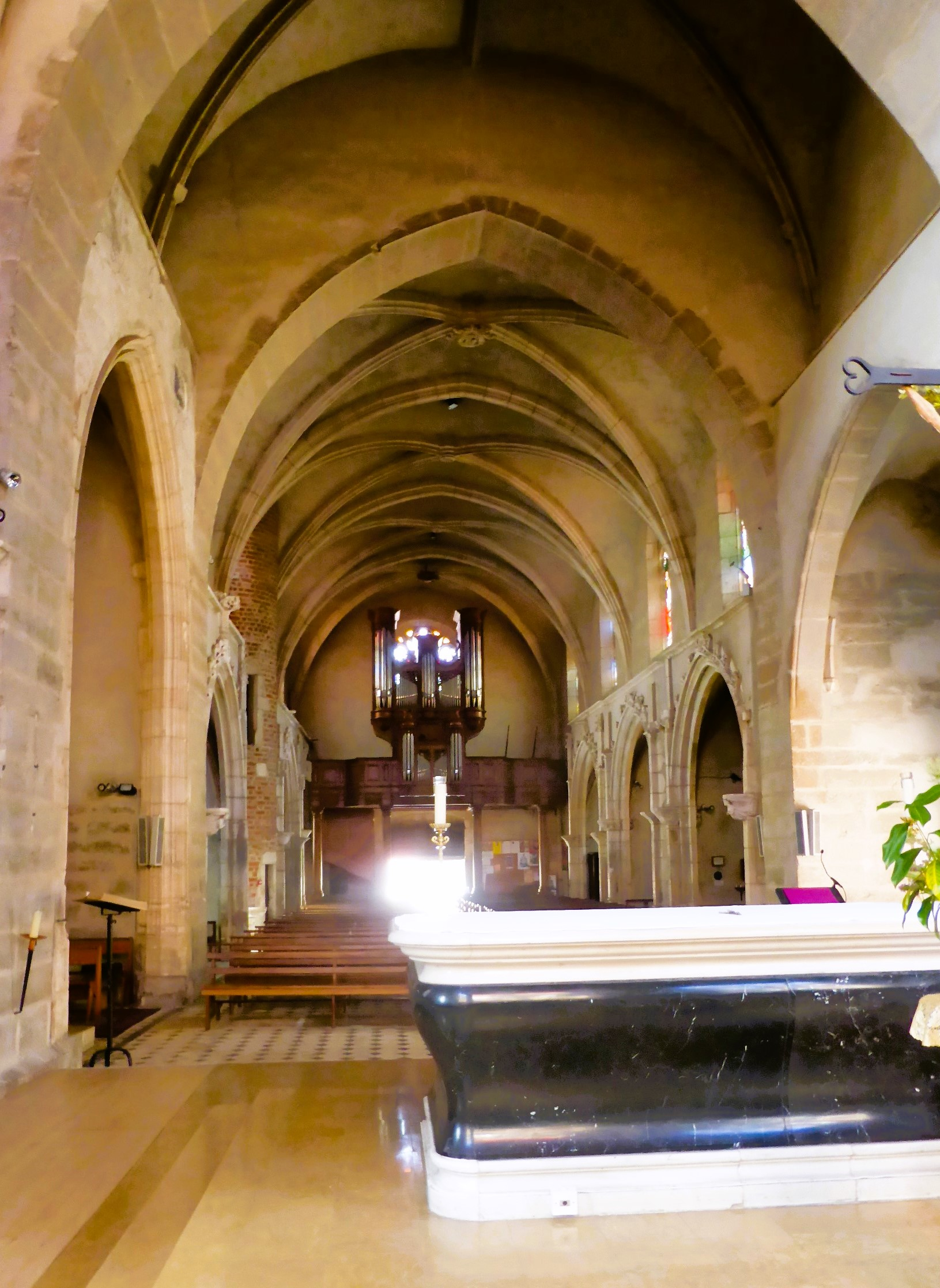
Nef de Saint-André (vers l'entrée)
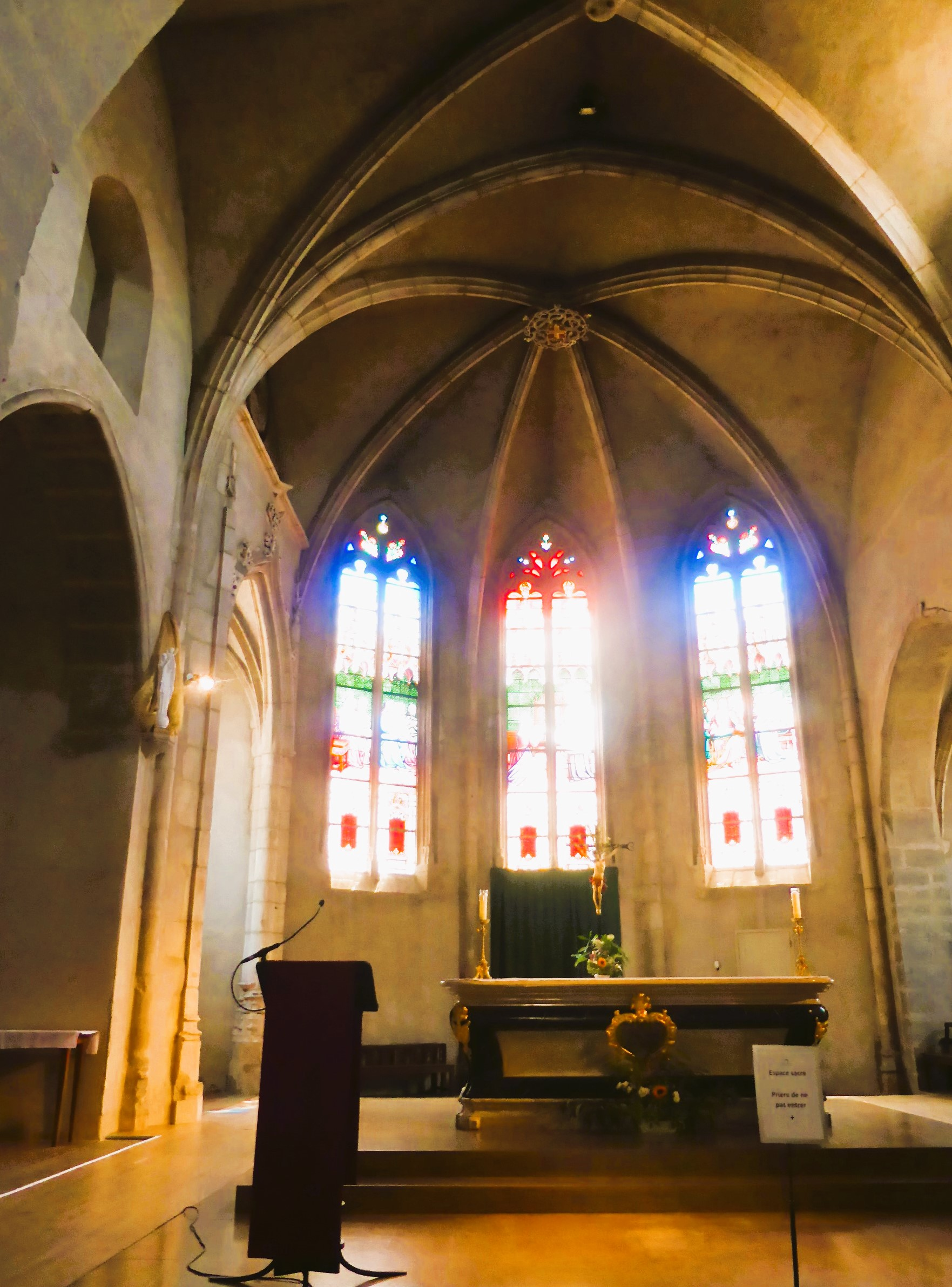
Abside de l'église

L’histoire compliquée du clocher est révélatrice de ces ajustements successifs. La tour de l’horloge visible de l'extérieur depuis la halle était accolée à l’église dès le treizième siècle. Sa partie inférieure y reste incorporée et tranche étrangement avec ses carrons rouges sur l’ensemble de la nef. Sa démolition fut compensée par la construction du grand clocher-beffroi à la fin du XVe siècle, détruit sous la Révolution. « Il n’en reste plus aujourd’hui, à l’intérieur, que de puissantes assises, sous la forme de quatre énormes piliers réunis deux à deux, transversalement, par un arc doubleau et, à l’extérieur, de gros contreforts de pierre jusqu’à hauteur du faîte ». C'est aujourd'hui la tourelle en encorbellement de la façade et construite après l'incendie en 1672 qui renferme le carillon.

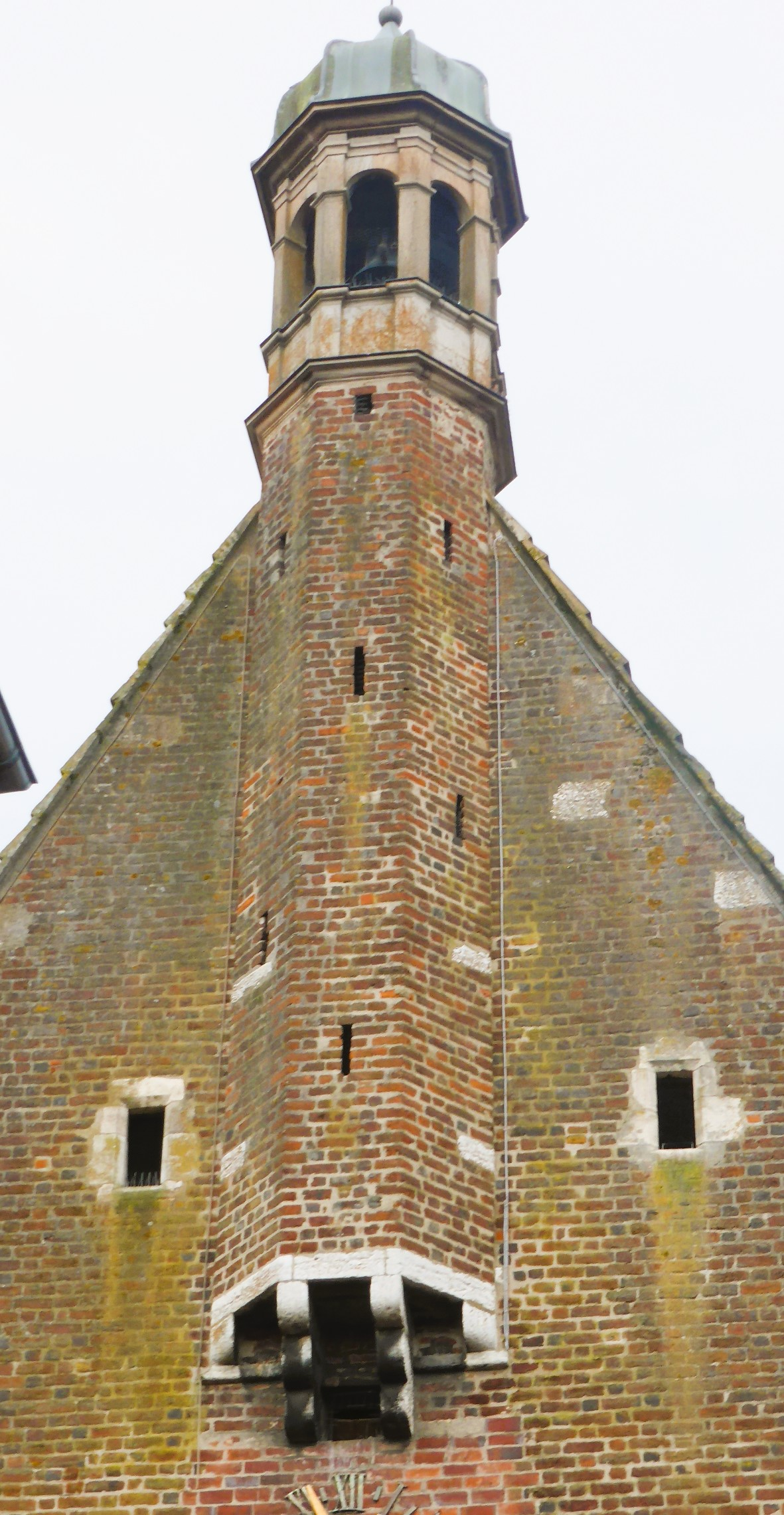
Clocheton de Saint André
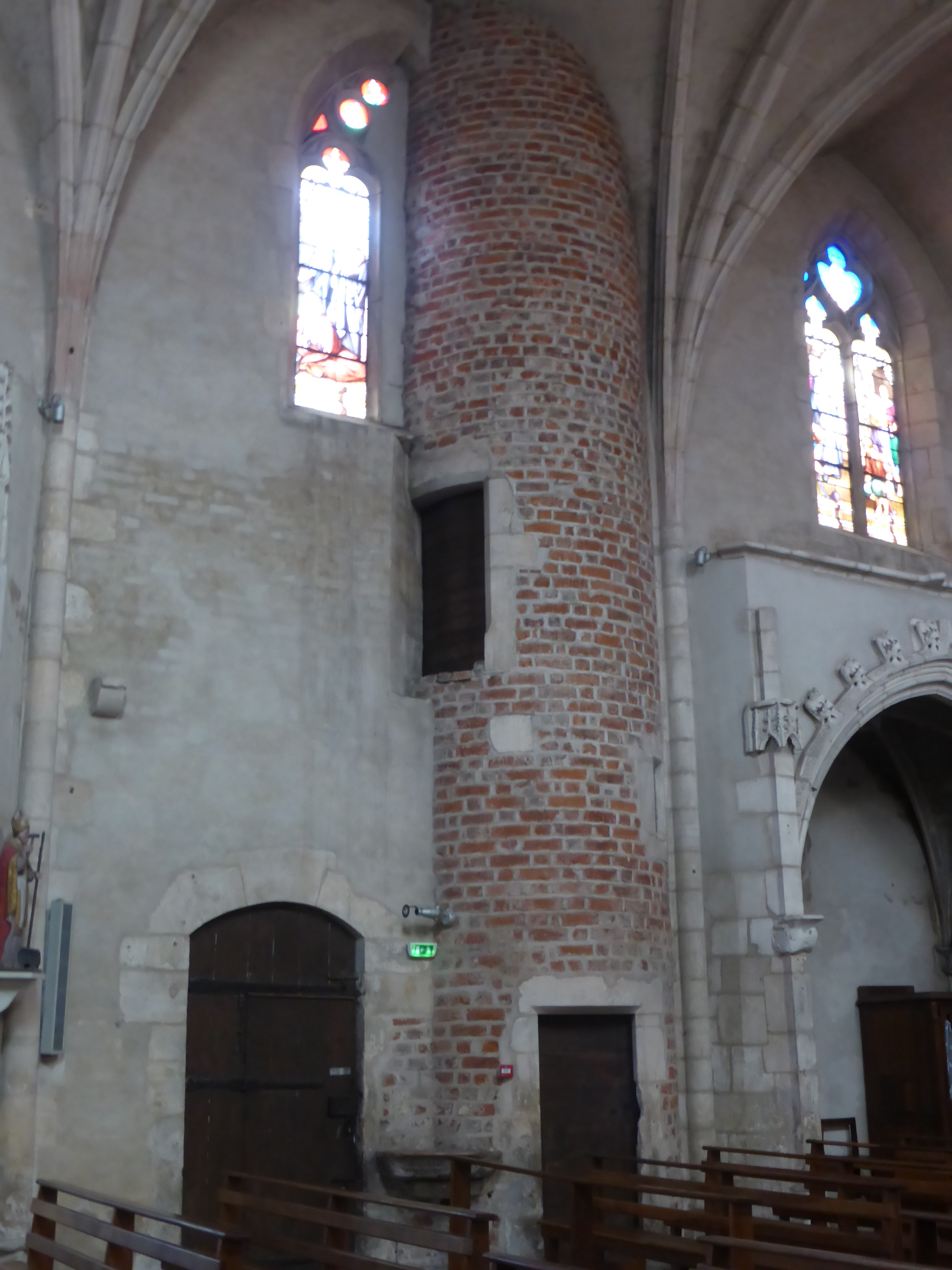
Base du premier clocher.
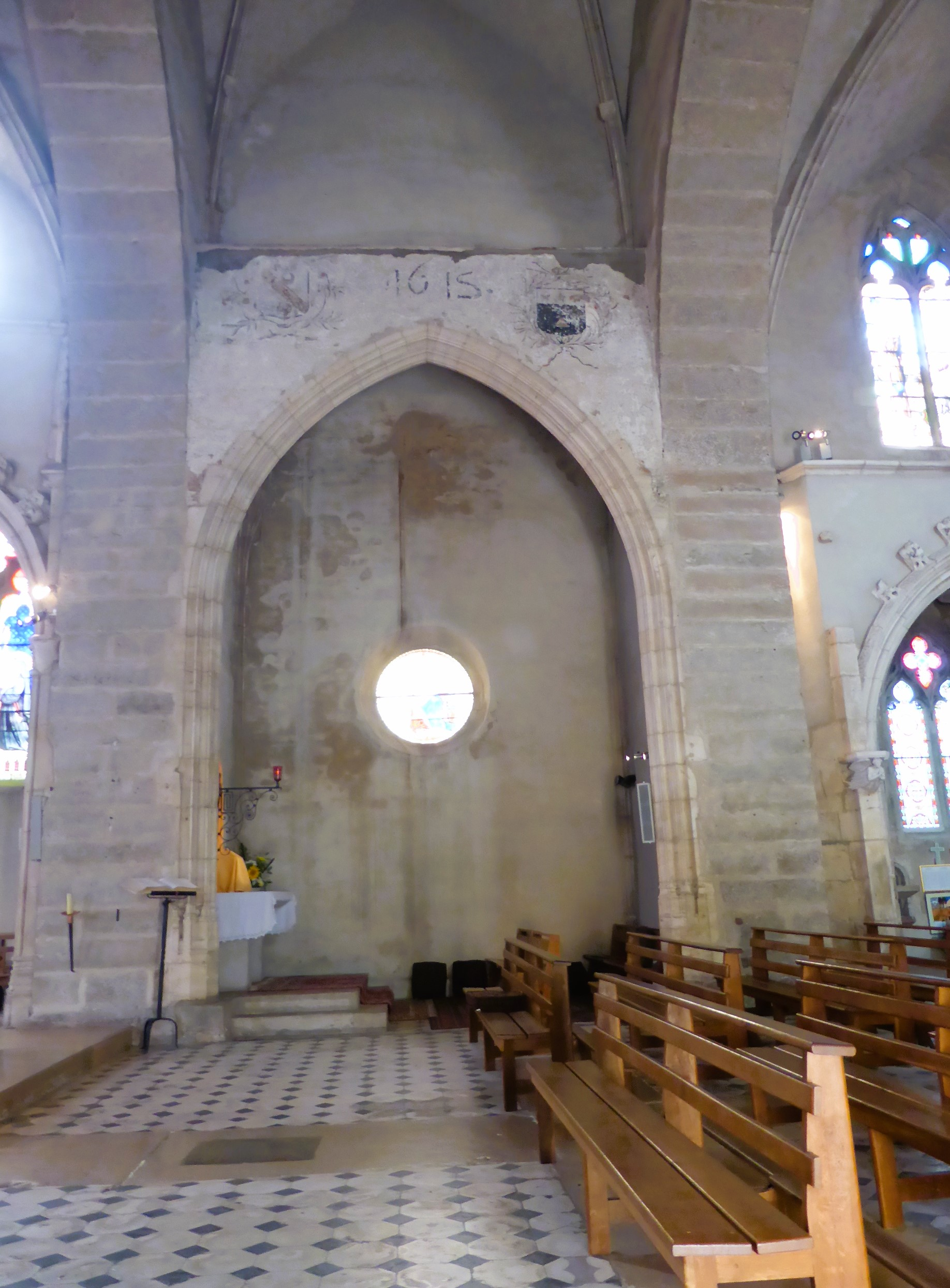
Assises du deuxième clocher

Il est convenu de qualifier le style de Saint André de gothique flamboyant, ce qui correspond bien à l’époque où furent apportées les principales modifications. Il faut reconnaître que les éléments qui caractérisent ce style sont assez discrets. L’impression dominante est que « l’église de Châtillon représente l’exacte tradition architecturale selon le mode bressan ». On pourrait préciser dombiste, avec les typiques carrons rouges . Telle quelle, elle forme avec les halles voisines un ensemble harmonieux.

### Les temps modernes

#### De nouveaux maîtres
Dans ses dernières années, de 1615 à 1626, le maréchal de Lesdiguières, avec le titre de comte, avait été choisi comme nouveau maître de Châtillon. Ce n’était là qu’une tardive récompense pour les services rendus à Henri IV dans sa lutte contre le duc de Savoie. Mais sa fille, Françoise de Bonne, devait susciter la colère de ses administrés en se désintéressant totalement de cet héritage. C’est au point que la population révoltée, s’est réjouie en apprenant qu’elle cherchait à s’en débarrasser contre espèces trébuchantes. En 1645 le sieur Tillon est envoyé en ambassade à Paris où il est reçu par son altesse royale Monseigneur le duc d’Orléans, frère du roi Louis XIII. La négociation se conclut favorablement. Elle n’a porté que sur le prix à payer par le prince pour cet achat. C’est ainsi que jusqu’à la Révolution, pendant un siècle et demi, la famille d’Orléans va présider aux destinées de la cité. On était loin de se douter qu’une génération plus tard, la générosité de la Grande Demoiselle, fille du duc, lui vaudrait une reconnaissance éternelle de ses sujets après l’incendie des halles dont on était si fiers et si dépendants car elles étaient le symbole et le gage de la prospérité économique.

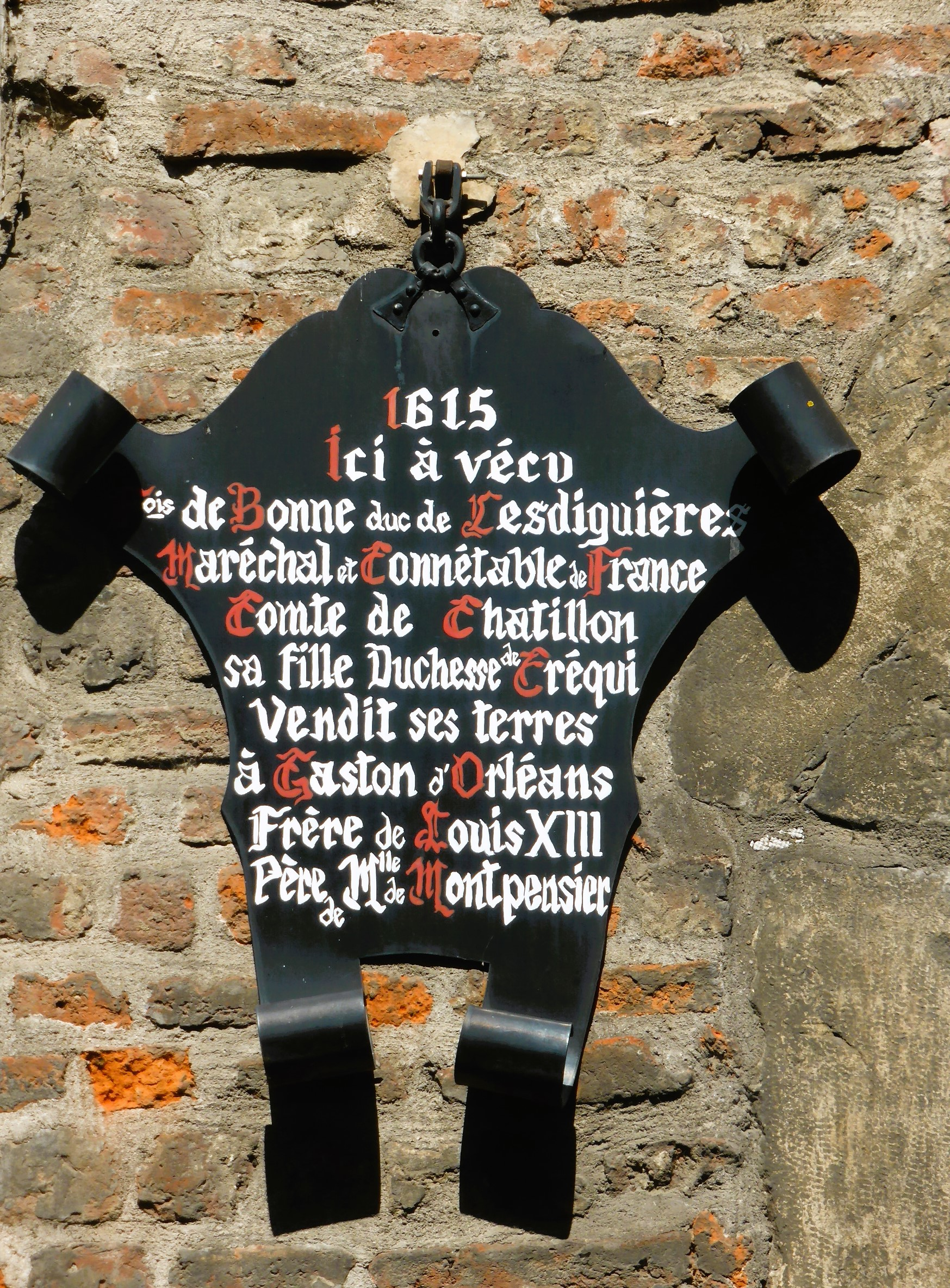
Panneau de la résidence de Lesdiguière.
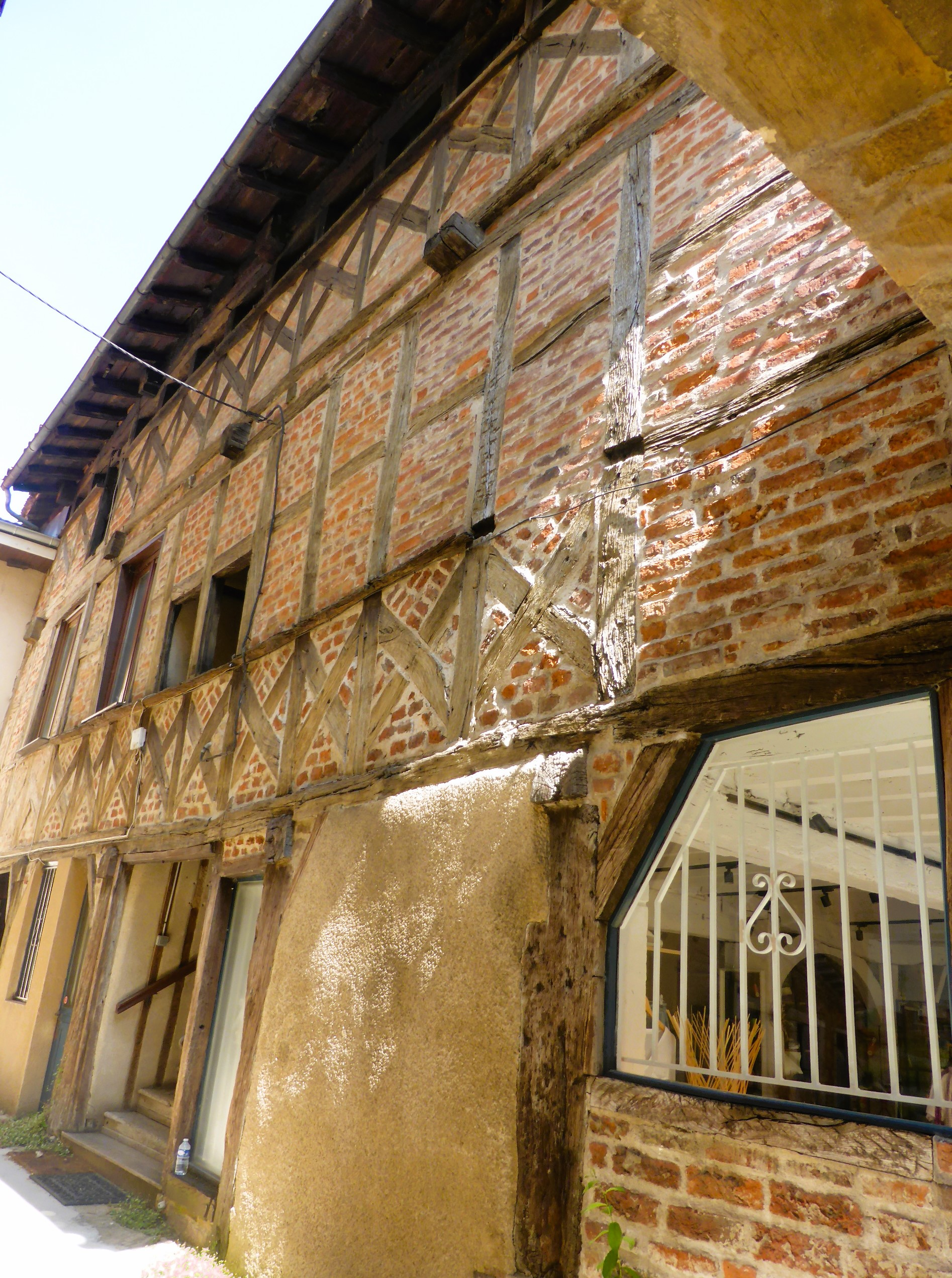
La résidence elle-même.

#### Une cité dynamique
La recherche de l’autarcie alimentaire étant de règle, comme partout, l’activité agricole reste fondamentale. Nous sommes même informés de l’importance du cheptel par le triste bilan d’une épizootie qui a frappé la région en 1744 : « La seule paroisse de Buenans-Châtillon est affligée d’une perte de 495 têtes de bétail : 120 bœufs, 159 vaches, 128 taureaux ou génisses et 88 veaux » déclarés par 22 propriétaires.
Cette recherche de l’autarcie vaut aussi en ce qui concerne la vie artisanale. Ici encore, le hasard d’une élection municipale en 1720 nous est précieux. Depuis un édit de 1692, la charge de premier magistrat était vendue au plus offrant mais les membres du conseil étaient élus selon un système qui faisait la part belle aux membres des corporations. En voici la liste détaillée ainsi que celle des saints patrons qui ont leur autel dans l’église : les hommes du bâtiment (charpentiers, menuisiers, maçons sous la tutelle de saint Joseph ; les spécialistes du vêtement (tailleurs, chaussetiers, cordiers) qui honorent saint Hommebon ; les tisseurs en toile qui se confient à sainte Anne ; ceux qui travaillent le cuir (cordonniers, tanneurs et corroyeurs) fidèles à saint Crépin ; les hommes de la forge (maréchaux-ferrants et taillandiers avec saint Eloi comme patron ; les boulangers et cabaretiers qui font leurs dévotions à saint Honoré ; les bouchers et … chapeliers sous la protection de Notre-Dame de Pitié.

Toutes ces activités sont d’abord au service des localités voisines mais leur importance est décuplée par le rôle de la cité dans les échanges commerciaux au niveau régional. « C’est, en effet, chez nous que viennent s’approvisionner [...] les pourvoyeurs de la ville de Lyon. C’est là que s’emmagasinent les grains et les cuirs et sont entreposés les bois de construction, qu’on embarquera sur la Saône, en même temps que carpes, brochets et tanches des étangs tenus en réserve dans de grands viviers. Le sel, venu de Camargue par voie d’eau, est entassé dans notre grenier à sel avant sa distribution aux paroisses environnantes ».

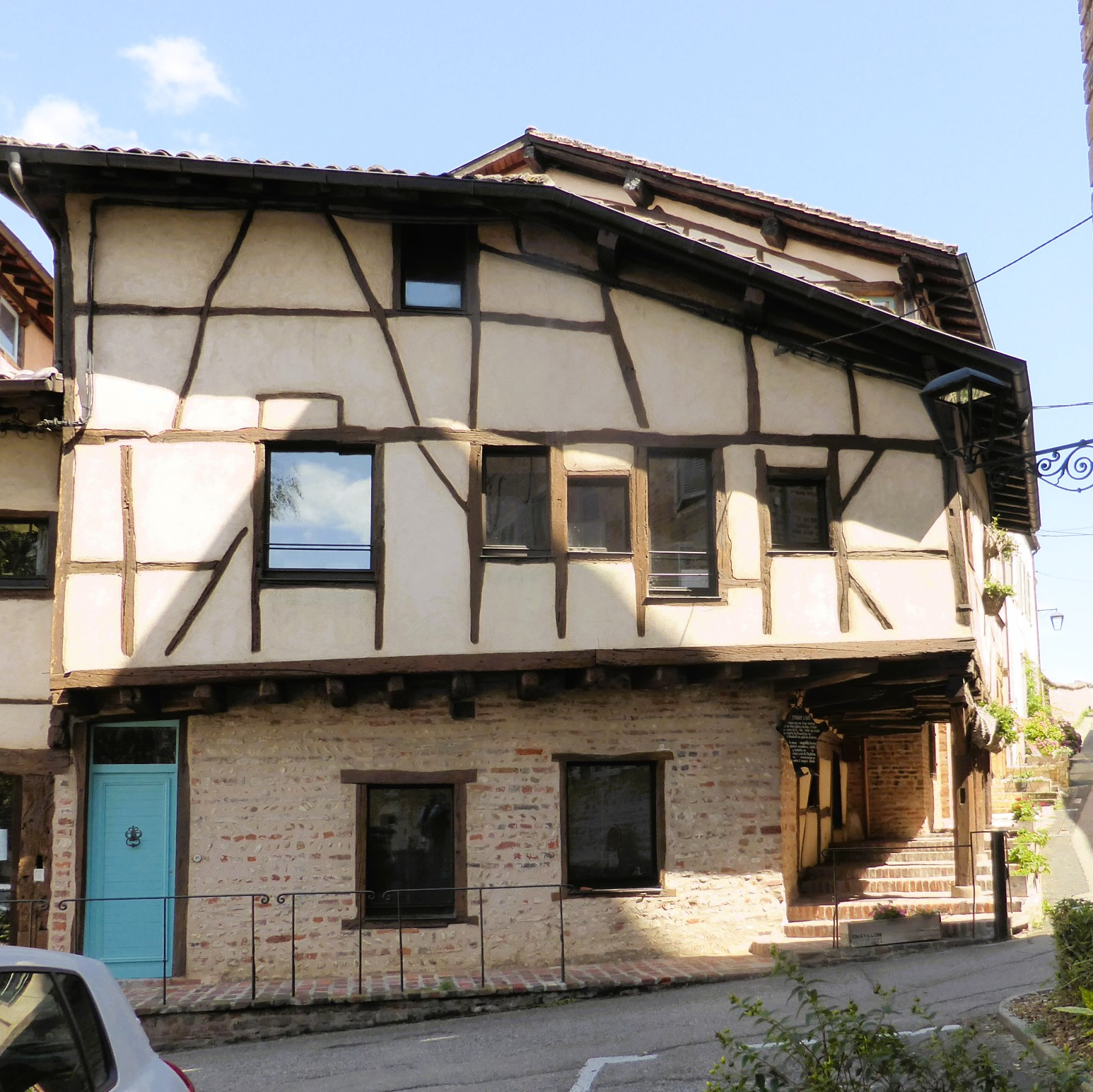
Siège du grenier à sel.
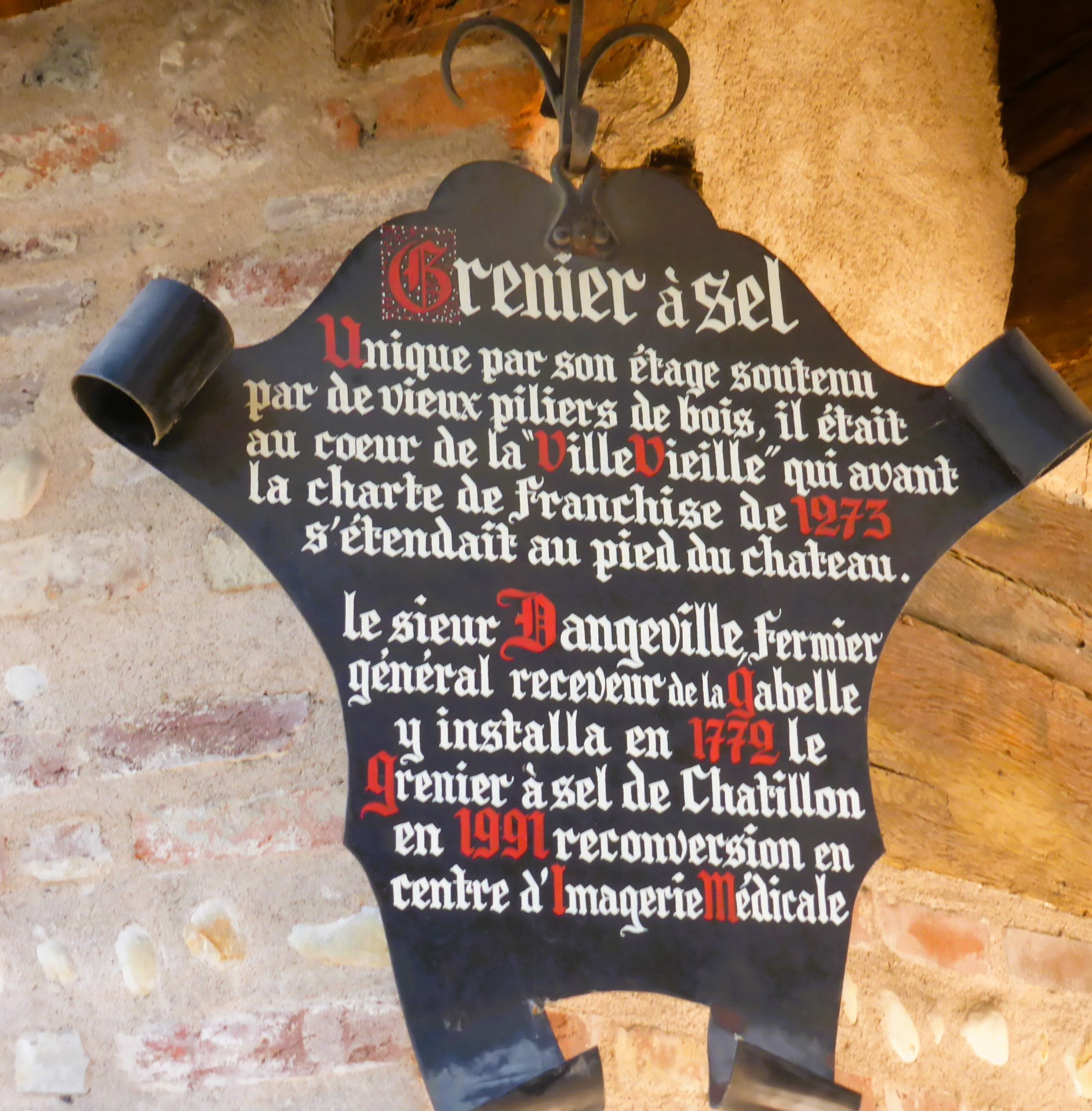
Grenier à sel.

L’existence de halles est déjà attestée dans la charte de 1273. Chatillon s’animait chaque samedi, jour de marché et à l’occasion de ses nombreuses foires. Dans leur emplacement et leur forme actuelle, ces halles datent de 1440. On connaît même le nom de leur architecte : Piro Giroud. Mais elles ont été victimes d’un très grave incendie le lundi 29 septembre 1670. La propagation en a été facilitée à partir du proche quartier fait de bâtiments en pisé et en poutres étroitement serrés les uns contre les autres avec même des passerelles enjambant les venelles. Au bilan, 110 maisons et le couvent des capucins ont été entièrement calcinés. L’église a été gravement endommagée et le tiers des halles a été la proie des flammes.
Deux personnalités de premier plan ont alors joué un rôle déterminant dans leur reconstruction. Philibert Collet (1643-1718) avait été élu comme premier magistrat. Il possédait de nombreuses relations et était « bien coté dans le monde des lettrés et celui des magistrats dont il honorait la profession lui-même. Il savait manier la plume avec aisance et adapter son style à la cause qu’il entendait défendre ». Il adressa sa requête à Anne-Marie Louise d’Orléans, duchesse de Montpensier, comtesse de Châtillon, la fameuse Grande Demoiselle. Celle-ci répondit favorablement et ordonna la coupe de 64 chênes dans la forêt de Tanay, sur la proche commune de Saint Georges de Renon, dont elle était propriétaire. Ils furent immédiatement abattus et transformés en 18 piliers, 700 lattes et 108 chevrons. La reconstruction était terminée au bout de deux ans. Philibert Collet emboucha la trompette épique, s’inspirant de l’Enéide de Virgile, pour célébrer les mérites de la donatrice et de son intendant Rolin.

Telles quelles, avec leurs 80,5 mètres de long, leurs 19 mètres de large, leurs 10 mètres de hauteur ces halles sont les plus longues de France et les deuxièmes en superficie à cause de la faible largeur des travées latérales. Dès le Moyen Âge elles servaient de lieu de réunion. Pendant la Semaine Sainte, une chaire y était dressée l’église étant trop petite pour accueillir la foule des paroissiens. Dans les temps modernes, les joueurs de quilles s’y trouvaient à l’abri des intempéries. Elles continuent aujourd’hui à servir de lieux de réunion et de fêtes comme celles des cuivres.

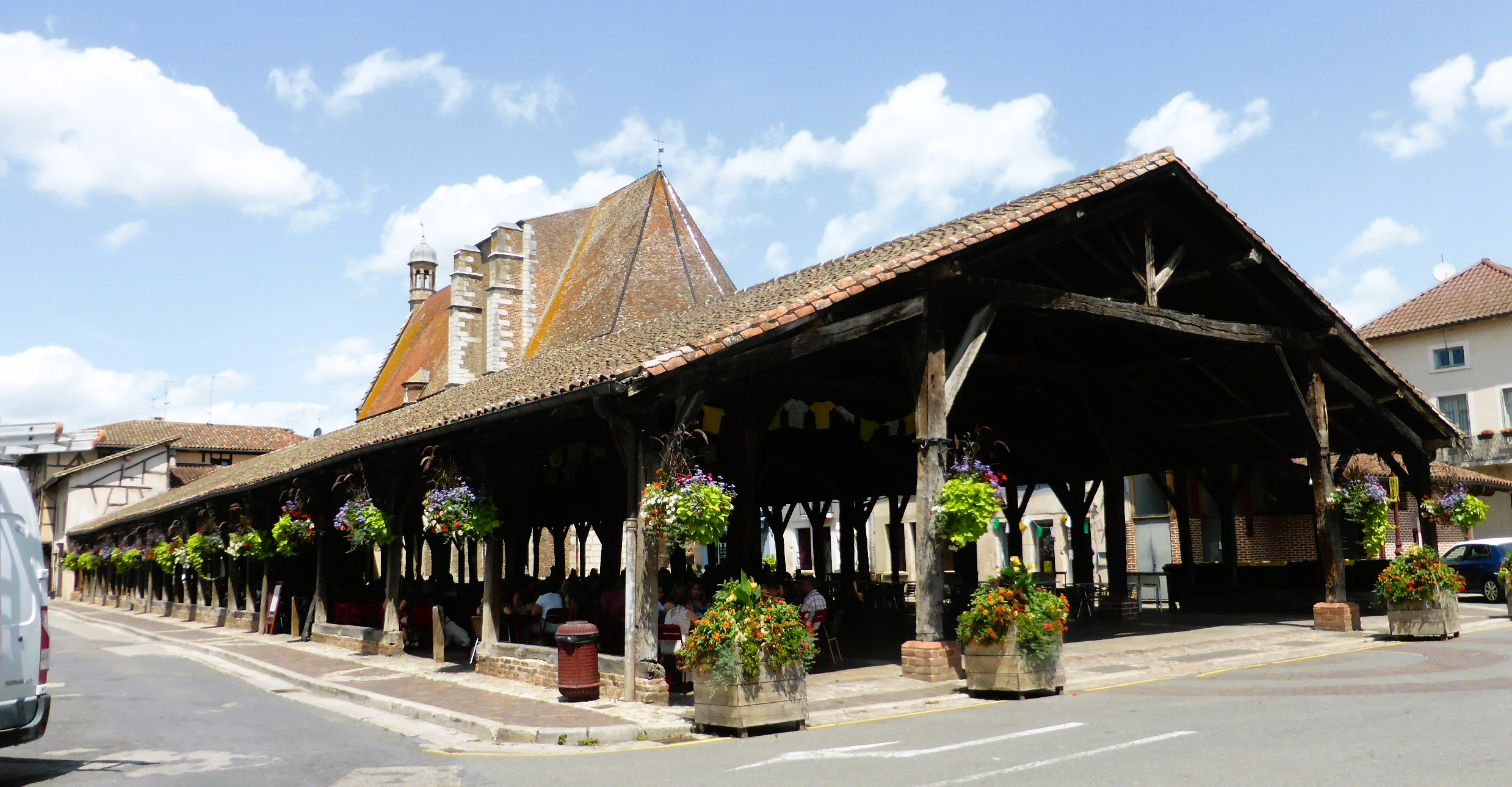
Halles de Châtillon.
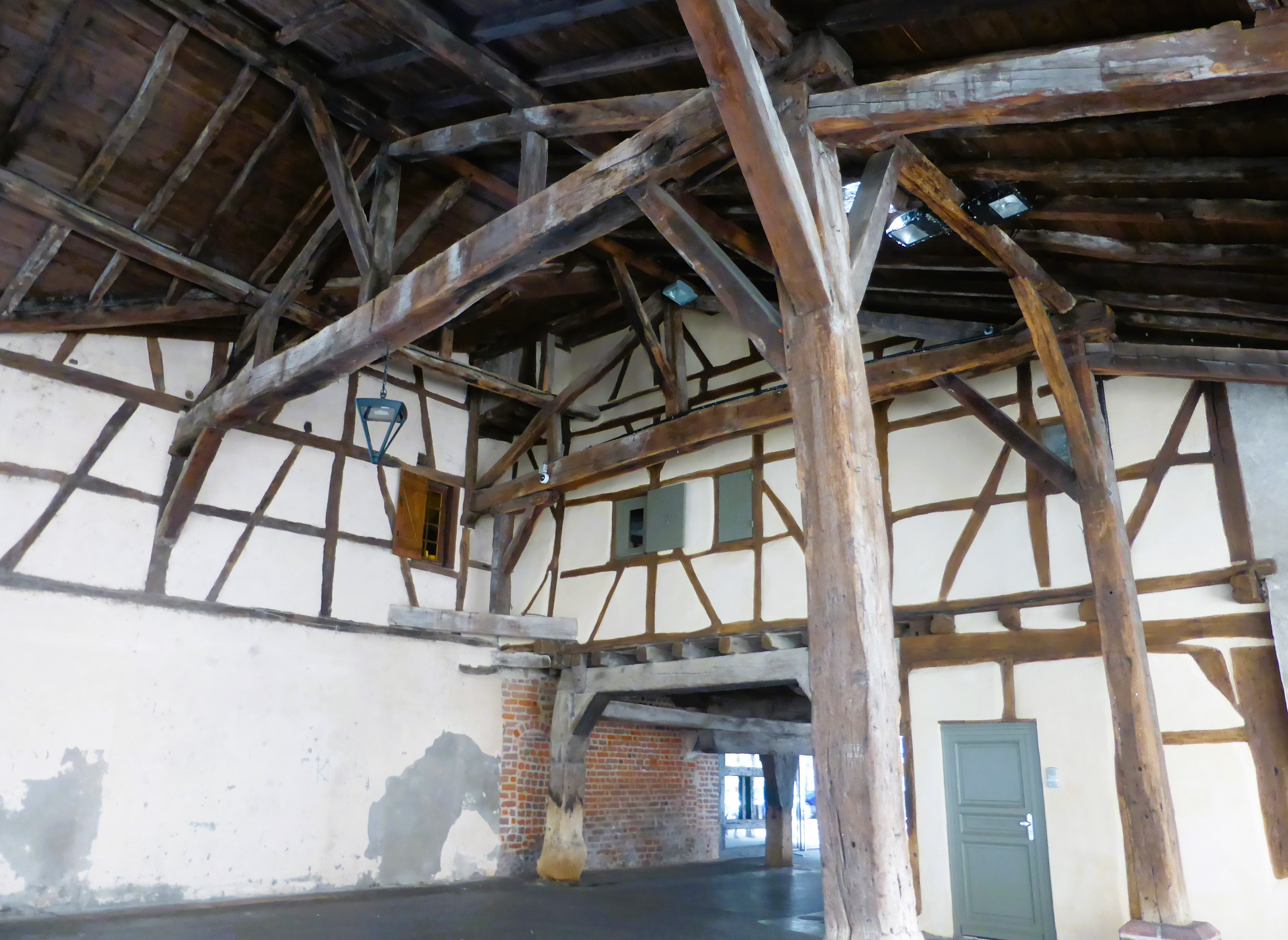
Charpente des halles.
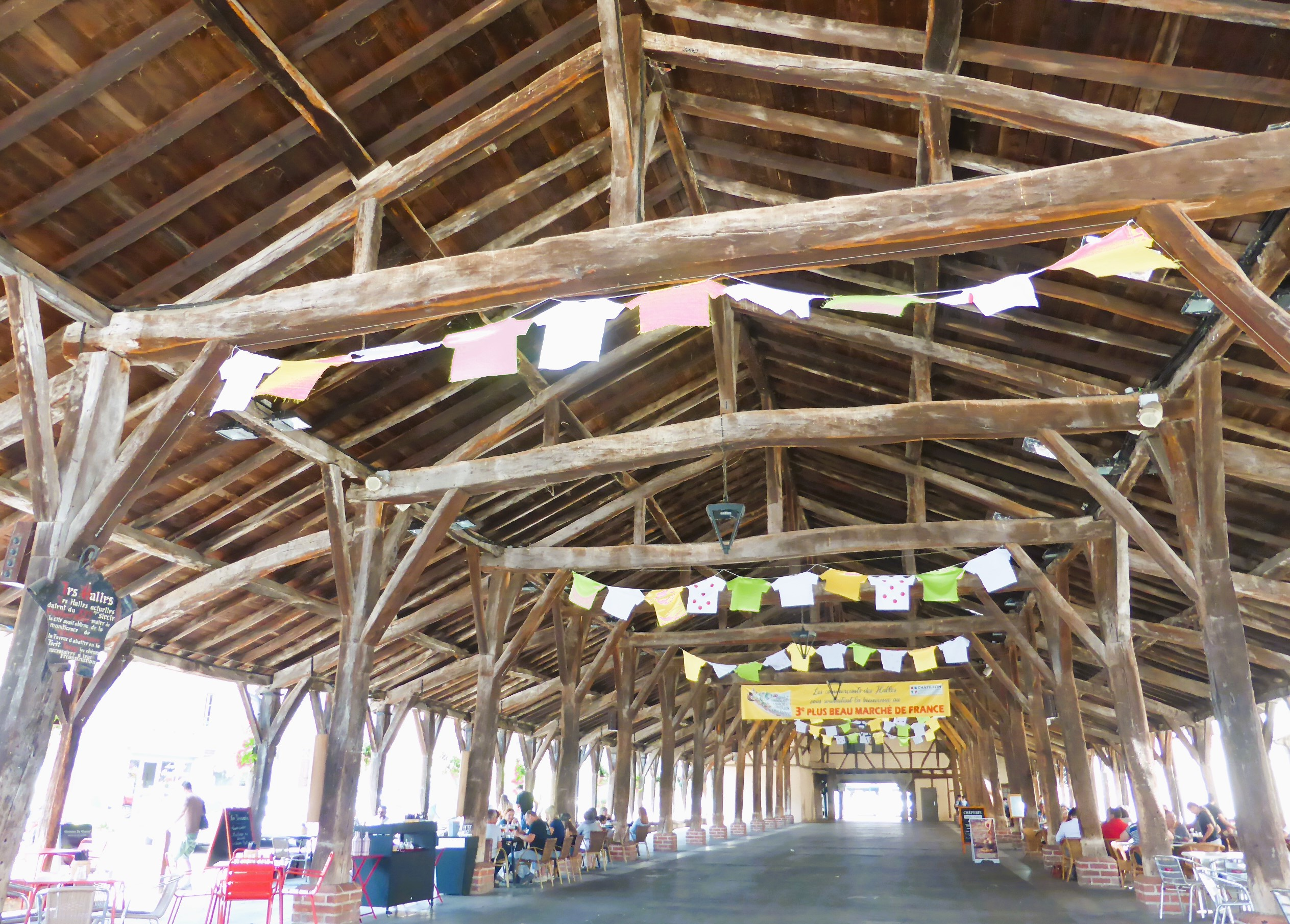
Charpente des halles.
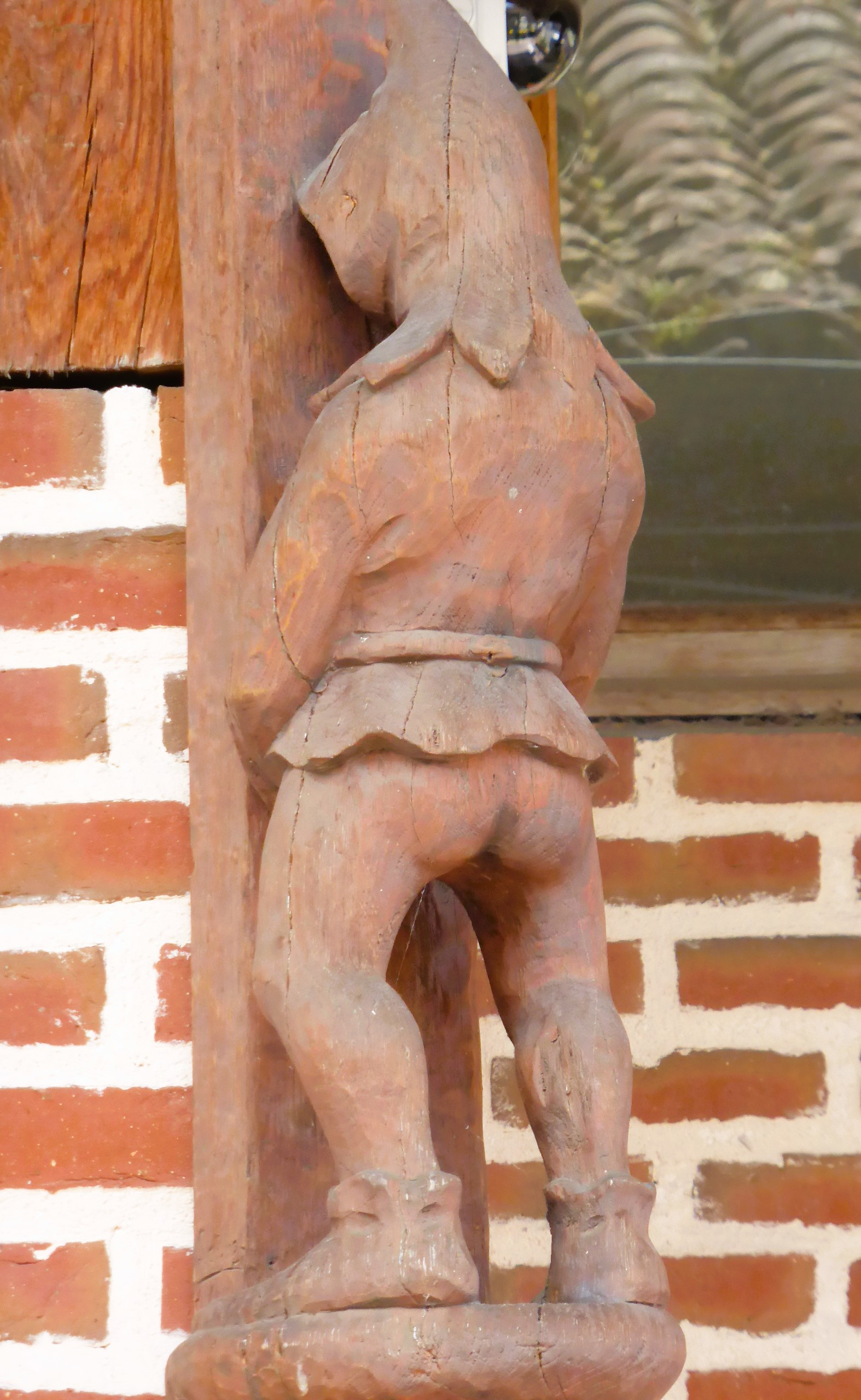
L'homme qui pisse.
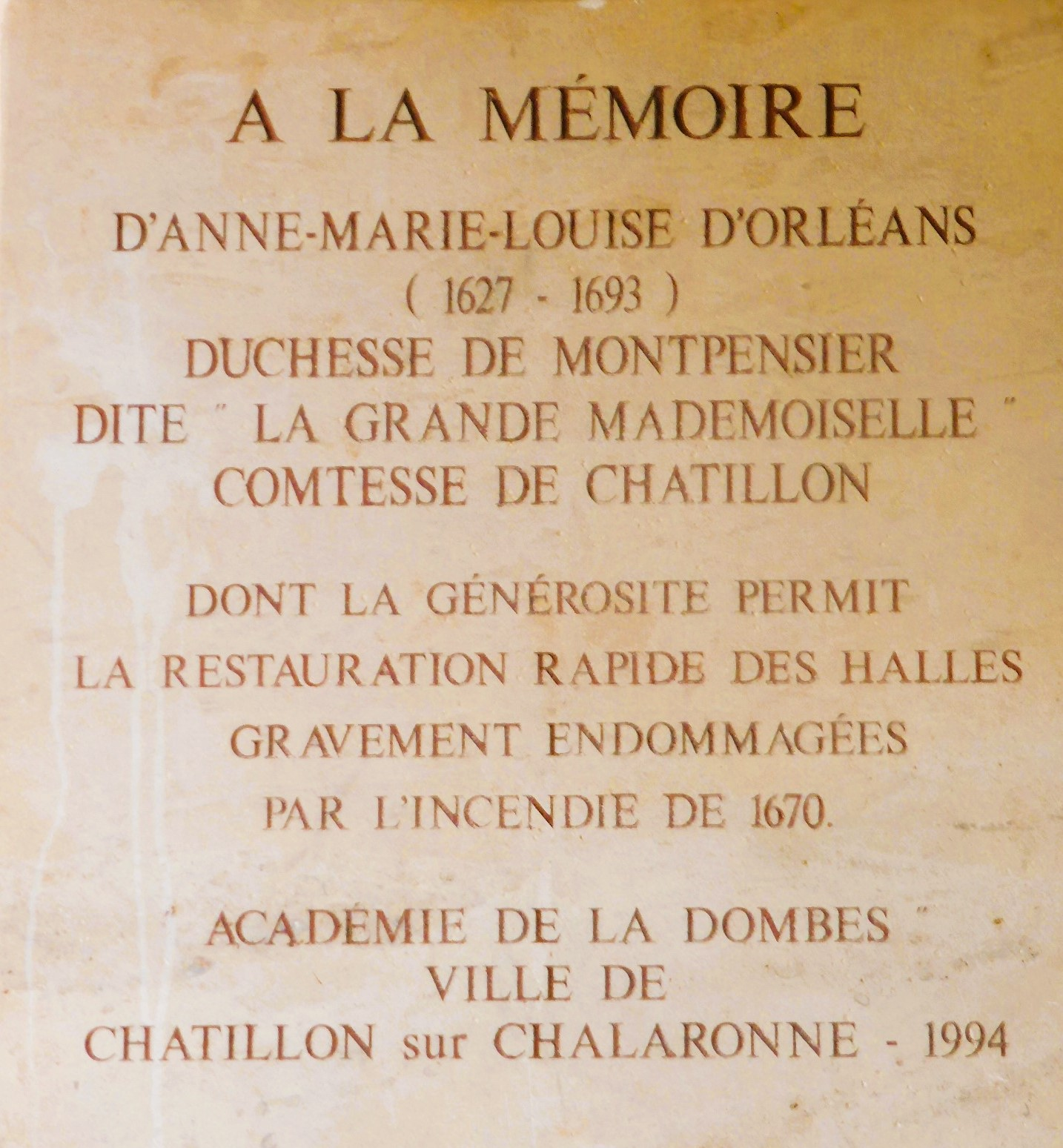
Hommage à la Grande Demoiselle.

#### La maison à colombages
Le choix de ce type de construction était commandé par l’absence de pierre à bâtir qu’il fallait se procurer hors de la Dombes et par la présence dans la couverture morainique d’éléments faciles à modeler. L'ossature est constituée de solives de chêne qui garantissent la rigidité de l'ensemble. A l'origine le remplissage ou hourdage était formé par le torchis : contre des branches d'aulne était appliqué le pisé fait de terre franche plus ou moins argileuse . En ville, dès la fin du XVIIIe siècle ce torchis a été remplacé par des briques pour partie récupérées grâce à la démolition des remparts. La possession d’une telle maison « dénotait une certaine aisance et un souci artistique sobre mais incontestable dans le goût de l’époque », un certain niveau d’embourgeoisement. Les étages sont souvent en encorbellement grâce aux poutres ou corbeaux en avancée au-dessus du rez-de-chaussée. Par des ouvertures béantes il était aisé de hisser à l’étage depuis la chaussée diverses marchandises grâce à des potences à poulies. Ce mode de construction présentait néanmoins le grave inconvénient de faciliter la propagation des incendies comme on en fit la douloureuse expérience en 1670.

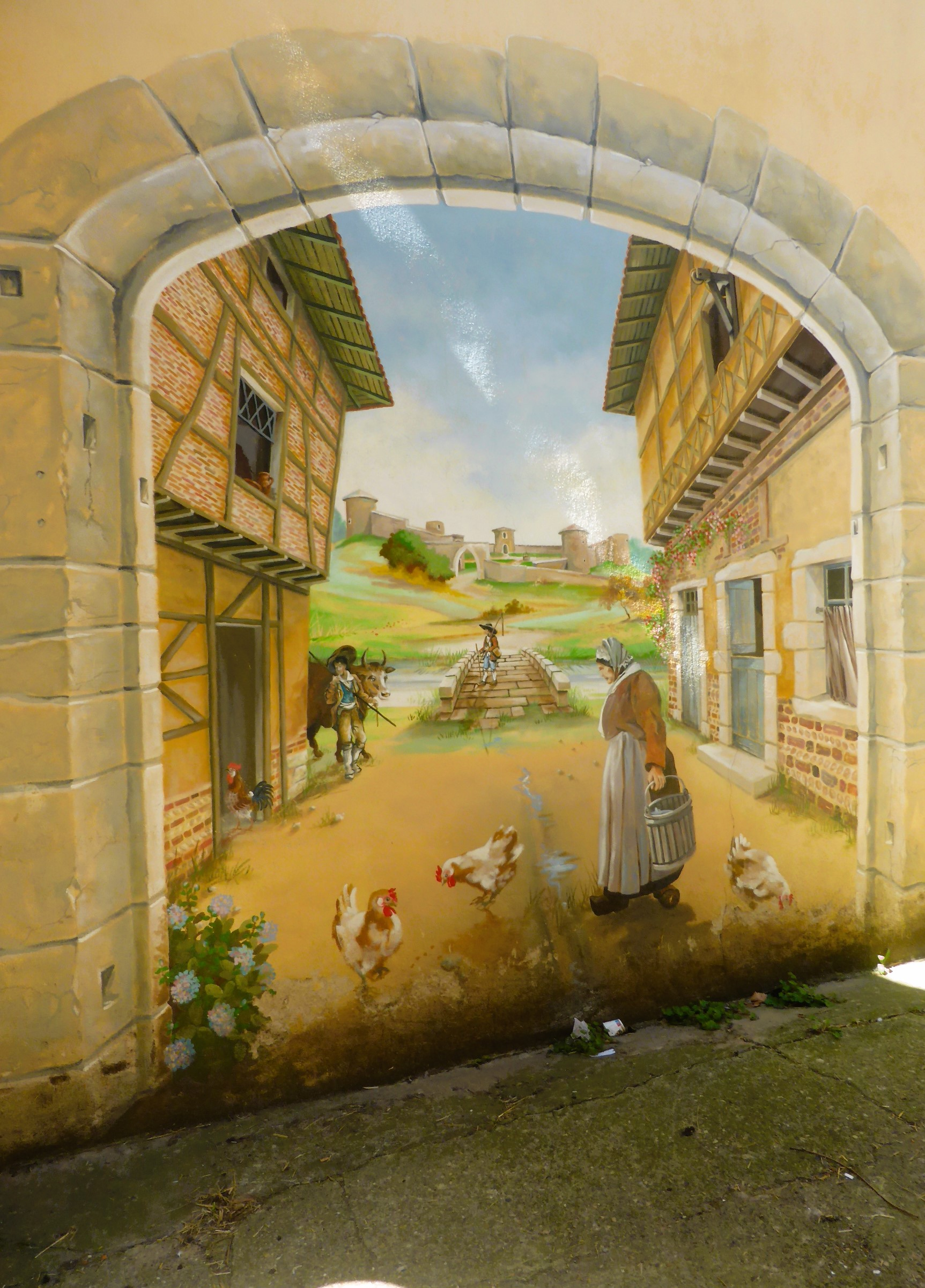
Châtillon autrefois.
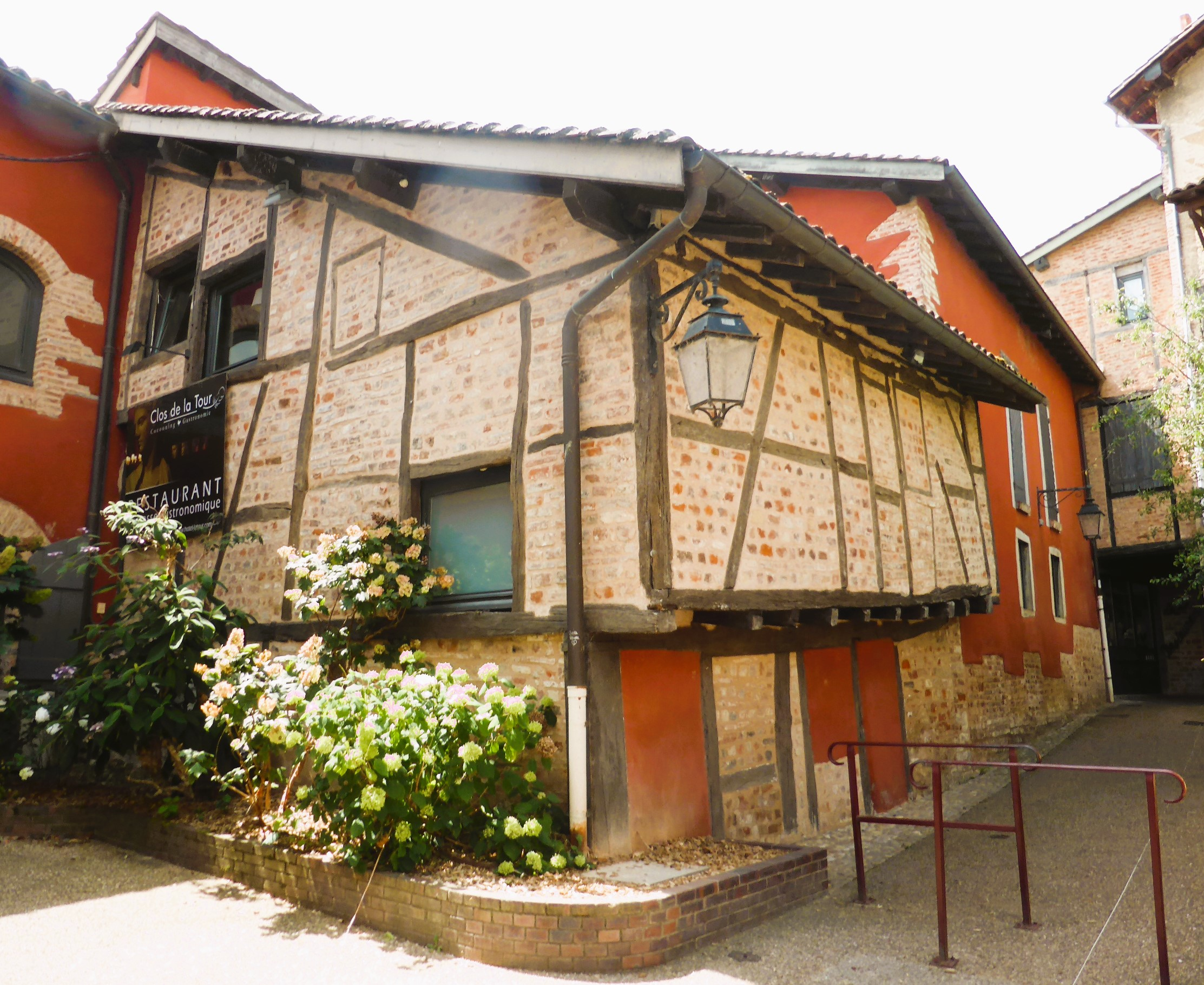
Encorbellement typique.
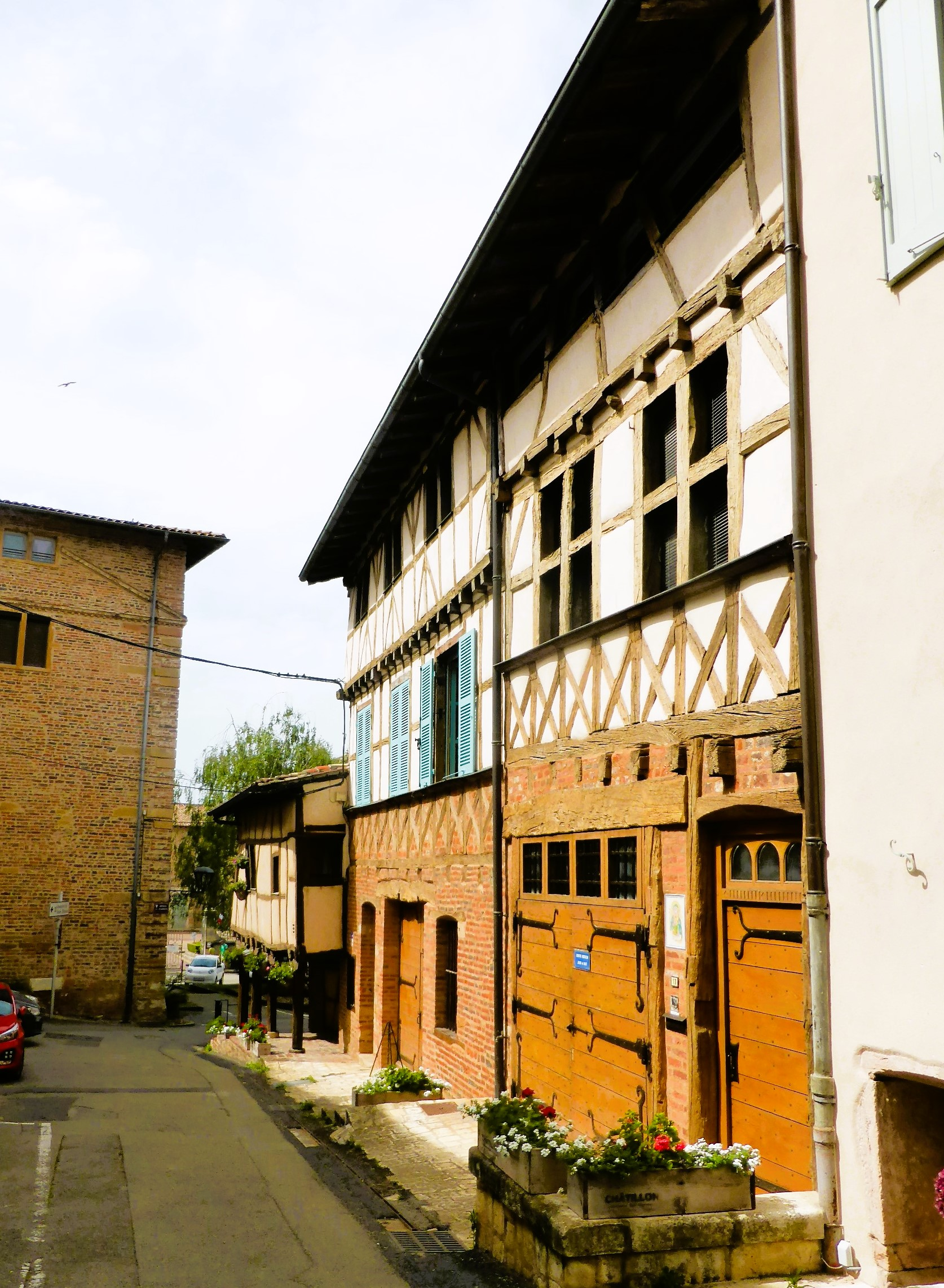
Ensemble de maisons à colombage.
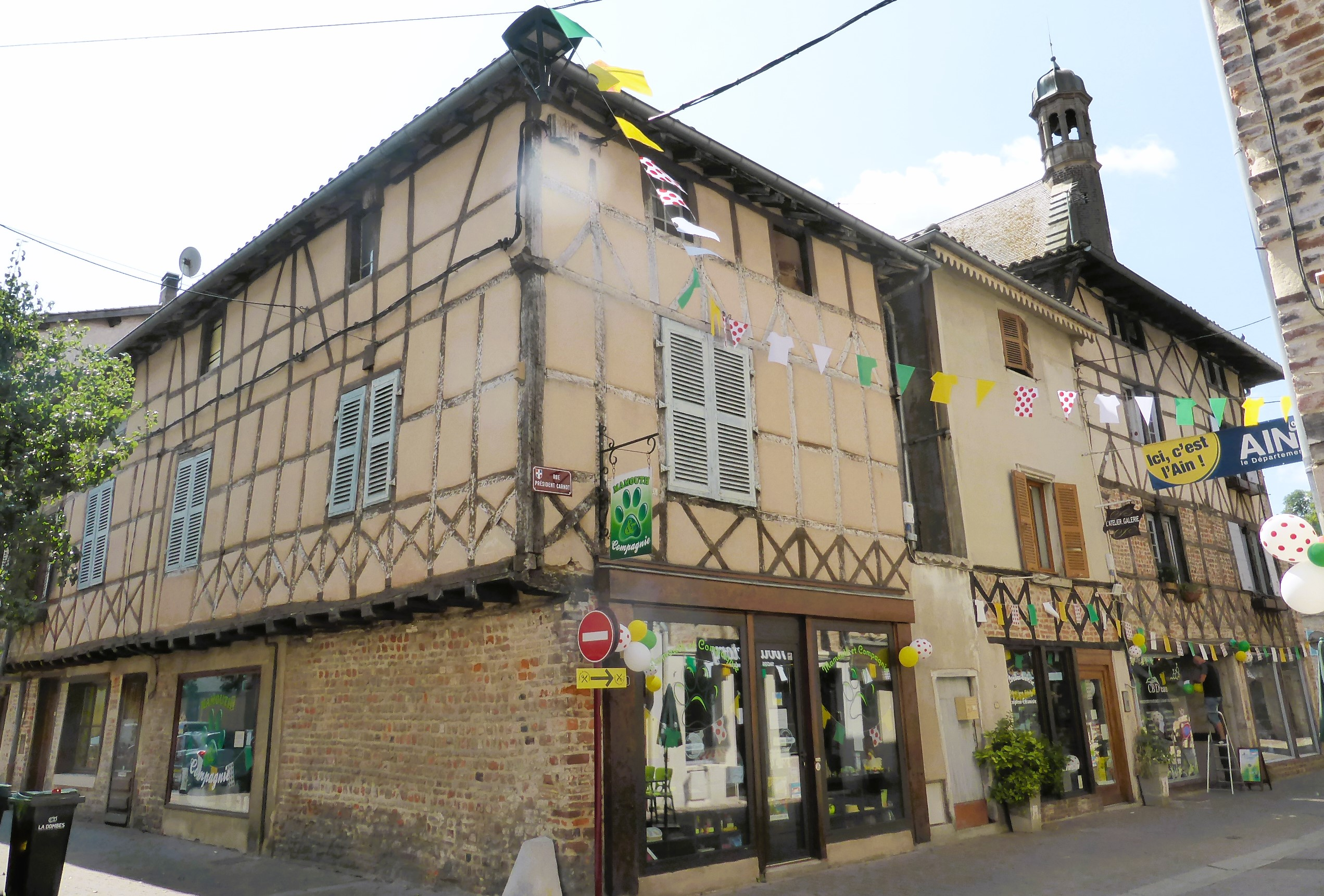
Maisons à colombage.
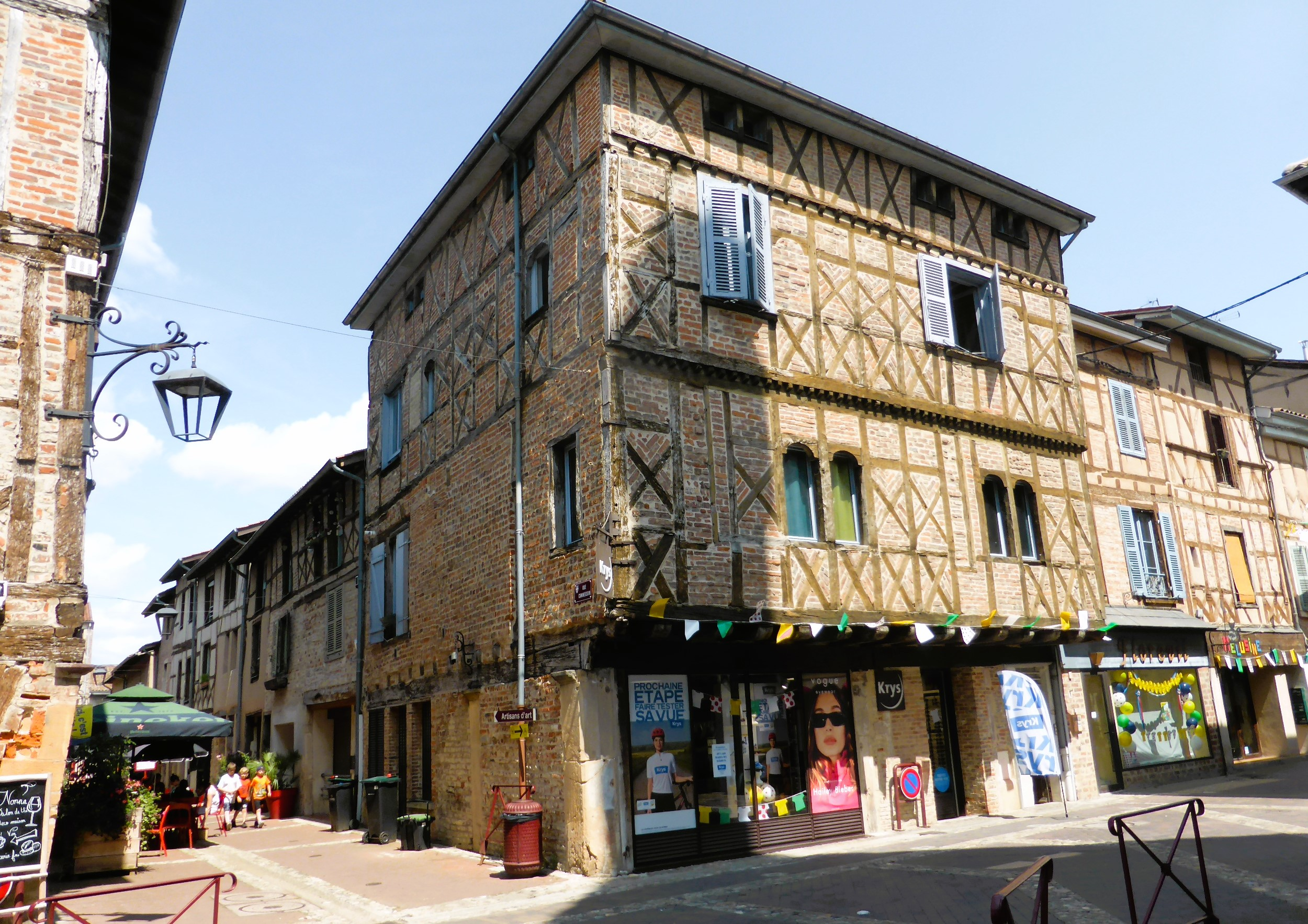
Maison de Commerson.

#### Une longue tradition de charité
Le souci de venir en aide aux plus malheureux et aux déshérités est une constante dans l’histoire de Châtillon qui n’attendra pas le passage de saint Vincent de Paul au XVIIe siècle « pour se signaler comme ville de charité. C’est, chez nous une institution communale ».

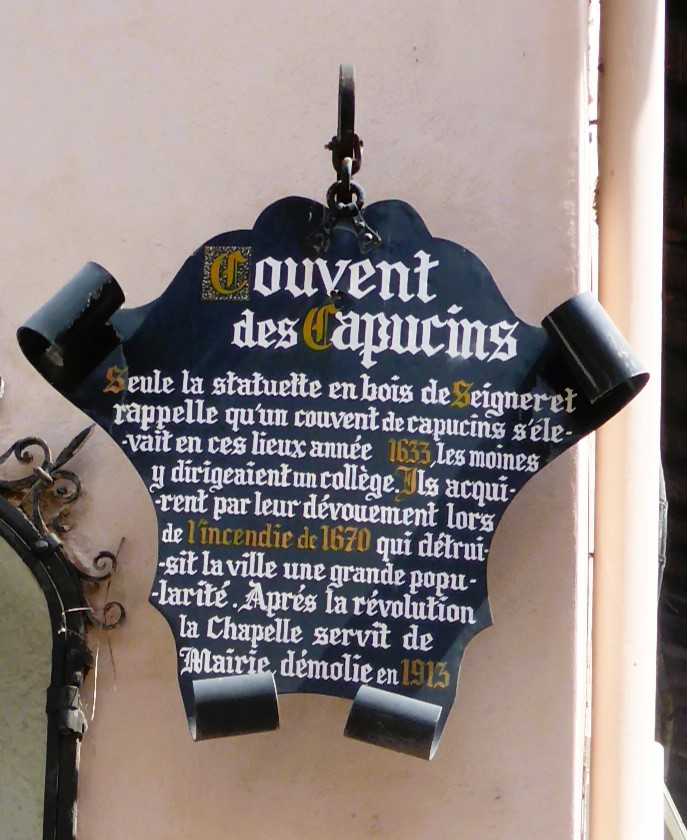
Couvent des Capucins.

Dès la fondation officialisée par la charte existe un hospice, « lieu de refuge pour les pauvres, les mendiants, les sans-le-sou, les sans famille » d’un confort très enviable qu’apprécieront souvent des hôtes de passage. S’il était tombé en ruines au début du XVe siècle, en 1432 le duc de Savoie a aidé à le relever. Sous la domination française, François Ier et Henri II ont eu à cœur d’en confirmer les privilèges. A la disposition des lépreux a été construit en 1445 une léproserie ou maladerie où leur subsistance était prise en charge par la communauté. On peur évoquer aussi le rôle très apprécié des capucins, installés, du reste, à la demande des syndics. La construction de leur couvent en 1635 avait été facilitée par Gaston d’Orléans qui leur avait permis de débarder des chênes de sa forêt de Tanay. En temps ordinaire, leur responsabilité était de maintenir le moral des Châtillonnais par leurs prêches. En 1670, « il n’y avait pas encore de pompiers à Châtillon. Avec un zèle et une charité admirables ils s’investirent dans la lutte contre l’incendie ».

##### Saint Vincent de Paul
C’est en prêtre que Vincent de Paul arrive à Châtillon le 1er août 1617. Il en repartira à la veille de Noël. Ce passage éclair a été pourtant maqué par un événement qui reste inscrit dans l’actualité. Quelles ont été les raisons de sa venue en ce coin perdu de la Dombes ? Né dans un petit village des landes de Gascogne en 1576, ordonné prêtre en 1600, il est venu à Paris où il a rencontré en 1612 Bérulle, le célèbre fondateur de l’ordre des Oratoriens. Celui-ci a été frappé par sa forte personnalité l’a fait nommer curé de Clichy, une modeste paroisse, puis, en 1613, l’a choisi comme précepteur dans la famille princière des Gondi. Mais sa vocation était pour le service des humbles. L’Oratoire de Lyon était en quête d’un prêtre dévoué et désintéressé pour la paroisse de Châtillon. Il lui a proposé ses services jusqu’à ce que les Gondi le rappellent auprès d’eux.
Il loge chez un huguenot, M. Beynier qui se convertira frappé par sa foi profonde et sa douceur. A peine installé, le 23 août, il est appelé au secours d’une famille en détresse. Son émotion est telle qu’à son retour il rédige en 24 pages le règlement de la Confrérie de charité. Le 8 décembre est officiellement fondé la Congrégation qui œuvre encore sous son nom au XXIe siècle.

Sans doute son action devait se déployer dans de nombreux domaines, ce qui a justifié sa canonisation mais les habitants de Châtillon ont été fiers de devenir un peu le centre du monde en accueillant en 2017 quatre cents sœurs venues du monde entier au congrès international organisé pour marquer le quatrième centenaire de leur congrégation,.

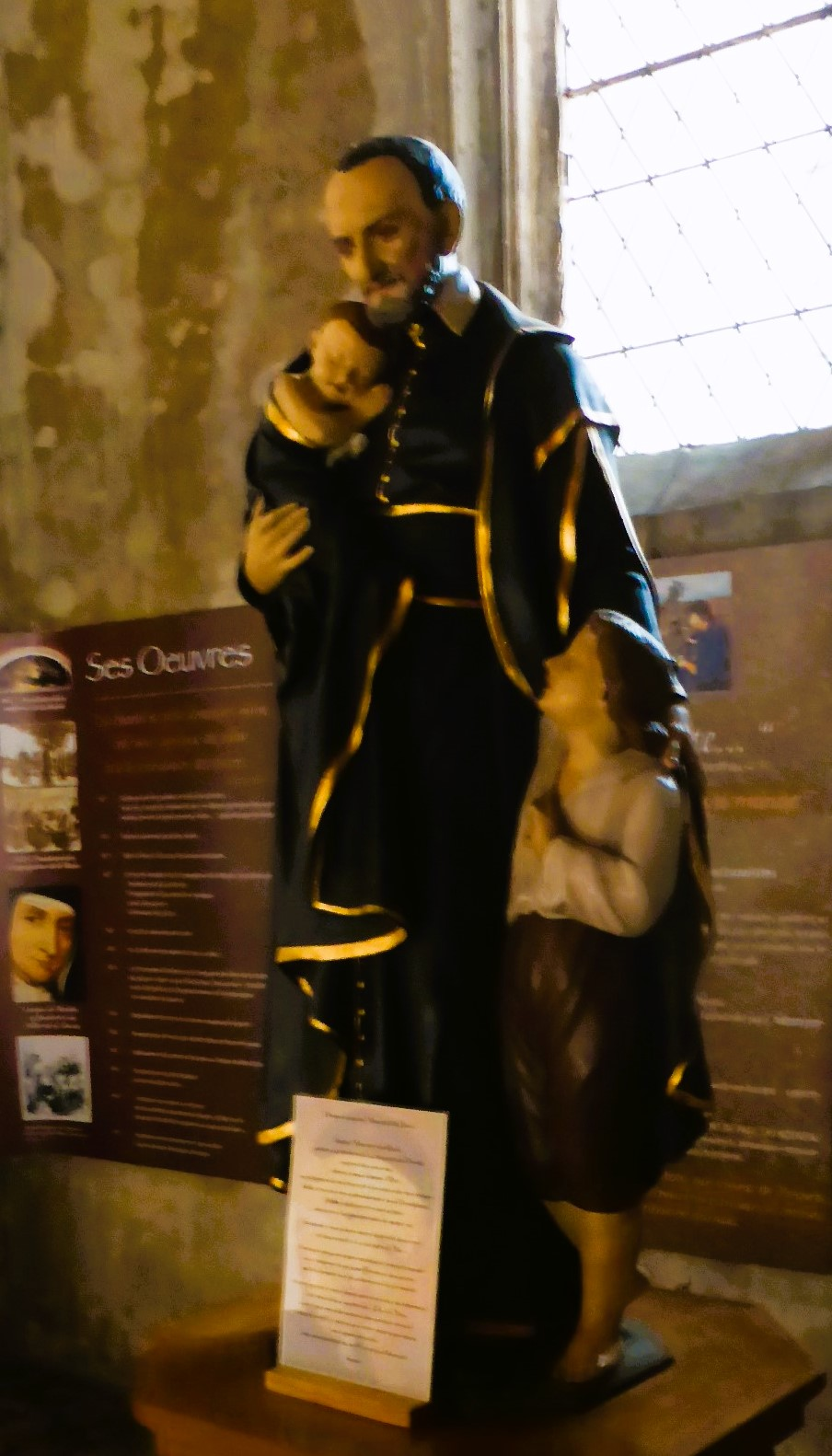
Saint Vincent de Paul
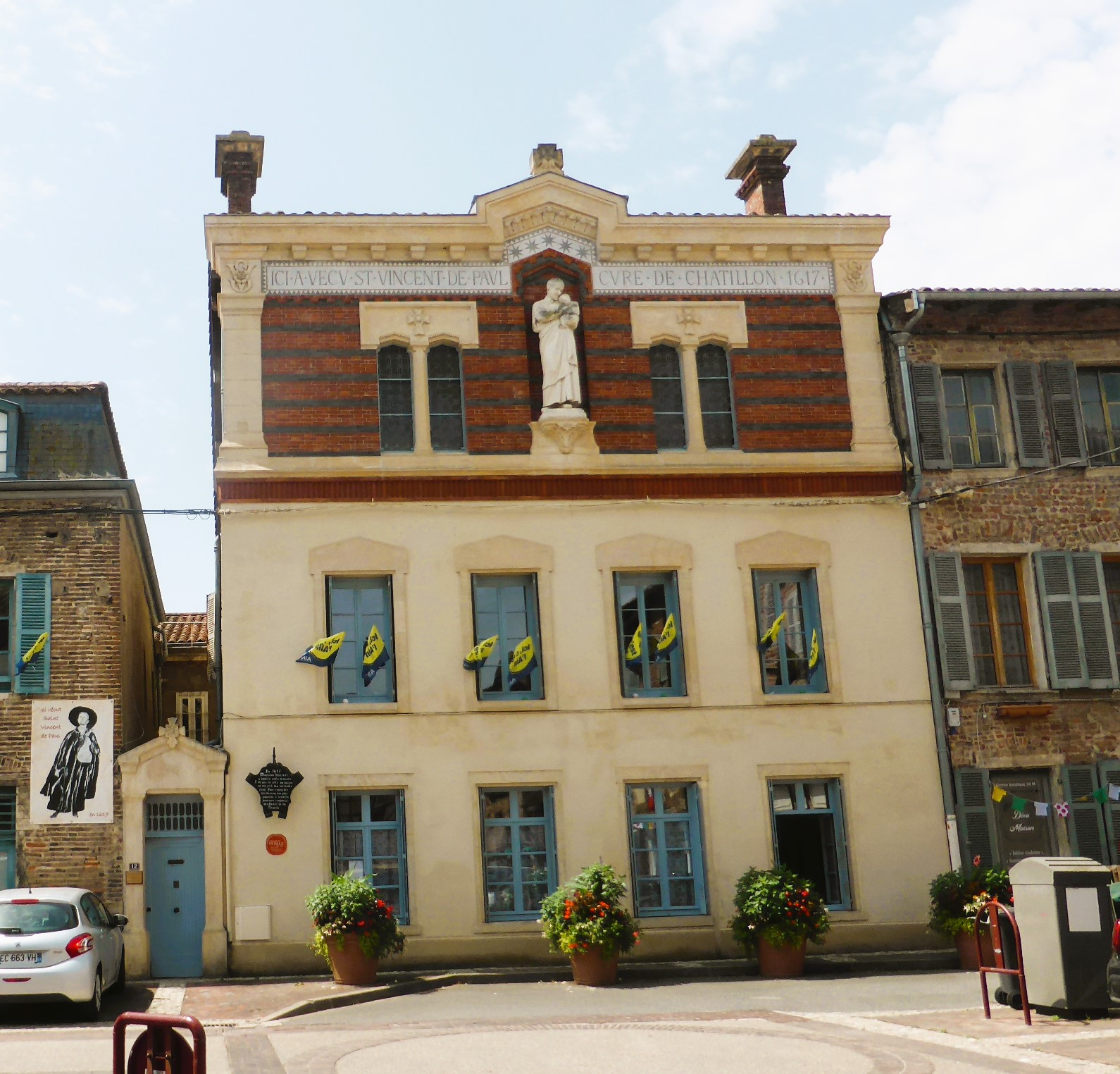
Ancienne demeure de Saint- Vincent
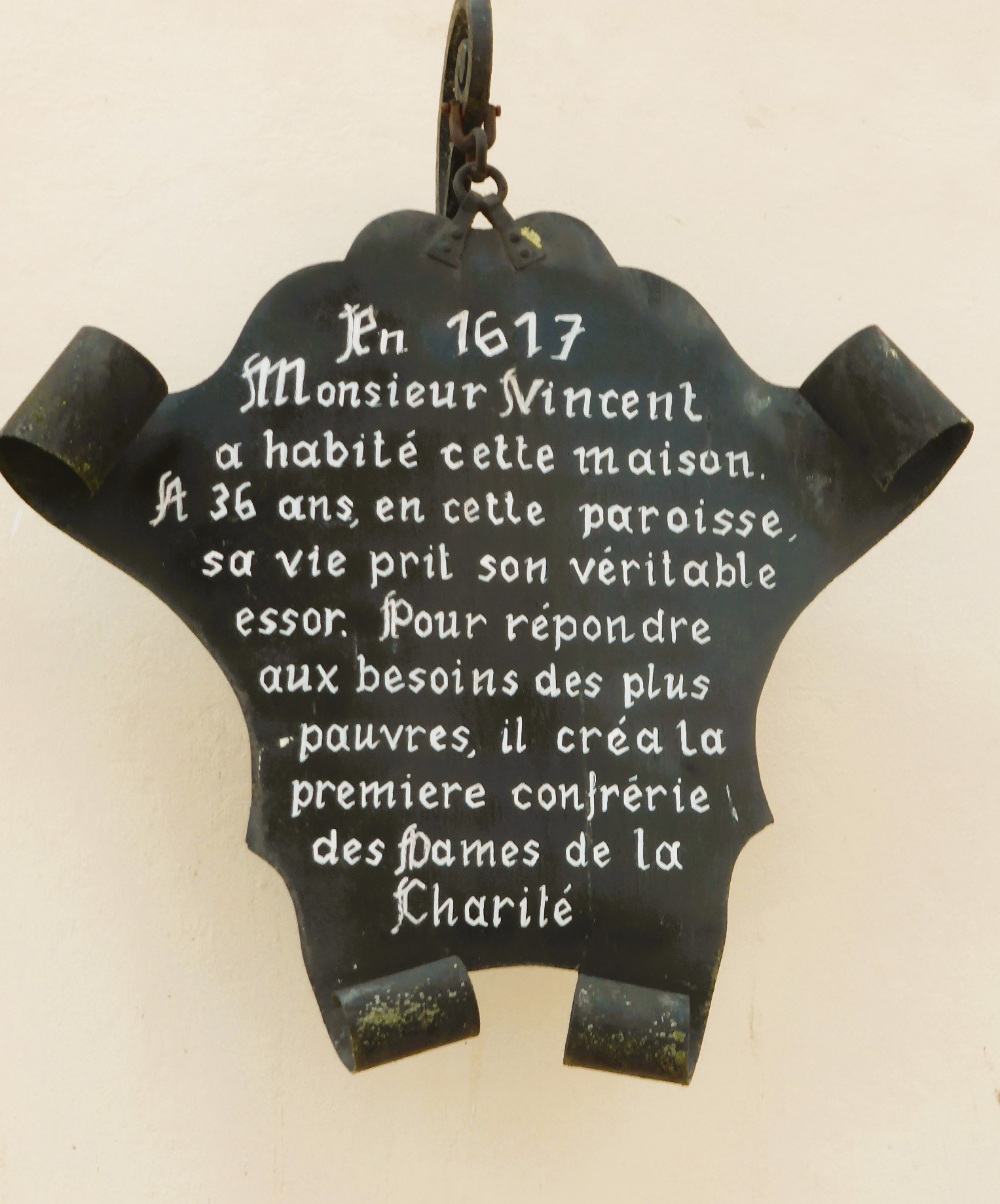
Saint Vincent en 1617
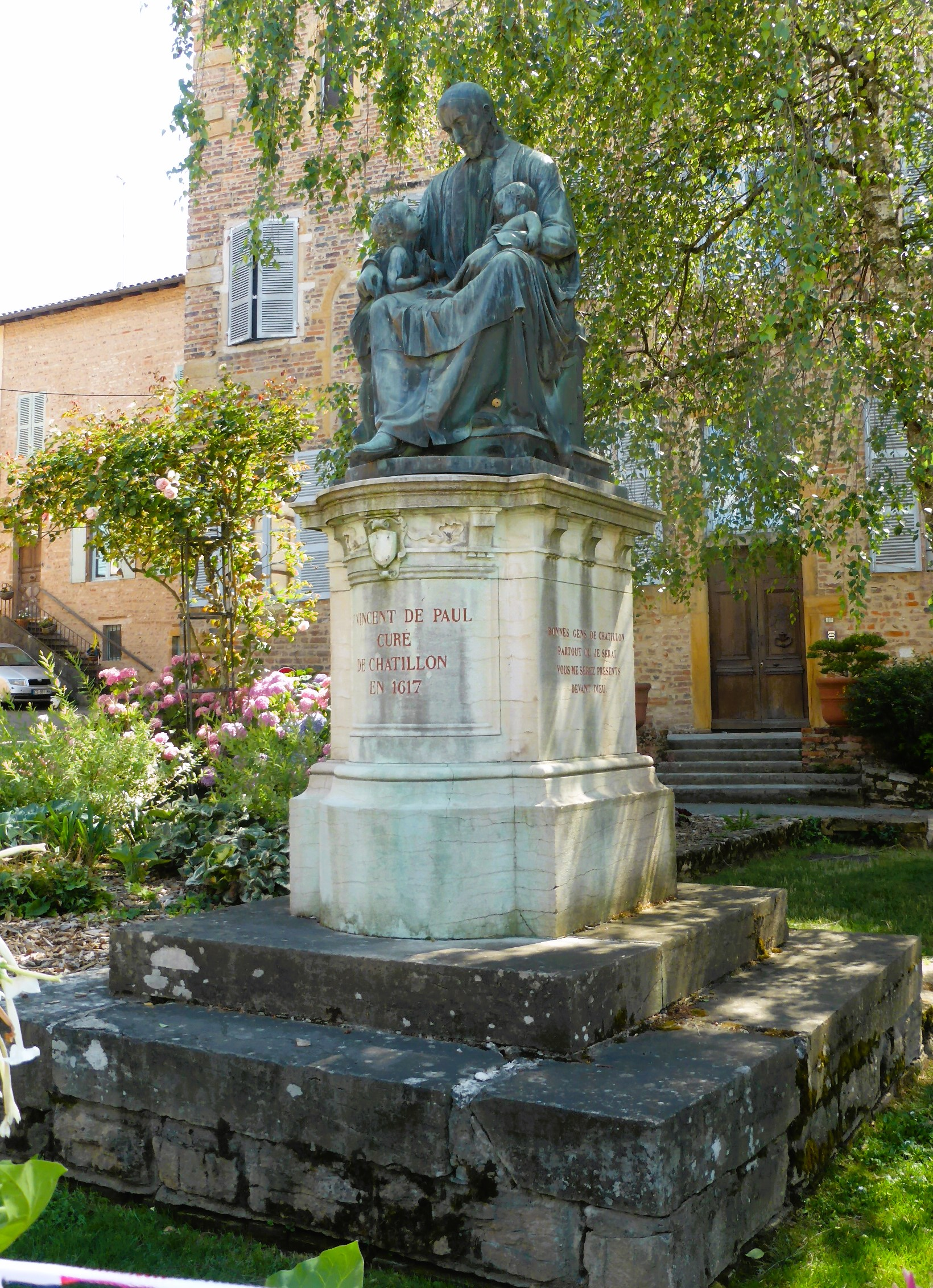
Statue de saint Vincent
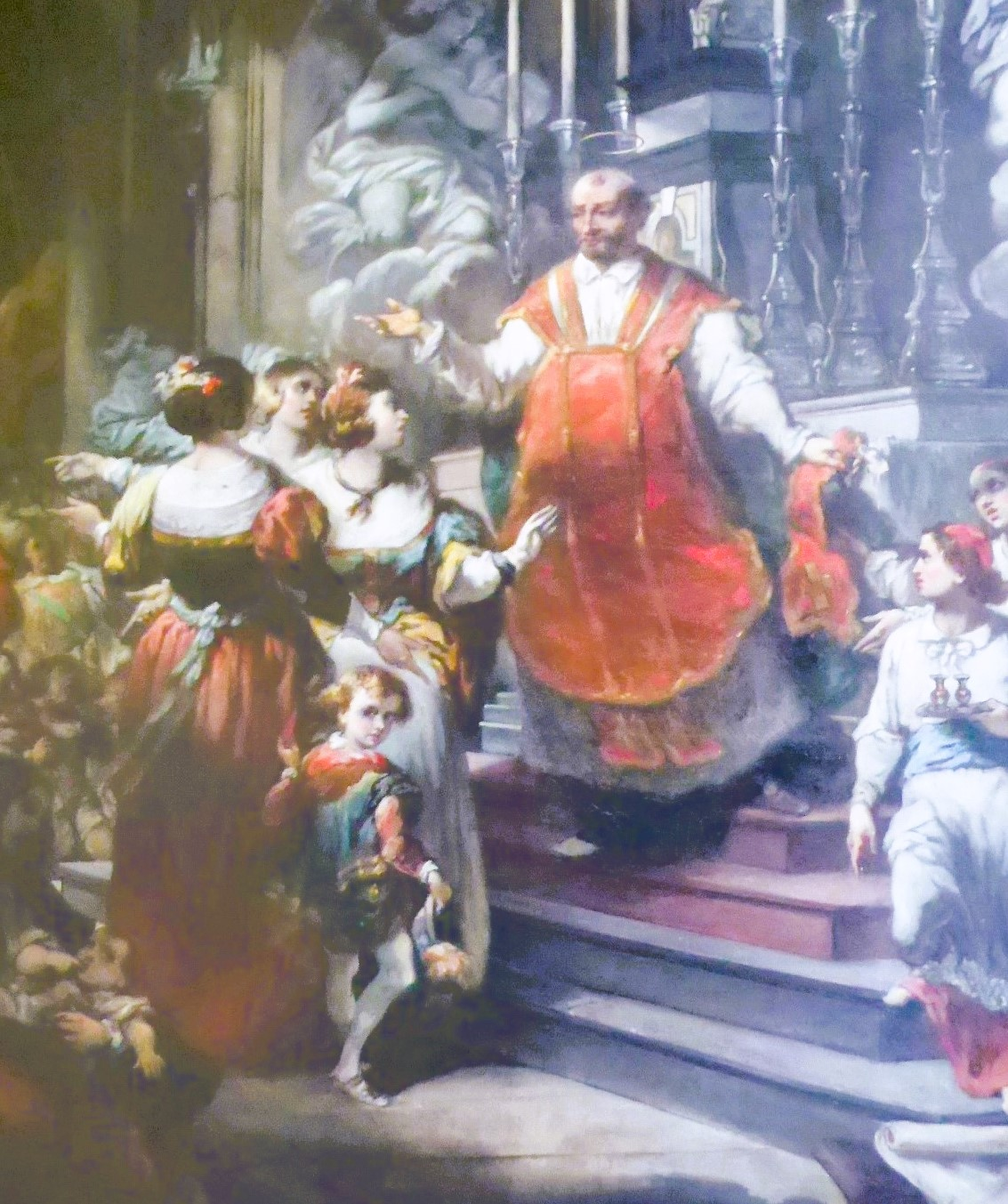
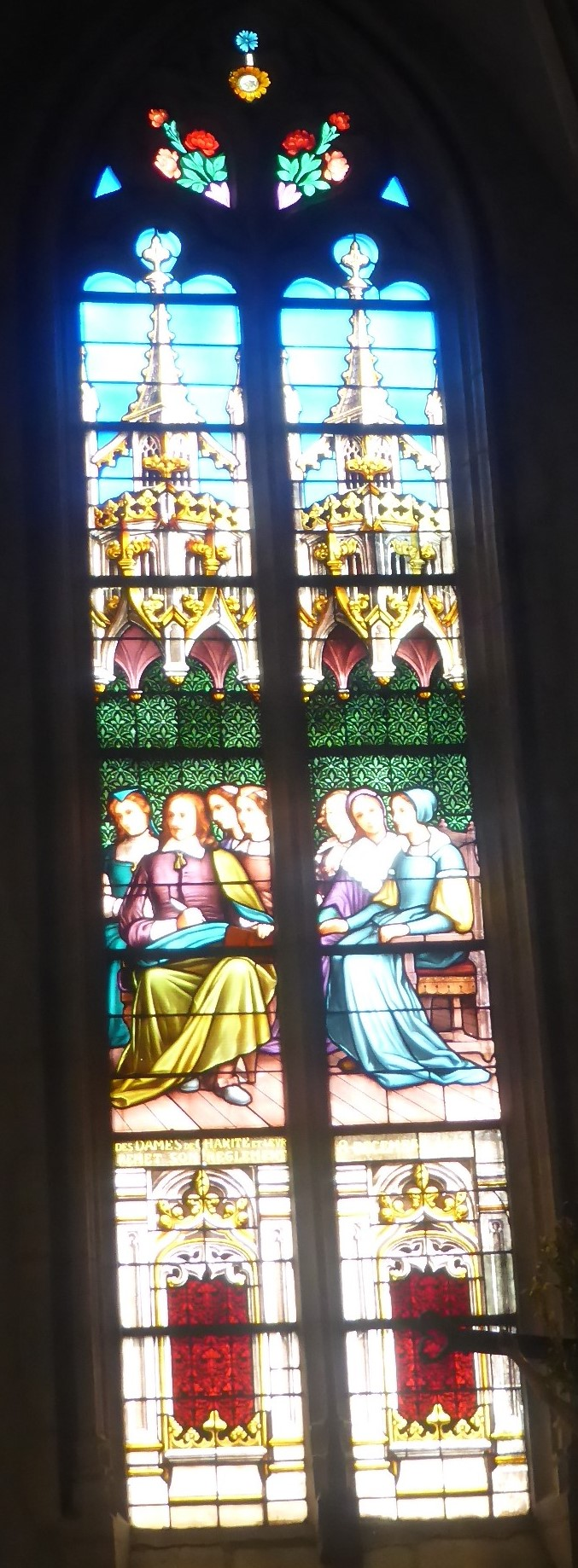
Vitrail de l'abside 1
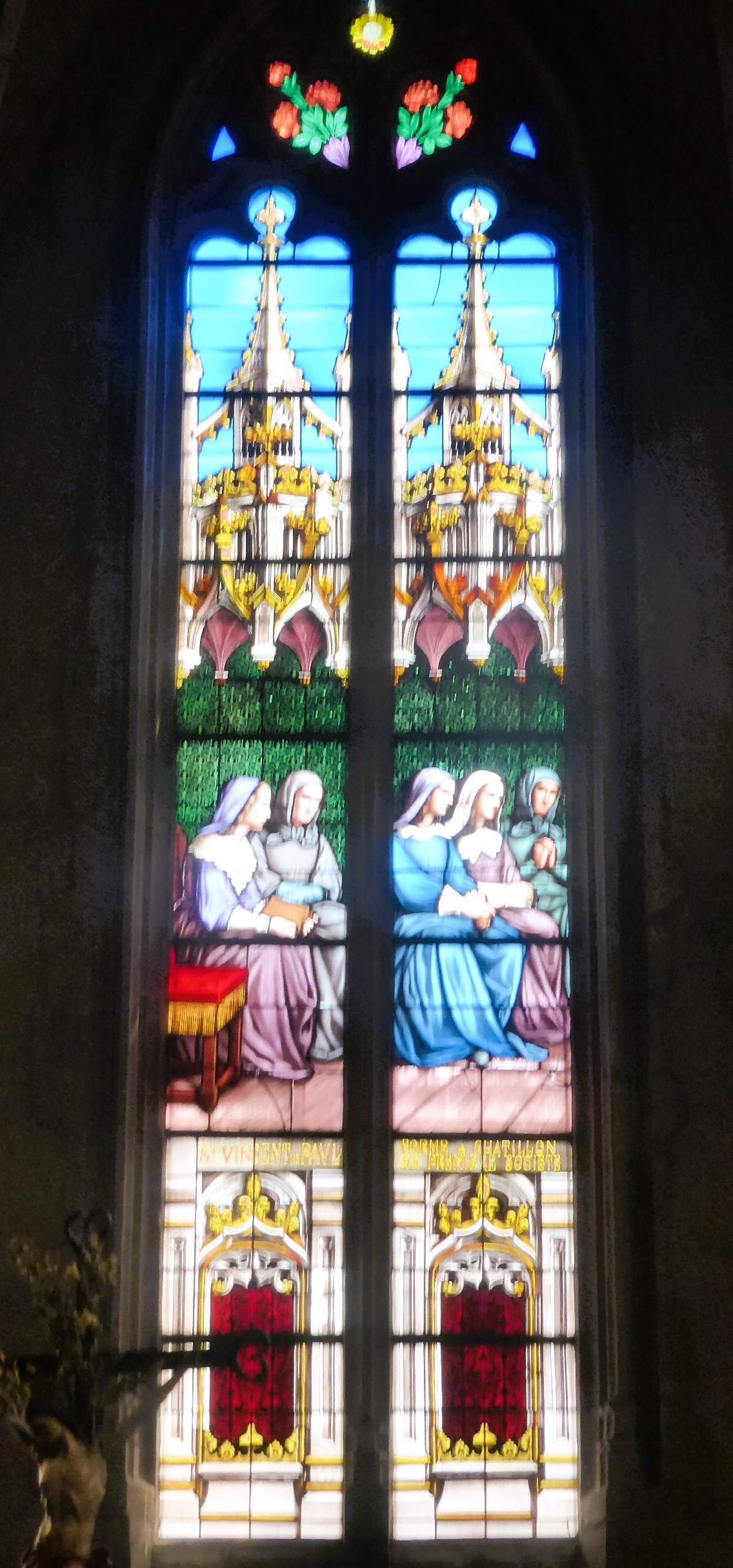
Vitrail de l'abside 2
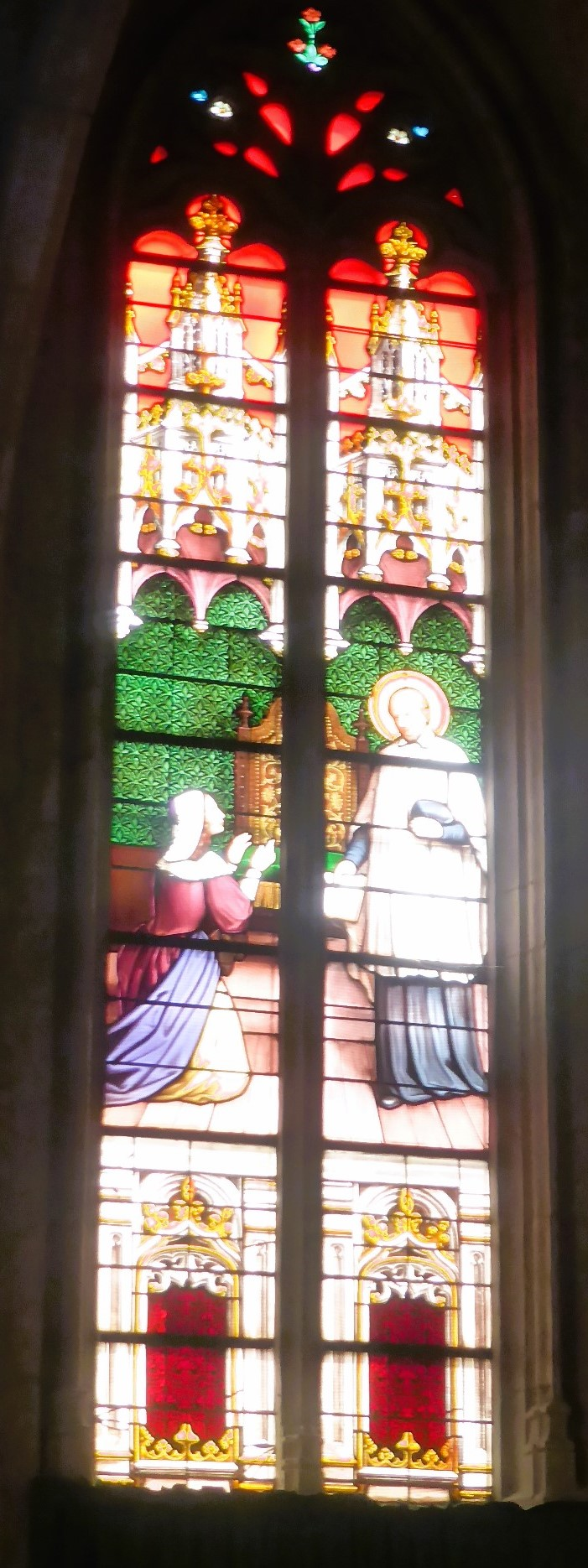
Vitrail de l'abside 3

##### De l’hospice au Centre culturel
C‘est dans l’humble chapelle du vieil hospice que monsieur Vincent avait posé la première pierre de l’œuvre de charité qui devait étonner le monde. Aujourd’hui le même site a été promu Centre culturel dans des bâtiments d’une tout autre ampleur. Bien que le plan paraisse conçu par un unique architecte sa construction a été réalisée en plusieurs étapes. La chapelle qui est aujourd’hui en position centrale a été édifiée en 1732 dans une ancienne tour de l’enceinte et l’on a construit la salle qui la prolonge au sud ainsi que l’aile en équerre grâce à la générosité du comte du Châtelard. Il faut attendre 1789 pour que cette chapelle devienne l’axe d’un plan symétrique avec la construction de la partie droite qui comporte aussi une aile en retour. Pour la première fois on a pu alors pratiquer la séparation des sexes. Si cette partie nord attire aujourd’hui plus spécialement la foule des touristes c’est d’abord grâce à l’abbé Robin, aumônier de l’hôpital, qui a entrepris la remise à neuf des locaux à partir de 1814 permettant ainsi l’installation de l’apothicairerie dans les boiseries style Directoire qu’il a financées de ses propres deniers.
À partir de 1732 également le fonctionnement de l’hôpital est modernisé. La maison est enfin régie par un bureau administratif regroupant non seulement la municipalité mais aussi tous les corps détenteurs des diverses responsabilités. Ce bureau est chargé de la gestion mais le financement public ne suffit pas et on fait appel à la générosité des habitants. La garde des malades est enfin assurée régulièrement par les sœurs de Sainte-Marthe, religieuses venues de Pont-de-Vaux. Grâce à leur zèle, l’apothicairerie ne devait bientôt plus satisfaire qu’au seul usage interne mais vendre sur les marchés extérieurs avec un succès tel que les pharmaciens en prendront ombrage. Leur activité s’est déployée jusqu’en 1972.

Le visiteur découvre successivement la salle où sont exposés les 120 pots au décor bleu commandés exprès à la faïencerie de Meillonnas pour la somme de 270 francs, la tisanerie avec ses tiroirs en boiserie, l’ensemble complété par les accessoires dont un grand mortier de bronze orné de 8 figures de patriarches. L’occasion était trop belle de transformer cet espace en musée. Le clou en est un fameux triptyque dont la paternité a été longtemps ignorée. On a identifié aujourd’hui son auteur : le peintre Grégoire Guérard, maître du triptyque d’Autun. Il daterait de 1527.Il a été classé monument historique en 1913. Dans le panneau central figure la descente de croix, dans celui de gauche l’agonie du Christ au jardin des oliviers et dans celui de droite la Résurrection. Au dos, les apparitions de Jésus à Marie-Madeleine et à sa mère. De retour à l’extérieur, une promenade dans l’ancien potager du vieil hospice complète la visite. On y passe en revue différents espaces plantés d’arbres, d’arbustes, de plantes médicinales, une orangerie et un rosarium aux roses botaniques.

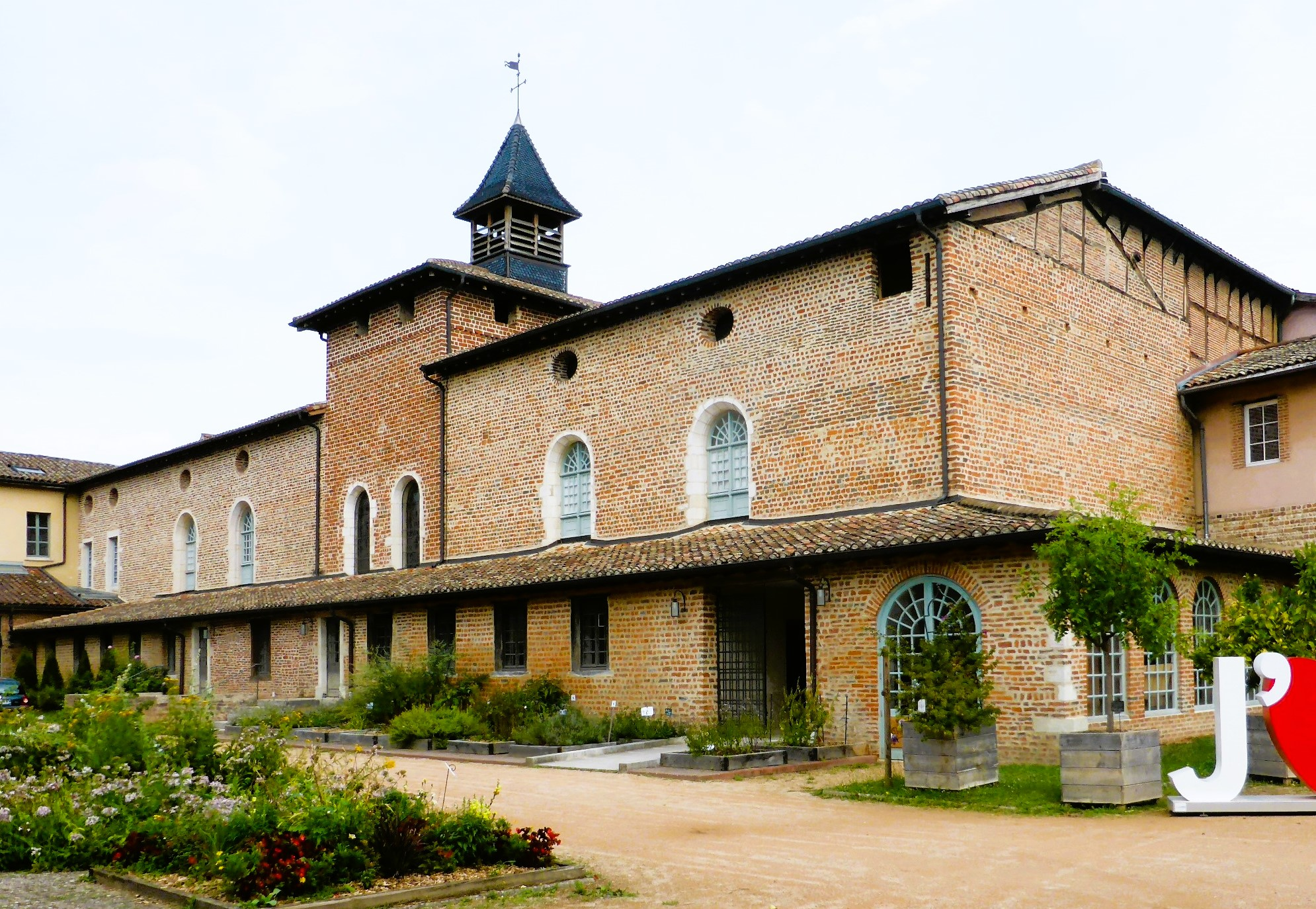
Ancien hôpital corps central
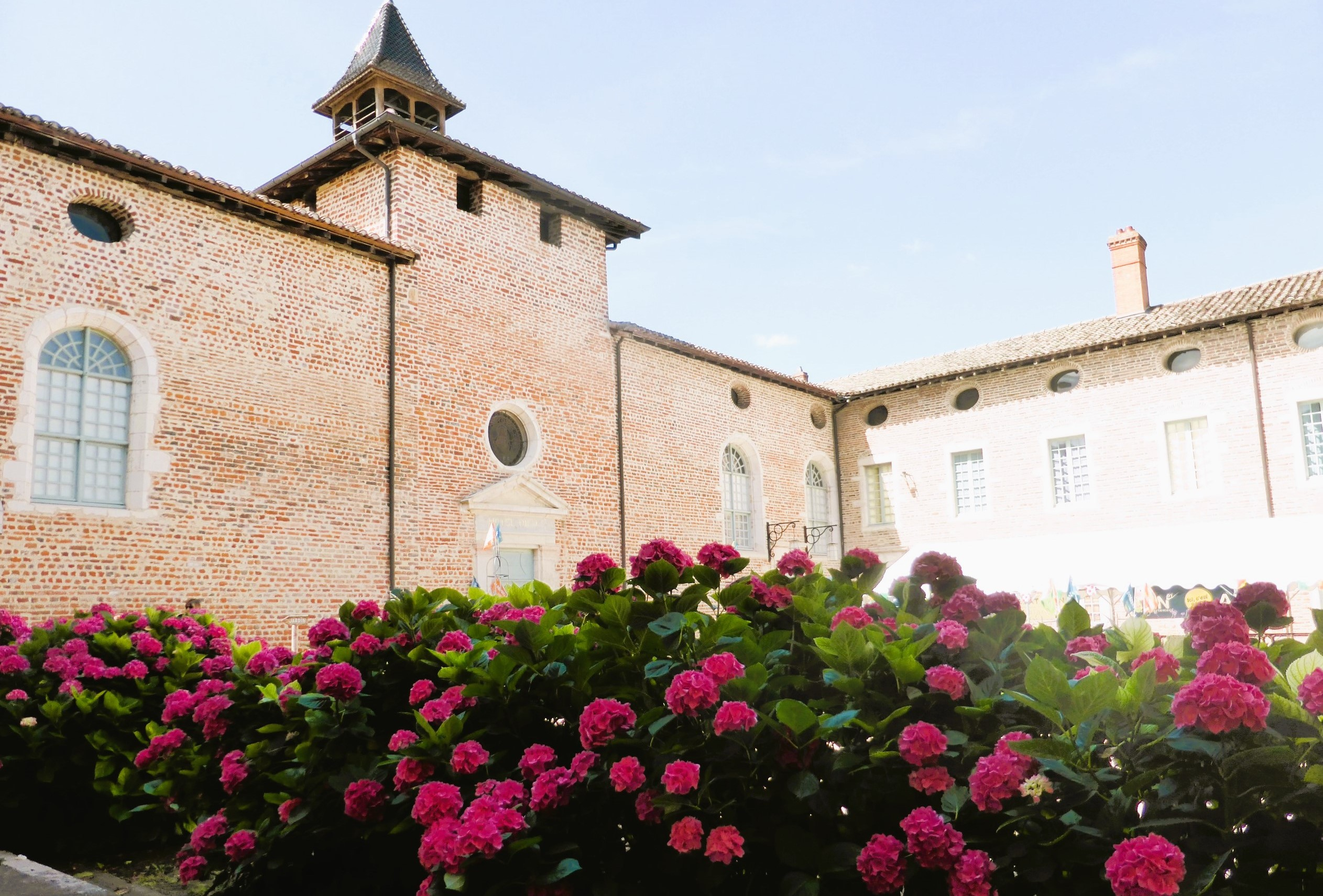
Aile droite de l'hôpital
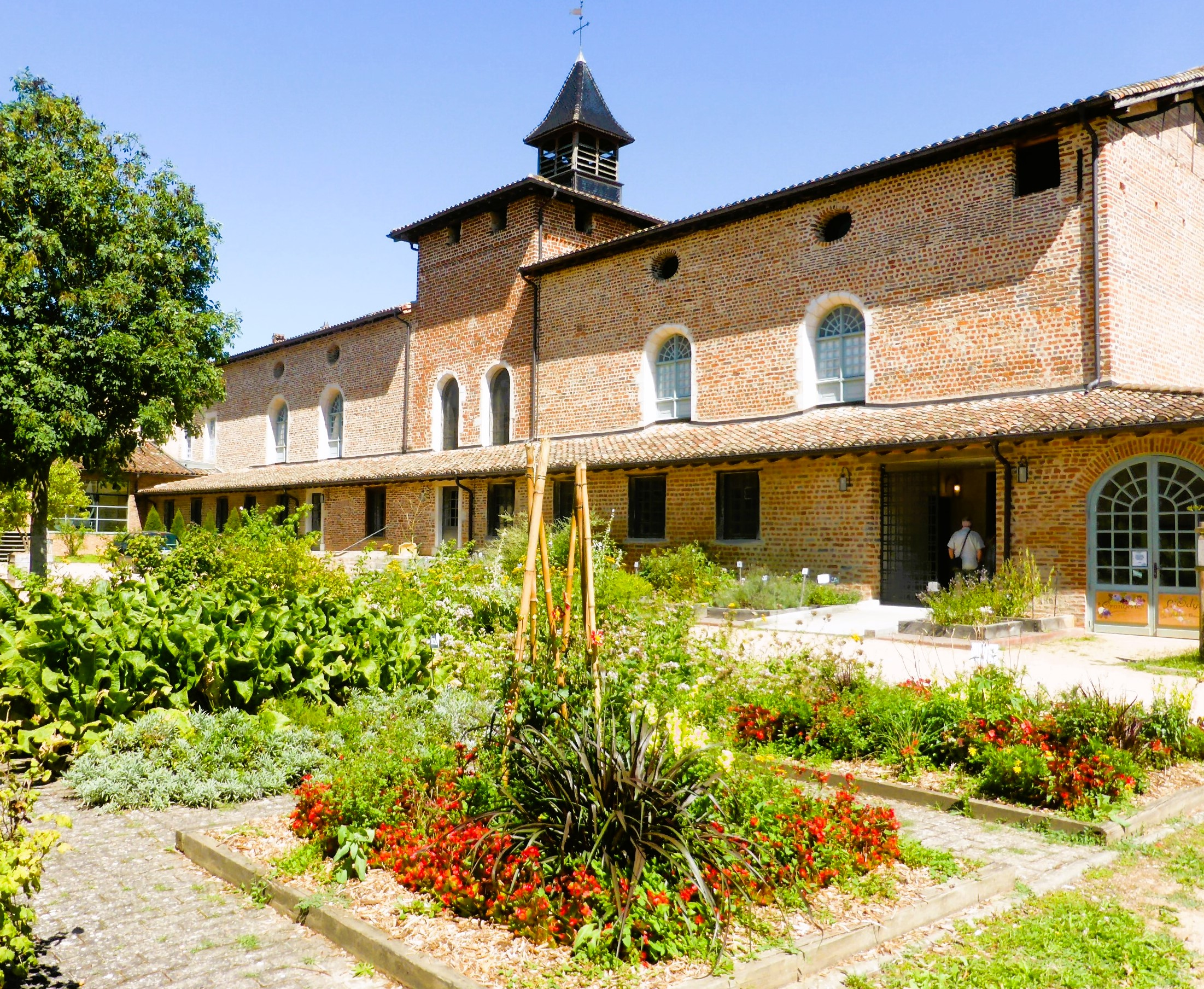
Ancien hôpital côté jardin
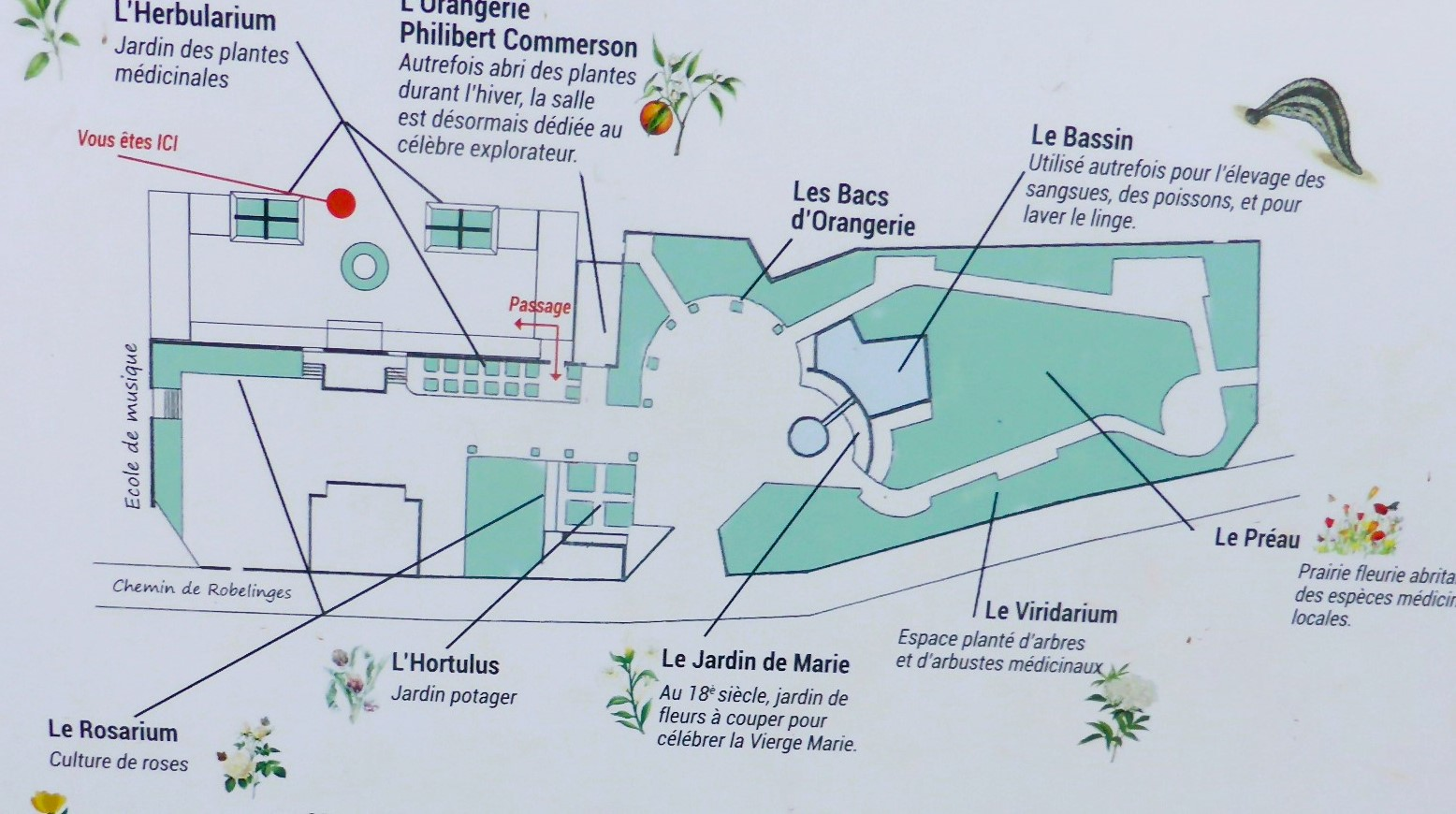
Les jardins de l'hôpital
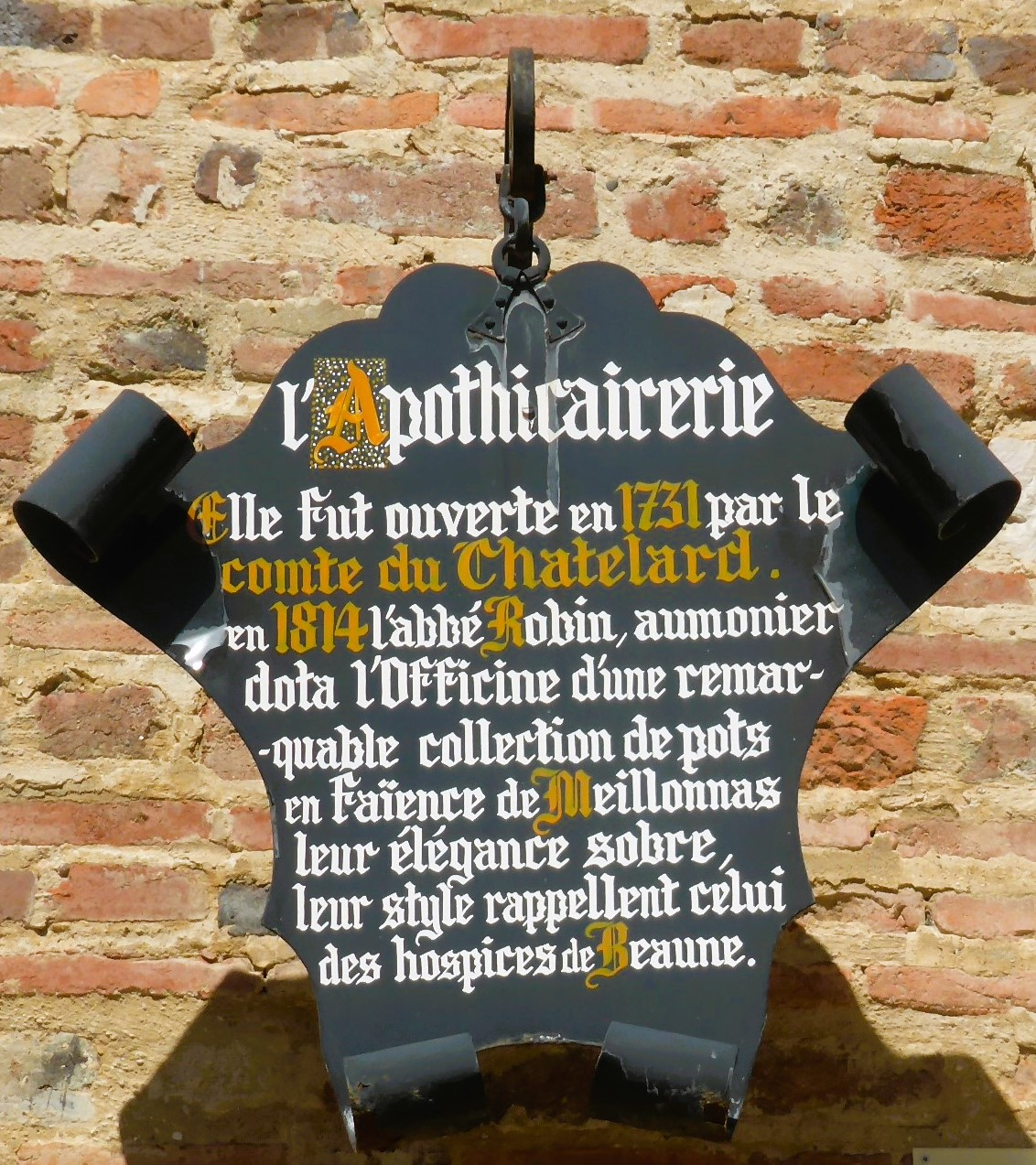
L'apothicairerie
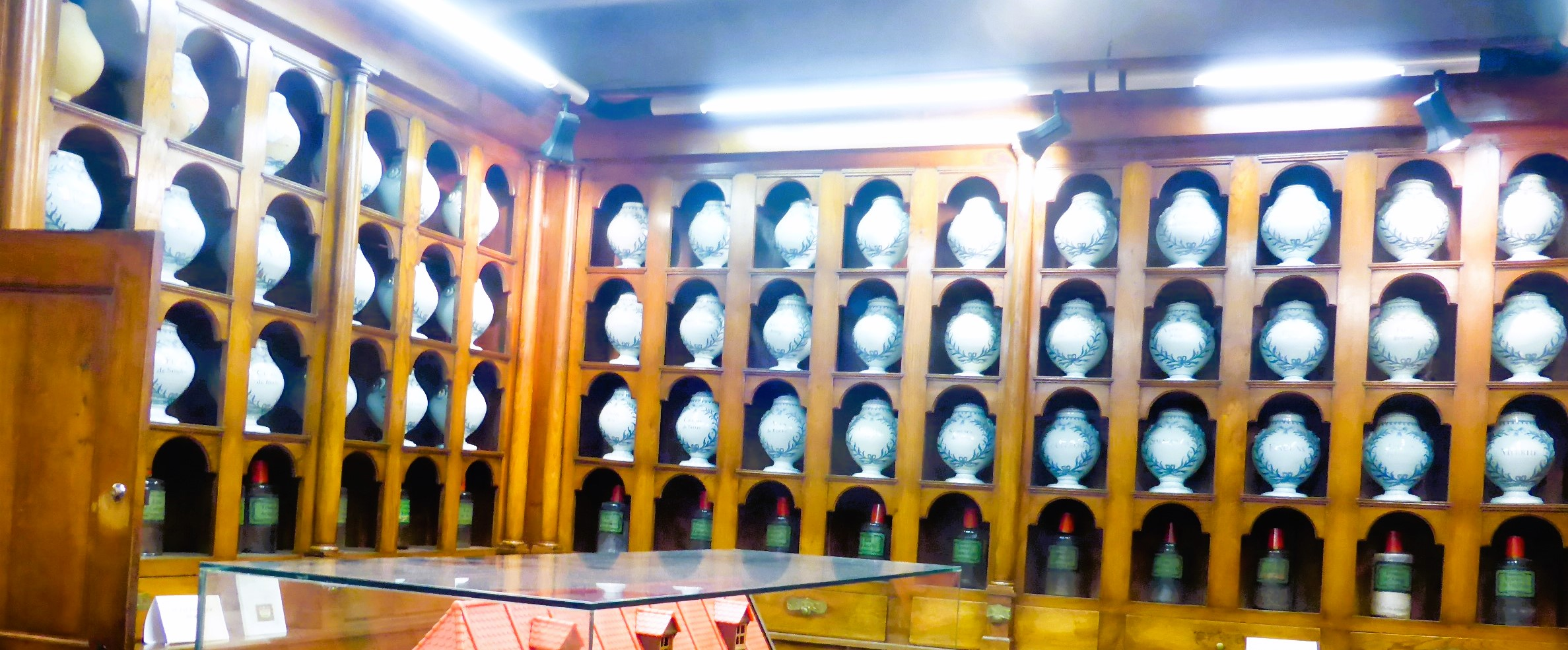
Apothicairerie collection de pots
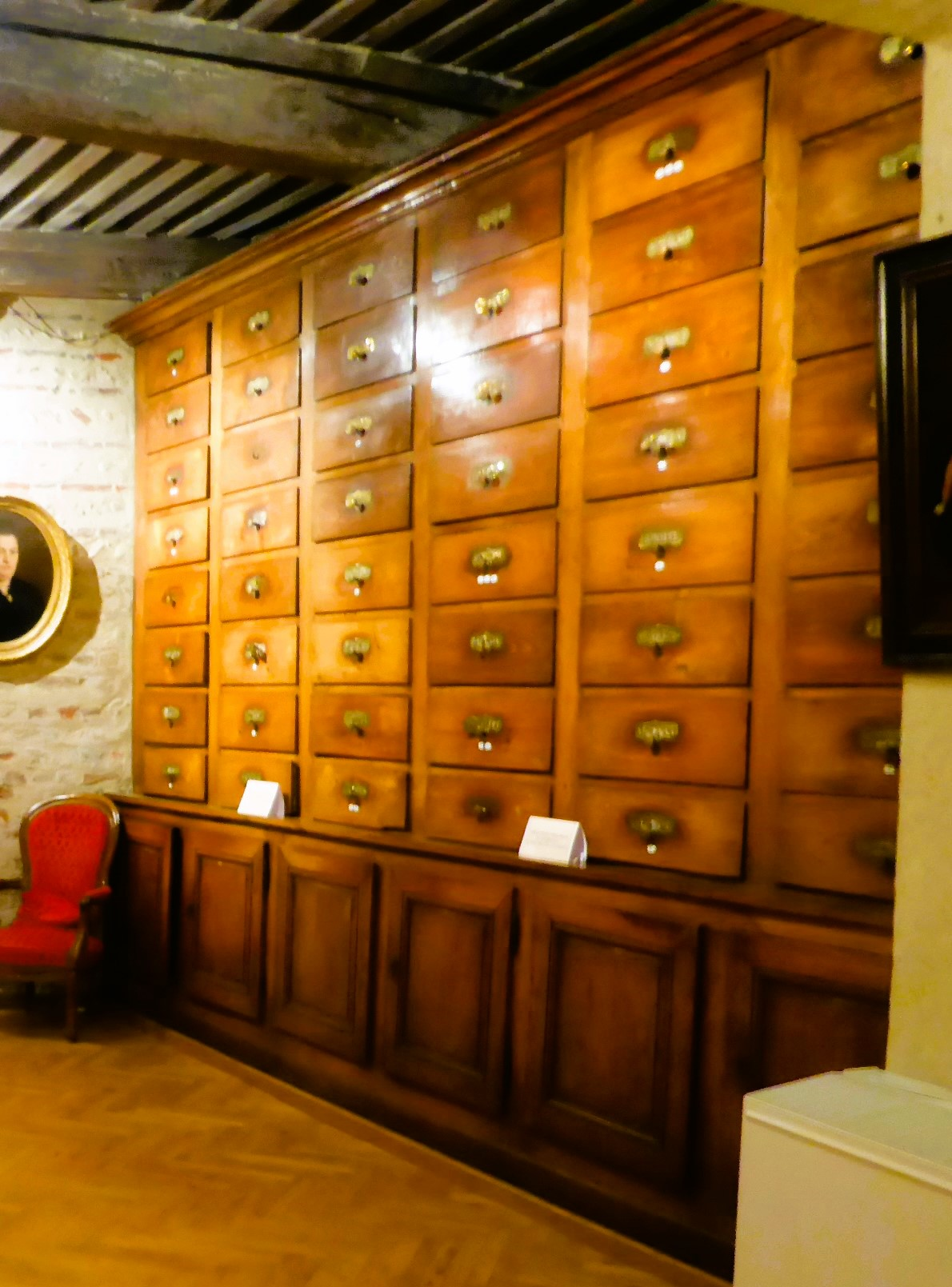
Apothicairerie collection de pots
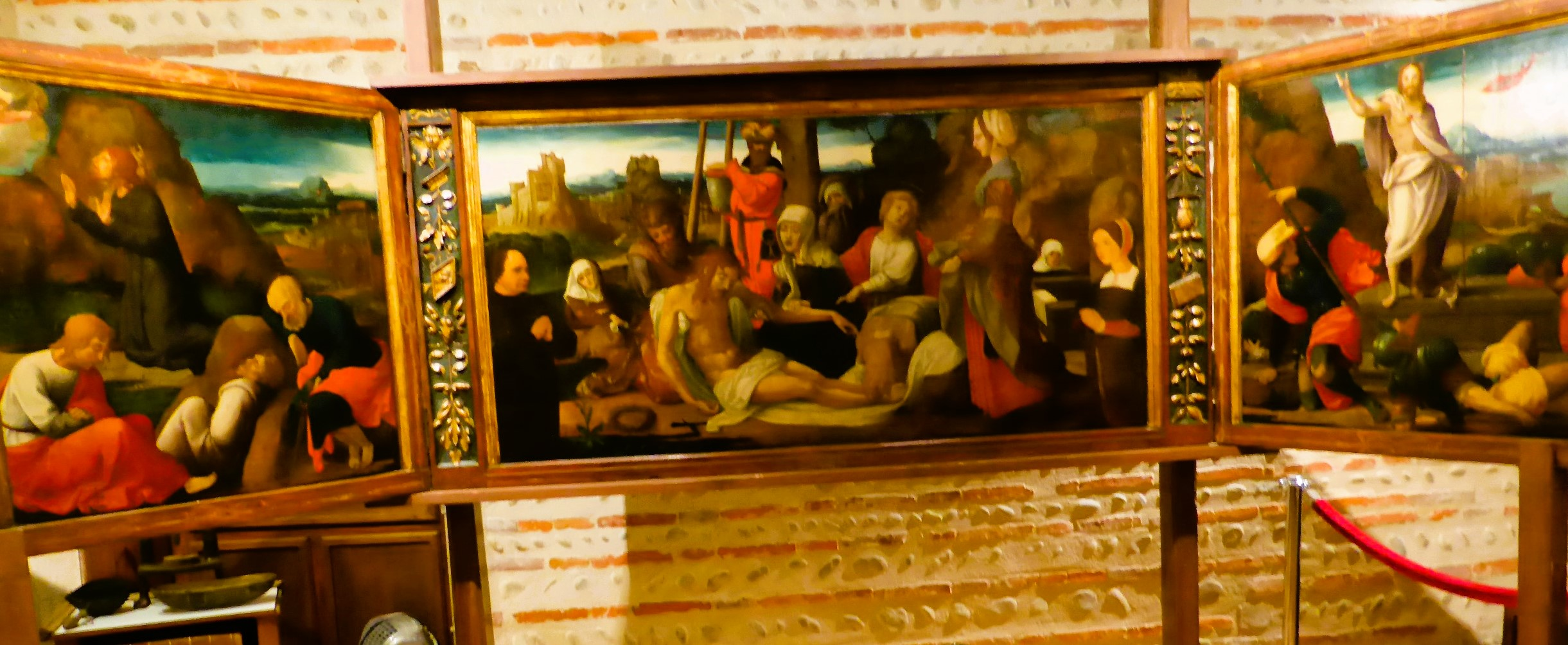
Triptyque de Guérard
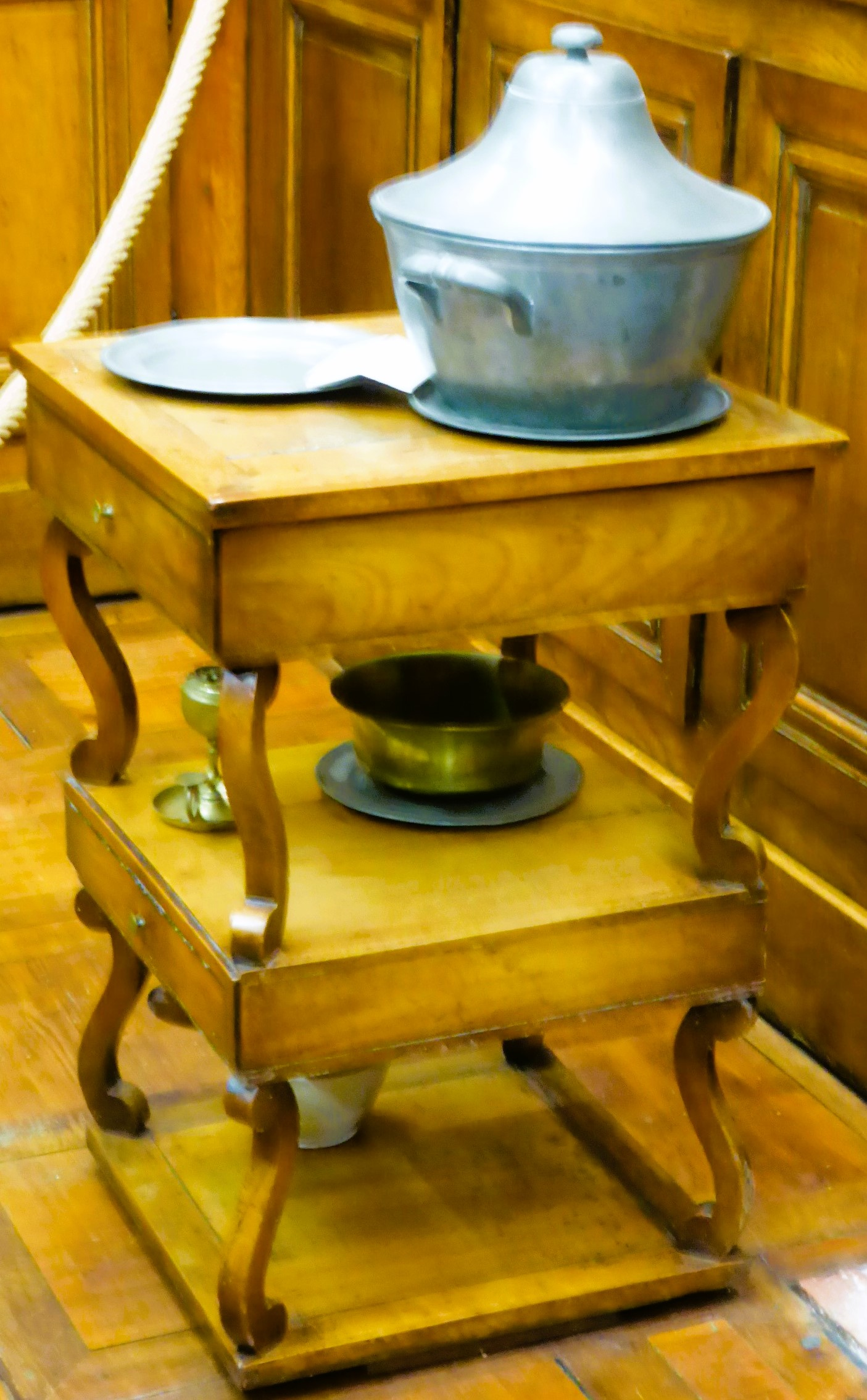
Mortier.

#### Philibert Commerson
Il n’est pas donné à beaucoup de modestes bourgades de pouvoir compter parmi ses enfants un scientifique digne des plus grands éloges. Philibert Commerson né à Châtillon en 1727, aîné d’une famille de 14 enfants, était le fils d’un notaire et conseiller du prince de Dombes. Son père voulait qu’il fasse carrière dans le monde médical ou la magistrature. Mais « tel n’est pas l’avis de ce grand garçon qui, à son retour du collège des jésuites de Bourg où il a fait preuve d’excellentes dispositions pour les sciences naturelles » se passionne pour la botanique. Philibert consent tout de même à s’inscrire à la célèbre faculté de médecine de Montpellier dont il sort avec le titre de docteur. Mais sa principale préoccupation est d’herboriser. Il visite dans ce but le Bugey, le Dauphiné, la Savoie et la Suisse. Tout en exerçant la médecine à Châtillon de 1756 à 1760, il poursuit ses recherches en Charolais où rencontre l’âme sœur à Toulon-sur-Arroux, une fille de notaire ! Cette union est vite brisée car son épouse décède en accouchant d’un fils. C’en est fini du pays de son enfance qu’il prend en grippe. Il gagne Paris en compagnie de sa gouvernante Jeanne Baret.

Il a déjà acquis une certaine célébrité et noué des contacts avec tous les grands noms de la botanique. Ce qui lui vaudra de voir agréée par le duc de Praslin, ministre de la marine, sa demande de participer à l’expédition de Bougainville dans les Terres australes. Il ne reviendra jamais au pays car son périple se terminera par son décès en 1773, à l’âge de 46 ans, dans l’île de France (l’actuelle île Maurice). En revanche Jeanne Baret, qui n’avait été autorisée à participer à l’expédition que déguisée en garçon, reviendra en France nanti d’un époux ! Elle est considérée comme la première femme à avoir bouclé le tour du monde. Le souvenir de Commerson est entretenu dans sa ville natale. Une rue et le groupe scolaire portent son nom. Une place importance est accordée à l’hortensia dans le fleurissement de la ville. C’est en effet lui qui a baptisé de ce nom cette fleur d’origine chinoise en hommage au gouverneur de l’île Maurice dont la fille se prénommait Hortense.

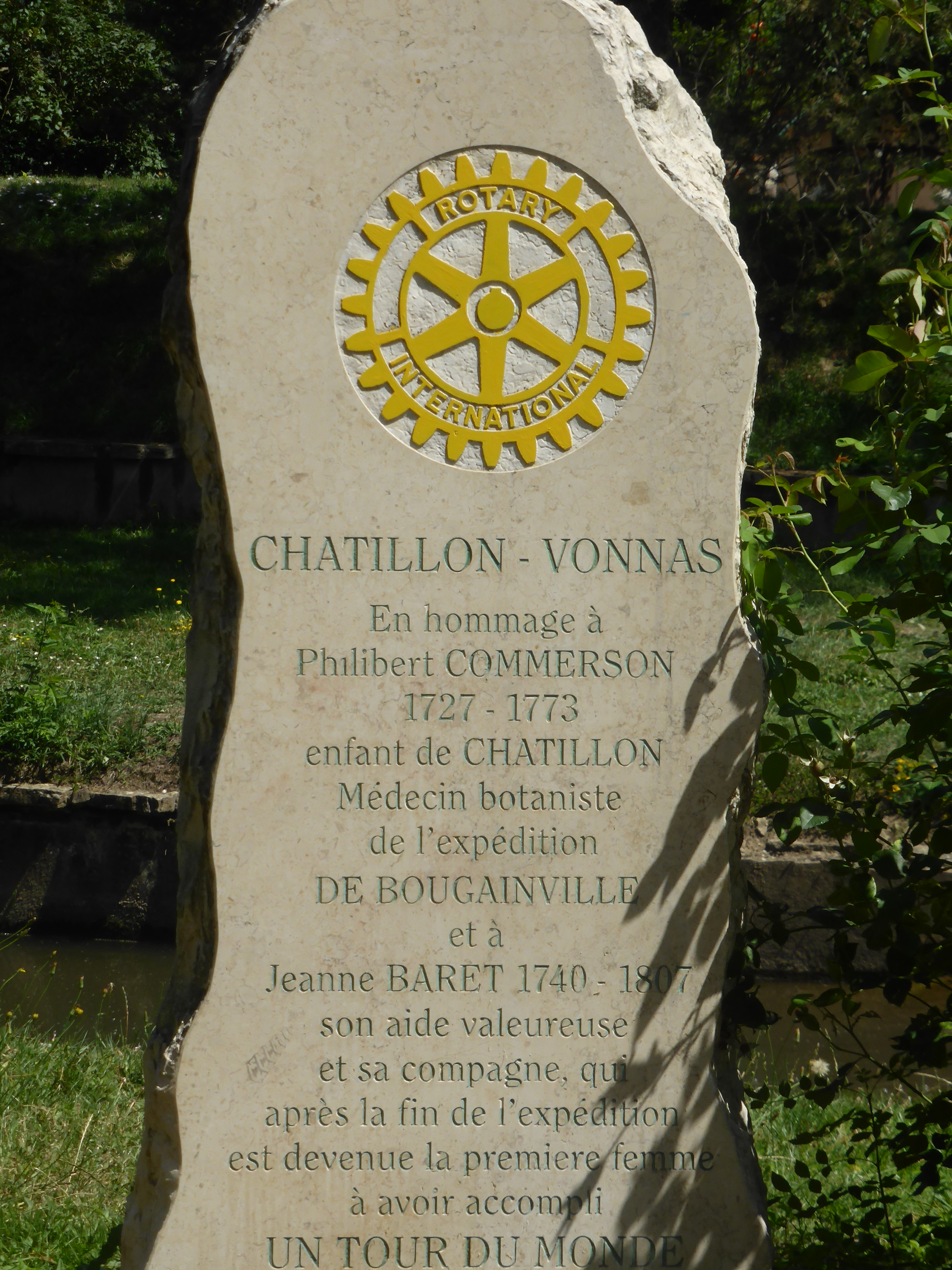
Stèle Commerson Baret
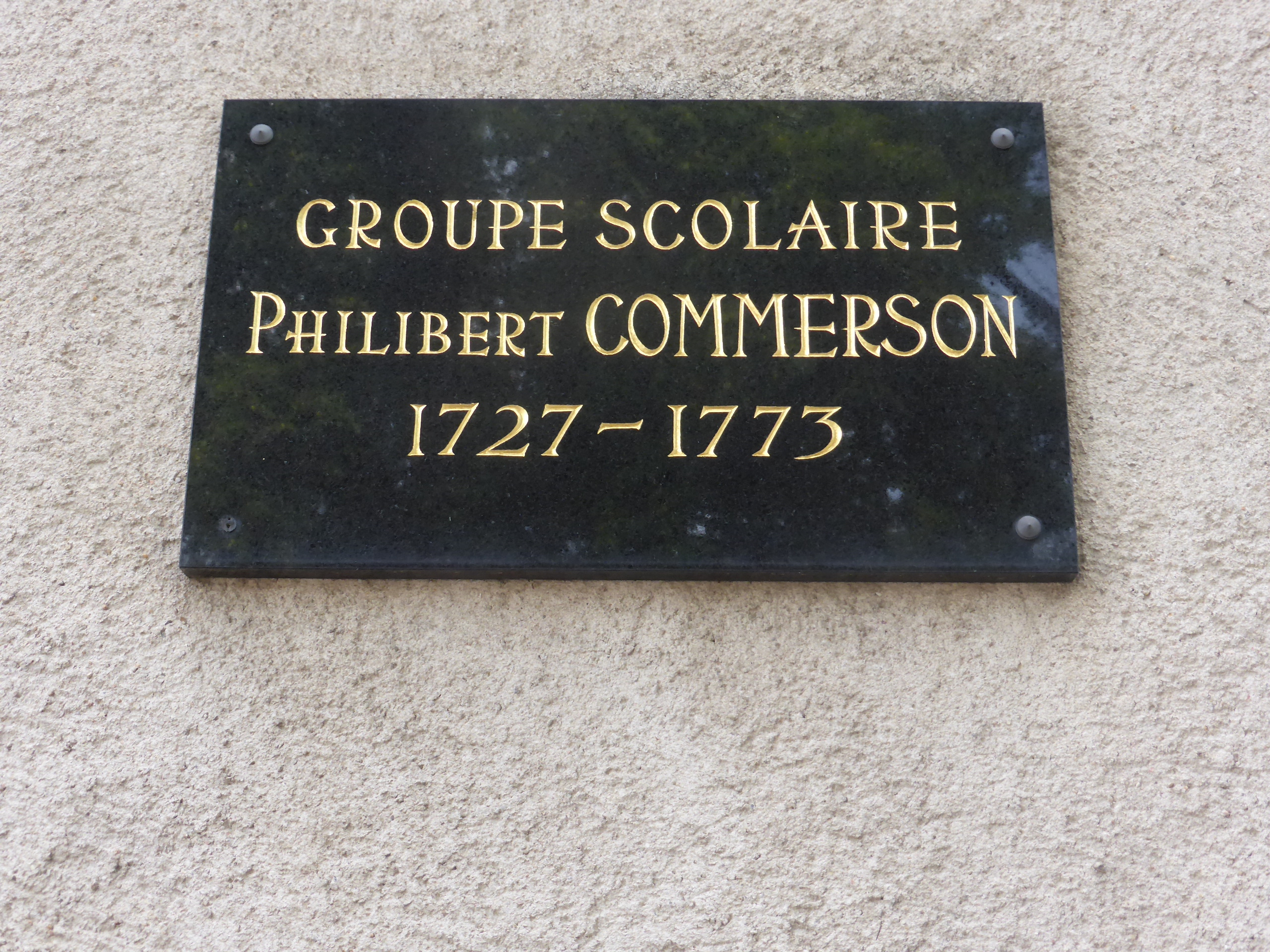
Groupe scolaire Commerson

### Une princesse endormie?
C’est par cette périphrase que l’adjoint Max Barret dépeignait Châtillon pour remercier le nouveau maire Raymond Sarbach car il voyait en lui le prince charmant qui l’a éveillée. Alors que la commune comptait 3119 habitants en 1800 elle n’en avait toujours que 3241 en 1975 ! Avec 3533 âmes, le maximum démographique caractéristique des campagnes françaises avait été à peine marqué en 1851. La Grande Guerre de 1914-18 s’est traduite par une véritable hécatombe de 123 soldats : la population est tombée de 2 858 habitants en 1911 à 2660 en 1921. Particulièrement émouvant est ce quartier du cimetière où ont été regroupées, à l'ombre de la croix, les tombes des héros identifiés en une véritable nécropole La stèle du monument aux morts inauguré en 1923 est l’œuvre de Jean Tarrit (1865-1950) un enfant du pays, fils de sabotier. Elle avait été placée au centre du champ de foire mais elle a été reportée en 1966 tout en haut de l’esplanade. Ce constat affligeant explique que, en 1972, Adrien Favre achève son Histoire de Châtillon-sur-Chalaronne par un dernier chapitre sur la Révolution.

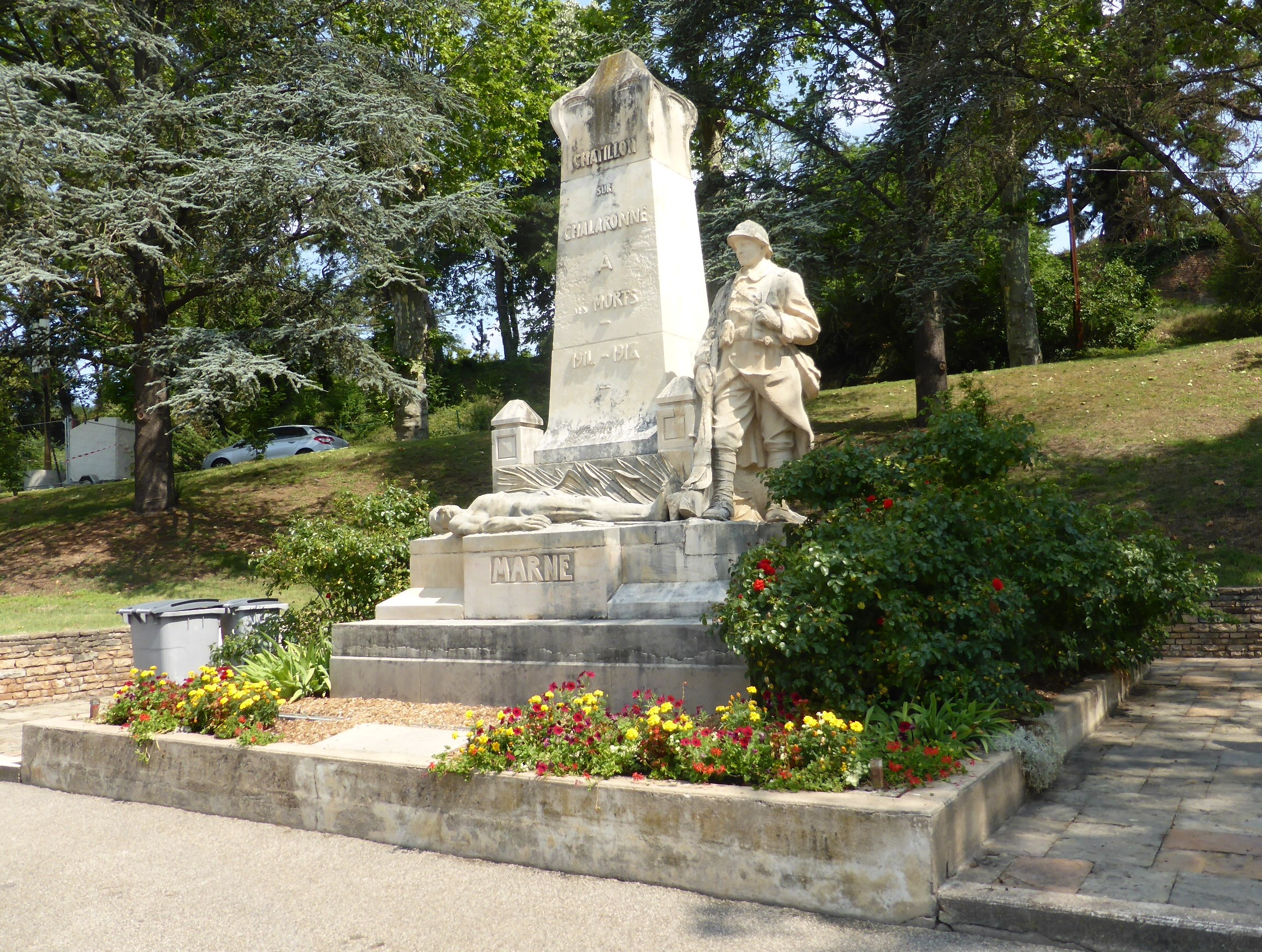
Monument aux morts
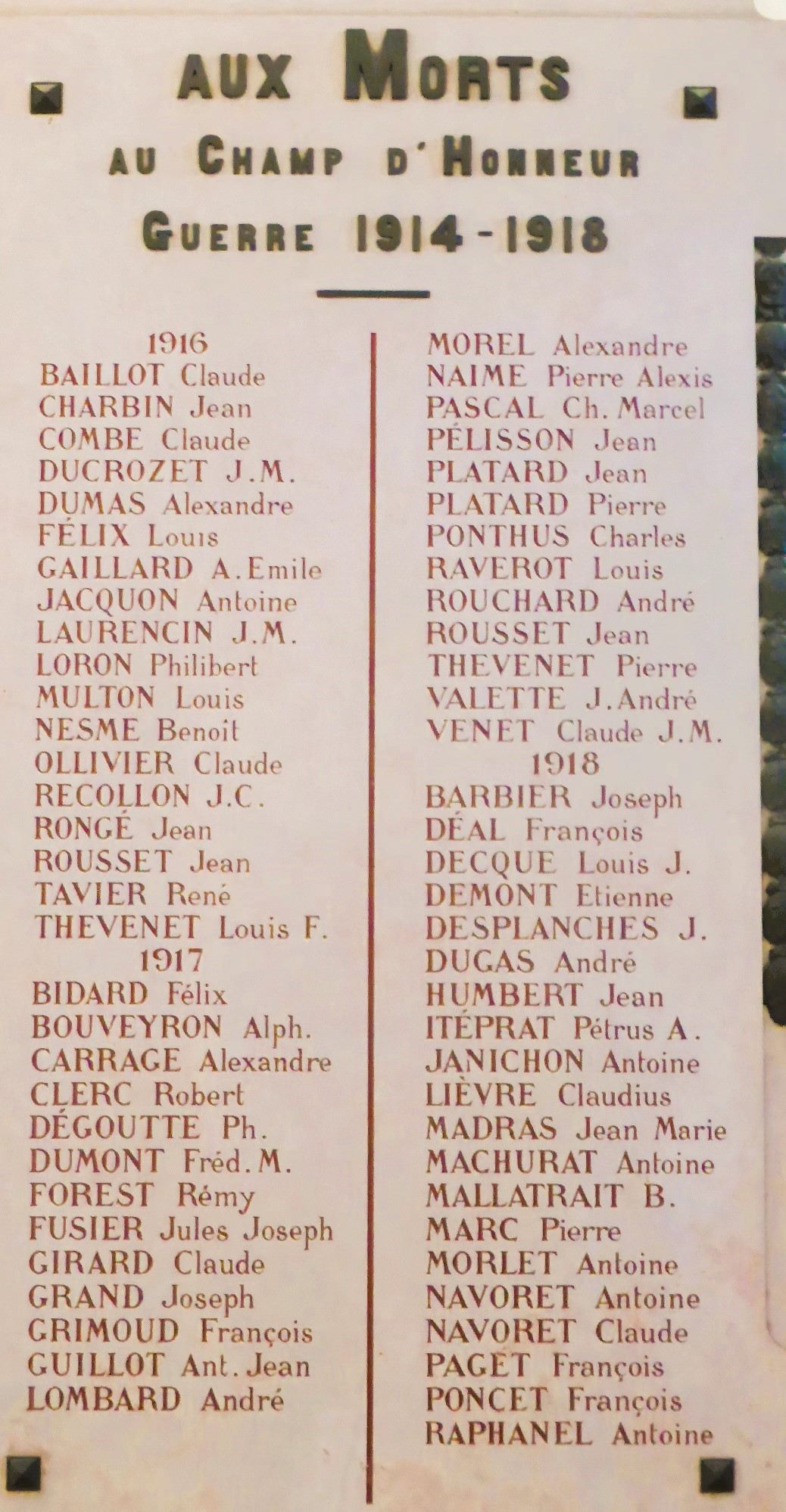
Morts de 1916-18
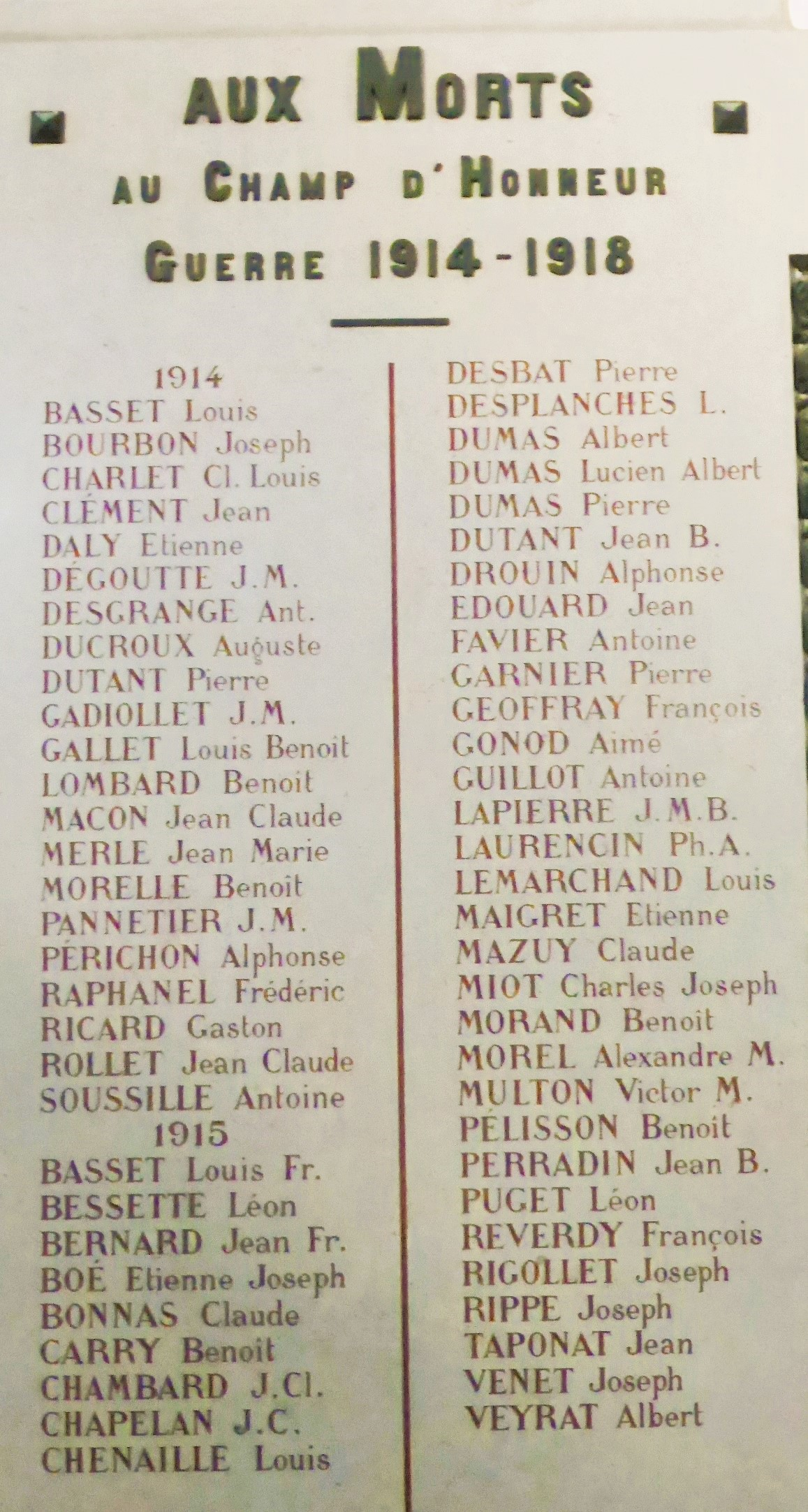
Morts de 1914-15
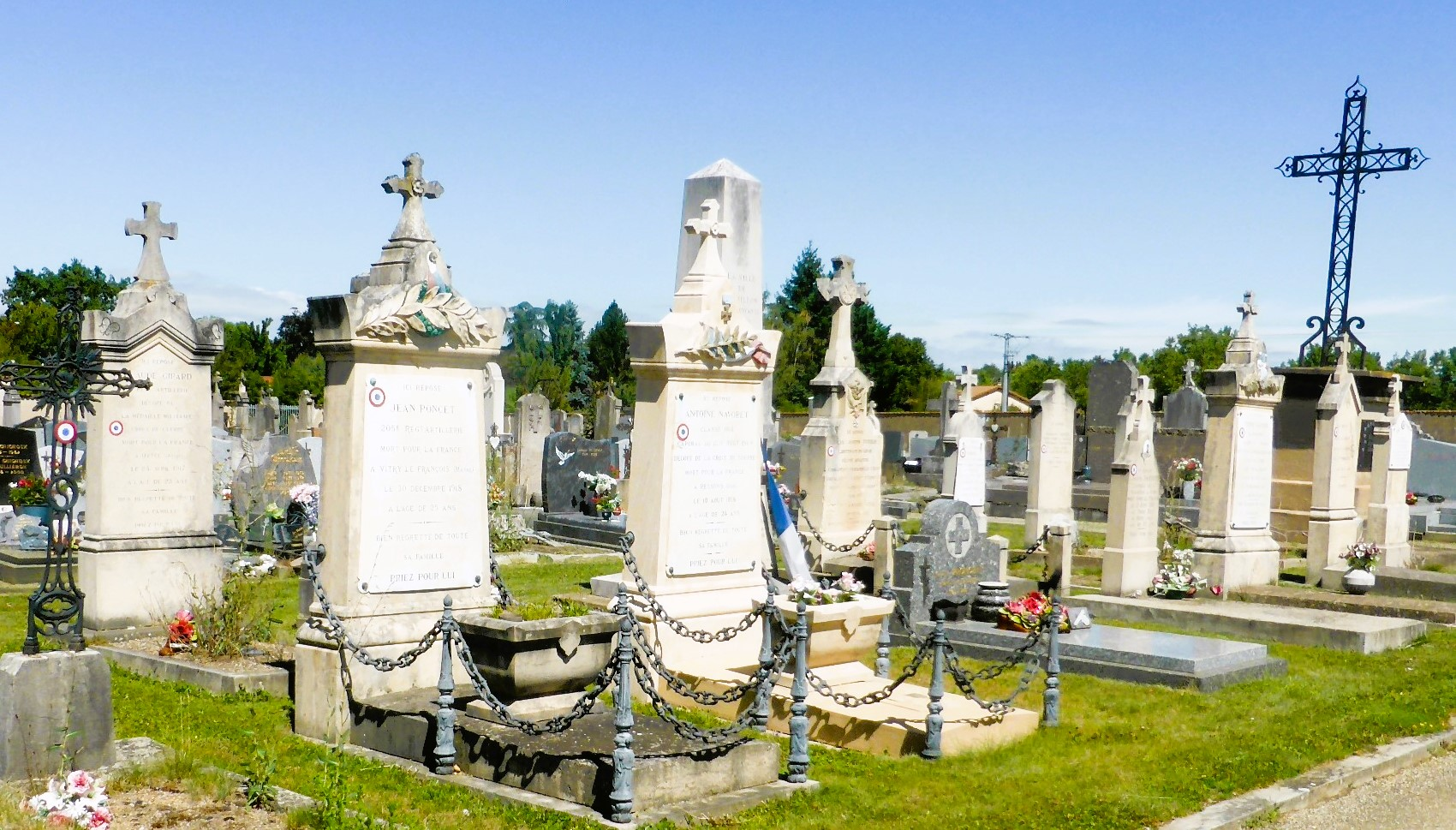
Nécropole
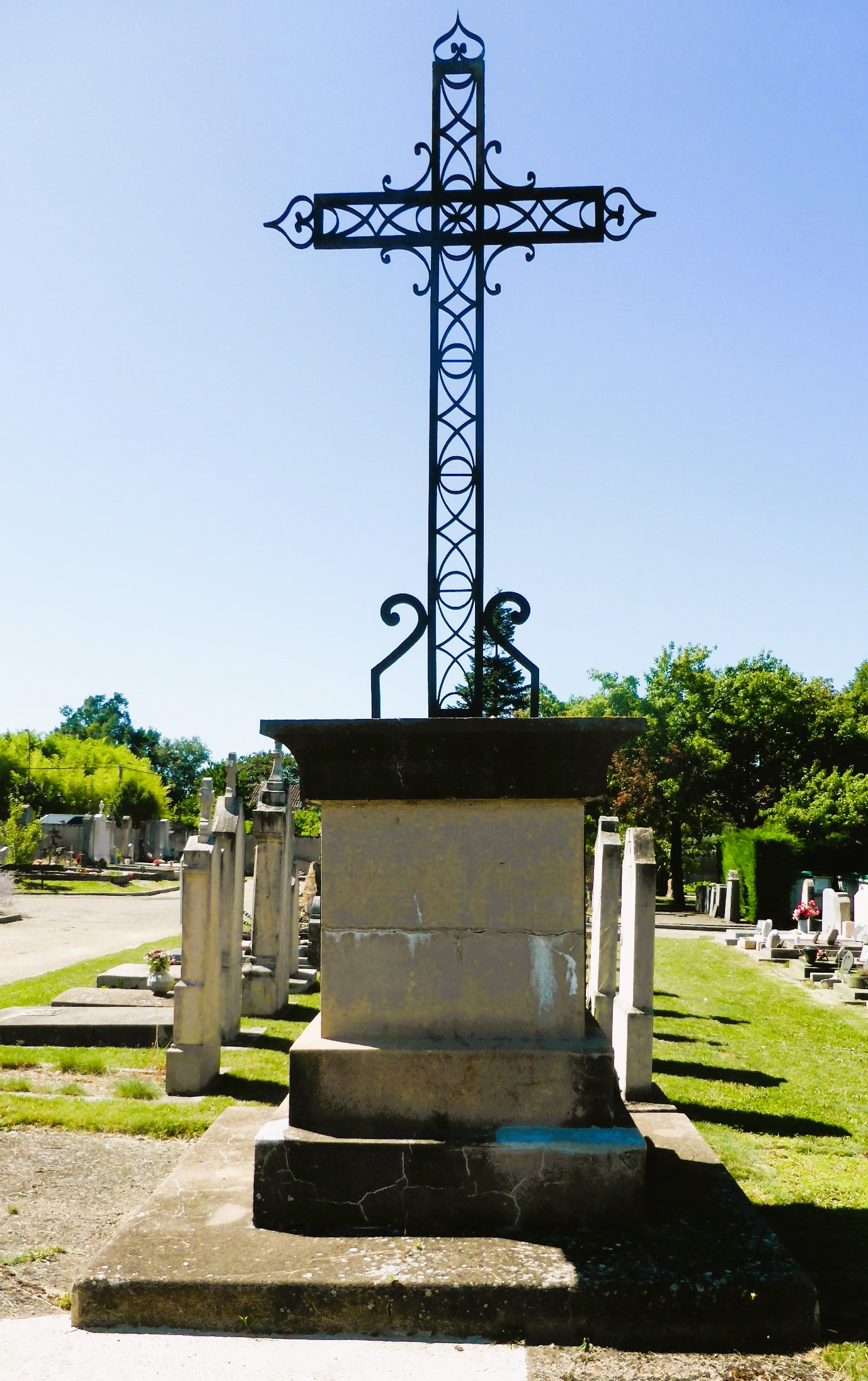
Croix du cimetière
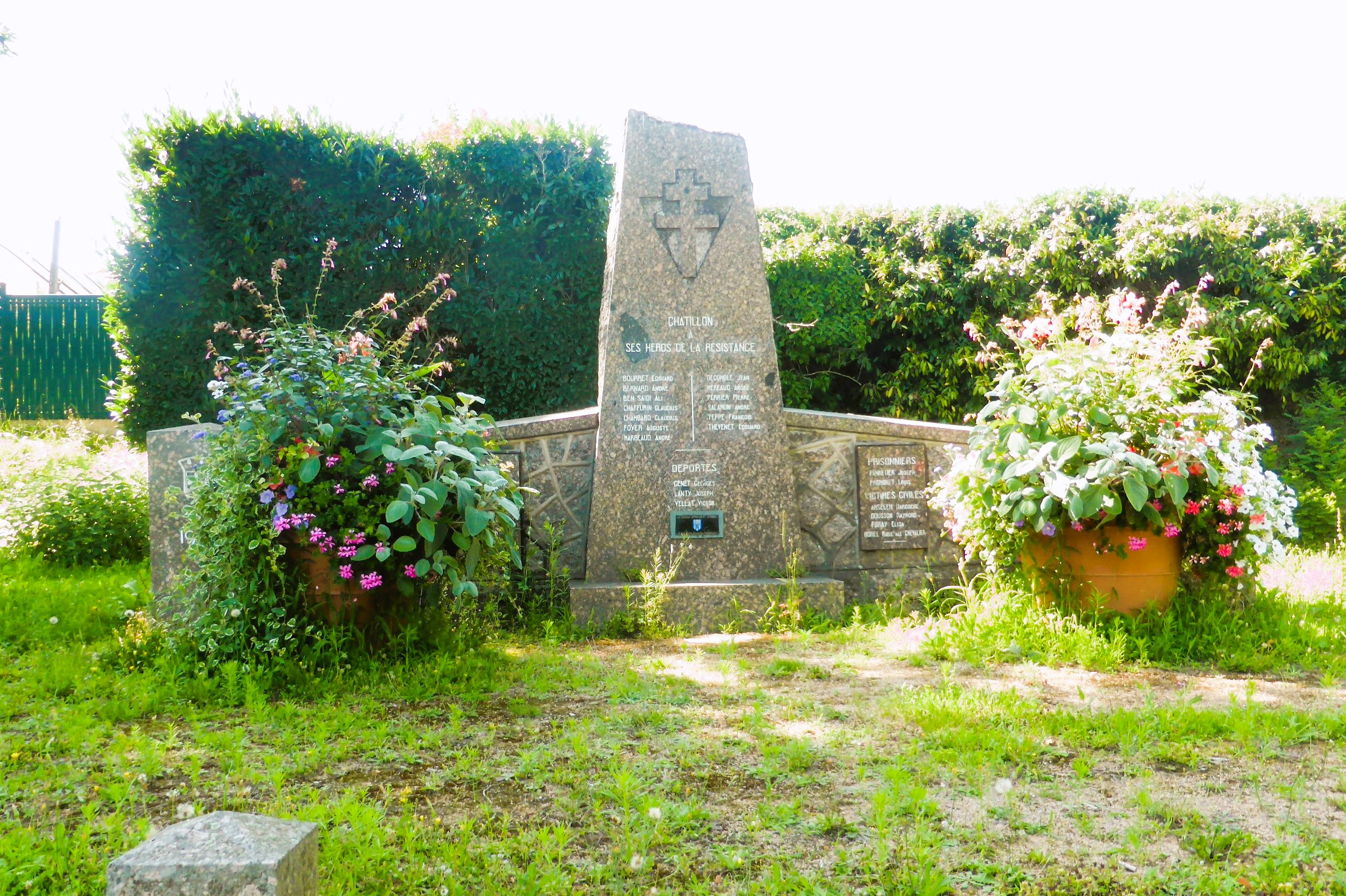
Monument de la Résistance

Le portrait de la commune dressé au début des années cinquante est peu flatteur. « La ville se remet des difficultés de la guerre mais la vie reste rude. L’adduction d’eau, qui ne date que de 1932, n’atteint pas tous les étages et on va encore fréquemment au lavoir le long de la rivière. Le réseau électrique est sommaire et les campagnes restent isolées. Les poêles à bois chauffent les salles de classe. La Chalaronne fait office d’égout et de station d’épuration pour les résidus des rues latrinales ».
Le compte est assez vite fait des enrichissements du patrimoine de la commune pendant cette longue période. Elle s’est dotée d’une nouvelle mairie qui ne manque d’ailleurs pas d’allure car on a vu grand. « Avant la Révolution existait une chambre de ville située dans une tour des remparts, la tour de l’Escarre, où se réunissait le Conseil et où se conservait les archives. En 1803, la mairie fut transférée au couvent des capucins, vacant à la suite de l'expulsion des pères par les révolutionnaires […]. En 1912, on décida de démolir l’ensemble pour reconstruire un bâtiment moderne hébergeant la mairie, la poste, la salle de justice de paix, la salle des fêtes et la bibliothèque. L’inauguration eut lieu le 9 novembre 1924 ». Ce n’est qu’en 1965 que la municipalité Sarbach réaménagera l’ensemble à la suite du départ de la poste dans le Nouveau Châtillon et de la suppression de la justice de paix.
La commune, dès le Moyen Âge s'était préoccupée de l'enseignement. Lorsque la loi décrète l'obligation scolaire à la fin du XIXe siècle est construit le grand bâtiment auquel on a donné le nom de Commerson. Il existe aussi l'école privée Saint-Charles.

L’église a été dotée d’une remarquable statue de saint Sébastien (encore une œuvre de Jean Tarrit) taillée dans le bois de noyer offerte par le maire Victor Dugas en 1898. De la même époque (1890-92) datent les vitraux exécutés par les ateliers Pasquier-Sarrazin de Lyon dont ceux déjà cités de l’abside avec saint Vincent de Paul intronisant madame de La Chassagne, présidente des Dames de la Charité.

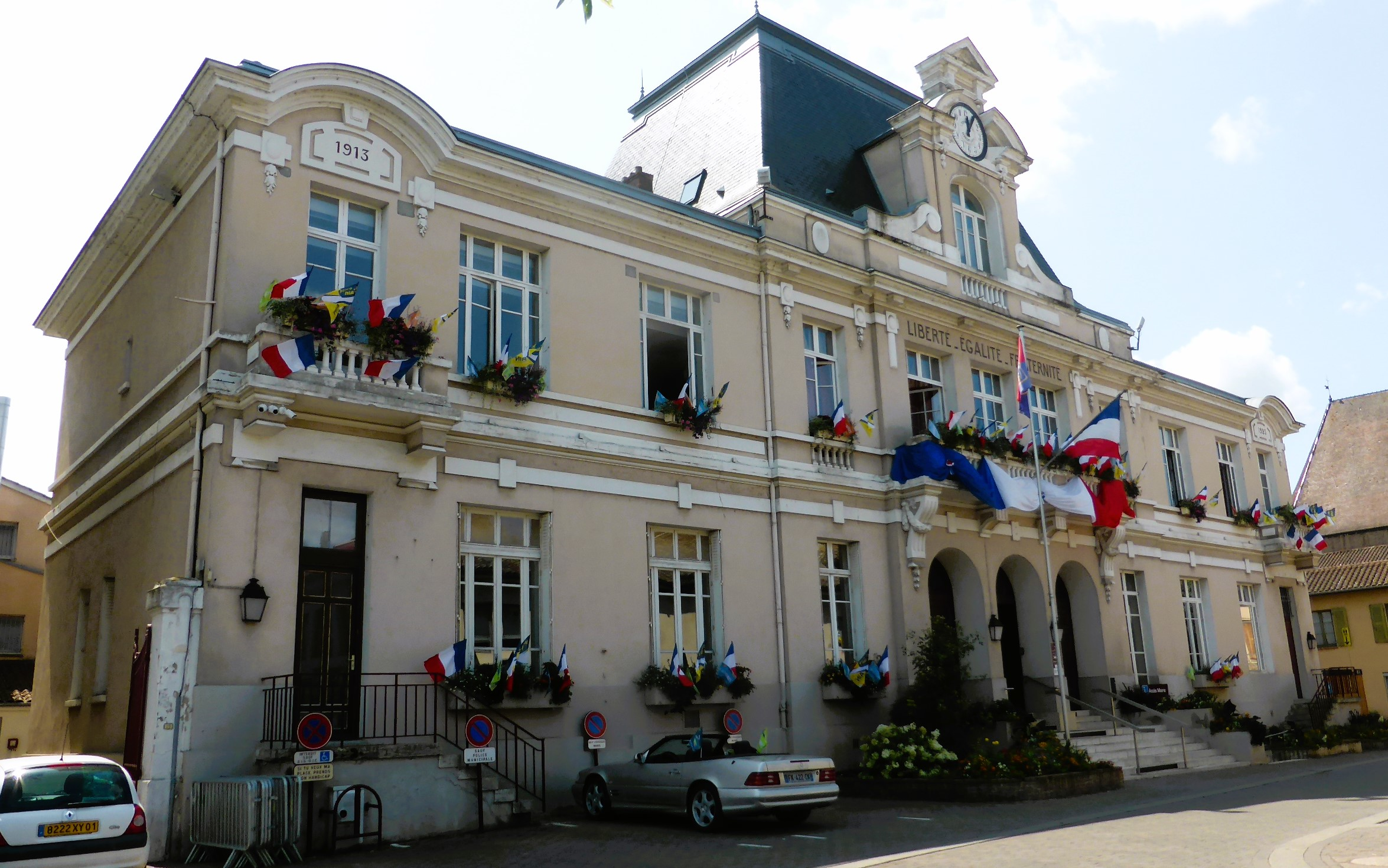
Mairie de Châtillon
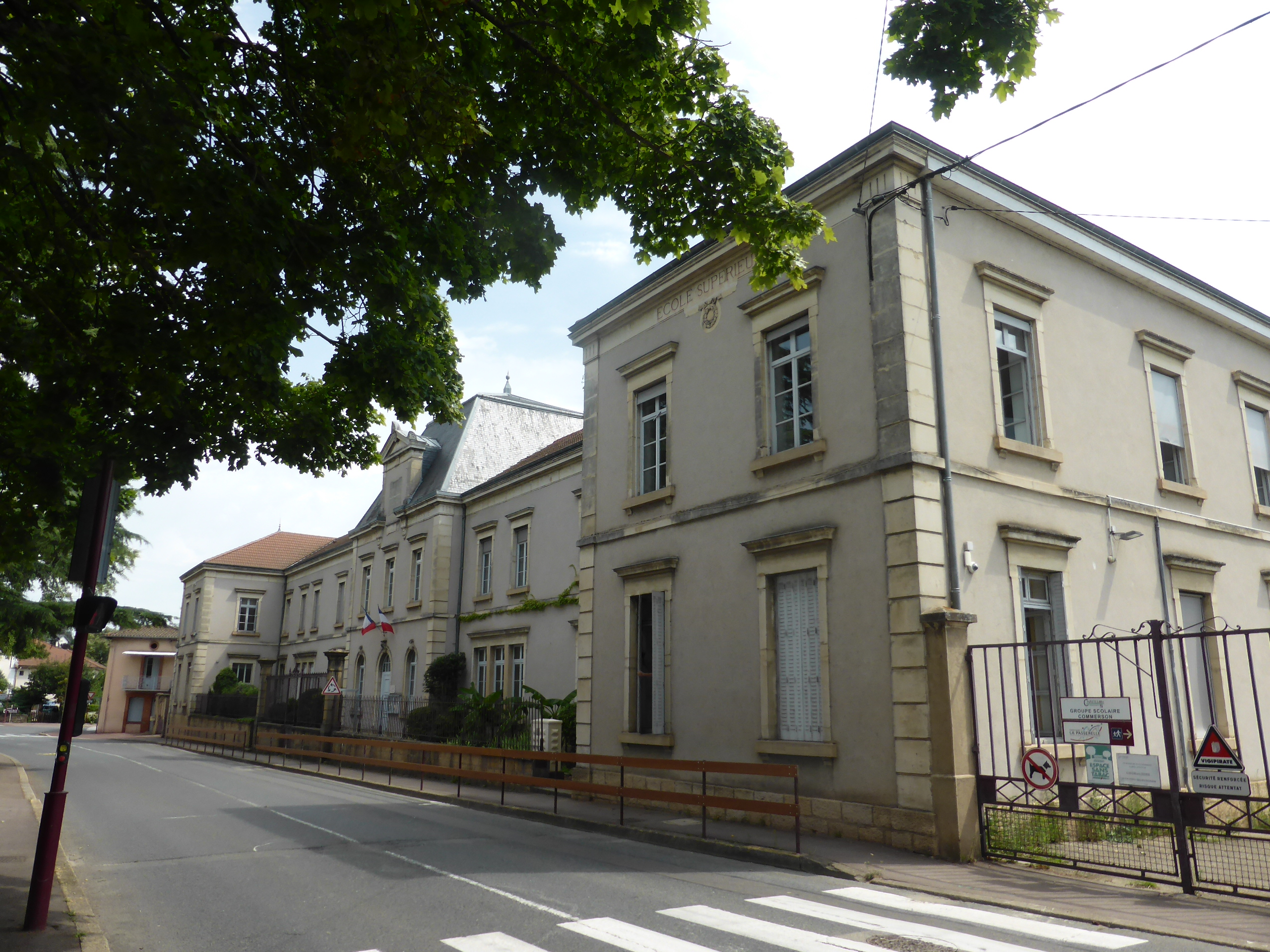
Groupe scolaire
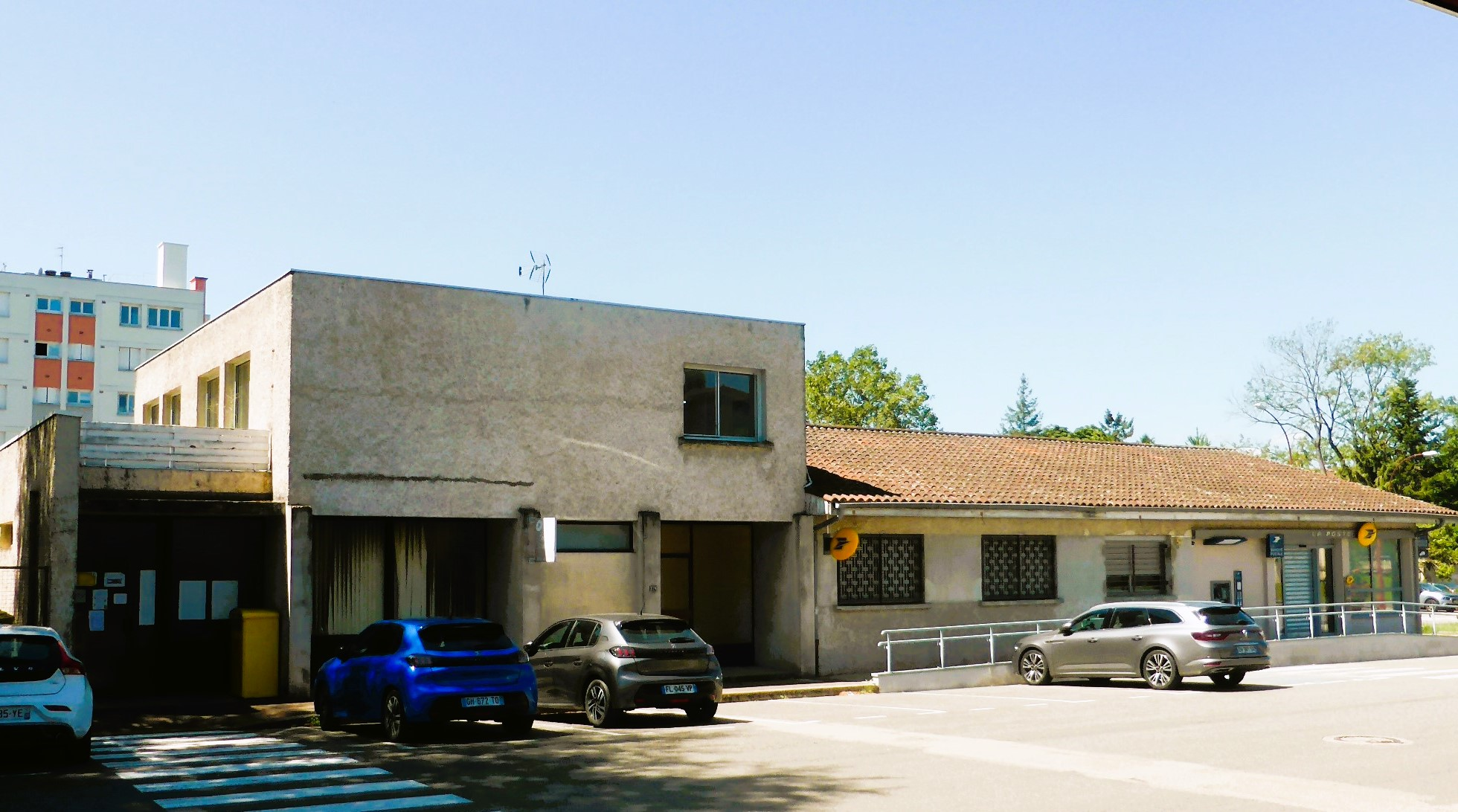
Poste
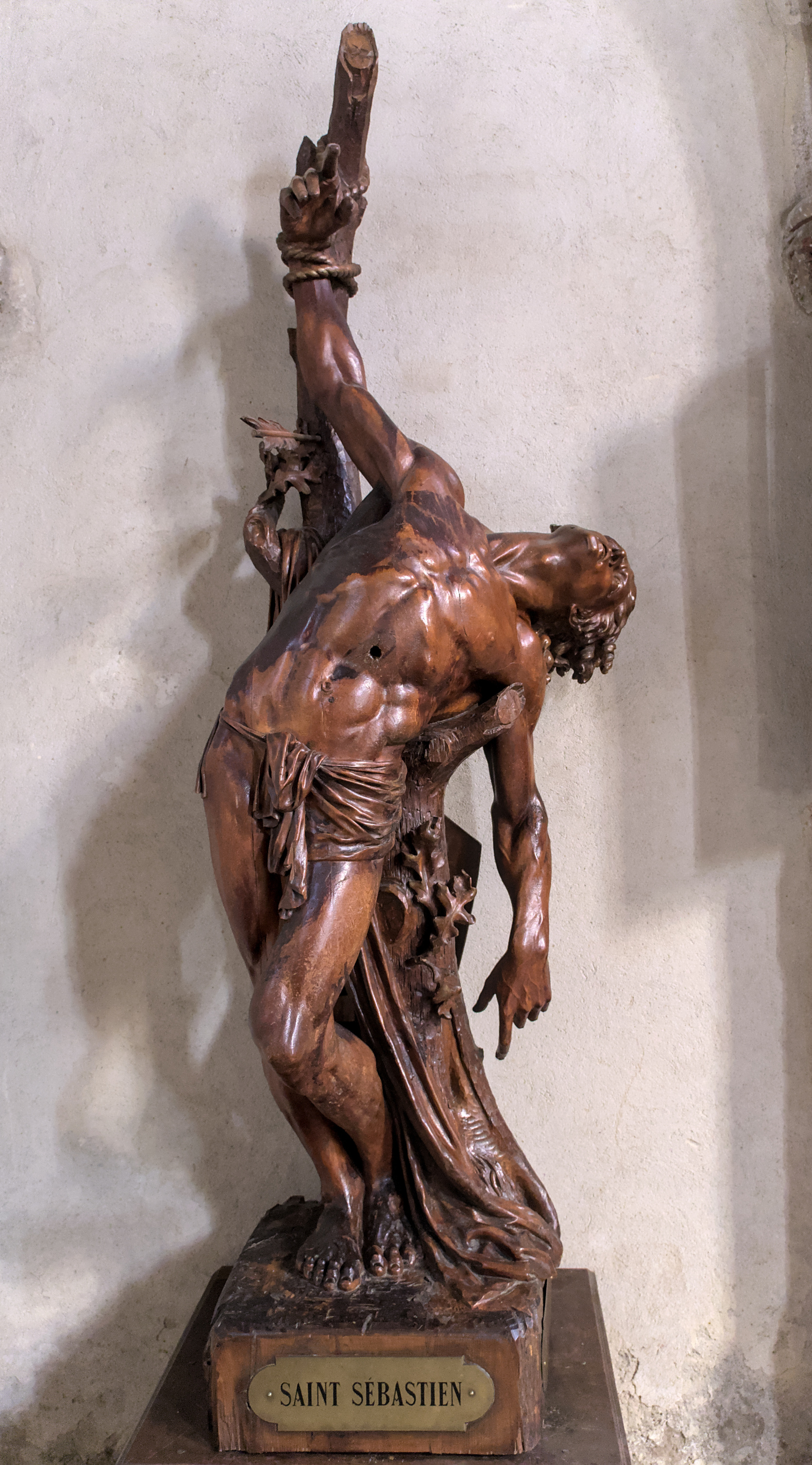
Saint Sébastien (Jean Tarrit)
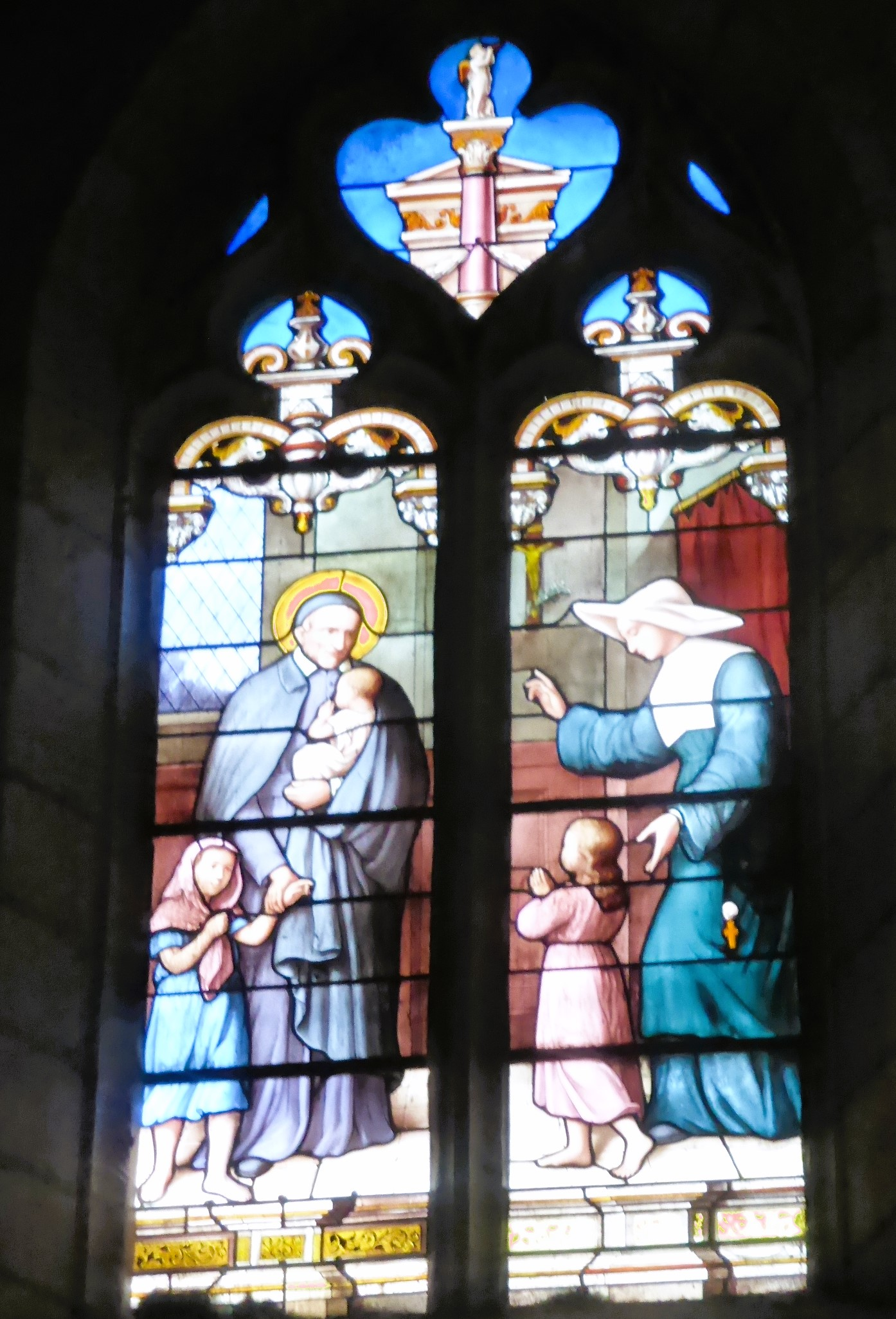
Vitrail de Saint André
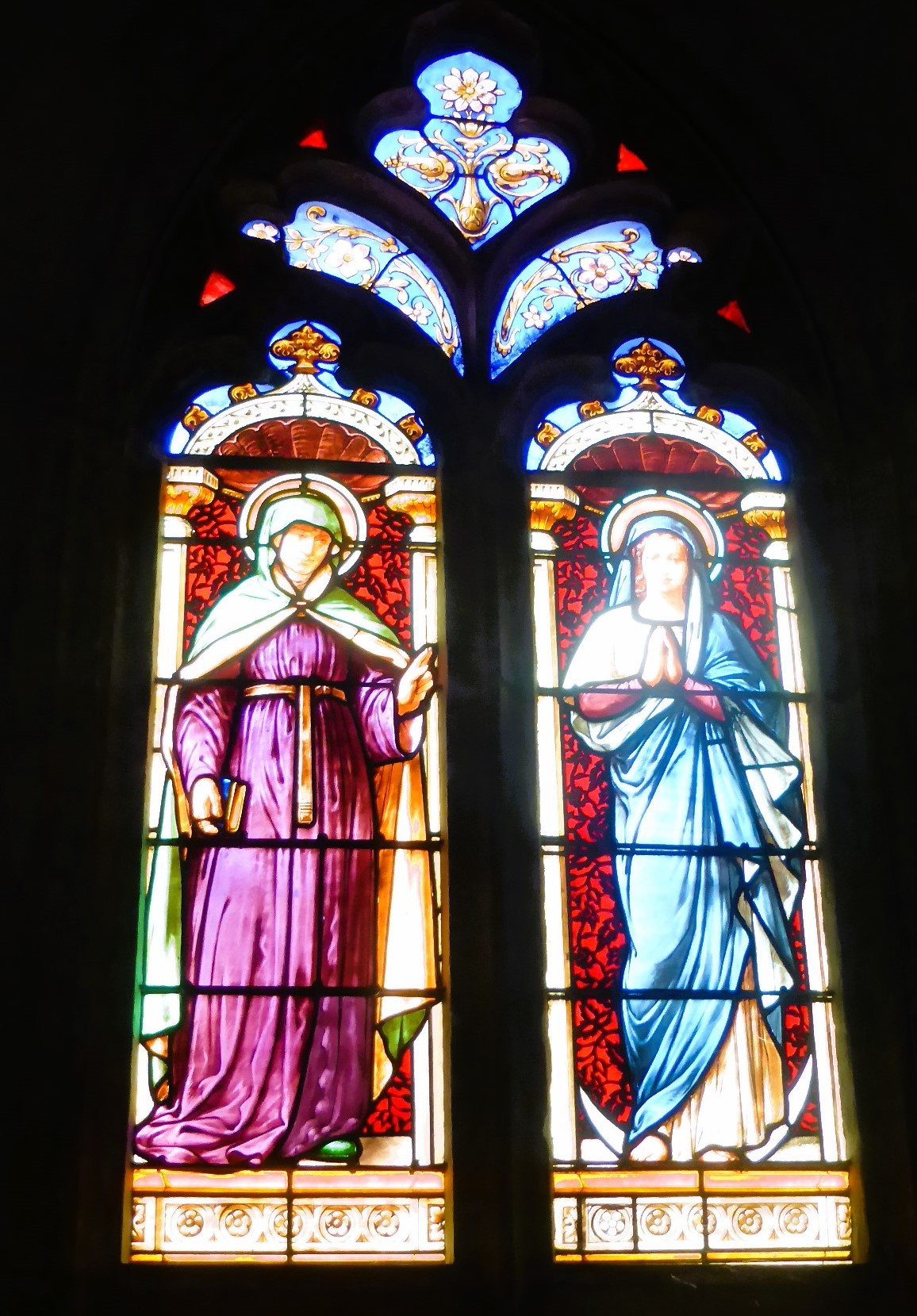
Vitrail de Saint André
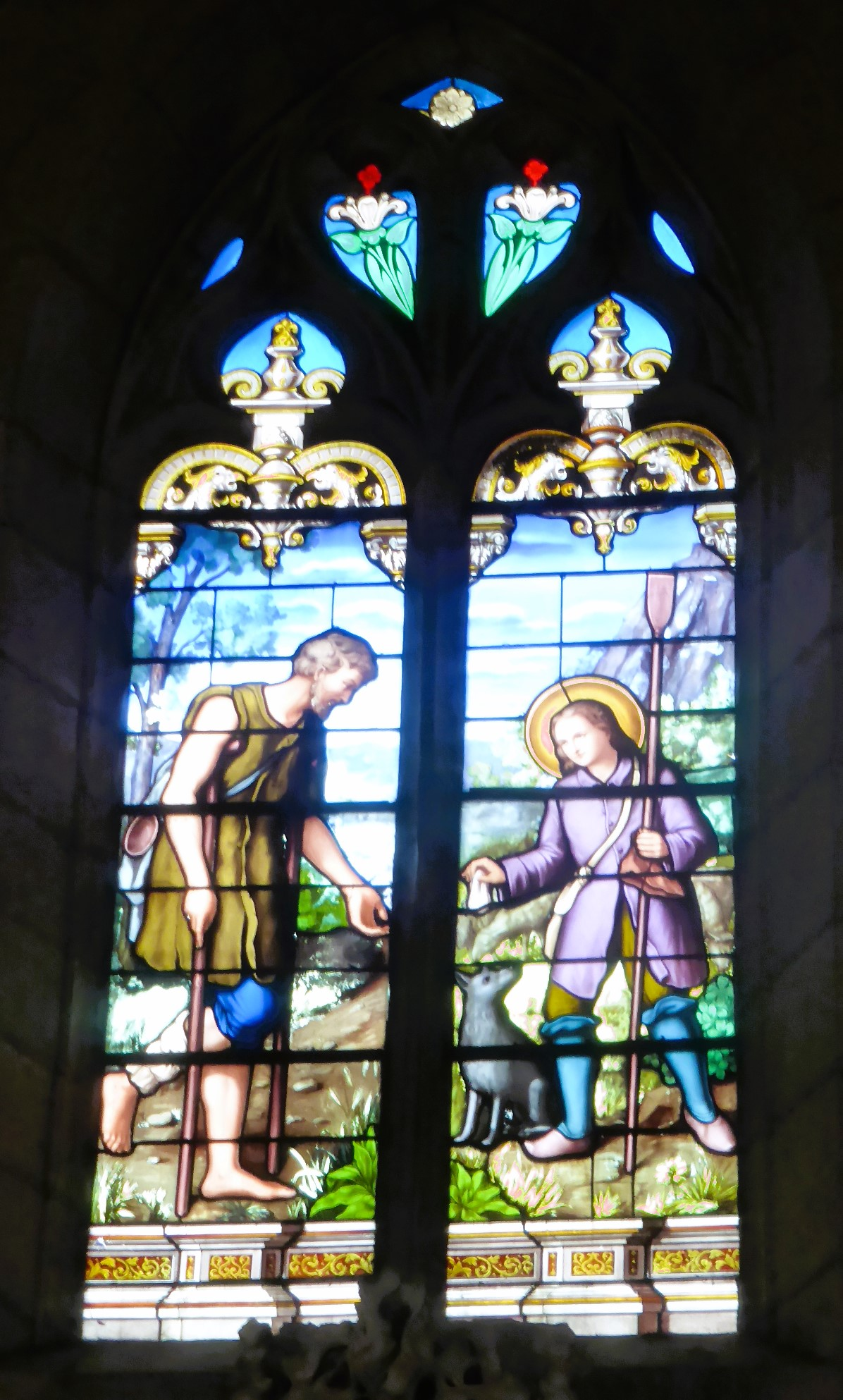
Vitrail de Saint André
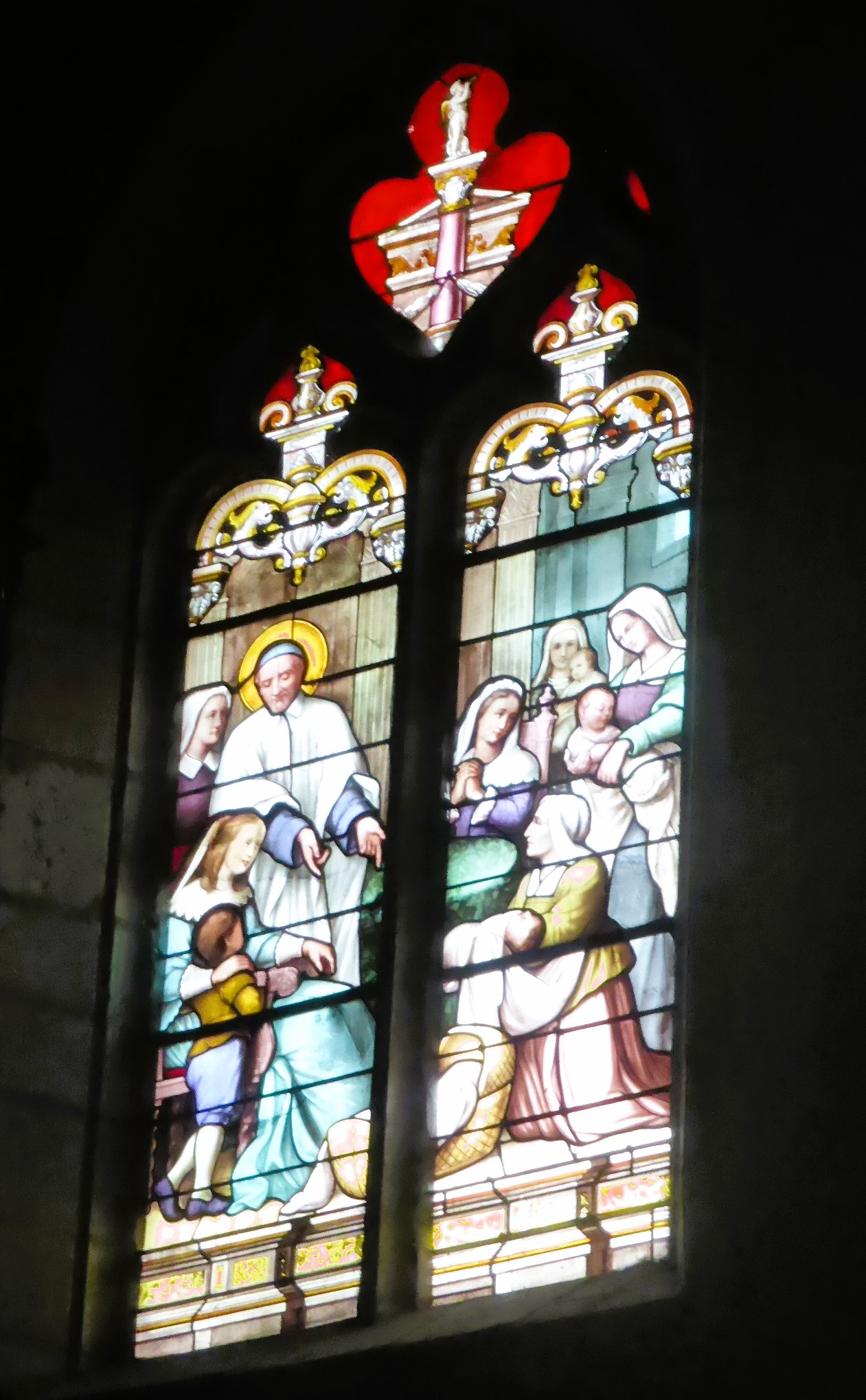
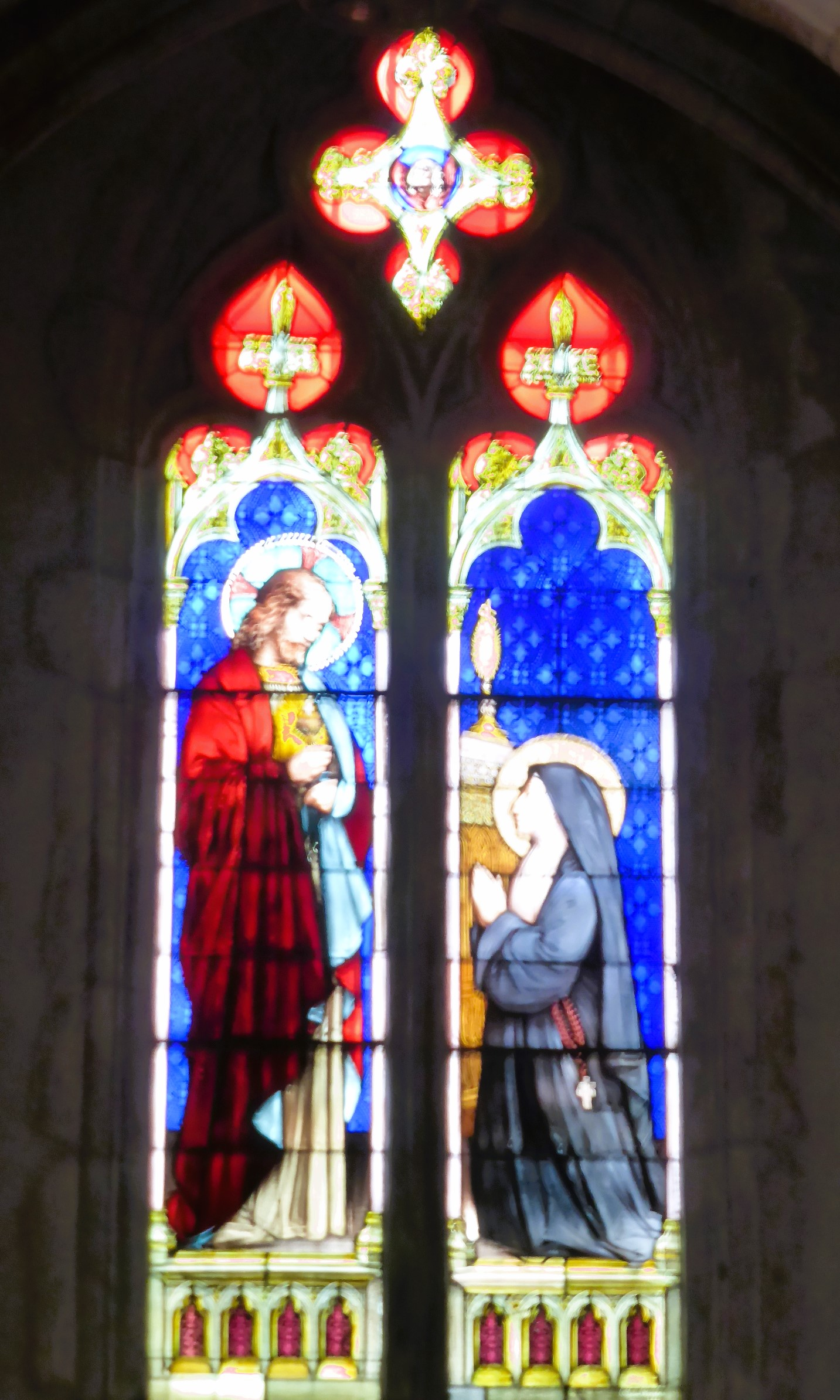
Vitrail de Saint André

### La résurrection

#### L'essor démographique
La population de la commune de Châtillon qui avait stagné pendant un siècle et demi est passée de 2 493 habitants en 1954 à 4 968 en 2020, soit un quasi doublement (99,3%). Cette augmentation s’est faite à un rythme soutenu jusqu’en 2006 avec 4 813 habitants et l’on observe une tendance à la stabilité depuis. Une croissance aussi surprenante après une très longue stagnation s’explique quasi uniquement par un courant migratoire continu jusqu’au début du XXIe siècle et qui a compensé un solde naturel très réduit et en constant déclin. Bien que ralenti depuis, il compense aujourd’hui un véritable effondrement de la natalité dont le taux est passé de 0,5 pour mille dans les années 1968-1975 à – 0,8 pour mille actuellement. Il a fallu beaucoup construire pour loger les nouveaux venus. L’âge du patrimoine immobilier en donne la mesure. Les logements antérieurs à 1919 ne représentent plus que 15,9% de l’ensemble et, comme on a peu construit entre les deux guerres, ceux antérieurs à 1946 ne représentent que 23,1%. 62,7% datent d’après 1970. Si la préférence est allée dans le passé à la maison individuelle on observe aujourd’hui une tendance à l’égalité avec les appartements en immeubles.
Le paysage urbain en est fortement modifié. Alors que la carte IGN témoigne d’une concentration de l’habitat regroupé dans le Châtillon historique, ce centre s’est étoffé depuis d’une véritable ceinture de lotissements étirés sur un axe nord-sud de 2,5 km de part et d’autre de la Chalaronne. En marge de la carte de la commune leur liste en nomme 29.
Les personnes nouvellement installées à Châtillon ont bien choisi cette commune comme lieu de séjour permanent vu la quasi absence de résidences secondaires. Il semblerait qu’elles aient obéi à deux sortes de motivations opposées. On dénombre un pourcentage exceptionnellement élevé (34,7 %) de retraités ce qui expliquerait par ailleurs un taux de mortalité lui aussi inhabituel. Déjà très important entre 1968 et 1975 il s’est maintenu très au-dessus de la moyenne nationale et atteint 15,8% dans les années 2014-2020.
Mais bien évidemment, la grande majorité appartient à la population active qui est venue avec l’intention de trouver un emploi. Sa composition est à l’image de la France si l’on se réfère aussi bien au niveau d’instruction qu’au classement par catégories socio-professionnelles. Sur les 1935 actifs recensés en 2020 38,9% travaillent sur place. Ils sont donc une majorité (61,1%) à devoir sortir de la commune pour gagner quotidiennement leur atelier ou leur bureau. Ils s’y rendent en voiture dans la proportion de 81,0%. 3,1% seulement empruntent les transports en commun. Il serait exagéré de classer Châtillon dans la catégorie des communesdortoirs. Bien plutôt convient-il d’estimer que sa vie économique s’intègre dans un ensemble compris ente la vallée de la Saône et le chef-lieu du département. Cette situation aurait été bien pire si n’avait été entrepris un remarquable effort de modernisation dans tous les domaines.

#### Raymond Sarbach
L’initiateur en est sans nul doute Raymond Sarbach, à la fois comme entrepreneur et comme maire de Châtillon. « Né à Cherbourg en 1914, il achète en 1941 une ancienne pharmacie puis en 1946 le moulin des Bertandières où il fabrique sa première pommade à la pénicilline pour les yeux. Son affaire prospère. Il se fait apprécier par la population. Lors des élections municipales de 1959, il prend position contre les partisans de la couverture de la Chalaronne qui serait utilisée comme parking. Il restera à la tête de la mairie jusqu’en 1975. La Chalaronne est canalisée et régularisée par la construction de barrages. Les ponts et passerelles de cette petite Venise de la Dombes, selon cette comparaison élogieuse, sont fleuris.

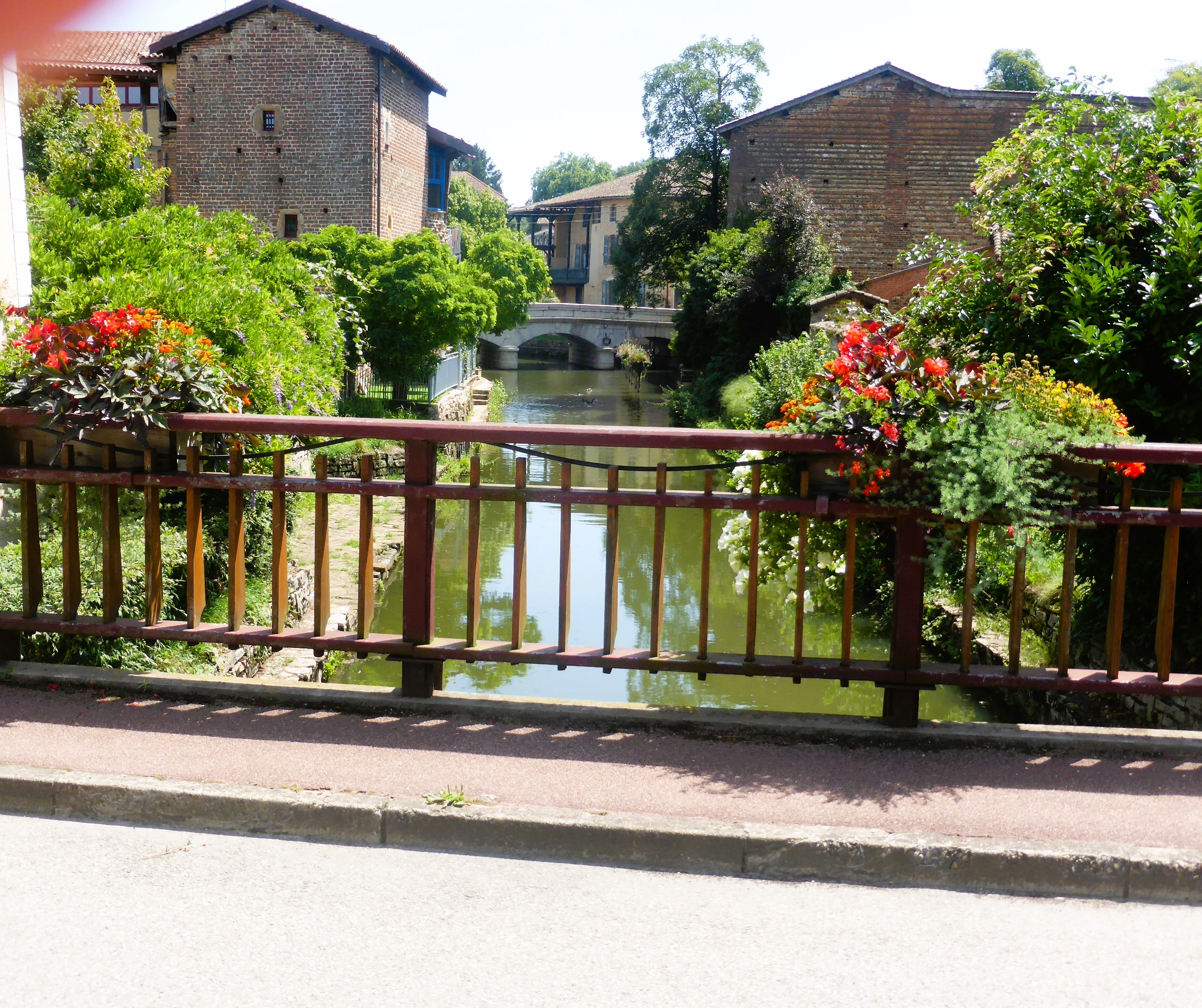
Pont sur la Chalaronne
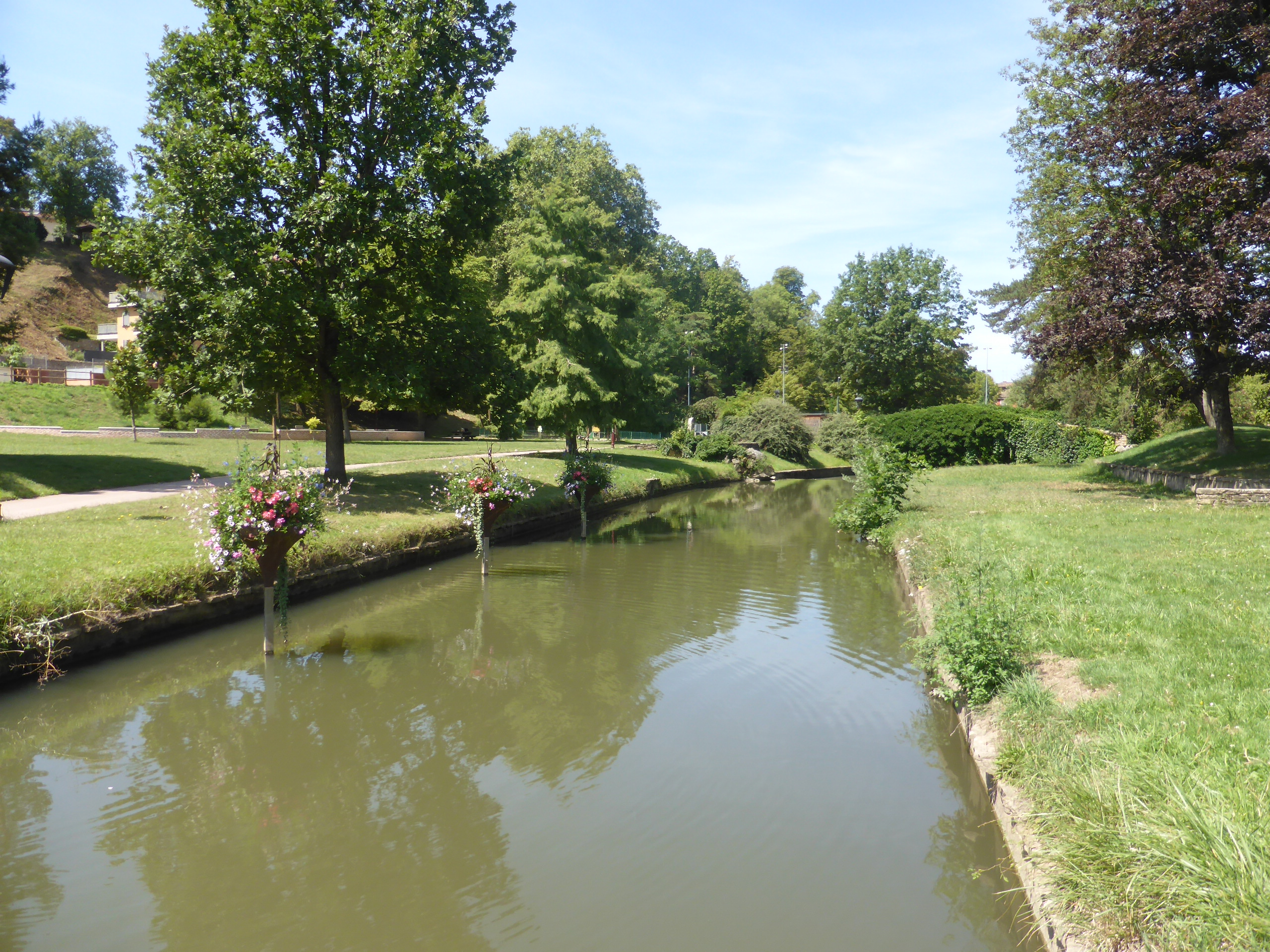
Clos Janin
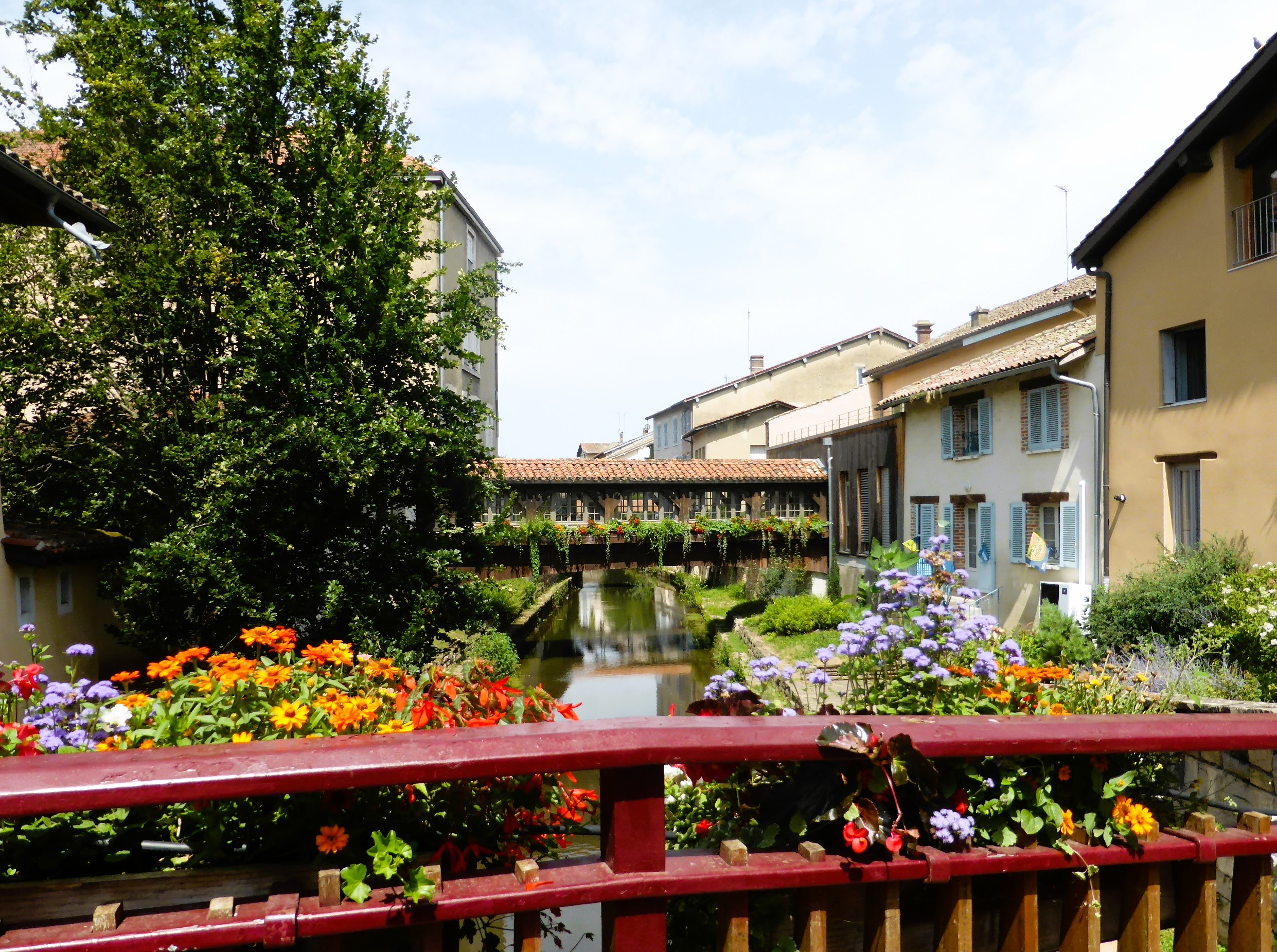
Passerelle sur la Chalaronne
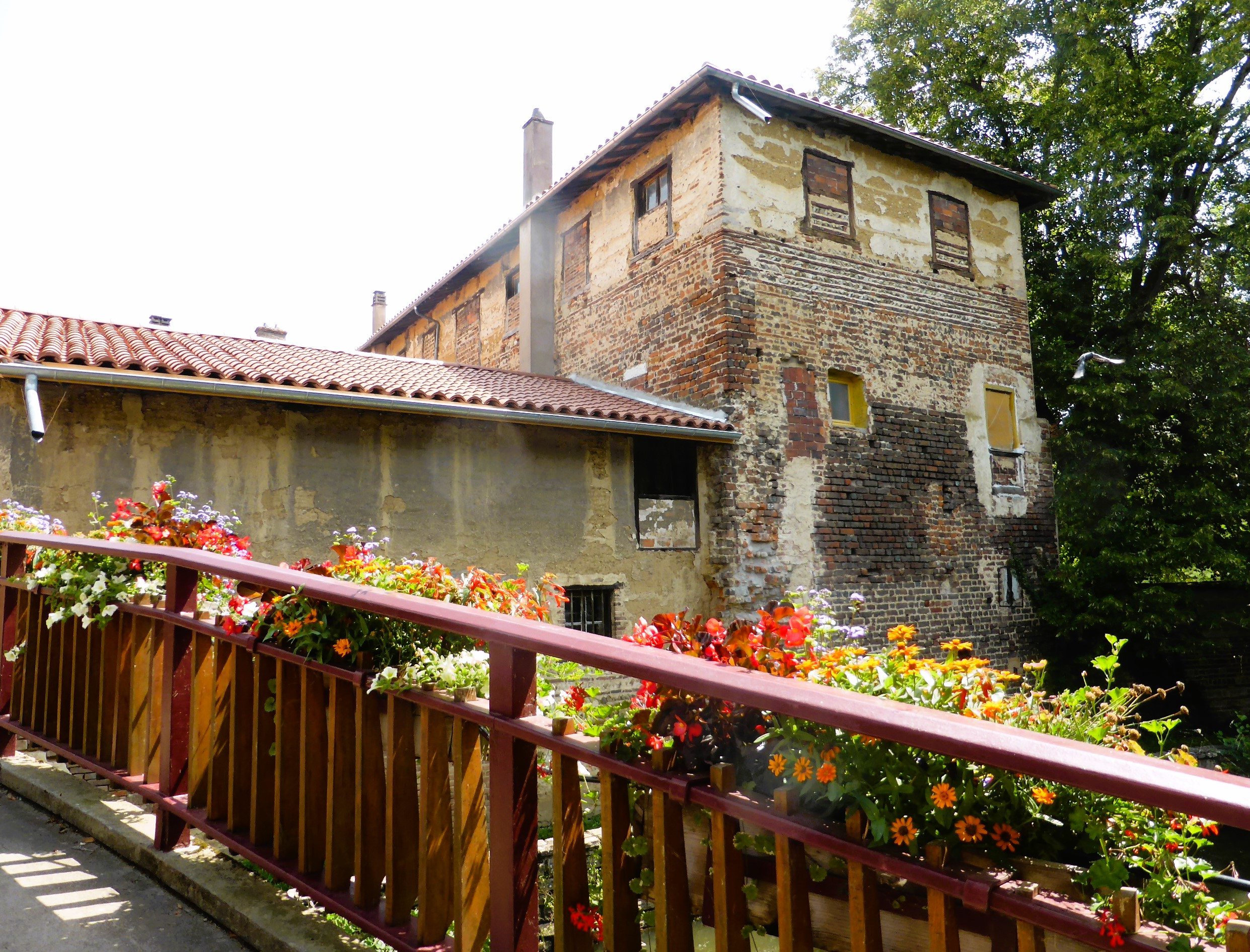
Rives fleuries
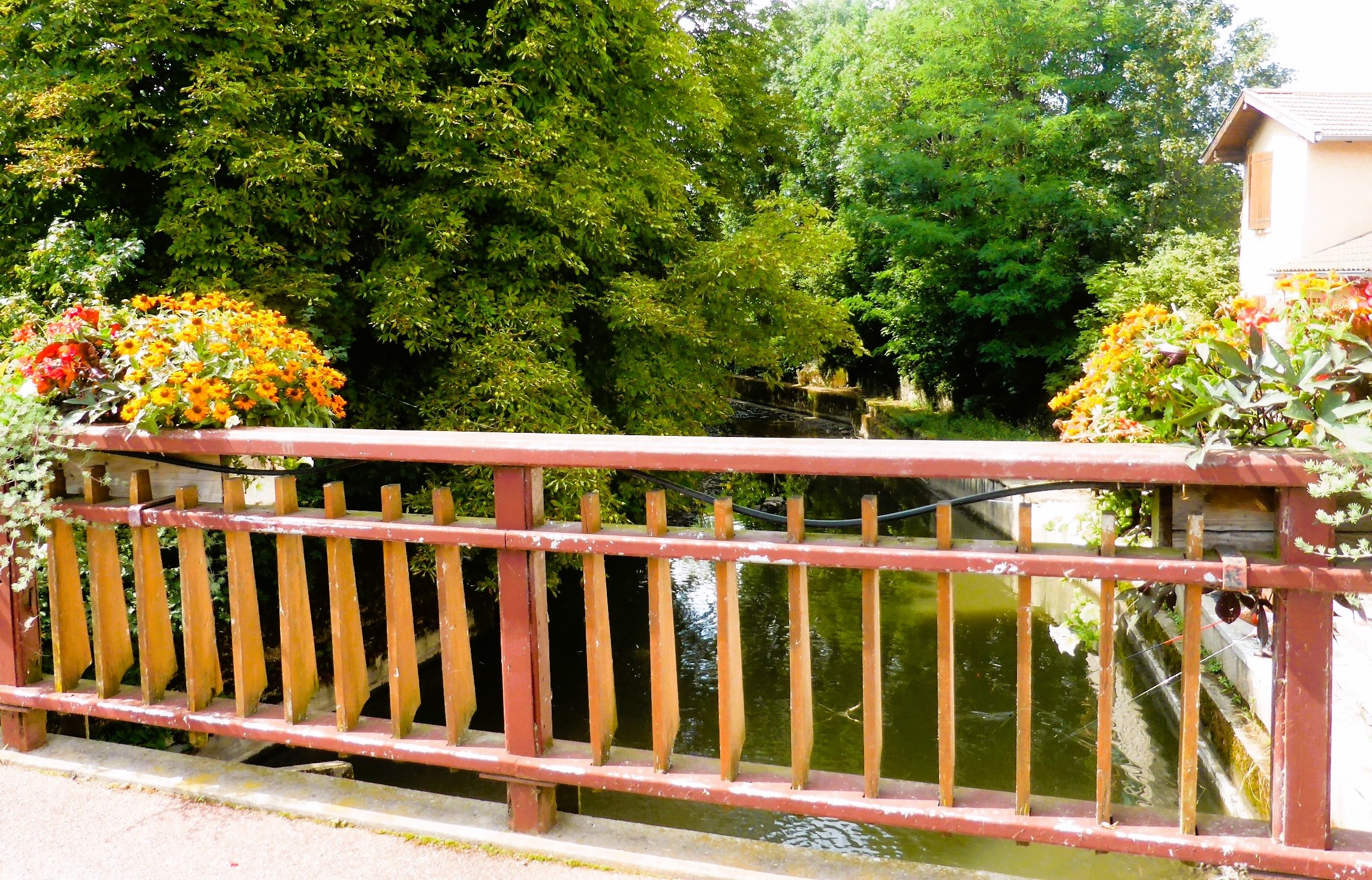
Pont fleuri sur le Relevant

En tant qu'entrepreneur, à l’affût des techniques et des traitements les plus modernes, Sarbach noue des contacts avec les célébrités de l‘époque : le professeur sud-africain Christian Barnard, qui avait réussi en 1967 la première transplantation cardiaque, est reçu à Châtillon en 1969. L’entreprise monte son propre institut de recherche scientifique. Mais aussi, avec un grand sens pratique, sont imaginées les formes les plus variées de conditionnements : dragées, ampoules, pommades, suppositoires, gélules, aérosols... Les étapes du développement sont soulignées par une intégration dans des ensembles de plus en plus vastes au niveau national d’abord avec l’absorption des laboratoires Lumière de Lyon en 1967. C’est ensuite le rachat en 1976 par le belge Solvay ce qui conduit à la fusion dans le secteur de la recherche avec Latema rebaptisée LTM (Laboratoires Thérapeutiques Modernes). L’échelle mondiale est atteinte à partir de son absorption par la firme américaine Abbott dont le siège est à Chicago jusqu’à ce qu’elle se déprenne de ses activités en Europe par revente à l’américain Mylan en 2014.
La concrétisation de cette croissance se traduit spatialement par un déménagement sur la zone d’activités Châtillon centre, sur le plateau à l’ouest de la ville, bien desservie par la déviation de la RD936. Le laboratoire emploiera jusqu’à 900 personnes sur le site et 980 en tout. Patron social et humaniste, Sarbach prend soin de ses employés en construisant des immeubles pour les loger à proximité des laboratoires ; il investit dans une flotte d’autocars pour transporter ses employés. Il construit une piscine réservé aux employés, mais les Châtillonnais se sentent lésés, alors il ouvre la piscine aux habitants »,,.

#### Une société confiante en l’avenir

##### L'emploi
Ces aspects spécifiques liés à la personnalité de Raymond Sarbach, châtillonnais d’adoption, devaient d’abord être soulignés. Mais la marche vers le progrès revêt des aspects plus globaux. On peut l’illustrer en matière industrielle par l’initiative d’un enfant du pays.
C’est d’abord au cuir que l’on a demandé un rôle protecteur. En 1905 l’exemple a été donné par une famille parisienne qui installe dans les locaux de la porte de Villars une fabrication de sacoches. En 1919, Adrien Gallet, simple ouvrier, devient l’époux de la veuve du fondateur et développe cette spécialité à laquelle leur fils Jean ajoute dans les années 1940 celle des selles de vélo qui connaîtra un grand succès : en 1971 l’entreprise emploie 50 personnes. En 1977 on parvient à en fabriquer quotidiennement 10 000. Le frère Adrien, entré dans l’entreprise en 1971, se lance en 1975 dans le casque de moto dont le port est devenu obligatoire. Il gagne la clientèle des militaires puis il conquiert celle des pompiers à de Paris en 1985. « En 1999, la société CGF Gallet, leader mondial de ce type de casques, aura fabriqué 600 000 casques pour 75 pays. Il détiendra aussi 80% du marché des casques militaires en France. Le XXIe siècle est marqué par la poursuite de la performance technique avec l’adoption des matériaux composites les plus résistants et par l’élargissement de la gamme de produits avec la fabrication des gilets pare-balles. De vastes bâtiments ont été construits dans la zone industrielle aménagée sur le plateau à l’ouest de la ville. L’intégration dans un groupe international était sans doute inévitable car elle conditionnait de nouveaux investissements. Gallet fait partie aujourd’hui de la MSA The Safety Company, leader mondial du casque de pompier, créée en 1914 en Pennsylvanie à Cranberry Township.

On comprend avec les cas de Sarbach et de Gallet que Châtillon fasse figure de pôle industriel. Cette réalité a dû compter dans le choix de cette commune en 2017 comme siège de la Communauté de communes de la Dombes par regroupement de Châtillon Centre, Centre Dombes et Canton de Chalamont puisqu’elle a précisément en charge le développement économique habitants à l’extérieur.

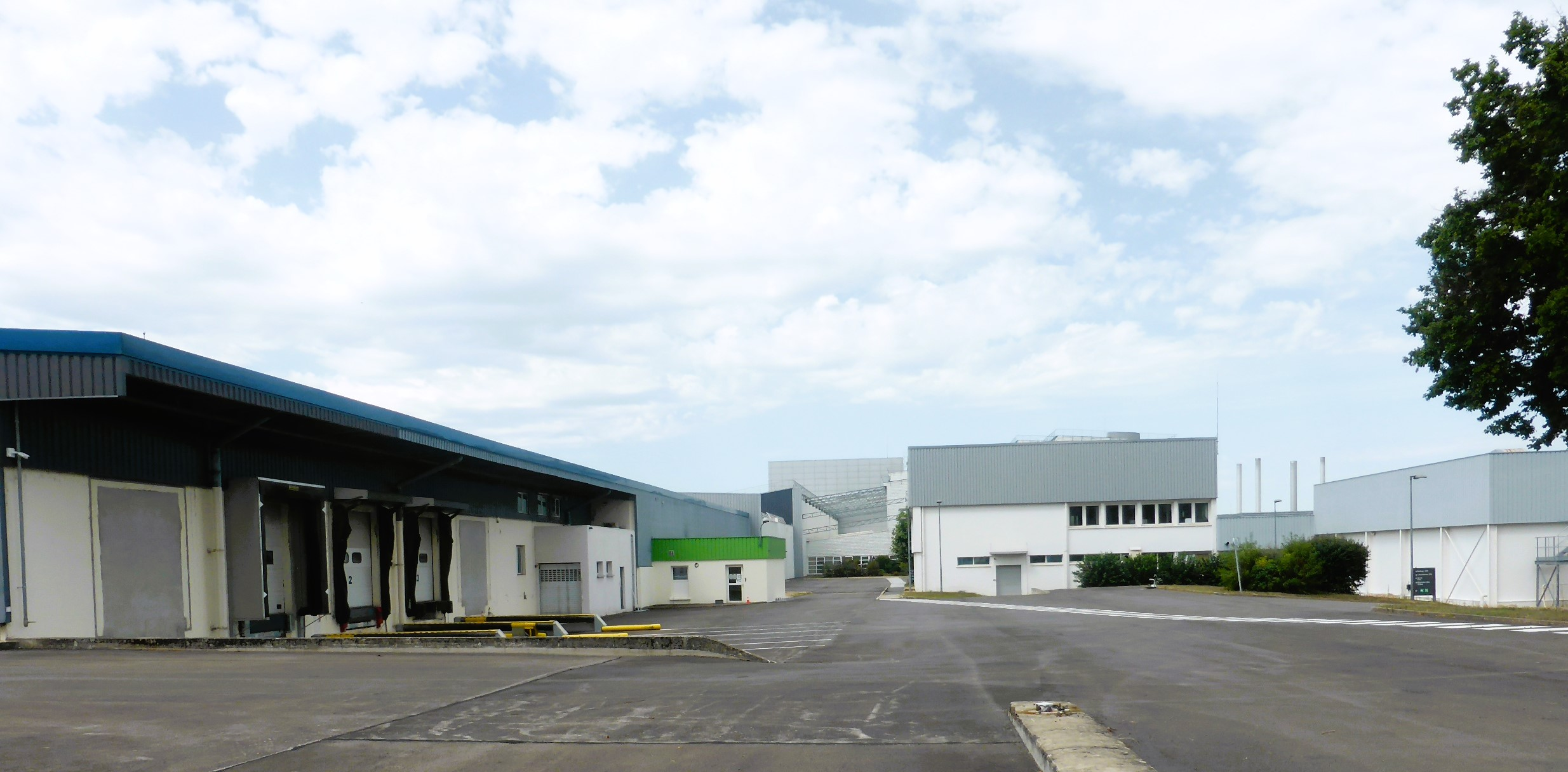
Labo Mylan
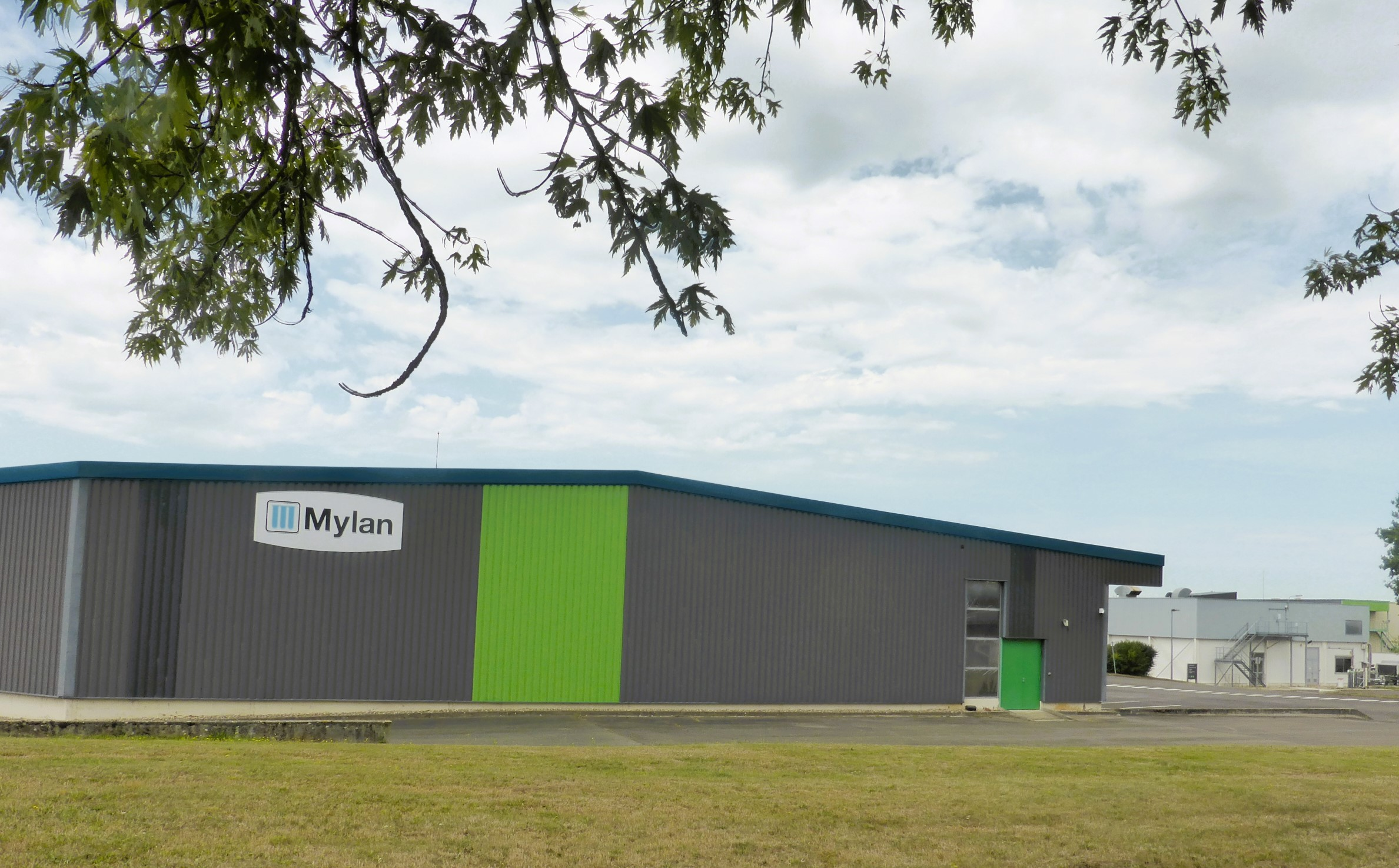
Labo Mylan
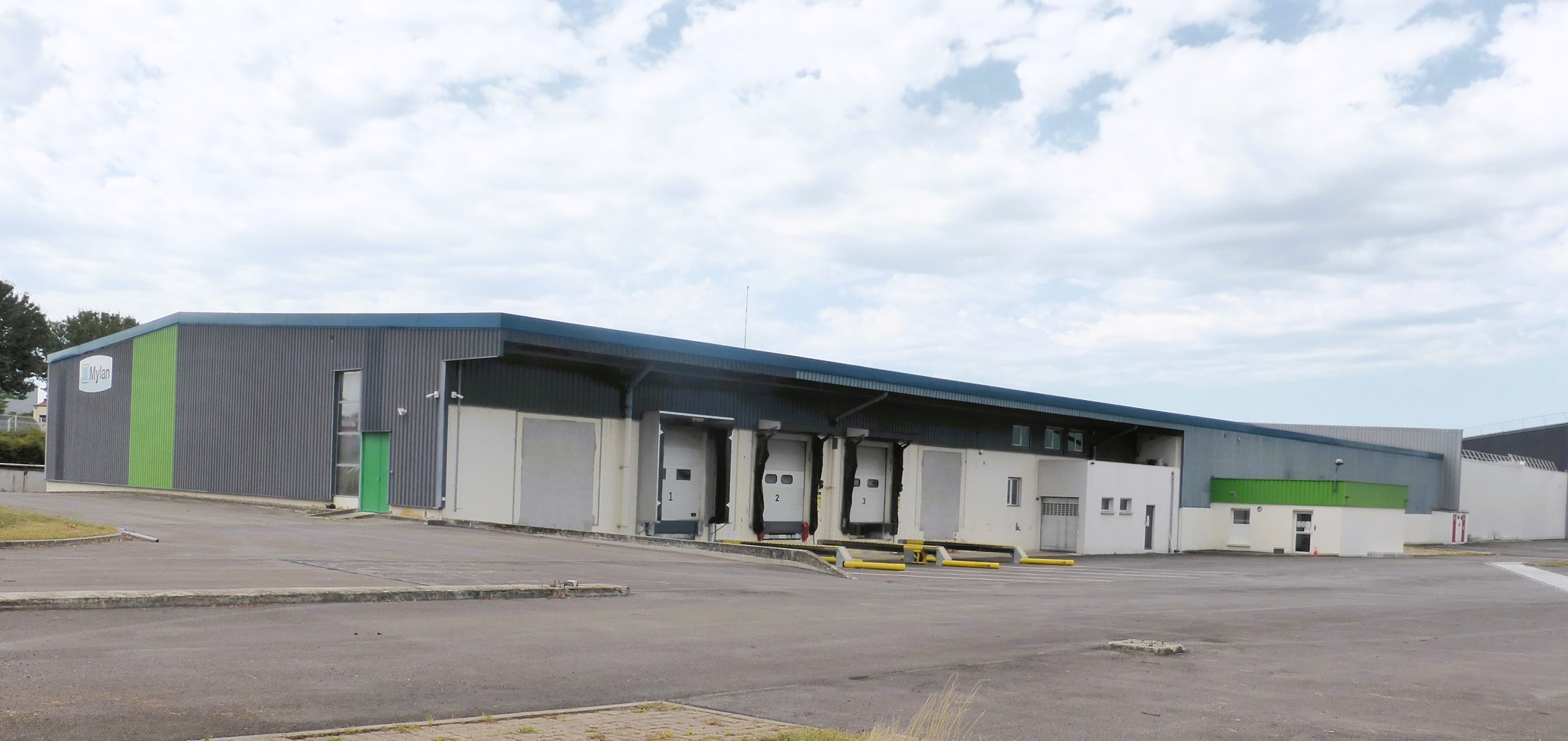
Labo Mylan
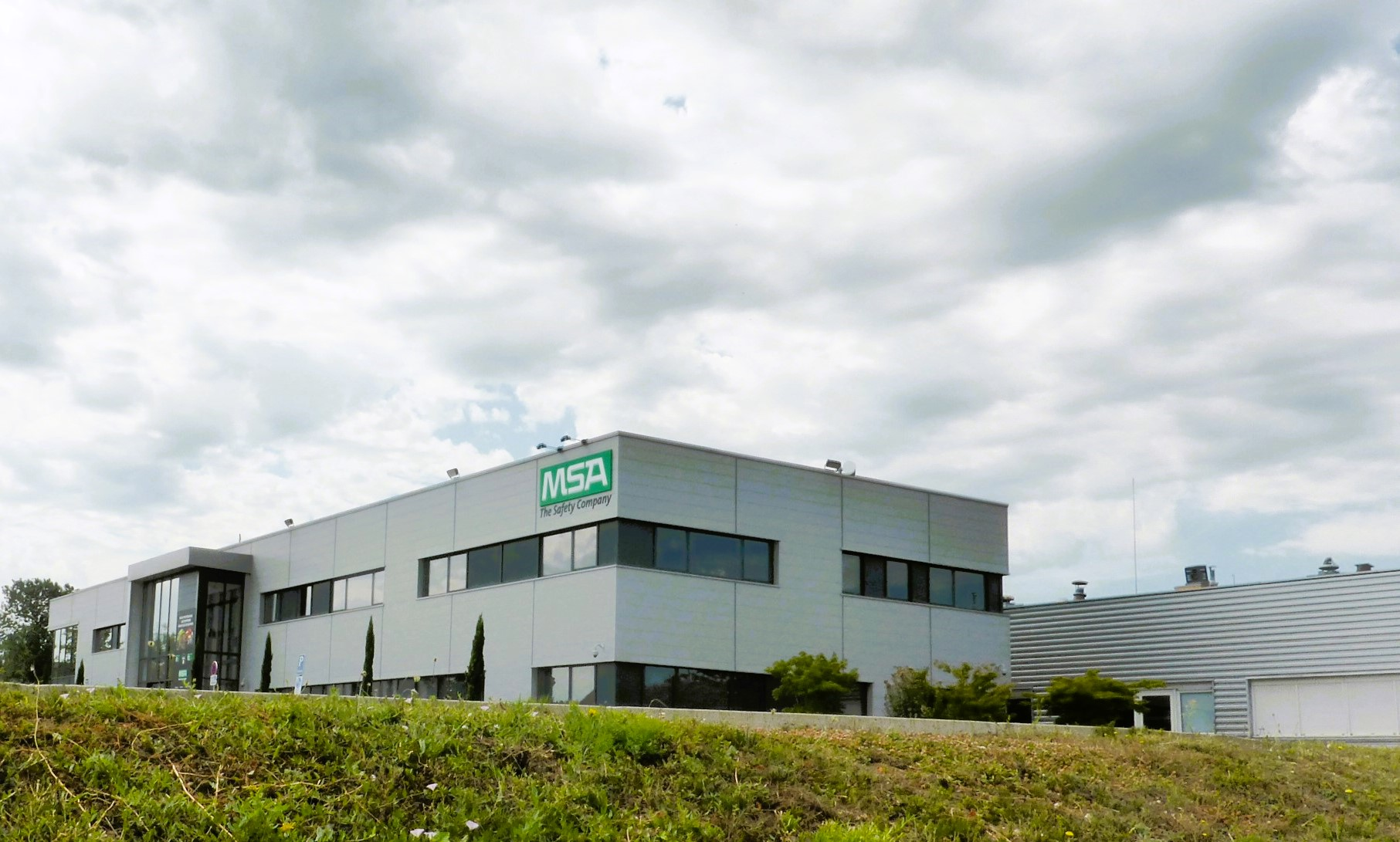
Casques Gallet
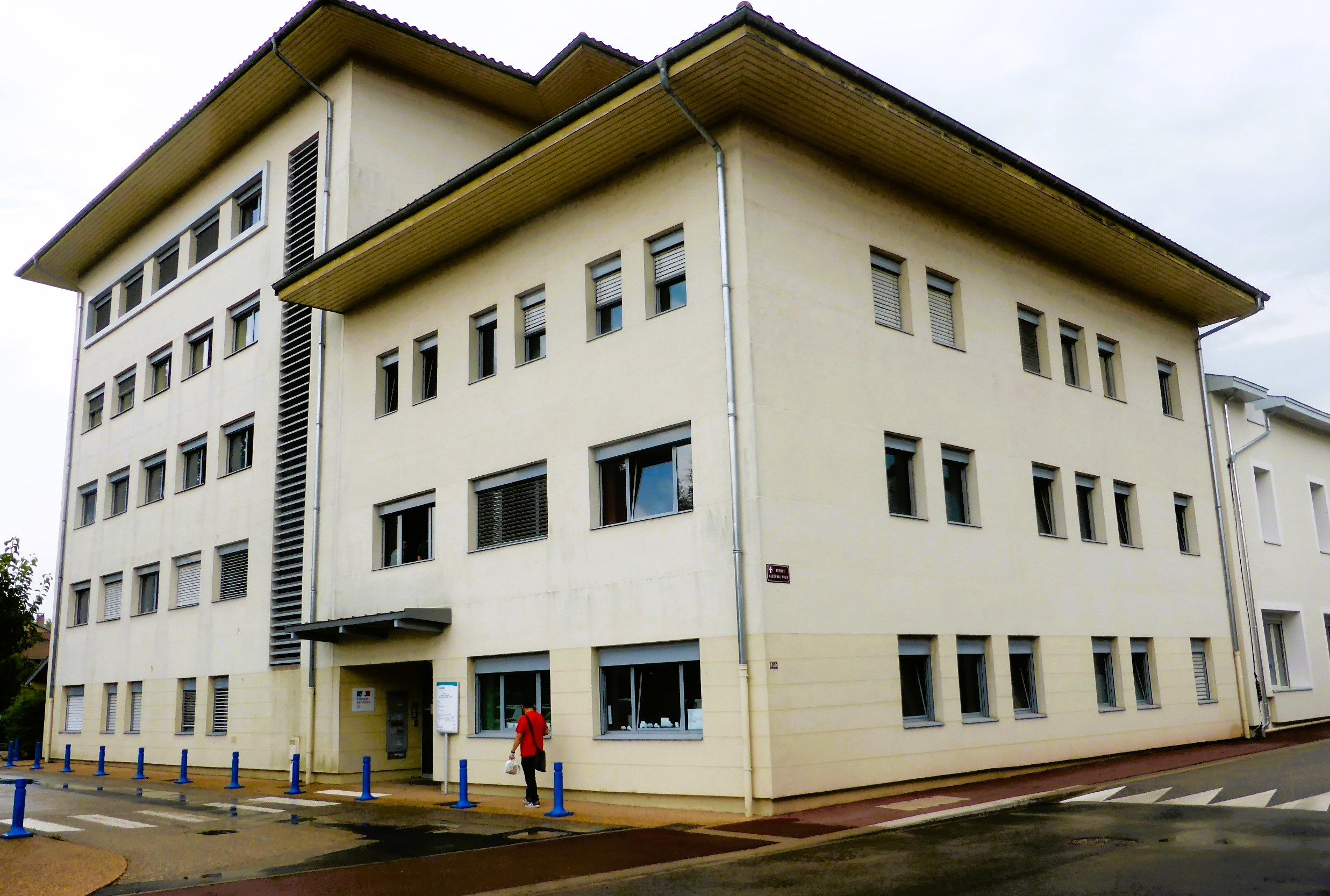
Communauté de communes de la Dombes

##### L'enseignement
En ce qui concerne l'enseignement, au niveau du primaire les familles ont le choix entre deux groupes scolaires au cœur de la cité : l’ancien orphelinat Saint-Vincent-de-Paul devenu l’école privée Saint Charles et le groupe public Commerson. La poursuite de la scolarité est assurée par le collège Eugène Dubois et par Saint-Charles. Le lycée professionnel Georges Charpak est spécialisé dans la maintenance des engins mécaniques. La fréquentation du centre social (CCAS) la Passereile à proximité du groupe scolaire Commerson n'est certes pas réservée à la seule population scolaire mais les enfants y sont accueillis nombreux pour la restauration, les jeux dans la ludothèque et des activités périscolaires, en particulier en période de vacances. On a choisi un style résolument moderne pour la médiathèque et la salle de cinéma L’Etoile nouvellement construits en contiguïté de la mairie.

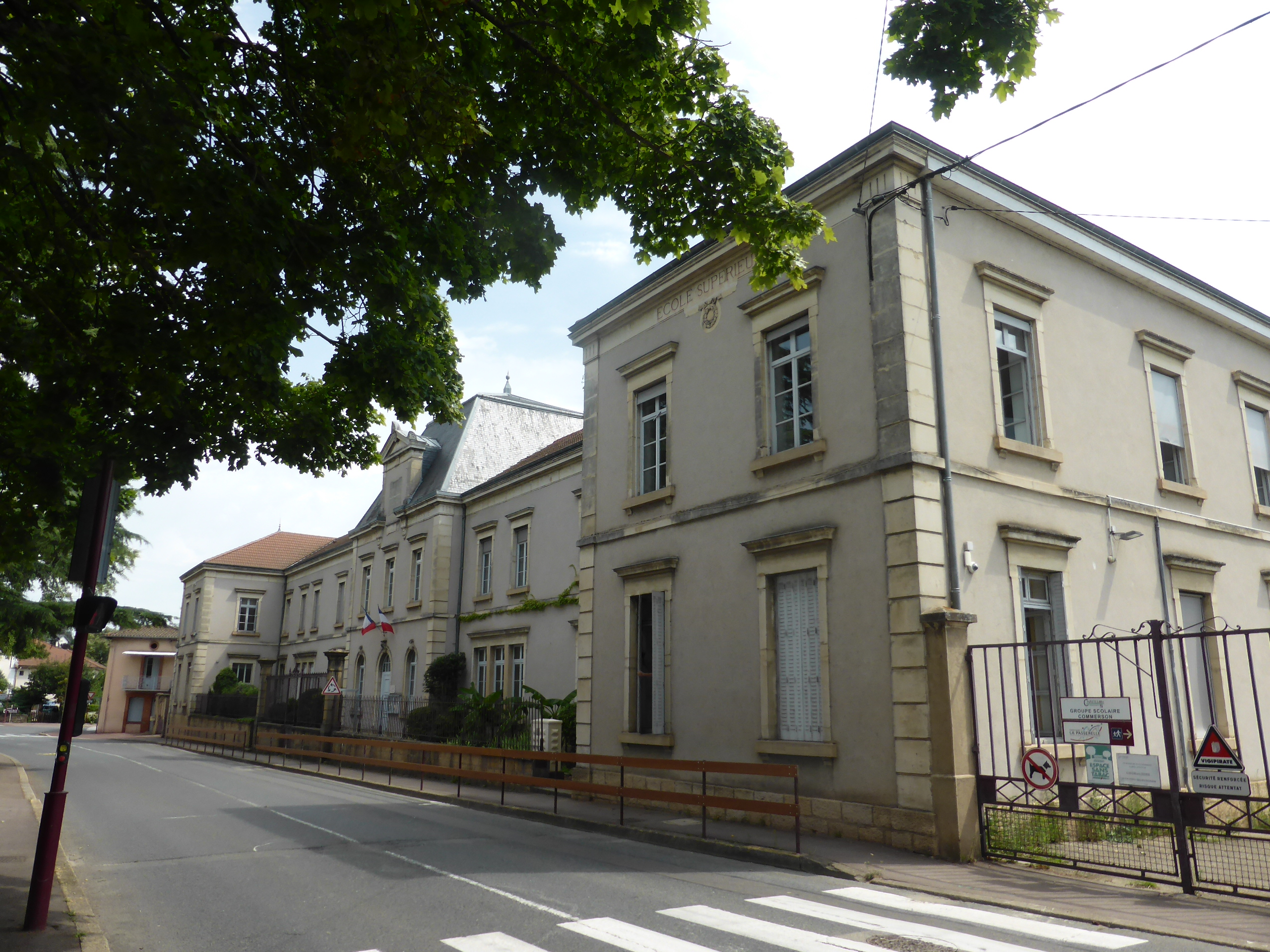
Groupe scolaire Commerson
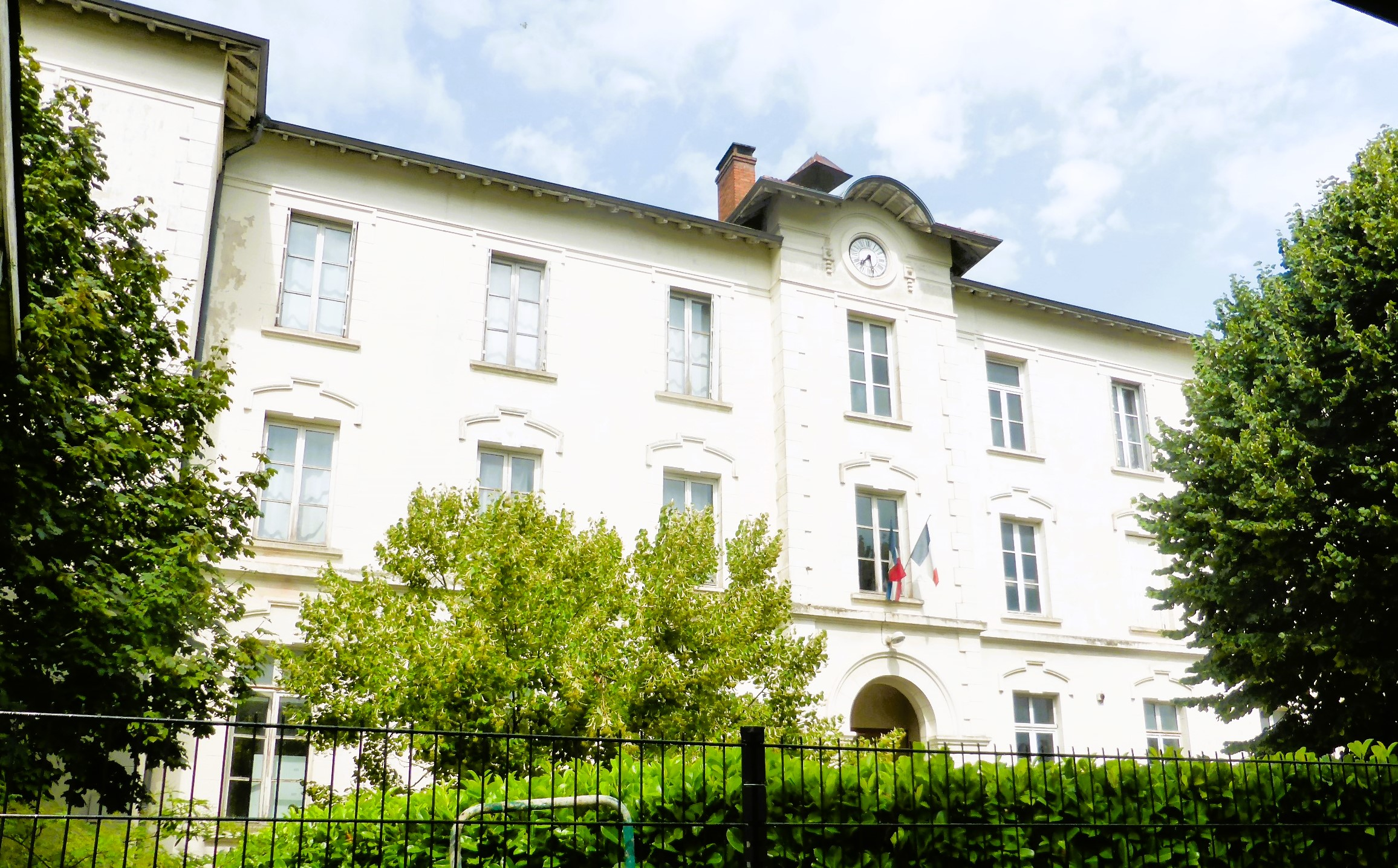
École publique Commerson
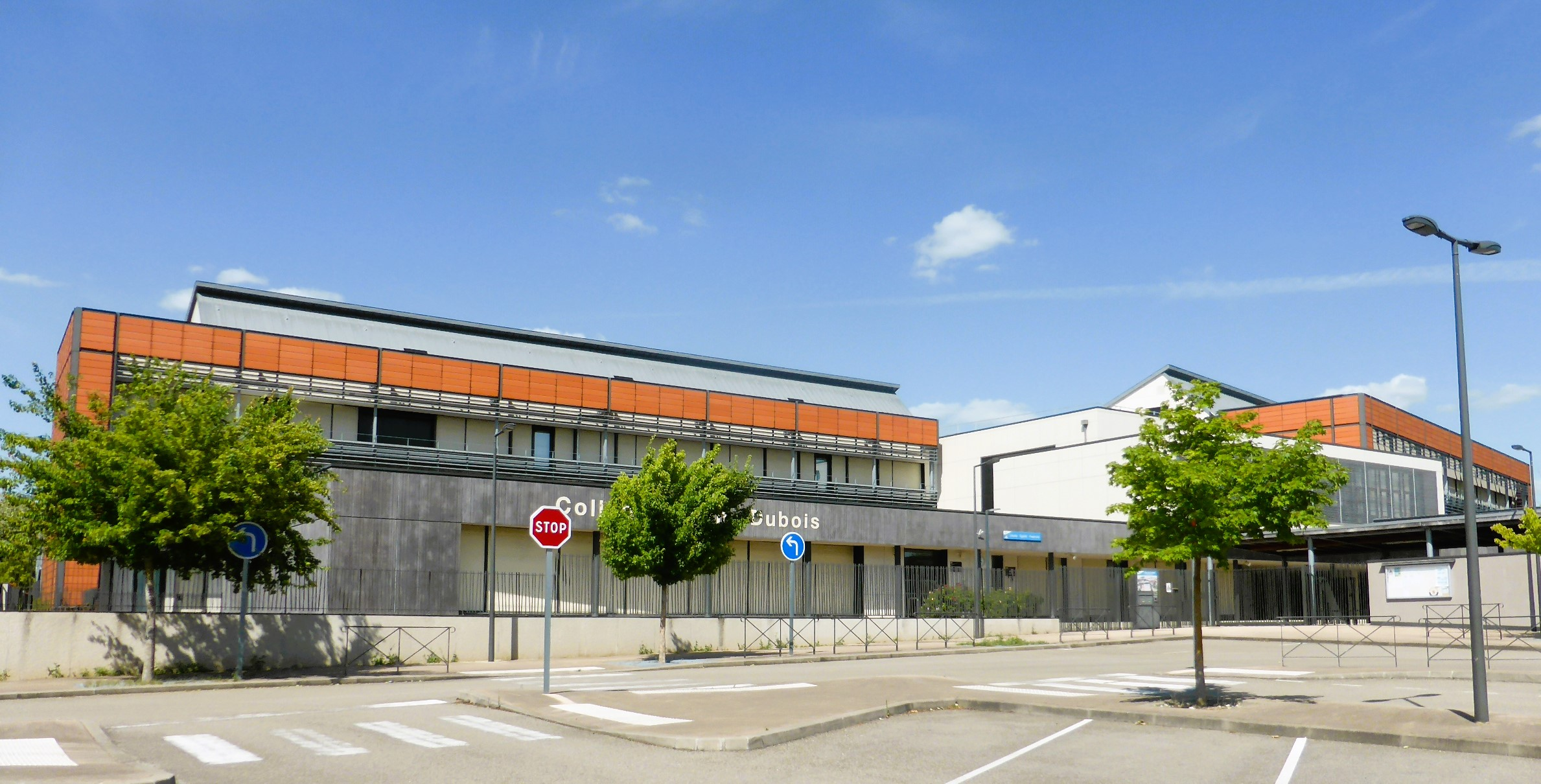
Collège Dubois
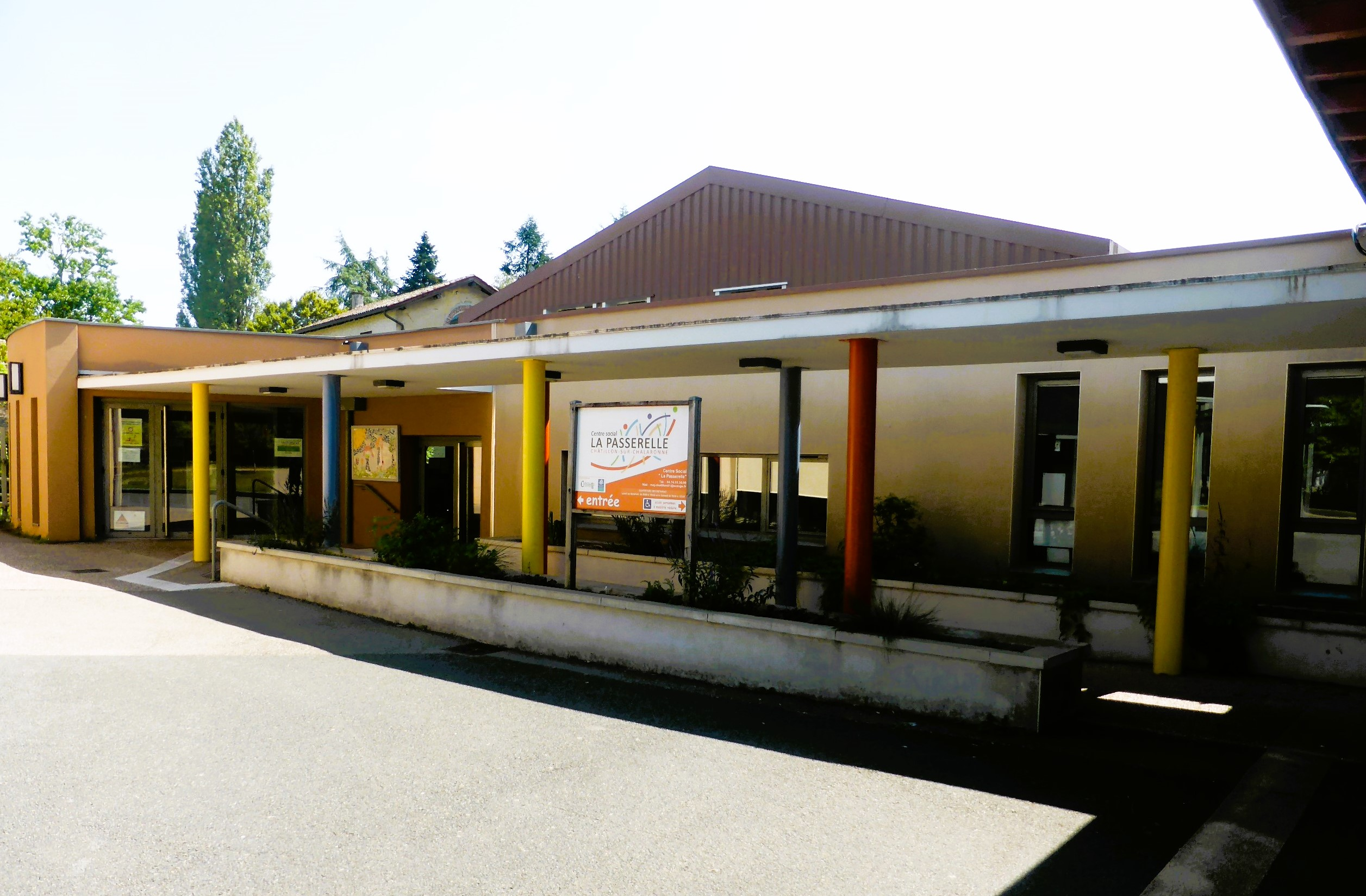
La Passerelle
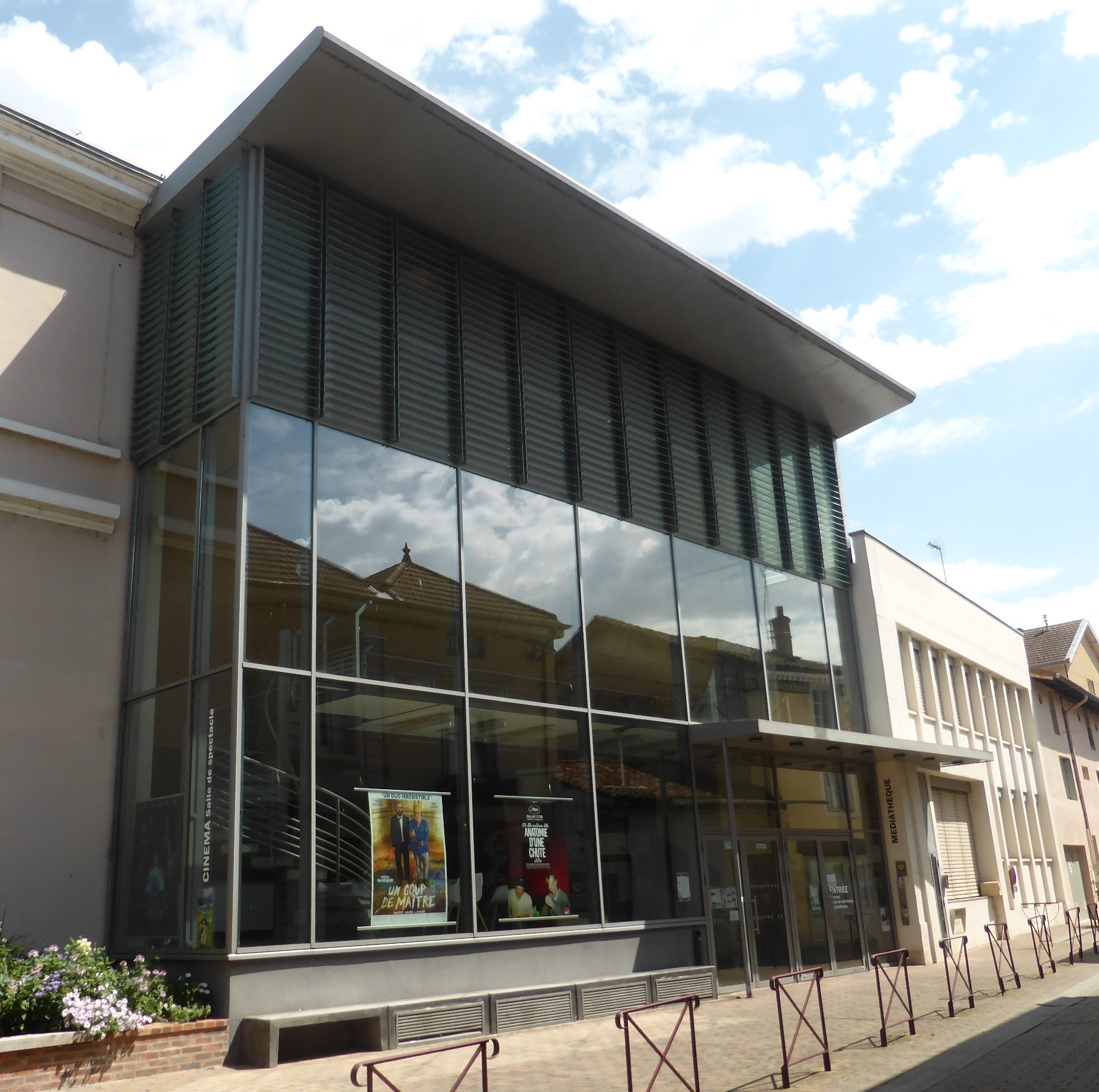
Médiatèque
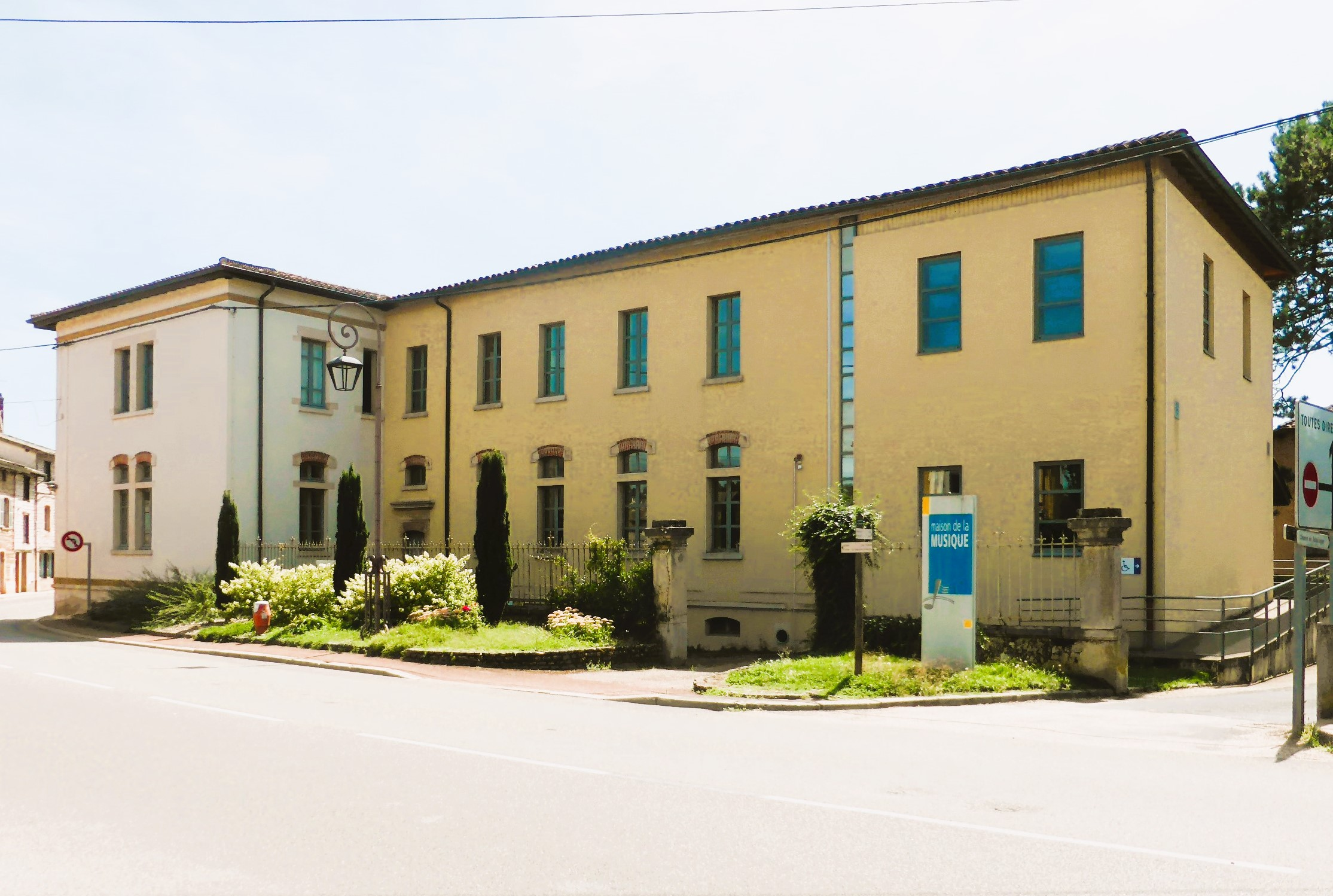
École de musique

##### La santé
En 1966, la municipalité Sarbach décide la construction d’une maison de retraite pour personnes âgées et d’une maison de cure médicale pour les moins valides (EHPAD). Cet établissement La Montagne construit à l’écart du centre sur le plateau accueille à partir de 1972 80 personnes et la maison de cure également 80. Des locaux modernes, des chambres à trois et quatre lits, un mobilier chaleureux en font un paisible lieu de retraite. Sur 4,5 hectares, le parc attenant a été aménagé, des arbres de diverses espèces plantés, des chemins de promenade tracés, des pièces d’eau creusées fréquentées par les canards sauvages. Il a été depuis transformé entièrement en EHPAD. Au prix d’agrandissements il peut aujourd’hui accueillir 120 personnes.

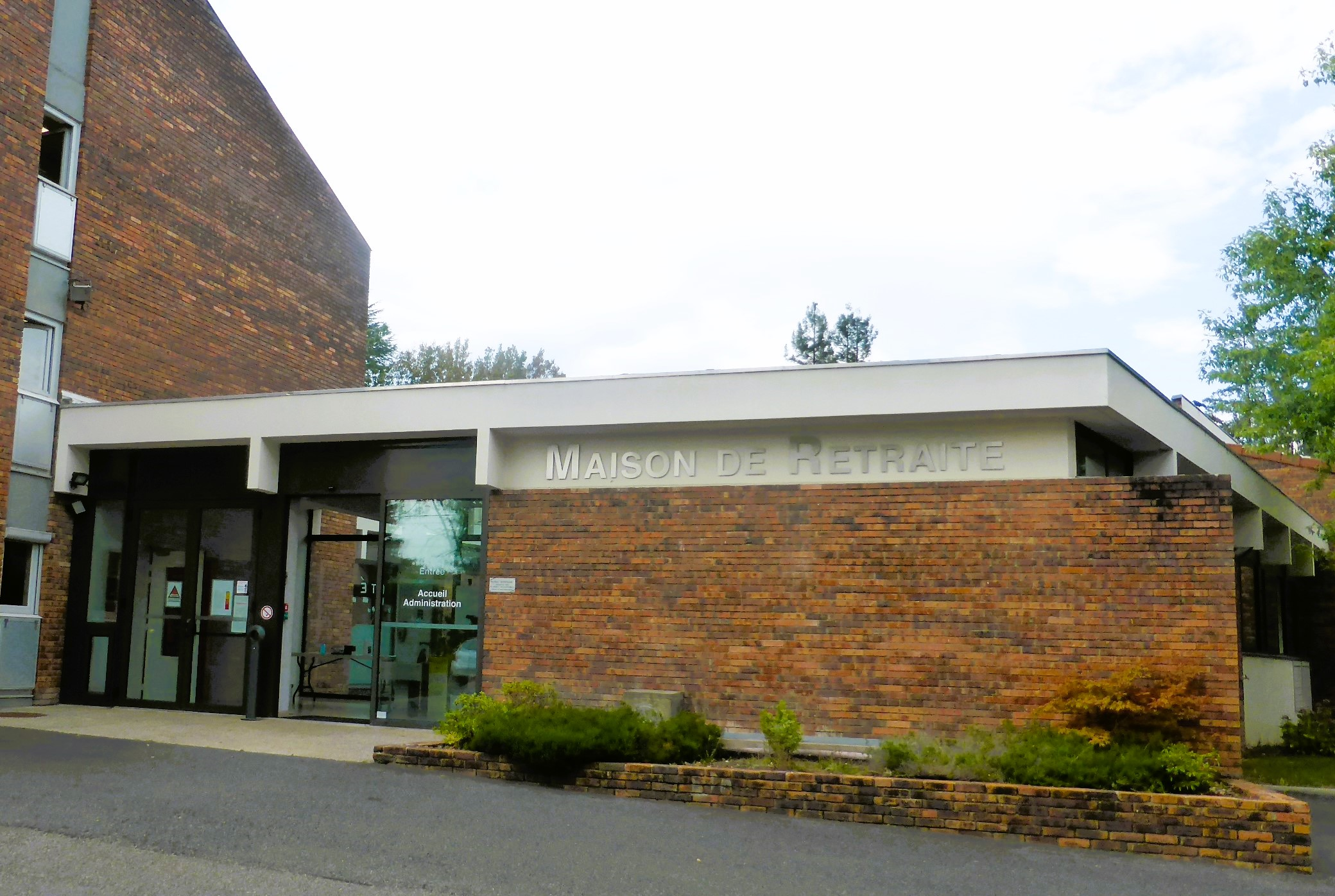
Maison de retraite La Montagne à Châtillon
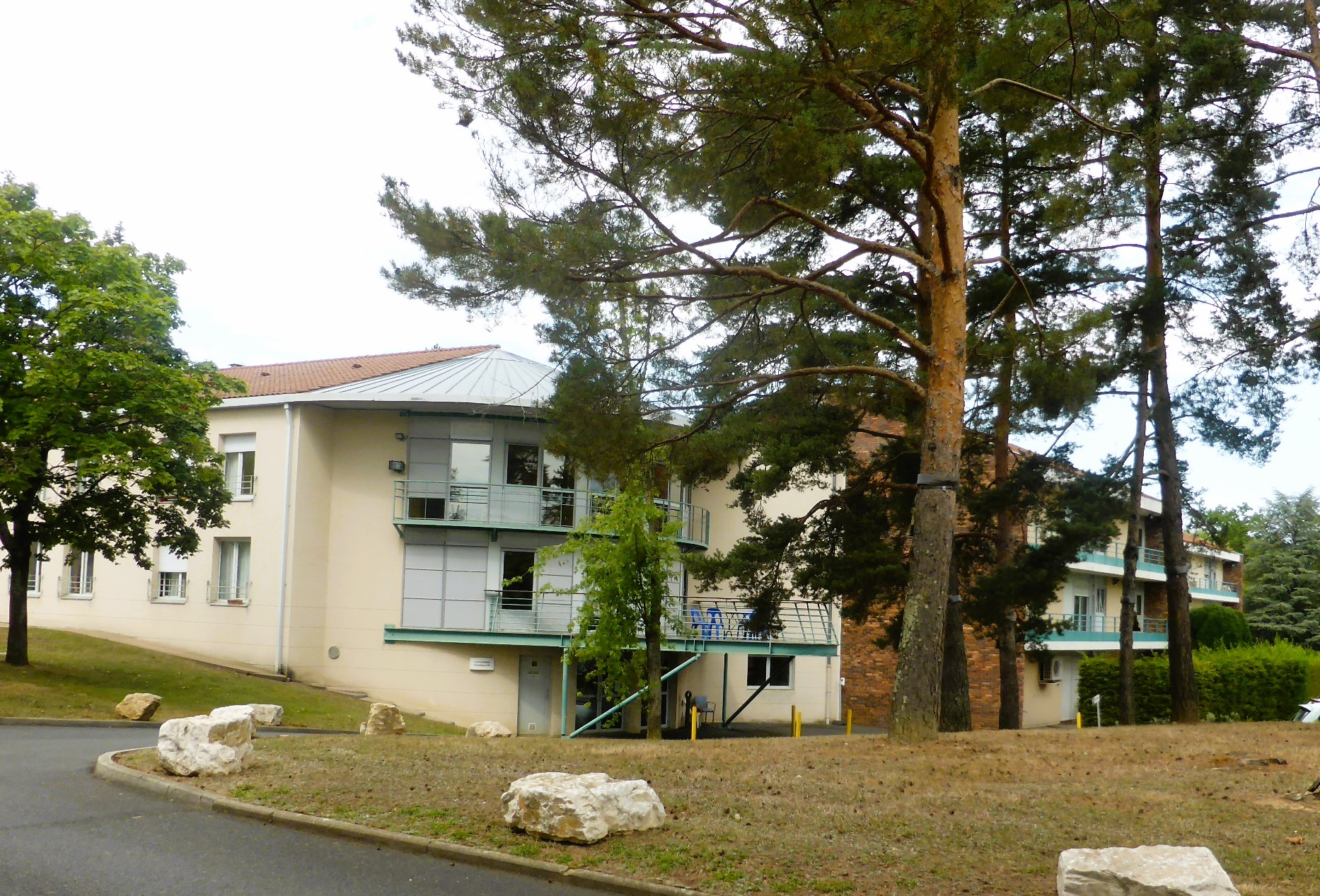
EHPAD La Montagne
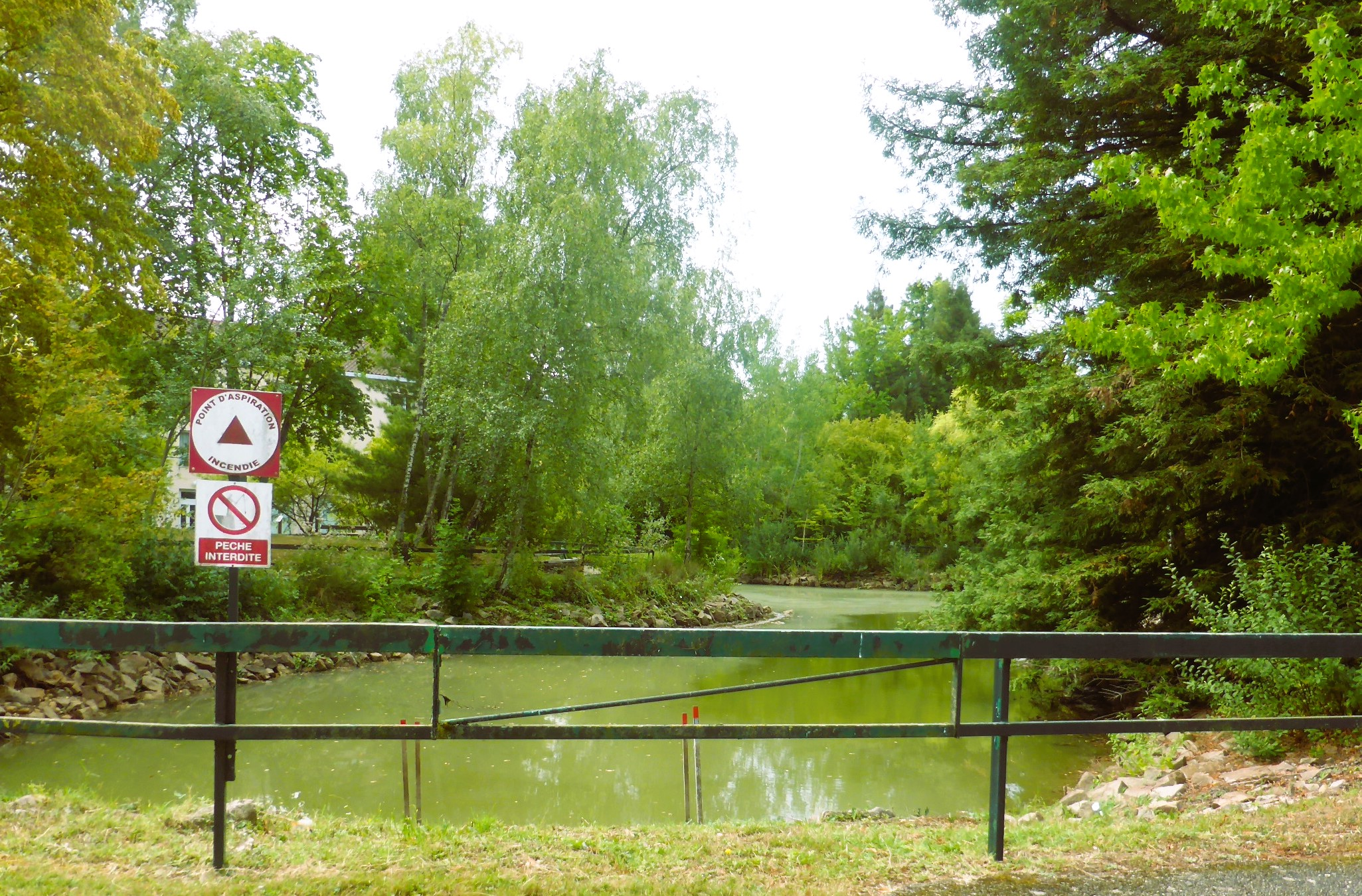
Parc La Montagne

##### La vie sportive
Autres temps, autres mœurs ! Il fut un temps où les Châtillonnais se contentaient d’un rôle de spectateurs. Une tradition de l’élevage chevalin existait avec un haras départemental. Des courses avaient lieu autour du champ de foire. En1864, la commune dirigée par le comte de Borde, a fait l’achat à Bel Air d’un terrain de 16 ha pour y construire le premier hippodrome du département inauguré l’année suivante. On se passionne encore aujourd’hui pour les courses. Elles se déroulent sur une piste de trot de 1000 mètres, une piste de plat en herbe de 1250 mètres et une piste d’obstacles. Pour le confort des spectateurs, les tribunes, primitivement en bois, ont été modernisées avec l’emploi du béton en 1954 puis en 2000. Pour les chevaux ont été construits 156 boxes et 56 stalles. En 2018 a eu lieu pour la première fois une compétition entre dromadaires,.

La jeunesse veut aujourd’hui pouvoir pratiquer des activités sportives dynamiques. Les équipements mis à sa disposition sont regroupés dans trois secteurs. Au centre, le long de la Chalaronne, au clos Janin, on peut pratiquer le tennis ou amener ses enfants, se muscler dans une salle de fitness. Très logiquement a été construit le centre aquadombes avec sa piscine dont peuvent profiter en été la clientèle du terrain de camping du Vieux Moulin. Au nord de la ville, sur le même axe que le lycée et le collège sont regroupés le stade de l’Europe, un gymnase, une salle mixte et des courts de tennis. A l’ouest enfin le stade Jean Decomble jouxte un gymnase, des courts de tennis dont certains sont couverts et un boulodrome.

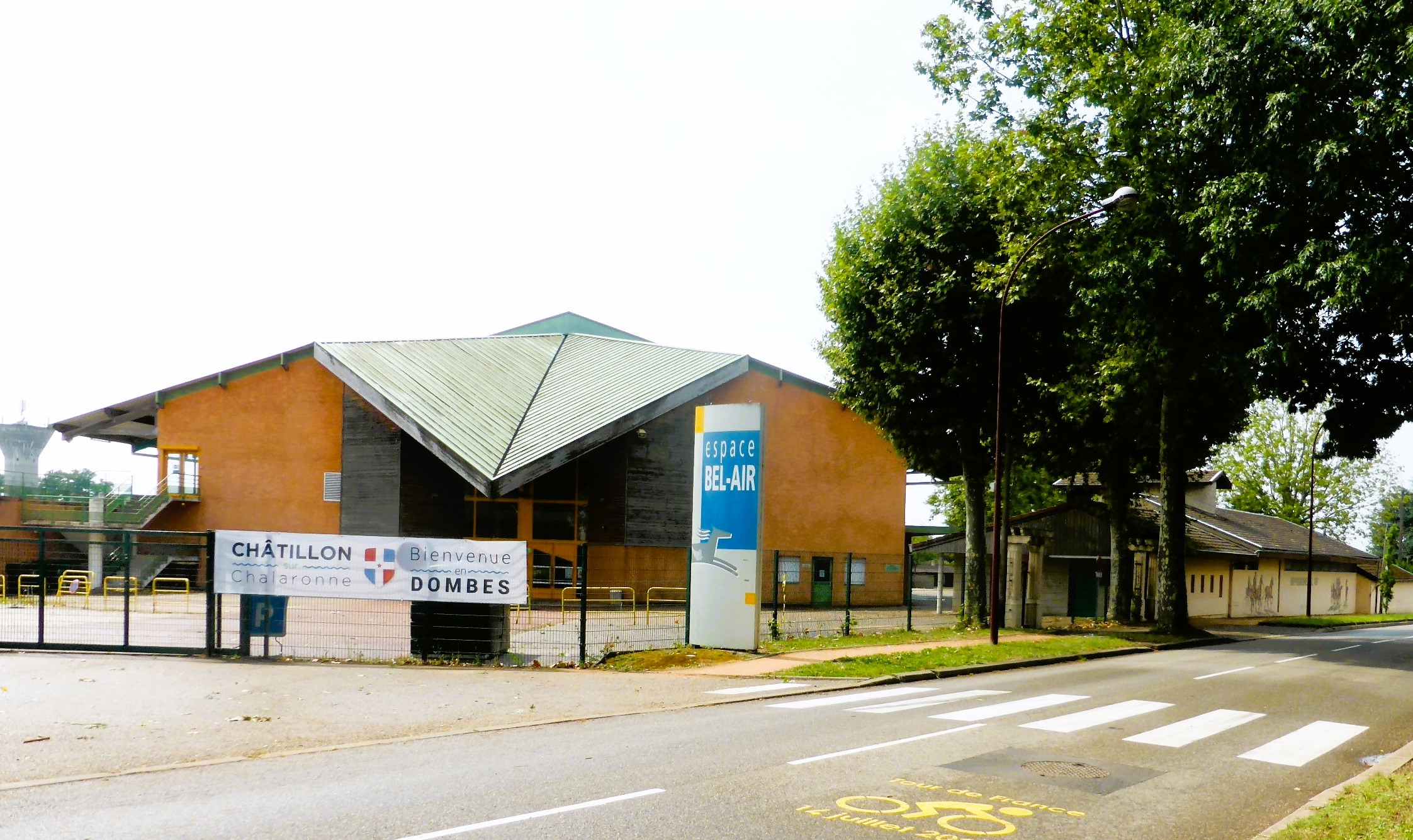
Hippodrome Bel Air
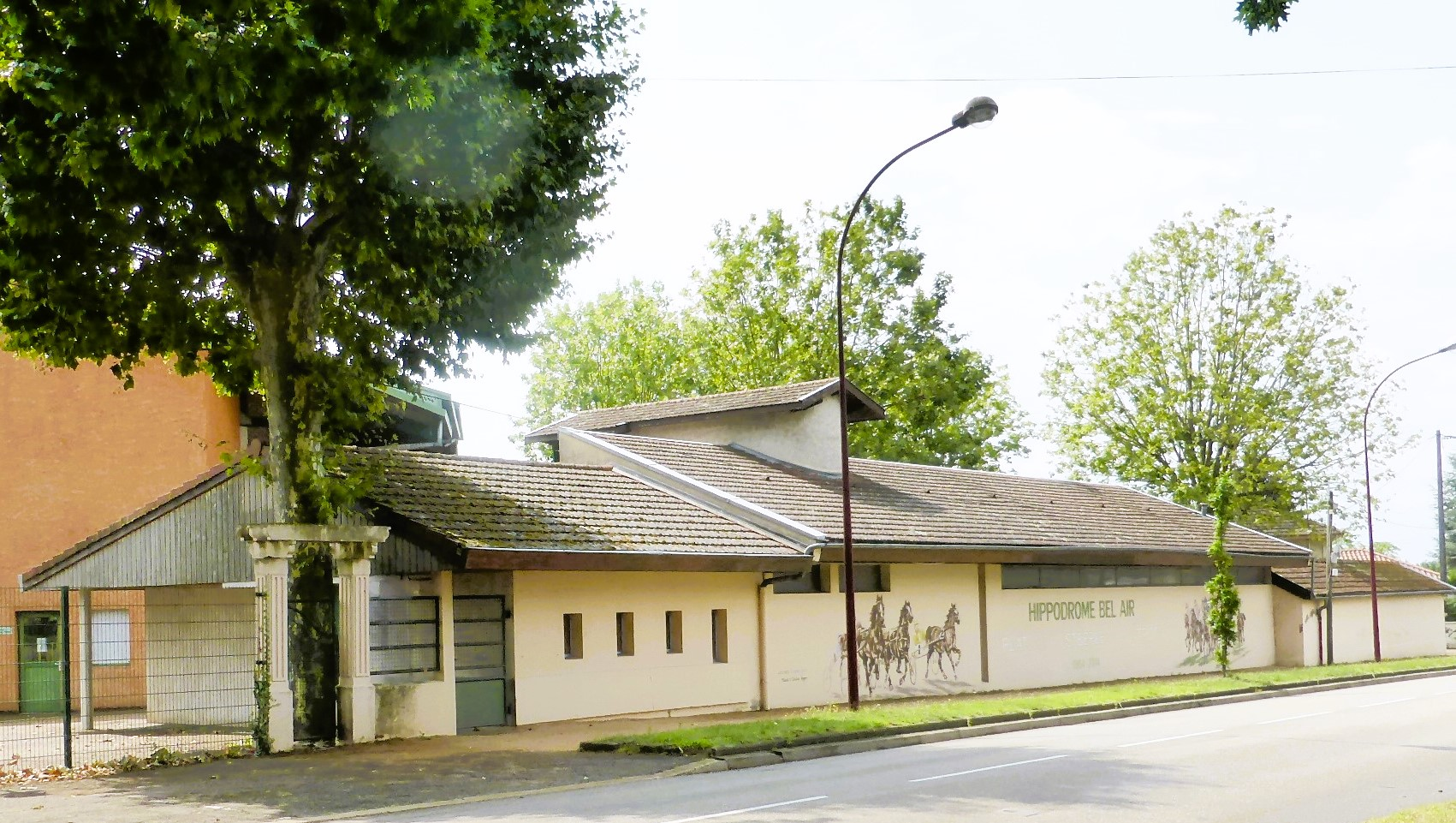
Hippodrome
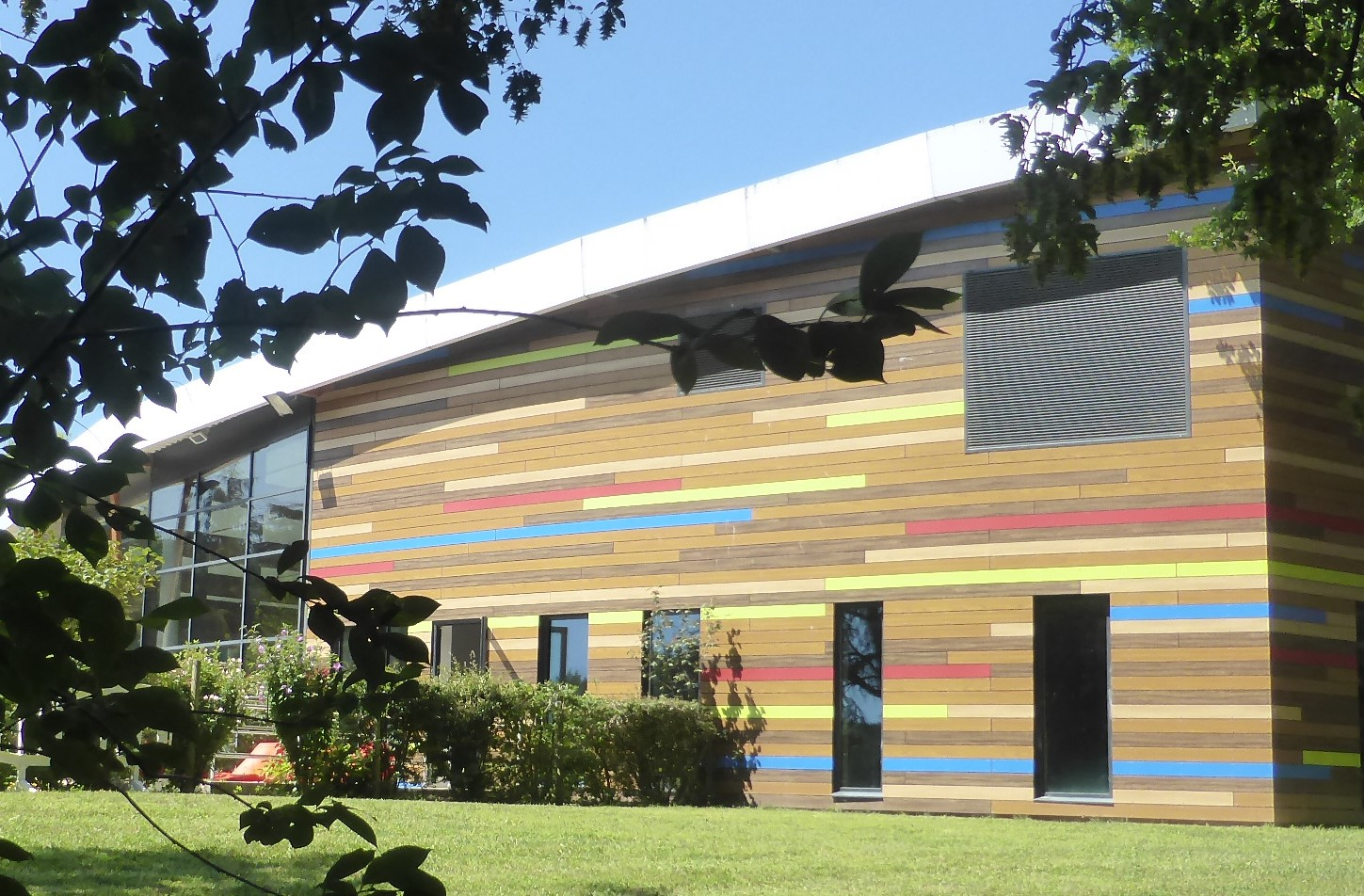
Aquadombes
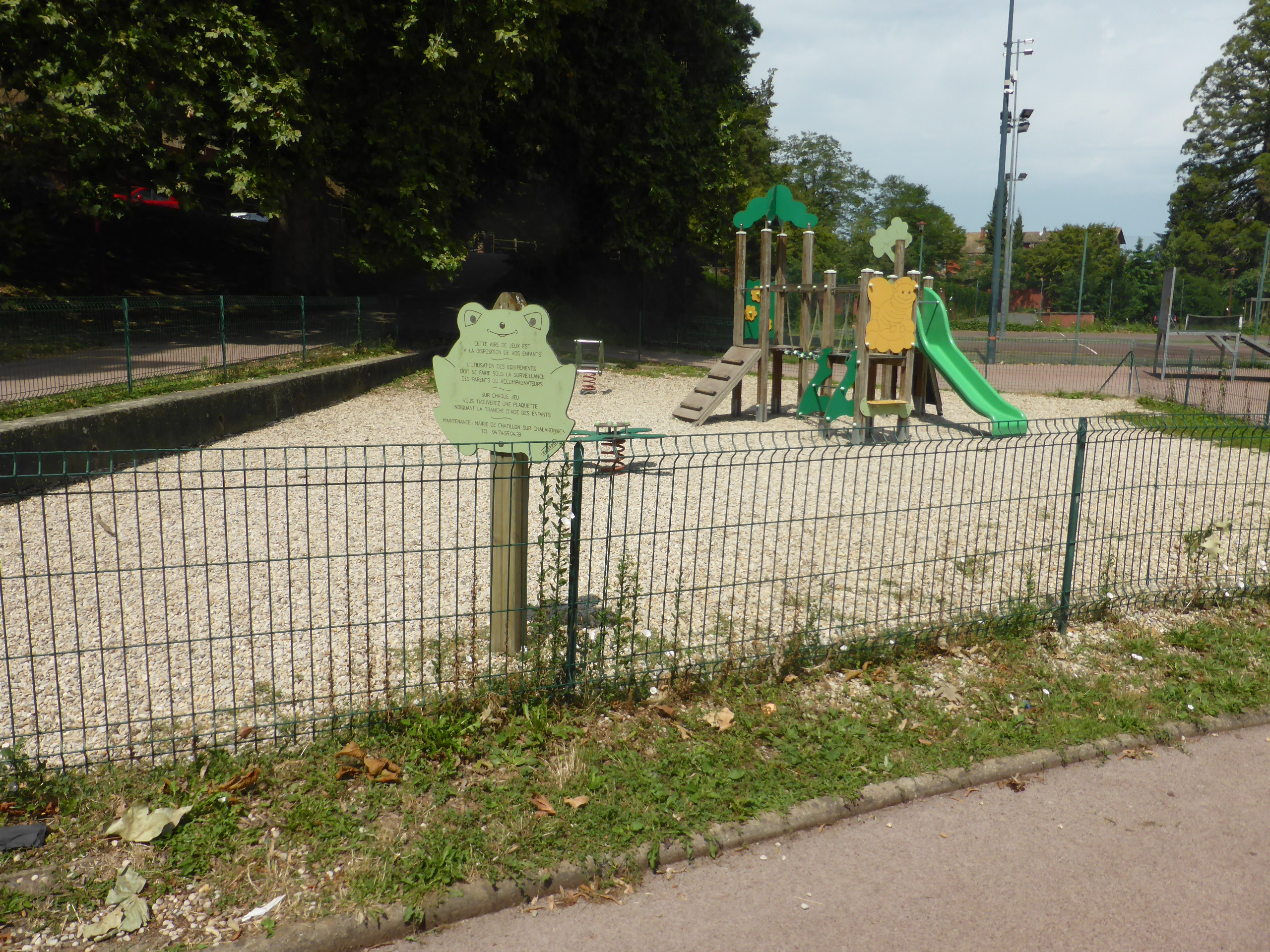
Aire de jeux
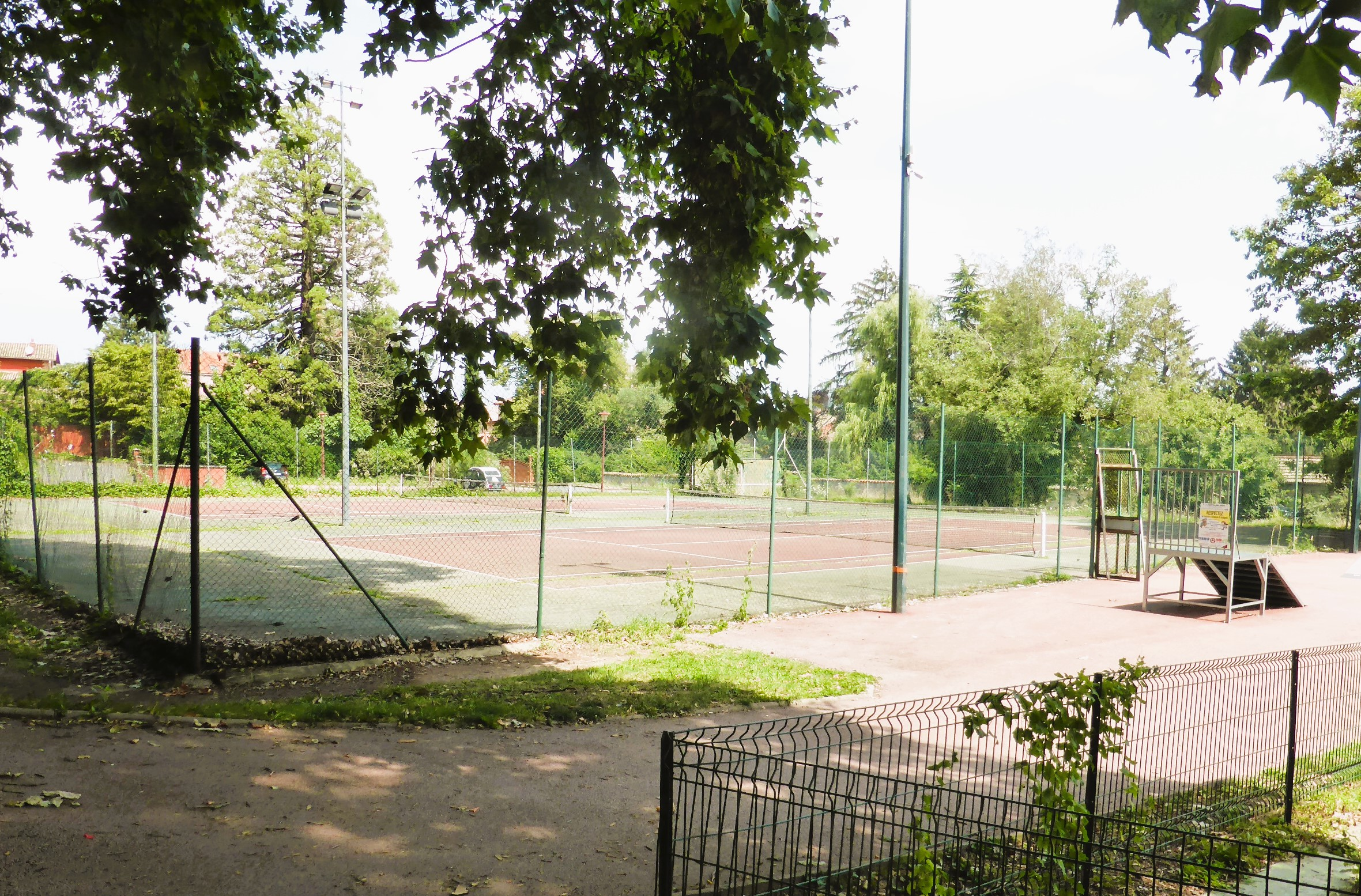
Tennis
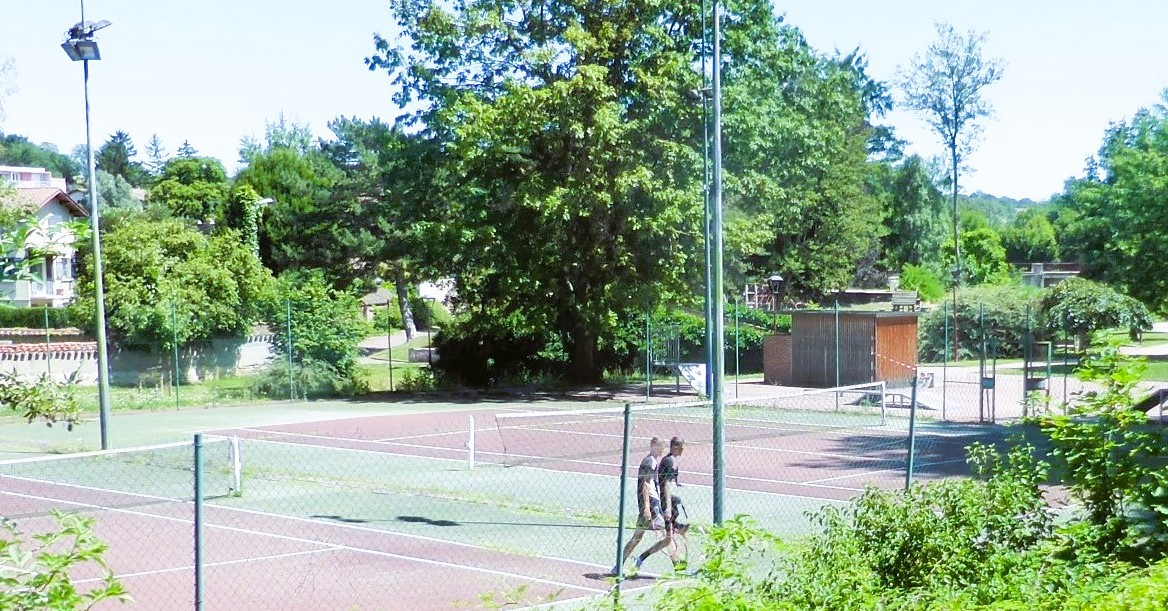
Tennis clos Janin
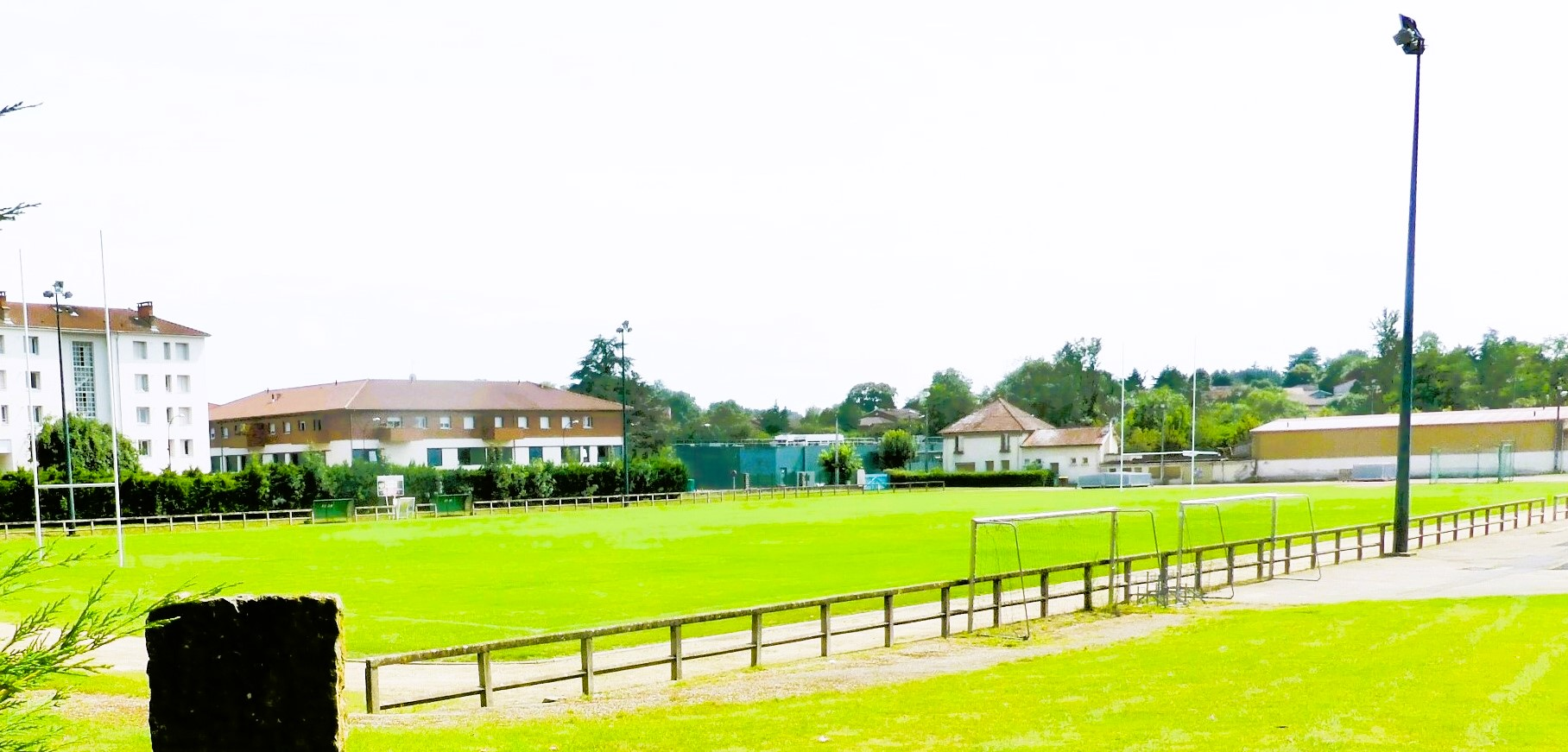
Stade Jean Decomble

##### Tourisme
Le visiteur de la ville trouve toutes les informations à l’office du tourisme installé depuis 2018 dans un vaste bâtiment sur la place du champ de foire sur laquelle se situent également les deux hôtels de la Tour et Au Coq Dort.

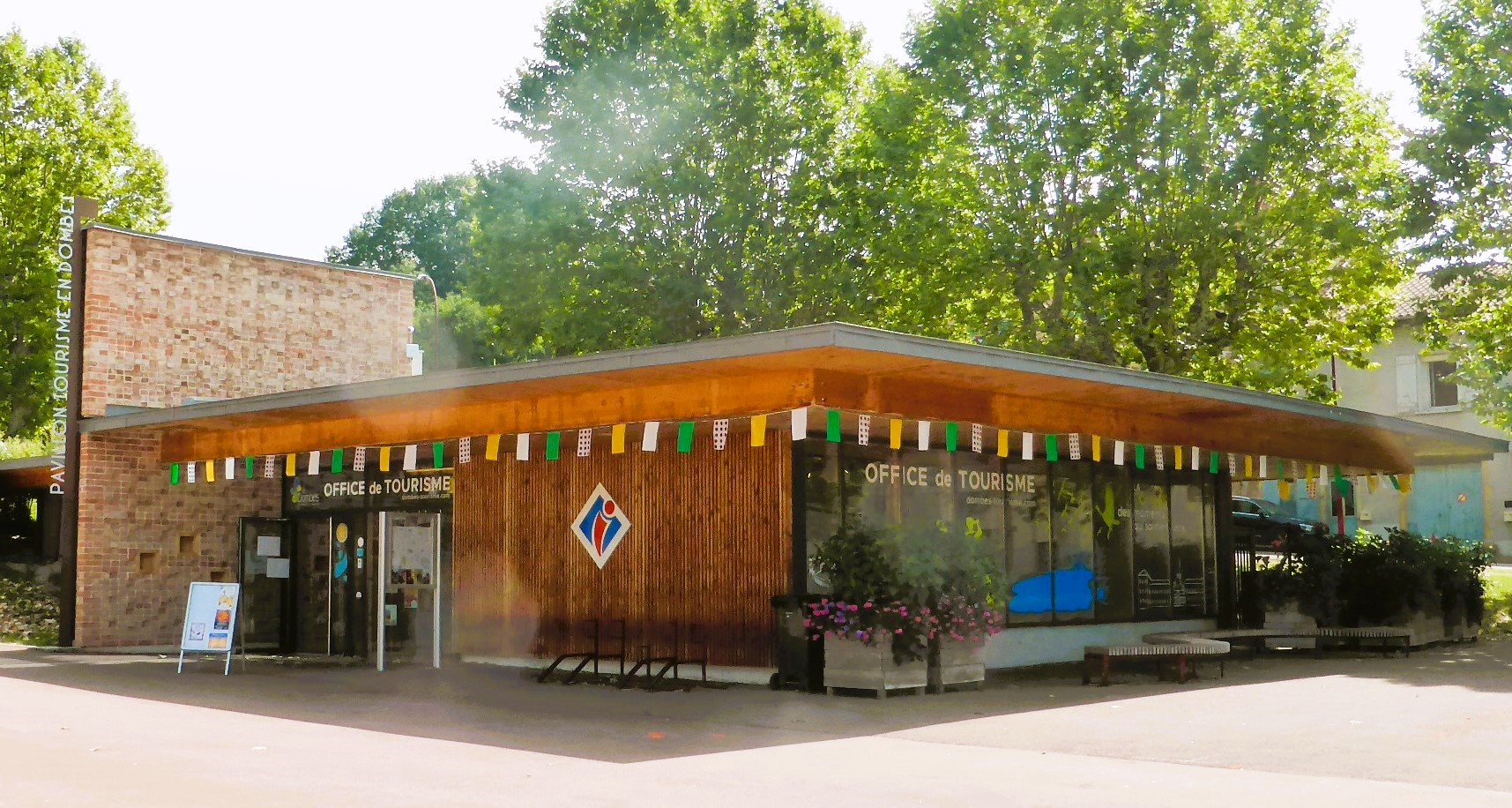
Office du tourisme
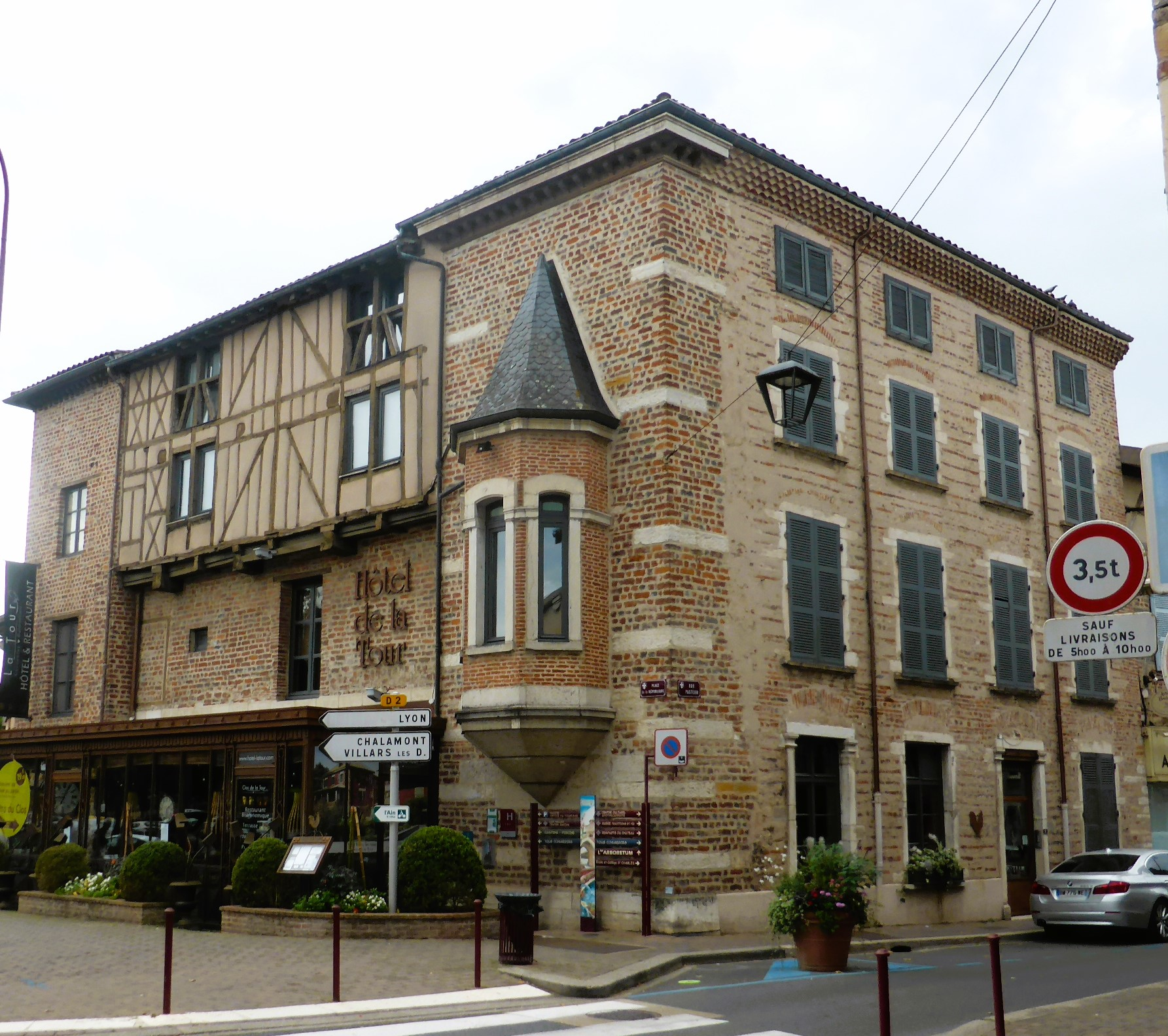
Hôtel de la Tour
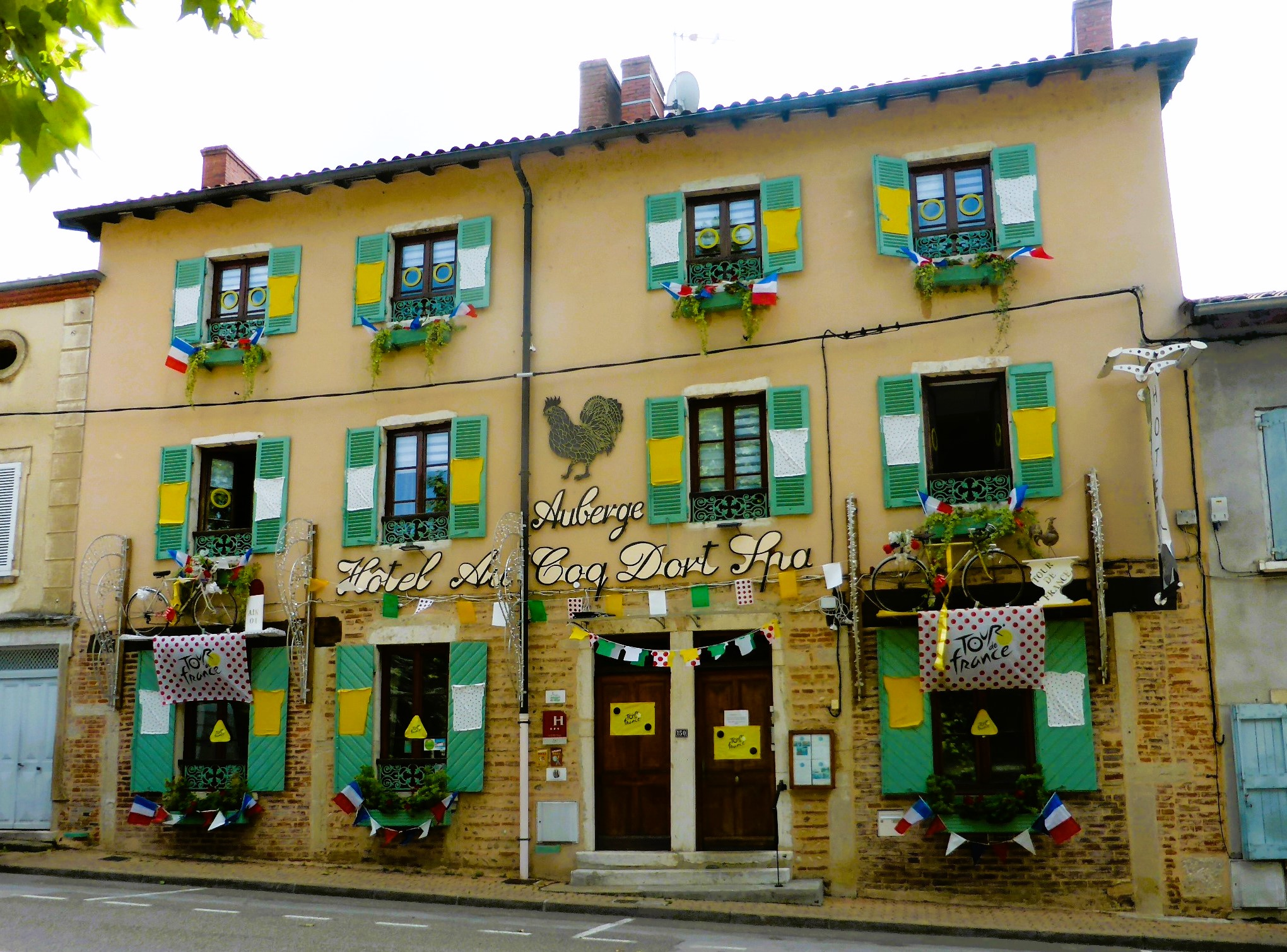
Hôtel Au coq Dort

## Politique et administration

### Rattachements administratifs et électoraux
Lors de la création des départements par la Révolution française, elle est intégrée au département de l'Ain et au district dont elle était le chef-lieu. En 1800, après la suppression des districts, elle intègre l'arrondissement de Bourg-en-Bresse mais reste dans le canton de Châtillon-sur-Chalaronne. En mars 2015, à l'occasion des élections départementales, le décret du 13 février 2014 portant sur le redécoupage cantonal des cantons de l'Ain entre en vigueur. La commune reste le chef-lieu de son canton qui perd six communes intégrées au nouveau canton de Vonnas mais qui absorbe les communes de l'ancien canton de Thoissey. Depuis 1988, la commune fait partie de la quatrième circonscription de l'Ain pour l'élection des députés.
Du point de vue judiciaire, la commune relève du tribunal d'instance et du tribunal paritaire des baux ruraux de Trévoux. Elle relève du tribunal de grande instance, du tribunal pour enfants, du conseil de prud'hommes, du tribunal de commerce de Bourg-en-Bresse. De plus, elle relève aussi de la cour d'assises de l'Ain, elle-même située à Bourg. Enfin, elle dépend de la cour d'appel, du tribunal administratif et de la cour administrative d'appel de Lyon.

### Administration municipale

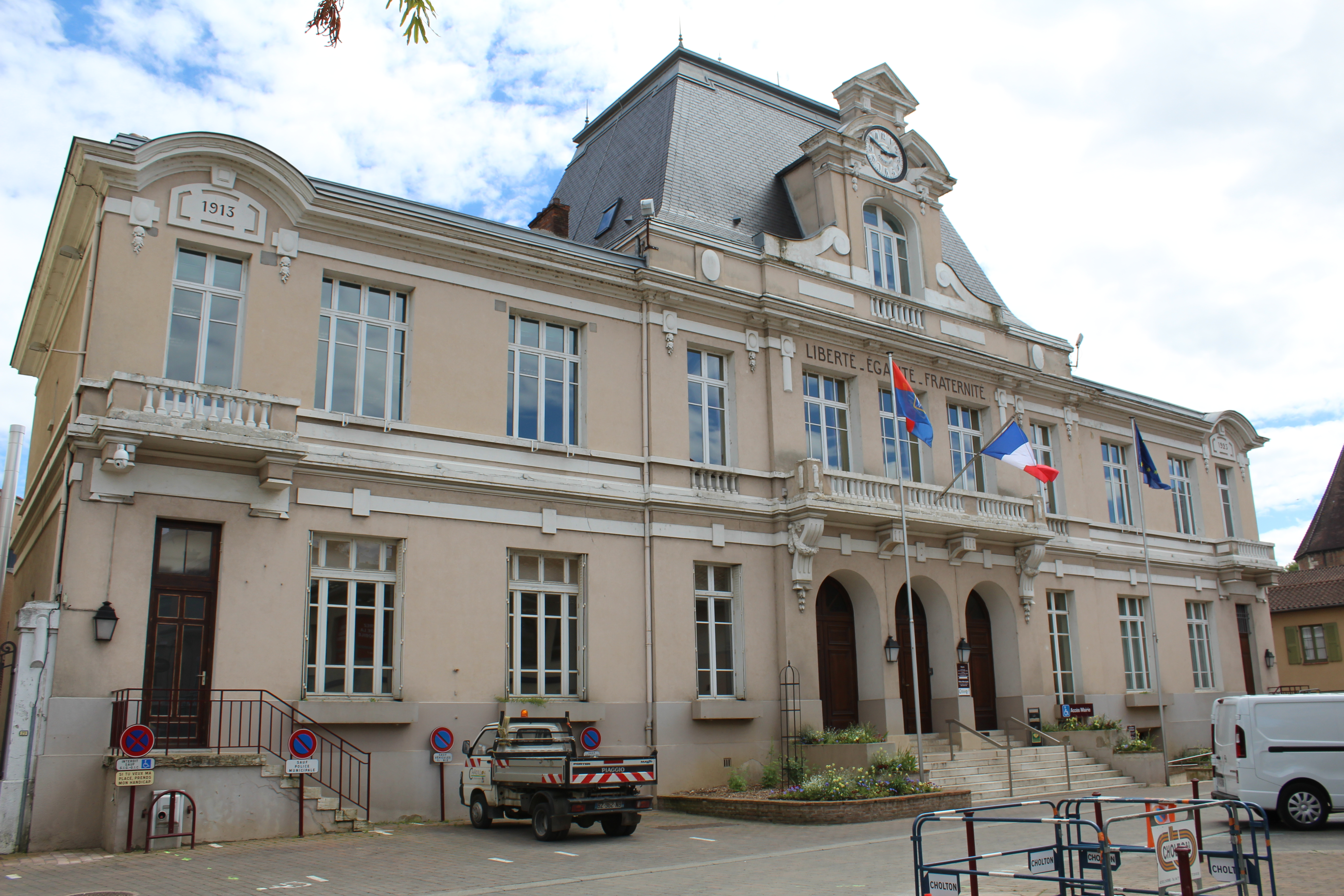
L'hôtel de ville.

De par sa population, la commune a un conseil municipal composé de vingt-sept conseillers municipaux dont le maire et ses sept adjoints,.

### Tendances politiques et résultats
| Scrutin             | Scrutin             | 1er tour | 1er tour | 1er tour | 1er tour | 1er tour | 1er tour | 1er tour | 1er tour | 1er tour | 1er tour | 1er tour  | 1er tour | 2d tour | 2d tour | 2d tour | 2d tour | 2d tour | 2d tour |
| Scrutin             | Scrutin             | 1er      | 1er      | %        | 2e       | 2e       | %        | 3e       | 3e       | %        | 4e       | 4e        | %        | 1er     | 1er     | %       | 2e      | 2e      | %       |
| ------------------- | ------------------- | -------- | -------- | -------- | -------- | -------- | -------- | -------- | -------- | -------- | -------- | --------- | -------- | ------- | ------- | ------- | ------- | ------- | ------- |
| Présidentielle 2017 | Présidentielle 2017 |          | LR       | 26,61    |          | FN       | 25,49    |          | EM       | 20,33    |          | LFI       | 12,29    |         | EM      | 58,37   |         | FN      | 41,63   |
| Présidentielle 2022 | Présidentielle 2022 |          | LREM     | 30,69    |          | RN       | 27,57    |          | LFI      | 11,35    |          | REC       | 9,50     |         | LREM    | 53,89   |         | RN      | 46,11   |
| Législatives 2022   | 4e                  |          | LR       | 23,97    |          | RN       | 20,78    |          | LREM-Ens | 18,09    |          | LFI-Nupes | 14,38    |         | RN      | 65,94   |         | LFI     | 34,06   |
| Législatives 2024   | 4e                  |          | RN       | 45,51    |          | HOR-Ens  | 22,29    |          | EELV-NFP | 16,48    |          | LR        | 14,76    |         | RN      | 52,03   |         | HOR     | 47,97   |

### Liste des maires
Liste de l'ensemble des maires qui se sont succédé à la mairie de la commune :
| Période                                  | Période      | Identité         | Étiquette   | Qualité                                                       |
| ---------------------------------------- | ------------ | ---------------- | ----------- | ------------------------------------------------------------- |
| 1959                                     | 1975         | Raymond Sarbach  |             | Pharmacien                                                    |
| 1975                                     | 1979         | Maurice Lagrange | DVD         | Conseiller général (1973-1979)                                |
| 1979                                     | 1989         | Jean Decomble    |             |                                                               |
| 1989                                     | 2008         | Noël Ravassard   | PS puis DVG | Conseiller général (1979-1998), député (1980-1988)            |
| 2008                                     | 2016 (décès) | Yves Clayette    | UMP puis LR | Conseiller général (1998-2015) puis départemental (2015-2016) |
| 2016                                     | En cours     | Patrick Mathias  | LR          | Cadre dans l'informatique                                     |
| Les données manquantes sont à compléter. |              |                  |             |                                                               |

### Intercommunalité
Jusqu'au 31 décembre 2016, Châtillon appartenait à la communauté de communes Chalaronne Centre qui avait été créée en 1994. Depuis le 1er janvier 2017, la commune est intégrée à la communauté de communes de la Dombes qui regroupe l'ancienne intercommunalité à celle du canton de Chalamont et Centre Dombes. Le siège est fixé dans la commune.
La commune étant traversée par la Chalaronne, elle appartient au syndicat des rivières des territoires de Chalaronne dont le siège est situé le long de l'avenue Dubanchet. Le travail de cette organisation est de surveiller la qualité des eaux du bassin, de préserver les zones humides ou de remettre en état certains ouvrages.
Enfin, comme la totalité des communes du département de l'Ain, la petite ville appartient au syndicat intercommunal d'énergie et de e-communication de l'Ain, organisation fondée le 11 mars 1950. Le syndicat est compétent dans la gestion des réseaux d'électrification, de gaz, de l'éclairage public, de la communication électronique. En plus de ces compétences, la structure accompagne les communes pour qu'elles puissent maîtriser leur consommation d'énergie, gère un système d'information géographique et a mis en place dans le département, par l'intermédiaire de sa régie Réso-Liain, un réseau de fibre optique pour avoir accès à Internet à très haut débit.

### Jumelages
| \| Colceag Wächtersbach Châtillon-sur-Chalaronne \| Localisation des communes européennes jumelées. |
| Colceag Wächtersbach Châtillon-sur-Chalaronne                                                       |

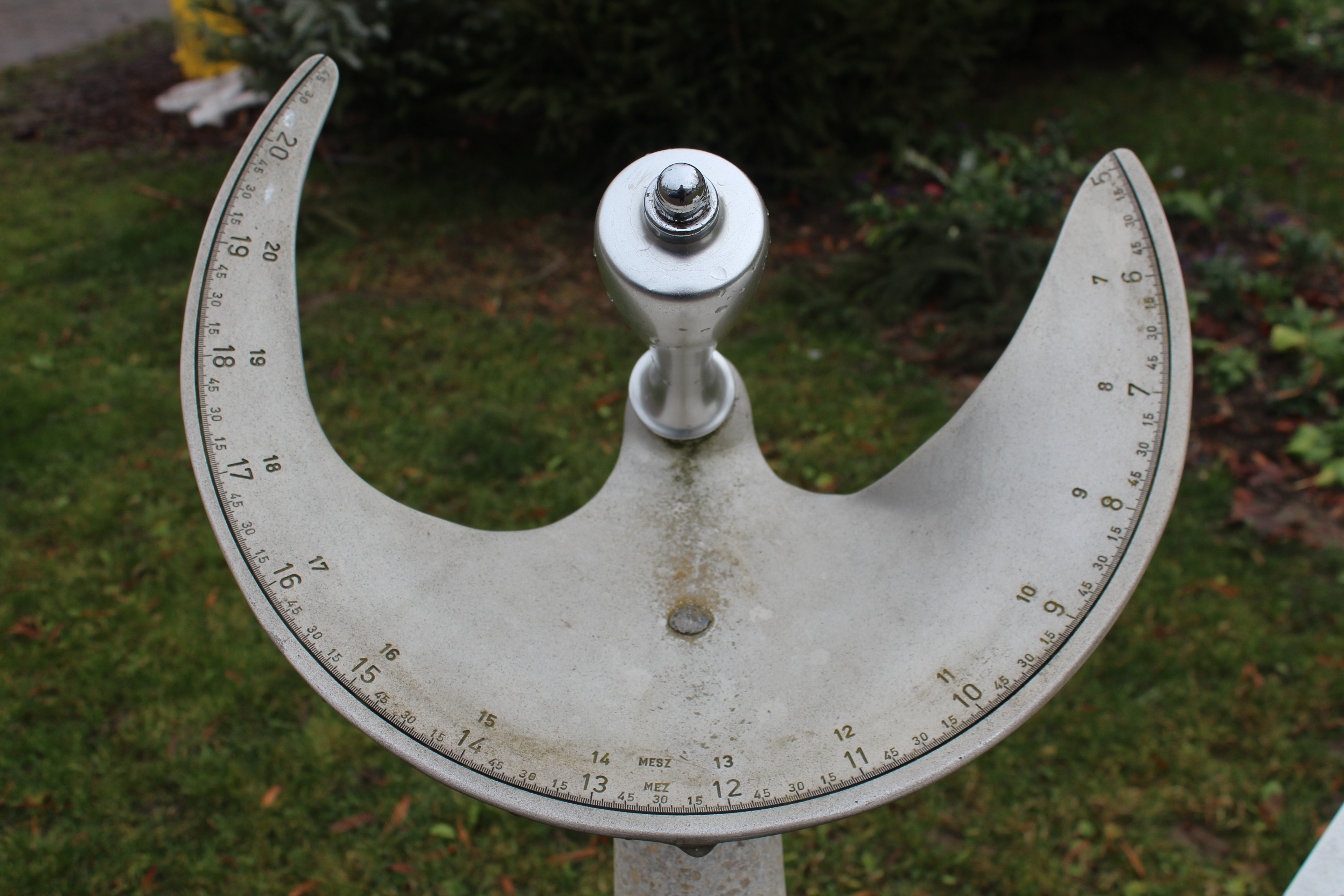
Cadran solaire offert par Wächtersbach à l'occasion des 20 ans de jumelage.

Un jumelage entre Châtillon-sur-Chalaronne et Wächtersbach en Allemagne, a été officialisé le 18 juillet 1964 faisant suite à des échanges scolaires entre les deux communes engagés dès 1962 ainsi qu'à la signature d'un premier acte de jumelage le 20 juillet 1963. En juin 1999, les communes de Baneins et de Vonnas ont été associées à celui-ci.
En 1990, un partenariat est lancé entre la commune de la Dombes et le village roumain de Colceag à l'époque où l’association Opération Villages Roumains mobilisait des communes françaises et lançait des opérations de parrainages afin de soutenir des villages menacés par le régime de Ceaucescu. En décembre 2001, l’association Amitiés Colcéag est créée ainsi que l'association Maintenance Mécanique et Coopération Internationale mise en place au sein du lycée professionnel. C'est ainsi que, le 10 juin 2002, le conseil municipal de Châtillon-sur-Chalaronne décide d’officialiser ses relations avec Colcéag par le biais de la signature d’une convention de jumelage. Celle-ci si fit le 11 octobre 2002 à Châtillon et le 31 août 2003 à Colcéag.
Le dernier partenariat avec une autre commune date de 2003 et a été signé avec le village malien de Goundam. Tout commence en 1984, lorsque la région Rhône-Alpes décide de se montrer solidaire face la sécheresse au Sahel en participant à l’envoi d’un convoi humanitaire à Léré et à l’action sanitaire d’urgence conduite par l'institut Bioforce à Lyon. Le maire de l'époque, Noël Ravassard, était membre de la commission Relations Internationales au Conseil régional de Rhône-Alpes et suivait le dossier du Mali depuis 1992. En 1994, une première convention de coopération décentralisée a été signée à Tombouctou entre la région Rhône-Alpes et celle de Tombouctou. Une mission effectuée au Mali, en mars 2003 a resserré les liens entre les deux régions et a permis la signature de convention de coopération décentralisée entre Châtillon et Goundam.

## Population et société

### Démographie
L'évolution du nombre d'habitants est connue à travers les recensements de la population effectués dans la commune depuis 1793. Pour les communes de moins de 10 000 habitants, une enquête de recensement portant sur toute la population est réalisée tous les cinq ans, les populations de référence des années intermédiaires étant quant à elles estimées par interpolation ou extrapolation. Pour la commune, le premier recensement exhaustif entrant dans le cadre du nouveau dispositif a été réalisé en 2007.
En 2022, la commune comptait 5 154 habitants, en évolution de +5,49 % par rapport à 2016 (Ain : +5,15 %, France hors Mayotte : +2,11 %).
| 1793  | 1800  | 1806  | 1821  | 1831  | 1836  | 1841  | 1846  | 1851  |
| ----- | ----- | ----- | ----- | ----- | ----- | ----- | ----- | ----- |
| 2 179 | 3 119 | 3 194 | 2 759 | 2 638 | 2 814 | 3 236 | 3 424 | 3 533 |

| 1856  | 1861  | 1866  | 1872  | 1876  | 1881  | 1886  | 1891  | 1896  |
| ----- | ----- | ----- | ----- | ----- | ----- | ----- | ----- | ----- |
| 2 874 | 3 004 | 3 046 | 2 763 | 3 090 | 2 890 | 2 840 | 2 956 | 2 813 |

| 1901  | 1906  | 1911  | 1921  | 1926  | 1931  | 1936  | 1946  | 1954  |
| ----- | ----- | ----- | ----- | ----- | ----- | ----- | ----- | ----- |
| 2 902 | 2 901 | 2 858 | 2 660 | 2 732 | 2 653 | 2 606 | 2 474 | 2 493 |

| 1962  | 1968  | 1975  | 1982  | 1990  | 1999  | 2006  | 2007  | 2012  |
| ----- | ----- | ----- | ----- | ----- | ----- | ----- | ----- | ----- |
| 2 608 | 2 678 | 3 241 | 3 518 | 3 786 | 4 137 | 4 813 | 4 904 | 4 957 |

| 2017  | 2022  | - | - | - | - | - | - | - |
| ----- | ----- | - | - | - | - | - | - | - |
| 4 859 | 5 154 | - | - | - | - | - | - | - |

### Enseignement
La ville compte une école maternelle et une école primaire, toutes deux publiques. Il y a également à Châtillon-sur-Chalaronne, un collège public et un lycée professionnel (Georges-Charpak, spécialisé dans les Métiers de la Maintenance des Engins Mécaniques).
Concernant l'enseignement privé, se trouvent dans la ville, une école maternelle, une école primaire et un collège, tous trois dépendants de l'enseignement privé catholique.
L'école (et collège) Saint-Charles est privée ; le collège Eugène-Dubois est lui, public.

### Manifestations culturelles et festivités
- Tous les ans depuis 1987 se tient, à l'Ascension, le festival national de théâtre contemporain amateur[89]
- En 2023, la commune accueille le départ de la 13e étape du Tour de France[90].

## Culture locale et patrimoine
Le village adhère à l'association des plus beaux détours de France.
Ses halles, son église, ses sites touristiques et les étangs environnants sont des lieux de promenade très agréables.
Le nom de la ville est évoqué dans le film Un prince (presque) charmant de Philippe Lellouche dans une scène qui semble avoir été tournée à l'entrée du village.

### Monuments civils

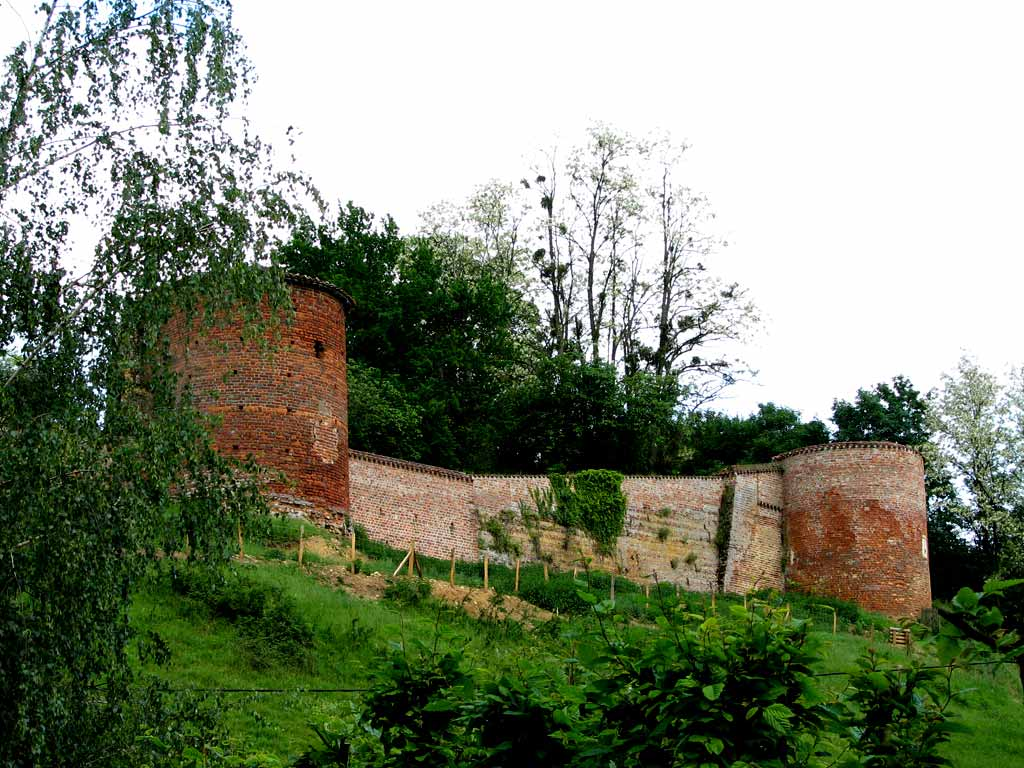
Les vestiges du château de Châtillon-sur-Chalaronne.

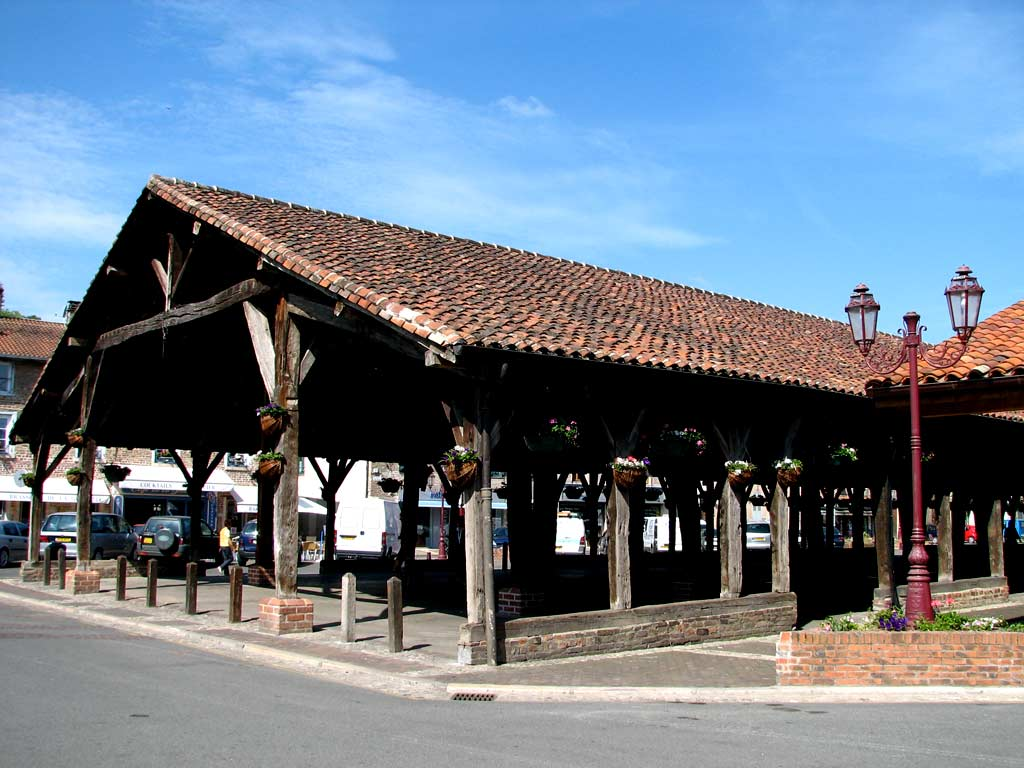
Les halles de Châtillon-sur-Chalaronne.

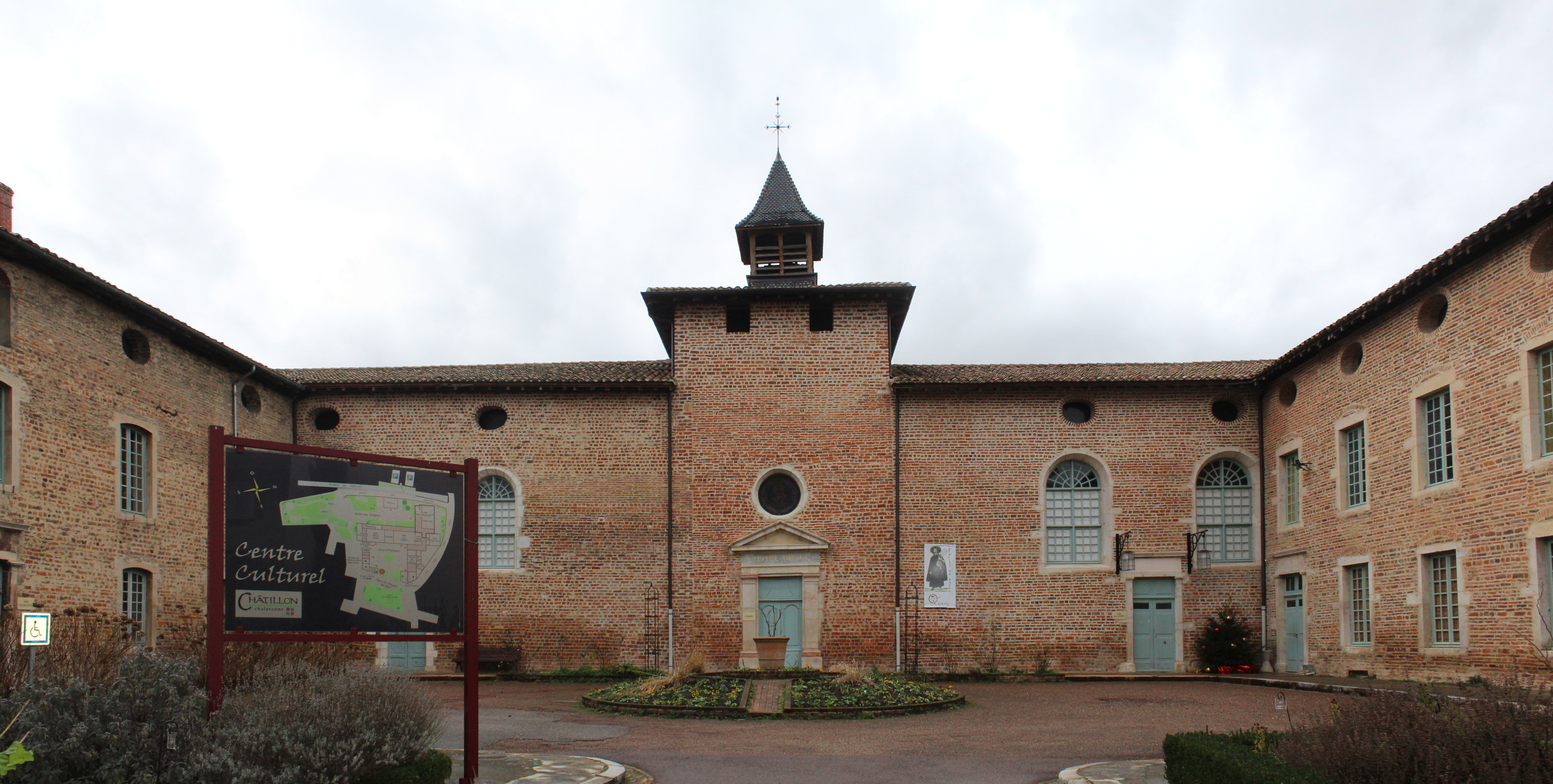
L'hospice de Châtillon-sur-Chalaronne.

#### L'ancien château
Construit par les seigneurs de Châtillon, le château est cité depuis le XIe siècle ; sa chapelle dédiée à la Vierge est citée depuis le XIIe siècle. Il voit naître saint Étienne de Châtillon, futur chartreux. Il échoit en 1272 aux comtes de Savoie qui lui trouvent un intérêt stratégique non négligeable, et la dimension des bâtiments leur permet d’y donner des réceptions.
En 1598, Henri IV déclare la guerre à la Savoie. La Bresse est envahie et le château de Châtillon rasé. Il ne reste plus alors que l’enceinte avec sa porte d’entrée en arc brisé et les fondations de quatre tours sur les sept qu’elle comptait à l’origine.
Un gros travail de réhabilitation a permis de relever les quatre tours et de sécuriser le site qui offre aujourd’hui une vue exceptionnelle lorsqu’on arrive par la D 936 (Bourg-en-Bresse - Villefranche-sur-Saône). L'été de nombreux spectacles à caractère historique y sont donnés. Afin de profiter encore mieux de ce site, la ville a aménagé un sentier piétonnier autour du vieux château.
L'ancien château est inscrit au titre des monuments historiques depuis le 22 février 1927.

#### Les halles
La maison du marché a été remplacée en 1440 par des halles à l’allure de cathédrale : 80 m de long, 20 m de large et 10 de haut. Le bâtiment partagé en trois travées est soutenu par d’énormes piliers de chêne sur lesquels repose la charpente également en chêne.
Détruites en partie en 1670 par un incendie, elles seront reconstruites à l’identique en 1672 grâce à la générosité de Mlle de Montpensier comtesse de Châtillon, qui autorisa les habitants à prendre le bois nécessaire dans sa forêt de Tanay.
Elles accueillent, tous les samedis matin, le marché aux produits frais et servent de refuge aux manifestations de plein air surprises par les intempéries.
Cet édifice médiéval, l’église Saint-André-et-Saint-Vincent-de-Paul et les maisons à colombage de la place ainsi que celles de la rue Commerson constituent le cœur de la vieille ville.
Le bâtiment des halles du XVIIe siècle est classé au titre des monuments historiques depuis le 14 novembre 1988.

#### La porte de Villars
La porte de Villars est inscrite au titre des monuments historiques depuis le 13 juillet 1926.

#### L’hôtel de ville
À l'origine, ce bâtiment abritait un couvent.

#### Maison de Saint-Vincent de Paul
Devenue maison des Illustres. De passage à Châtillon, saint Vincent de Paul y résida en 1617. L’original du règlement de la Confrérie est aujourd’hui conservé dans la chapelle qui était à l’origine sa chambre.

#### L'hospice
L'hospice, ancien hôpital (construit en 1727 en remplacement d'un bâtiment plus ancien), abrite de nos jours le musée « Tradition et Vie » qui expose des faïences de Meillonnas et un triptyque , est classé au titre des monuments historiques depuis le 25 novembre 1982.

#### Maisons à colombages
La vieille ville recèle de nombreuses maisons à colombages et la maison de saint Vincent de Paul. On en trouve dans toute la vieille ville et en particulier place des Halles, mais aussi rue Commerson ou place-Saint-Vincent-de-Paul, où se trouve le grenier à sel (devenu cabinet radiologique). La rue Barrit abrite également quelques maisons construites selon cette technique qui consistait à bâtir une armature en bois et à remplir les espaces avec les matériaux les plus divers : branches, argile ou pierres. Le service territorial de l'architecture et du patrimoine veille à la qualité de la réhabilitation de ces immeubles.

### Monuments religieux

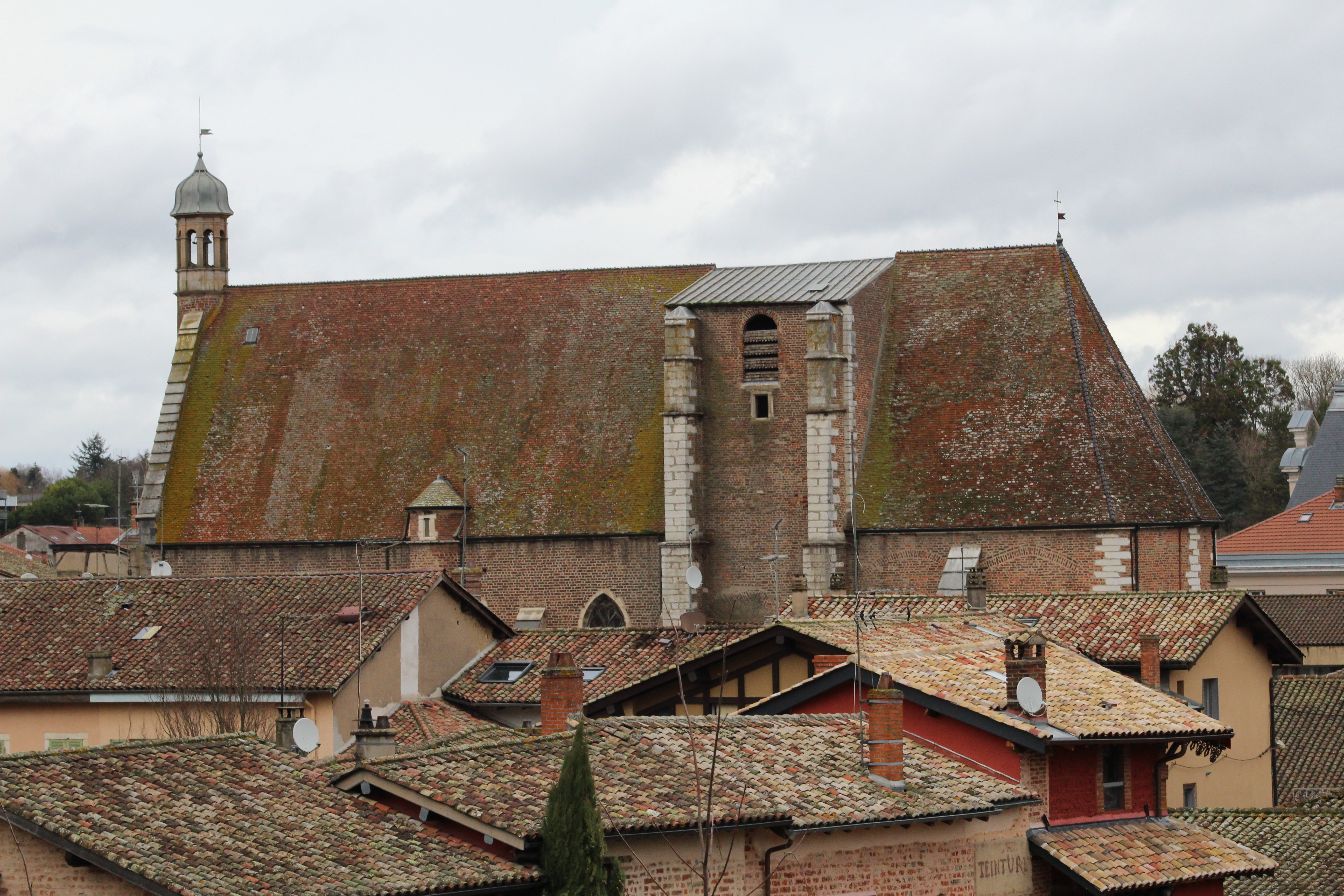
Vue du toit de l'église Saint-André-et-Saint-Vincent-de-Paul.

- L'église Saint-André-et-Saint-Vincent-de-Paul fait l’objet d’un classement au titre des monuments historiques depuis le 14 avril 1909[99].
- Chapelle du Sacré-Cœur du prieuré Saint-Vincent-de-Paul[100].

### Patrimoine culturel
- Le musée du train miniature présente 1 km de voie à l'échelle HO, mettant en scène de nombreux sites réels ou imaginaires entre les Alpes, Lyon et la Méditerranée. Un des plus beaux spectacles miniatures d’Europe. Il met en scène la circulation ferroviaire et routière, les centaines de scènes animées par des autoroutes et les milliers de personnages entre les Alpes, Lyon et la Méditerranée.
- Musée Tradition et Vie : lieu de mémoire et de transmission des traditions, savoir-faire, gestes et pratiques sociales de la Bresse et de la Dombes au début du XXe siècle. À travers le personnage de Marie, une petite Bressane, venez revivre le quotidien d’une famille rurale de l’époque. Cinq mille objets anciens parfaitement conservés et regroupés selon des scènes traditionnelles, vous plongeront, le temps de la visite, dans les campagnes d’antan.
- Apothicairerie : ancien hôpital de Châtillon-sur-Chalaronne datant de 1814, aujourd’hui transformé en centre culturel. Ouverte au public jusqu’à la dernière guerre, l’apothicairerie conserve une collection rare de 120 pots en faïence de Meillonnas

### Patrimoine naturel
Arboretum : Site remarquable, cet arboretum surprend par sa grandeur et par la diversité des arbres qu’il abrite. Toute l’année, ses 12 hectares sont ouverts pour faire découvrir 350 variétés d’arbres du monde entier, de même que des espèces rares comme l’arbre aux mouchoirs ou bien le buisson pleureur de perles. Au cœur de l’arboretum, il y a un joli plan d’eau.

### Personnalités liées à la commune

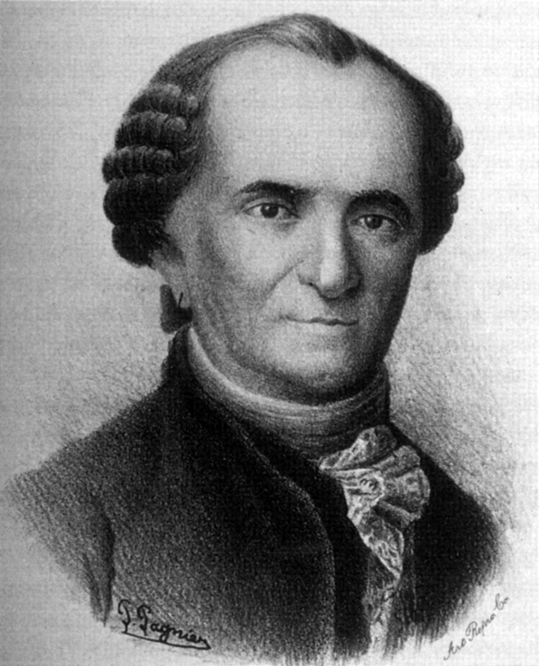
Portrait de Philibert Commerson.

#### Naissance dans la commune
- Étienne de Châtillon (1155-1208), saint chartreux fêté le 7 septembre.
- Philibert Collet (1643 - 1718), jurisconsulte, historien, botaniste et poète, premier syndic de la ville en 1771[101].
- Philibert Commerson (1727-1773), botaniste français qui prit part au « voyage autour du monde » de Louis-Antoine de Bougainville, en 1767 et 1768[102].
- Joseph Folch de Cardon de Sandrans (1739-1799), officier et homme politique, député en 1789-1791.
- Antoine Marie Cerisier[103] (1749-1828), journaliste, homme politique et historien né à Châtillon-lès-Dombes.
- Christophe Martin (1791-1866), né à Châtillon-sur-Chalaronne, homme politique, maire de Lyon, député du Rhône.
- Georges Lagrange (1929 - 2014), évêque de Gap.

#### Autres personnalités
- Saint Vincent de Paul (1581 - 1660), curé de Châtillon-sur-Chalaronne et fondateur de la confrérie de la Charité en 1617.
- Samuel Guichenon (1607 - 1664), historien de la maison de Savoie, dont la famille est originaire de Châtillon-sur-Chalaronne.
- Jeanne Barret (1740-1807), collaboratrice de Commerson, première Française à avoir réalisé le tour du monde.

### Héraldique
| Armes de Châtillon-sur-Chalaronne | La commune de Châtillon-sur-Chalaronne porte : Écartelé de gueules et d'azur, à la croix d'argent brochant, chargée en cœur d'une étoile aussi de gueules. |

### Labels
La commune de Châtillon-sur-Chalaronne possède ces différents labels :
- Station Verte depuis 1970 ;
- Site remarquable du goût depuis 1995 ;
- Plus Beaux Détours de France depuis 1998 ;
- Ville et Métiers d’Art : label qui témoigne de la diversité et de la qualité du travail des artisans d’art) ;
- En 2014, la commune de Châtillon-sur-Chalaronne bénéficie du label « ville fleurie » avec « 4 fleurs » attribuées par le Conseil national des villes et villages fleuris de France au concours des villes et villages fleuris[105].